# 沖縄本島のバス路線
沖縄本島のバス路線（おきなわほんとうのバスろせん）では、沖縄本島（沖縄本島と橋でつながっている島を含む）で運行している、及び運行していたバス路線についてまとめている。

## 概説

### 路線バスの運行
沖縄本島における路線バスは、主に琉球バス交通（旧・琉球バス）、沖縄バス、那覇バス（旧・那覇交通（銀バス））、東陽バスの4社により運行されている。以下、本記事中で「4社」とは上記の4社を指す。
4社以外が有償で運行する路線バスとしては以下のものがある。
- うるま市有償バス - 平安座総合開発（うるま市から委託）
- 国頭村営バス - 国頭村（自家用有償旅客運送）
- 空港線・四島線 - やんばる急行バス[1]
- 沖縄エアポートシャトル - 沖縄エアポートシャトル有限責任事業組合（北部観光バスなどが出資）
- 北谷ライナー・美ら海ライナー・パルコシティシャトルバス - カリー観光
- ハーレーエクスプレス・ウミカジライナー・琉球ホテルエアポートリムジン・瀬長島ホテルエアポートリムジン・北谷直行シャトルバス - 東京バス沖縄営業所

4社が実際の運行業務を行うが、市町村が運行主体となっているコミュニティバスとしては以下のものがある。
- 読谷村「鳳バス」
- 沖縄市循環バス
- 中城村「護佐丸バス」
- 南城市「Nバス」
- 北谷町「Cバス」
- 北中城村「グスクめぐりん」
- 名護市「なご丸」

なお、東村では2018年10月1日より村内の一般路線バスがすべて廃止となり、村営の無料コミュニティバスで代替したため、4社の路線がなく、運賃を収受する路線バスもまったく運行されていない。東村以外の沖縄本島内の全市町村に4社いずれかのバス路線が通っている。

### 系統番号・路線
4社が運行するすべての一般路線に系統番号が付けられている。系統番号・路線名の体系は主要4社間で統一されており、系統番号が同じならば運行している会社が違っていても起終点は同じである。ただし同一路線であっても便によって一部の区間の経路が異なることがある。その場合、枝番などは使用されず、前面窓の上部・下部に経由地名の書かれたプレートを掲示している（那覇市中心市街部の経由地については#那覇市中心市街地の経路を参照）。
那覇市内のみを運行する那覇市内線（市内線）と、那覇市内と那覇市外の間、もしくは那覇市外のみを運行する那覇市外線（市外線）がある。ただし、那覇市外であっても那覇市中心部にごく近い一部の場所では市内線が通っている（例：豊見城市の真玉橋、南風原町の新川営業所）。市内線は大半の路線を那覇バスが運行するが、18番のみ沖縄バスが運行する。市外線は全4社が運行する。系統番号が1番から19番までの番号は市内線、20番以上の番号は市外線である。
路線が新設される際にはその時点でどの会社も使っていない番号が系統番号として付けられる。路線名表記が統一されていない路線もあるが、系統番号が同じであれば同じ路線である（17番の例：石嶺線、石嶺開南線、石嶺（開南）線など）。

#### 沖縄自動車道経由の路線
111番をはじめ沖縄自動車道を経由する路線がある。これらはいずれも予約不要で、クローズドドア区間がないため那覇市内などのごく短距離での利用も可能である。乗降方法などは市外線と同じであるが、運賃体系が異なる。空港リムジンバスや4社以外が運行するバス路線には、一部区間でクローズドドアシステムを採用する路線がある。

#### 派生路線の系統番号
おもろまち駅前広場を発着する市外線がある。これらの市外線には200番台の番号が付けられており、ほとんどの場合、元となる路線の系統番号に200を足したもので、路線名も○○線→○○おもろまち線となる（例：23番具志川線→223番具志川おもろまち線など）。このうち国道58号経由で本島中北部とおもろまち駅前広場を結ぶ路線は、上之屋以北の経路は元となる路線と同一である。また256・297番など、てだこ浦西駅を発着する路線も同様に基本系統に200を足した番号が与えられている。また、それ以外に片側の発着地のみが異なり経路がほぼ同一など、基本系統の派生路線の場合に、基本系統の番号に100や300、400を足して系統番号とする場合がある（例：38番志喜屋線→338番斎場御嶽線など）。

#### 基幹急行バス「でいごライナー」
過去にも主要系統の一部で、一部バス停のみ停車する特急バス・急行バスを運行していたことがあったが、現在は2019年9月から12月にかけて順次本格運行を開始した、那覇バスターミナル - コザ間で通過運行を行う基幹急行バス「でいごライナー」 が平日ダイヤ時のみ、4系統合計でコザ方向13本・那覇方向16本運行されている。それぞれ23番・27番・31番の急行運転となるが、一部区間で各停便と経路が異なる27番・31番はそれぞれ777番・331番の別番号が与えられている。4系統それぞれ那覇 - コザ間の経路および停車バス停は同一で、那覇バスターミナル - 県庁北口 - 沖縄タイムス前（2022年6月30日までは農林中金前） - 泊高橋 - 上之屋 - SCSK沖縄センター前 （2022年12月25日までは第二城間）- 宇地泊 - 伊佐 - 新城 - 普天間 - 比嘉西原 - 山里 - 中の町 - 胡屋 - コザの各バス停に停車し、23番はコザ以遠も通過運行（後述）、残る系統はコザ以遠各停運行となる。
2025年1月19日のダイヤ改正までは77番にも基幹急行バスの設定があった。

### 運賃
4社の路線については、同一経路・同一区間であれば、どの会社・路線でも運賃は同じである。しかし、乗降地が同一であっても、経路が異なる場合は、運賃も異なることがある。
那覇市内では那覇市内均一運賃区間が定められ、市内線・市外線に関わらず原則260円の均一方式である。ただし那覇市内にあっても均一区間外の停留所（例：仲井真）があるほか、上述の那覇市外の市内線運行区間は那覇市内同様に均一運賃となる。路線によっては別の運賃体系が設定されており、那覇市内であってもこれより安い運賃になる区間がある。
那覇市外では、初乗り190円で乗車距離に応じて運賃が上がる多区間方式である。なお、105番のみ、市外線であるが全線均一運賃が設定されている。
4社路線では現金払いのほかに以下の方法で利用できる。
- OKICA - ICカード乗車券。4社のバスと沖縄都市モノレール（ゆいレール）、コミュニティバスのうちNバスで利用可能。
- 定期券 - 発行会社のバスでのみ利用できるが、共同運行路線がある区間では共同運行会社同士で定期券が共通化されている。2015年8月27日よりOKICAに搭載しての発売となった。
- 一日乗車券 - 那覇バスが那覇市内均一運賃区間を対象とした一日乗車券を発売しているほか、日や会社によっては那覇市外でも利用できる一日乗車券もある。
- iD（おさいふケータイ・カード式とも） - 那覇バスの市内線で利用できる。(システム更新で順次廃止)

なお沖縄都市モノレールが導入したSuicaや交通系ICカード全国相互利用サービスによってSuicaと相互利用可能なICカードでの乗車はできない。
4社共通で区間を指定しない金額式回数券は「市内線」（那覇市内均一運賃区間内でのみ使用可）、「市外線」（市外線のみ使用可）、「高速用」があり、それぞれ10回分と50回分の回数券が設定されていたが、OKICAの導入により、111番高速バス用回数券を除き、2015年4月26日限りで発売を、2016年3月31日限りで取扱いを、同年6月30日限りで払い戻しを終了した。
4社以外のバスやコミュニティバスはそれぞれ独自の運賃体系・回数券・定期券等が設定されている。

### 乗降方式
基本的には市内線が全区間均一運賃・前乗り後降り前払い（前扉から均一運賃を支払って乗車し、中央扉または後扉から降車する）方式、市外線は地帯制運賃・前乗り前降り後払い（前扉から整理券を取って乗車し、降車時に整理券番号に応じた運賃を支払い前扉から降車する）方式であるが、市内線については事業者・路線再編との関係により従来からの那覇交通→那覇バスのほかに沖縄バスも市内線を担当するようになったことなどで一部変更がなされ、10・12番が後乗り前降り後払い（中央扉または後扉から整理券を取って乗車し、降車時に整理券番号に応じた運賃を支払い前扉から降車する。ただし12番は均一運賃のため整理券は出ない）方式、18番は首里地区で運賃が異なるため市外線と同じ前乗り前降り後払い、その他が前乗り後降り前払いとなっている。市外線のうち105番は前乗り前降り前払い（前扉から均一運賃を支払って乗車し、前扉から降車する）となっている。
また、路線図によっては市外線である101番を市内線として案内している（前身が市内線であり、国際通りで市内線停留所に停車するため）。
琉球バス交通と東陽バス、2022年4月以降の沖縄バス（上記の通り18番も含む）は担当するすべての路線が地帯制運賃・前乗り前降り後払いである（ただし琉球バス交通は前述の105番を除く）。那覇バスの乗降方法については那覇バス#乗車方法などを参照。

### 那覇市中心市街地の経路

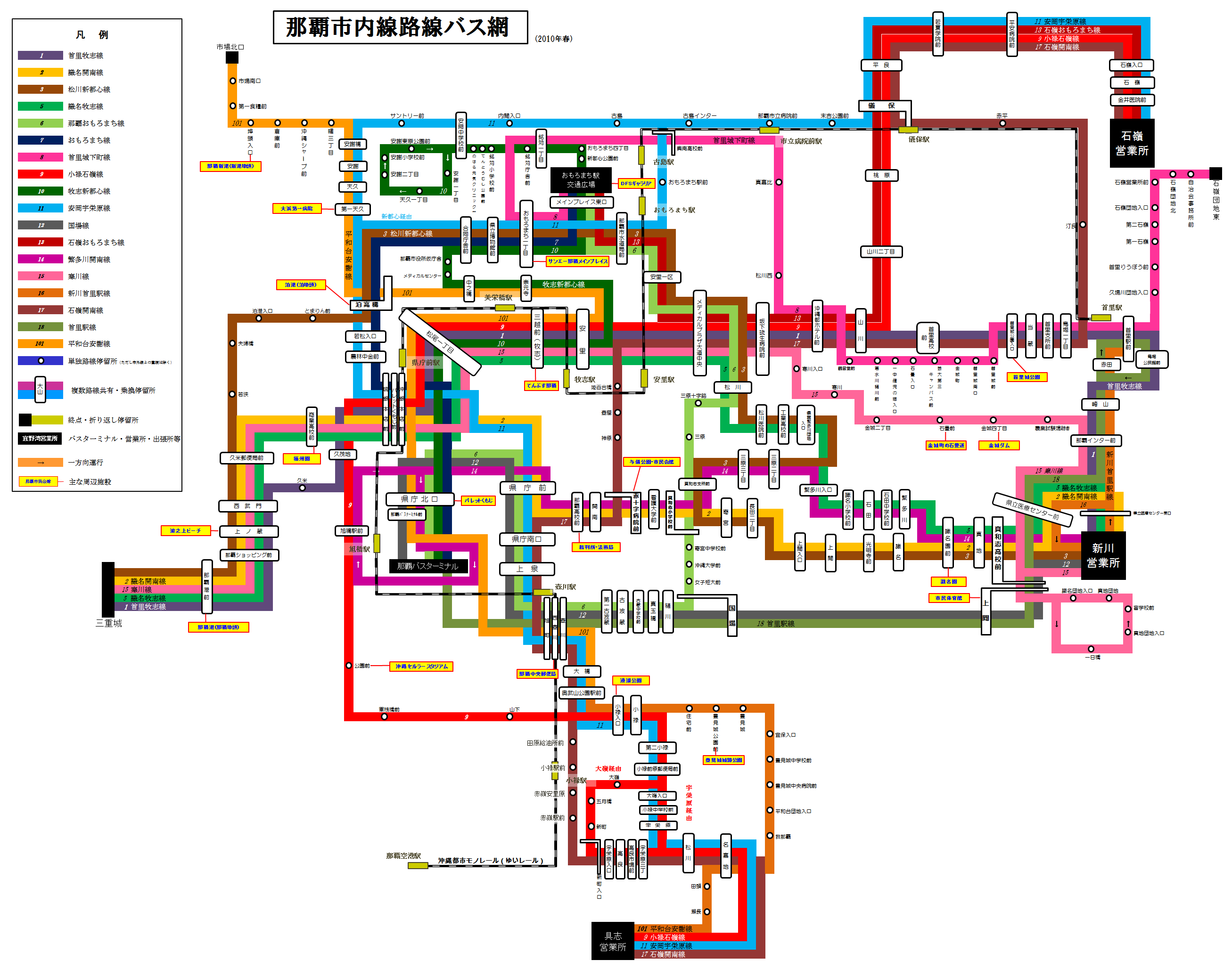
那覇市バス路線網（市内線および一部の市外線）

那覇市の中心市街地（県庁前、松尾、牧志、美栄橋、久茂地付近）を発着・経由する路線では、以下の経路がある。
- 牧志経由（国際通り経由） - 松尾・牧志・国際通り経由
- 開南経由 - 開南・与儀十字路経由
- 美栄橋経由 - 美栄橋駅前経由
- 久茂地経由 - 国道58号・沖縄タイムス前経由
- 国場経由 - 壺川・古波蔵・国場経由

同一路線であっても便により中心市街地内の経路は異なることがある。県庁周辺の県庁前、県庁北口、沖銀本店前、パレットくもじ前、県庁南口のいずれかには停車する。
国際通りでは市内線と市外線は異なるバス停に停車する。また、毎週日曜日の12時から18時は国際通りがトランジットモールとなるため、その時間帯は10番を除きどの路線も国際通りを経由せず開南・久茂地・美栄橋を経由する。このため路線によっては一部の便の時刻が日曜と祝日で異なる場合がある。
なお、3番、18番、111番・117番高速バスなど、県庁周辺を通らない那覇市中心市街地・那覇バスターミナル発着の路線もある。

## 沖縄本島の路線バスの歴史

### 戦前

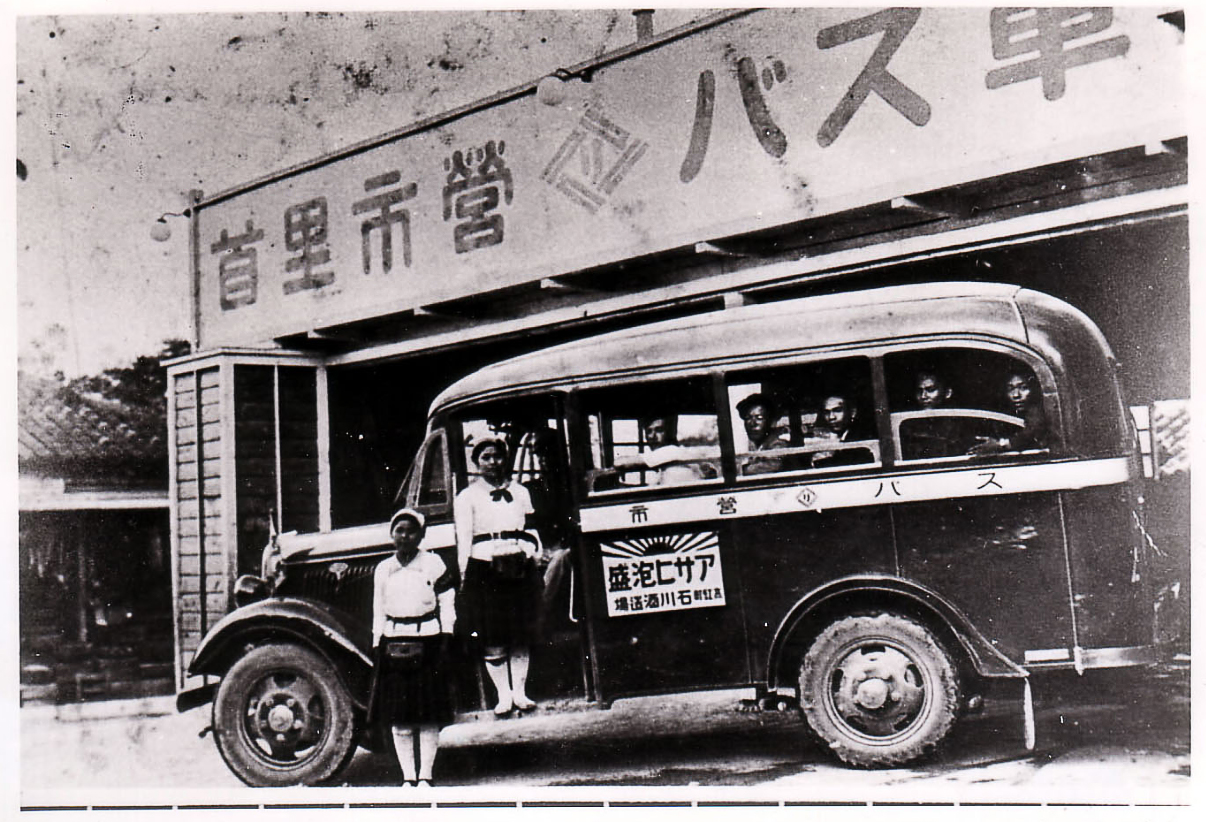
首里市営バス

アメリカから帰国した名護出身の山入端隣次郎が1917年9月に沖縄自動車を設立し、T型フォードを導入し、現在の国道58号にあたる国頭街道経由で那覇 - 名護間を結ぶバスの運行を開始したのが沖縄本島のバス事業の始まりである。その後、複数事業者が那覇 - 名護間でバスの運行を開始し、のちに他の区間にも路線が開設され、1933年には那覇市と首里を結ぶ路面電車を運行していた沖縄電気軌道を休止に追い込むなど発展した。中でも首里市は1935年1月に沖縄本島唯一の市営バスを設立し、那覇 - 首里間で運行した。
1940年には沖縄本島内のバス事業者10社、バス台数130台を数えた が、1945年、沖縄戦により、沖縄本島のバス事業はすべて消滅した。

### 米軍統治時代

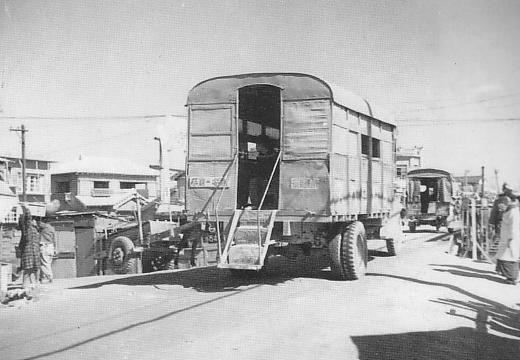
戦後使用されたGMCトラック改造バス

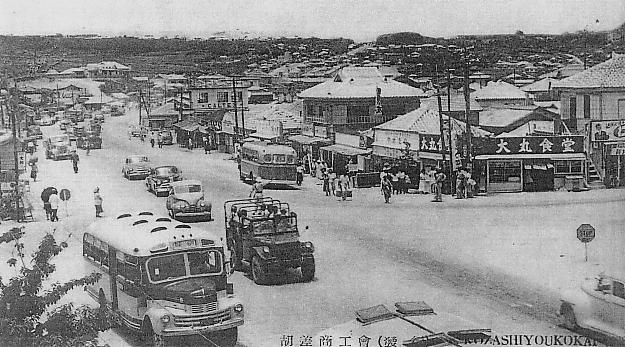
米軍統治時代のコザ十字路

戦後の1947年8月に米軍政府運営の公営バスが運行開始された。島尻一周線、名護西線、名護東線、瀬嵩線、与勝線、辺土名線、本部半島一周線の7路線を設定し、米軍より払下げのGMCトラック20台を改造して使用した。
1950年4月1日には公営バスが民営化され沖縄バスが設立された。同年から翌1951年にかけてガリオア資金により日本からバス59台が輸入されたほか、多数のバス事業者が設立され、1951年末の時点では沖縄本島内に14社のバス事業者が存在していた。翌1952年から1954年にかけて合併が進み6社に集約されたのち、1964年には昭和バスが青バスを吸収合併して琉球バスとなり、この時点で沖縄本島内のバス事業者は琉球バス・沖縄バス・那覇交通・東陽バス・首里バスの5社となった。
1950年代には沖縄本島内各地にバスターミナルも設置され、那覇バスターミナル・石川バスターミナル（現在廃止）・屋慶名バスターミナル・読谷バスターミナル・名護バスターミナル・久志バスターミナル（現在廃止）などが開設された。

### 沖縄復帰後から2000年まで

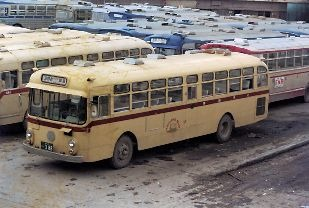
沖縄返還後、右側通行時代の沖縄バス

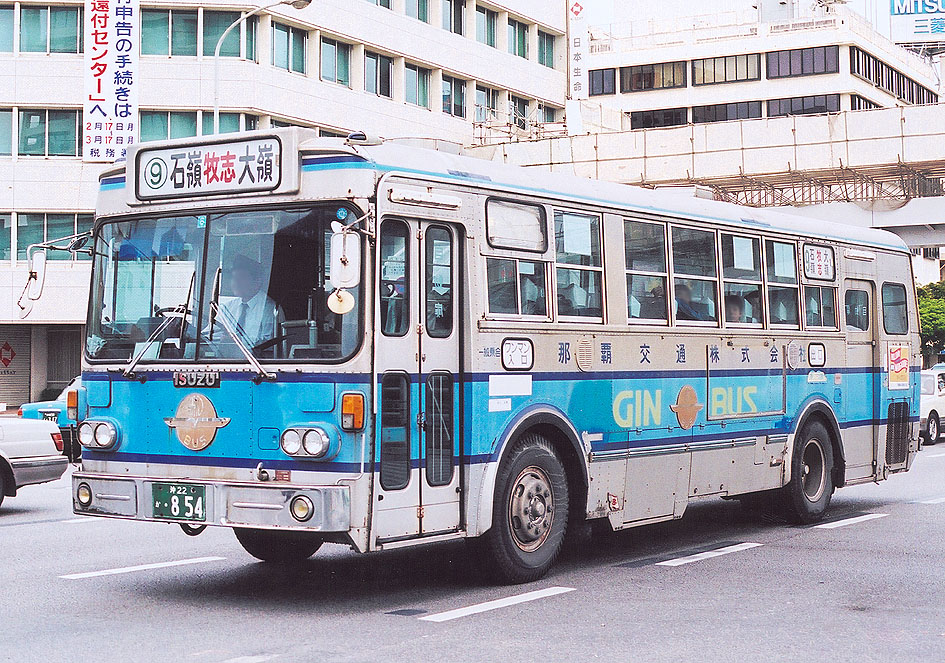
730車（那覇交通）

1972年5月15日に沖縄の復帰により沖縄の通貨が米ドルから日本円となったため、バス運賃もドルから円に変更された。移行のため、5月15日・16日はドル、17日以降は円で運賃を支払うようお願いを掲示した。
1974年8月1日に那覇交通が首里バスを吸収合併したことで沖縄本島内の路線バス事業者は琉球バス・沖縄バス・那覇交通・東陽バスの4社となり、那覇市内線全線が那覇交通による運行に一本化された。
1975年7月から翌1976年1月にかけて開催された沖縄国際海洋博覧会期間中には4社で海洋博直行バスを運行している。

1978年7月30日には沖縄県内の道路が米軍統治時代以来の右側通行から左側通行へ切り替えられた（730）。これにより、バスはそれまでの左ハンドル・右側出入口から、右ハンドル・左側出入口の車両に移行した。これに合わせて従来車両の一部が改造されたほか、国庫補助もあり多数の新車（730車）が導入された。
1990年代に入り、それまで琉球バスと沖縄バスが別々に重複して運行していた北部支線（名護 - 本島北部各地）、糸満線（那覇 - 糸満）、読谷線（那覇 - 読谷）、名護西線（国道58号経由那覇 - 名護）が順次両社の共同運行 に切り替えられている。

### 2000年代 - 現在
2000年代には規制緩和を受けて既存4社以外の民間バス事業者による路線バスの運行が開始された。北部観光バスは那覇空港リムジンバスへ参入し（現在は撤退）、自家用有償運送であったうるま市有償バスは運行を担当する平安座総合開発が乗合バスの許可を取得して乗合バス化された。
一方、既存4社のうち、沖縄バスを除く3社が2000年代に相次いで倒産し、東陽バスは会社分割を行い同名の新会社を設立、那覇交通・琉球バスは第一交通産業グループに事業譲渡し那覇バス・琉球バス交通となった。
2003年8月10日には戦後初の沖縄本島の鉄道路線である沖縄都市モノレールが開業し、それにあわせてバス路線もモノレール駅に接続する路線を運行開始したり、一部の路線を廃止したりするなど大幅に再編された。
730車は導入後20年以上が経過した2000年の時点でも4社全社に多数が残っていたが、首都圏・近畿圏などの各社からの移籍車が大量に導入されたため、沖縄バスと東陽バスの保存車各1台を除き2000年代に全廃された。それらの移籍車も、バリアフリーの観点から2013年より県の補助を得てノンステップバスの新車が導入されたこともあり、一部は代替廃車されている。
2009年に読谷村で運行開始された鳳バスをはじめ、いくつかの市町村ではコミュニティバスも導入されている。
2010年代より国内外からの観光需要の増加に伴い、那覇空港・那覇市街地と沖縄本島中北部の観光地・リゾートホテルを結ぶ路線が相次いで開設されている。2013年には那覇市と本部半島を結ぶ「やんばる急行バス」が運行開始されたのに続き、2015年には那覇空港リムジンバスEエリア、2017年には117番高速バス、2018年には沖縄エアポートシャトル、2019年には美ら海ライナーがそれぞれ運行開始された。これらの路線が運行開始されたことにより、かつては直行の路線バスがなかった那覇空港・那覇市街地と沖縄美ら海水族館の間には、多種・多数の路線バスが運行されるようになっている。

### 年表
- 1917年9月 山入端隣次郎が沖縄自動車を設立し那覇 - 名護間でバス運行を開始[9]。
- 1935年1月23日 首里市が市営バスを創立、那覇 - 首里間で運行開始[12]。
- 1945年 沖縄戦により沖縄本島内のバス事業が消滅。
- 1947年8月18日 米軍政府運営の公営バス運行開始[13]。
- 1950年[14]
  - 4月1日 公営バスを民営化し沖縄バス設立。
  - 5月16日 協同バス設立。
  - 7月21日 協同バスから分離し遊覧バス設立。
  - 7月26日 首里バス設立。
- 1950年-1951年 ガリオア資金により日本からバス59台輸入。
- 1951年[14]
  - 協同バスが東陽バス・昭和バス・あらかき平尾バス・協和バスの4社に分割される。
  - 三共バス・合同バス・那覇陸運・第一交通・青バス・那覇交通（銀バス）・沖縄交通（桜バス）設立。バス事業者14社となる。
- 1952年5月15日 あらかき平尾バスが遊覧バスを吸収合併[14]。
- 1953年[14]
  - 昭和バスが三共バスを吸収合併。
  - 那覇陸運が第一交通を吸収合併。
- 1954年[14]
  - 昭和バスがあらかき平尾バス・協和バス・合同バス・那覇陸運を吸収合併。
  - 那覇交通が沖縄交通を吸収合併。
- 1958年9月 通貨変更により、運賃をB円から米ドルに変更。
- 1959年9月1日 那覇バスターミナル供用開始。
- 1964年7月28日 昭和バスが青バスを吸収合併し、琉球バス成立[14]。
- 1972年5月15日 沖縄返還に伴う通貨変更により、運賃を米ドルから日本円に変更。
- 1974年8月1日 那覇交通が首里バスを吸収合併[14]。
- 1978年7月30日 ナナサンマルにより右ハンドル・左側出入口の車両に代替。
- 1987年 運賃改定市外線初乗り90円→100円、市内線120円→140円均一となる。
- 1989年
  - 4月1日 消費税導入により運賃改定。市外線初乗り110円、市内線150円均一となる[15]。
  - 10月1日 運賃改定。市内線160円均一となる[15]。
- 1991年4月1日 運賃改定。市外線初乗り120円、市内線170円均一となる[15]。
- 1993年11月1日 運賃改定。市外線初乗り130円、市内線190円均一となる[16]。
- 1998年6月1日 運賃改定。市外線初乗り140円、市内線200円均一となる。
- 2003年8月10日 沖縄都市モノレール開業により、バス路線大幅再編。
- 2004年
  - 2月27日 内閣府沖縄総合事務局が、渋滞状況を把握することを目的として、一部の路線バス車両にGPS車載機を搭載し、バスの位置情報から旅行速度を割り出すバスプローブカー調査を開始。あわせて沖縄バスロケーションシステムを試験運用開始[17]。対象路線は琉球バス交通の20・90・120番、沖縄バスの20・65・66・67・77・89・120番、那覇バスの9・11・46番、東陽バスの30番[18]。
  - 7月18日 那覇バスが那覇交通の事業を譲受しバス営業開始。
- 2006年9月1日 琉球バス交通が琉球バスの事業を譲受しバス営業開始。
- 2008年12月22日 運賃改定。市外線初乗り160円、市内線220円均一となる。
- 2010年3月31日 バスプローブカー調査および沖縄バスロケーションシステム試験運用を同日21時をもって終了[17]。
- 2013年4月1日 「バスなび沖縄」運用開始。
- 2014年4月1日 消費税率改定により運賃改定。市外線初乗り160円、市内線230円均一となる。
- 2015年
  - 4月6日 那覇バスターミナル工事開始に伴い、一部路線が上泉・旭橋などの周辺停留所発着となる。
  - 4月27日 4社バスでOKICAを導入。前日限りで回数券の発売を終了。
  - 8月27日 定期券をOKICAに移行。
- 2016年
  - 3月31日 この日限りで111番高速バス専用回数券を除く回数券の取扱いを終了。
  - 4月1日 回数券の残額のOKICAへの載せ替えを開始。
  - 6月30日 この日限りで回数券の払い戻しを終了。
- 2018年
  - 3月30日 この日限りで回数券の残額のOKICAへの載せ替えを終了。
  - 10月1日 新那覇バスターミナル開業により、那覇バスターミナル周辺停留所発着の系統が那覇バスターミナル発着となる。
- 2019年10月1日 消費税率改定により運賃改定。市内線240円均一となる。
- 2024年
  - 1月20日 沖縄バスが東陽バスの全株式を取得する株式譲渡契約を締結したことを発表した[19]。
  - 4月1日 東陽バスが沖縄バスのグループ会社として営業開始予定。

## 運行路線の概要

### 那覇市内線
- 【 】内は一部の便のみが経由する停留所。
- パレットくもじ前は北向き（久茂地交差点方向）に進む便のみ停車する。南向き（県庁北口交差点方向）の便のうち国際通りを通る系統のみ向かい側の沖銀本店前に停車する。

### 1：首里牧志線
運行：那覇バス
新川営業所を起点とし、首里駅前、龍潭通り・坂下通り・大道通り・国際通りを経由して三重城で折り返し、同じルートで新川営業所に戻る路線。以前の1番首里識名線（牧志廻り）の新川までのルートを引き継いでいる。
かつては運行本数の多い主力路線であったが、ルートが再編された14番と大部分が重複するため減便され、2025年7月22日現在、平日1本、朝のみの運行となっている。
新川営業所 → 県立医療センター → 首里駅前 → 鳥堀 → 首里城公園入口 → メディカルプラザ大道中央 → 安里 → てんぶす前 → 琉銀本店前 → 久米 → 三重城（折り返し） → 久米　→　沖銀本店前 → てんぶす前 → 新川営業所
- 2011年3月22日 平日44→10本、土日36→5本に大幅減便。
- 2013年4月15日 平日のみ減便。
- 2013年8月19日 平日10→6本、土日5→3本に減便。
- 2014年12月1日 平日6→4本に減便。
- 2015年9月28日 平日4→3本に減便。
- 2022年4月1日 平日3→1本に減便[20]。
- 2022年11月1日 3本運行されていた土日祝の運行を取りやめ、平日1本のみの運行に[21]。
- 2024年7月1日 停留所名変更(那覇ショッピング前→西町)。

### 2：識名開南線
運行：那覇バス
新川営業所を起点とし、識名・那覇病院通り・市民会館通り・開南本通り・県庁前通りを経由して三重城で折り返し、同じルートで新川営業所に戻る路線。以前の1番首里識名線（開南廻り）と5番識名線（開南廻り）のルートを引き継いでいる。
2025年7月22日現在、平日39本、土日祝それぞれ24本の運行。平日の朝1本のみ、新川発三重城行きの識名トンネル経由便（真地 - 上間間の停留所を通らない）がある（復路は通常の経路）。
新川営業所 → 県立医療センター → 真和志高校前 → 識名園前 → 識名 → 真和志小学校前 → 開南 → パレットくもじ前 → 商業高校前 → 三重城（折り返し） → 開南 → 【県立医療センター】 → 新川営業所
識名トンネル経由：新川営業所 → 県立医療センター → 真和志高校前 → 識名トンネル → 上間入口 → 真和志小学校前 → （この間上記と同一経路） → 新川営業所
- 2010年10月31日 県道82号線の真地交差点移動に伴う一部バス路線変更。
- 2011年3月22日 識名トンネル経由便を新設。
- 2013年4月8日 平日を増便。
- 2013年8月19日 平日を減便。
- 2014年12月1日 平日・土曜日を減便。
- 2016年3月28日 平日66→71本に増便。
- 2016年10月1日 平日71→62本に減便。
- 2017年3月27日 平日62→71本に増便。
- 2017年9月4日 平日71→56本に減便。また、午前中のみ始発直後の他、終着直前にも県立医療センターを経由するようになる。
- 2018年10月1日 平日56→60本に増便、土曜59→54本、日祝54→50本に減便。
- 2019年10月7日 平日60→51本に減便。
- 2019年12月23日 平日51→60本に増便。
- 2020年11月2日 平日60→61本に増便[22]。
- 2022年8月1日 平日61→54本、土曜54→49本、日祝50→41本に減便。
- 2022年11月1日 平日54→47本に減便[21]。また、土曜及び日祝ダイヤを統合。土日祝日42本の運行となる。
- 2023年9月11日 平日47→46本に減便。また、土曜と日祝の本数は変わらないが、土曜と日祝ダイヤを再分離[23]。
- 2024年7月1日　停留所名変更(那覇ショッピング前→西町)。

### 3：松川新都心線
運行：那覇バス
新川営業所を起点とし、識名・松川・安里一区・那覇新都心・泊高橋を経由して三重城で折り返し、同じルートで新川営業所に戻る路線。以前の3番松川線（泊廻り）のルートを引き継いでいる。
2025年7月22日現在、平日25本、土日祝日21本の運行。
新川営業所 → 真和志高校前 → 識名 → 寄宮 → 真和志支所前 → 工業高校前 → メディカルプラザ大道中央 → おもろまち一丁目 → 泊高橋 → 若狭 → 三重城（折り返し） → 新川営業所
- 2010年10月31日 県道82号線の真地交差点移動に伴う一部バス路線変更。
- 2011年3月22日 三重城発新川着の経路を県立医療センター経由に変更。それに伴いダイヤ改編。
- 2013年12月7日　停留所設（楽市前）（新川行きのみ）
- 2016年3月28日 平日33→36本、土曜日25→28本に増便。
- 2016年10月1日 平日36→33本に減便。
- 2016年10月29日 土曜日28→27本に減便。
- 2017年9月19日 平日33→25本に減便。最終便も繰り上げ。
- 2022年11月1日 平日25→24本に減便。また、土曜及び日祝ダイヤを統合。土日祝日26本の運行となる[21]。
- 2023年9月11日 平日24→22本に減便[23]。
- 2024年7月1日　停留所名変更(那覇ショッピング前→西町)。

### 4：新川おもろまち線
運行：那覇バス
新川営業所と那覇新都心（おもろまち）を識名・寄宮・開南・那覇市中心部・国際通り経由で結ぶ路線。那覇市交通基本計画で位置づけた「モデル性の高い基幹的公共交通」の導入に向けた実証実験にて2013年4月15日から8月18日まで「那覇市実証実験線」として運行され、同年8月19日に正式に路線化された。
正式運行開始当初は実証実験時と同じ本数だったが、その後減便され、2025年7月22日現在、平日は8往復、土日祝日は5往復となっている。また実証実験時はトランジットモール実施中にも国際通りを通行していたが、現在は他系統と同様に迂回する。
新川営業所 - 県立医療センター - 真和志高校前 - 識名 - 寄宮 - 開南 - バスターミナル前 - 県庁北口 - てんぶす前 - 安里 - 崇元寺東 - ハローワーク前（新川向けのみ） - おもろまち一丁目 - おもろまち駅前広場
※日曜の国際通りトランジットモール実施中の3往復は美栄橋経由
- 2013年4月15日 那覇市実証実験線として運行開始。平日、土日祝日とも20往復。
- 2013年8月19日 4：新川おもろまち線として本格運行開始。
- 2014年12月1日 平日20→18往復、土日祝日20→14往復に減便。
- 2016年10月1日 平日18→15往復に減便。
- 2016年10月29日 土日祝日14→16往復に増便。
- 2022年11月1日 平日15→13往復に減便。また、土曜及び日祝ダイヤを統合。土日祝日12往復の運行となる。[21]。
- 2023年9月11日 平日13→8往復に減便[23]。

### 5：識名牧志線
運行：那覇バス
新川営業所を起点とし、那覇市識名・繁多川・国際通りを経由して三重城で折り返し、同じルートで新川営業所に戻る路線。以前の5番識名線（牧志廻り）のルートを引き継いでいる。2025年7月22日現在、平日29本、土日祝日22本が運行される。
新川営業所 → 県立医療センター → 真和志高校前 → 識名園前 → 繁多川 → メディカルプラザ大道中央 → 安里 → てんぶす前 → パレットくもじ前 → 商業高校前 → 三重城（折り返し） → 沖銀本店前 → 【県立医療センター】 → 新川営業所 
※日曜の国際通りトランジットモール実施中の9本は開南経由
※新川営業所方面の県立医療センターは平日午前中の11本のみ経由、土休日は全便通過
- 2010年10月31日 県道82号線の真地交差点移動に伴う一部路線変更。
- 2014年12月1日 平日ダイヤを減便。
- 2016年10月1日 平日48→44本に減便。
- 2017年3月27日 平日44→48本に増便。
- 2017年9月4日 平日48→40本に減便。また、午前中のみ始発直後の他、終着直前にも県立医療センターを経由するようになる。
- 2022年4月1日 平日40→36本、土曜44→32本、日祝40→32本に減便[20]。
- 2022年11月1日 平日36→35本に減便。また、土曜及び日祝ダイヤを統合。土日祝日30本の運行となる。[21]。
- 2023年9月11日 平日35→30本に減便[23]。
- 2024年7月1日　停留所名変更(那覇ショッピング前→西町)。

### 6：那覇おもろまち線

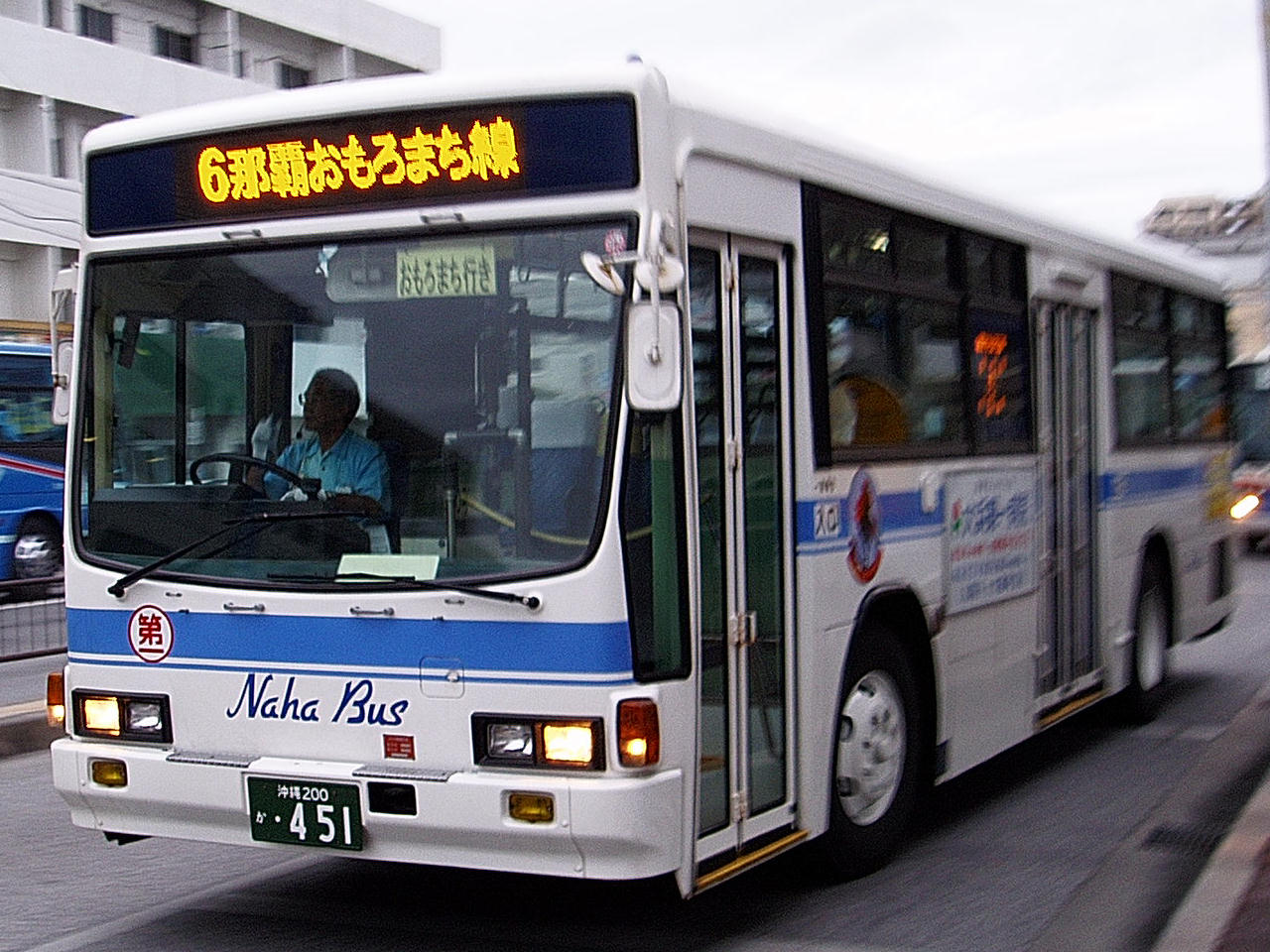
6番那覇おもろまち線
那覇バスターミナル

運行：那覇バス
国場・沖縄大学・三原を経由して那覇市中心部と新都心を結ぶ路線。2番国場線（現在は廃止）の運行区間に類する。
2005年11月1日から2006年1月31日にコミュニティバス実証実験で「ECOまーる・いちゃりバス」として運行された後、正式に路線化された。2025年7月22日現在、平日37往復、土曜および日祝日24往復ずつの運行。
平日朝の那覇バスターミナル行きと夕方のおもろまち駅前広場行き各1本は豊見城高校前経由。
那覇バスターミナル - 県庁前 - 壺川 - 【豊見城高校前】 - 真玉橋 - 国場 - 沖縄大学前 - 真和志小学校前 - 真和志支所前 - 松川 - メディカルプラザ大道中央 - 那覇市水道局前 - おもろまち駅前広場
- 2005年11月1日 コミュニティバスECOまーる・いちゃりバスとして運行開始。
- 2006年2月1日 6：那覇おもろまち線として本格運行開始。
- 2006年6月1日 経路変更（与儀経由→県庁前、三原経由）。
- 2006年9月25日 担当が三重城営業所から具志営業所に変更。
- 2007年4月25日 停留所名変更（松川公園前→三原十字路、大道中央病院前→メディカルプラザ大道中央、おもろまち→那覇市水道局前）。
- 2009年3月16日 平日（月-金）32往復→36往復に増便。
- 2010年3月23日 豊見城高校経由を新設。
- 2010年4月25日 停留所名変更（赤十字病院前→古蔵中校前、旭町血液センター前→旭町）
- 2010年7月1日 平日36往復→40往復に増便。
- 2011年3月26日 土日祝日ダイヤを土曜ダイヤと日曜・祝日ダイヤに分離。
- 2012年3月19日 ダイヤ改正。増便。
- 2016年10月1日 平日52→48往復に減便。
- 2017年3月27日 平日48→52往復に増便。
- 2017年9月4日 平日52→42往復に減便。
- 2018年10月1日 平日42→45往復、土曜38往復、日祝33往復となる。
- 2018年12月17日 平日45→42往復に減便。
- 2023年4月3日 平日42→45往復に増便。

### 7/8：首里城下町線
運行：那覇バス
那覇市中心部・新都心と市東端部の石嶺団地を結ぶ路線。住宅地路線であるとともに、首里城最寄りのバス停に停車するため、徒歩ではやや距離のある首里駅と首里城の間を結ぶ路線でもある。7番が那覇バスターミナル発着、8番がおもろまち駅前広場発着・興南高校経由である。2025年7月22日現在、7番は石嶺団地行き（下り）が平日14本・土日祝日10本、那覇バスターミナル行き（上り）が平日13本・土日祝日9本、8番は石嶺団地行き（下り）が平日2本、おもろまち駅前広場行き（上り）が平日1本で土日祝日はそれぞれ運休。
元々は沖縄バスによって運行され、那覇バスへの譲渡時点では運賃は石嶺団地東 - ノボテル沖縄那覇前間の区間内のみ乗車する場合は150円均一、それ以外の停留所で乗降する場合は240円であった。乗車区間にかかわらず、有効期間内のゆいレールの1日・2日乗車券を提示すると運賃が大人20円引、小人10円引となっていた。那覇バス譲渡後は全区間260円均一。
2004年、公共交通空白地域の解消や、首里駅・首里城・周辺主要ホテルの間の移動手段としての利用を目的に、コミュニティバス「石嶺・首里城みぐい線」として運行開始。その後、正式運行となった。沖縄バスとしては初めての那覇市内線であった。
那覇バスへの譲渡時点で沖縄バスでは2扉の中型車を使用し、後乗り前降り方式をとっている。実証実験時は小型の観光バス車両を使用していたが、本格運行開始とともに中型の一般路線車両へと変更になった。当初は2ドアの中型路線車両が無かったため、前乗り前降りであったが、後に那覇バスの市内線同様の前乗り後降りに変更され、その後、料金区間改定により後乗り前降りに変更された。那覇バス移管後は均一運賃による運転のため、前乗り先払い後ろ降りである。
かつて、首里金城町においては那覇交通（現、那覇バス）が7：空港首里城線の那覇空港行き（廃止）を運行していた。
7：那覇バスターミナル - 久茂地 - 泊高橋 - おもろまち四丁目 - 松川西 - ノボテル沖縄那覇前 - 観音堂前 - 石畳入口 - 首里城前 - 首里城公園入口 - 首里駅前 - 首里りうぼう前 - 石嶺営業所前 - 石嶺団地東
8：おもろまち駅前広場 - 興南高校前 - 松川西 - （この間7番と同一経路） - 石嶺団地東
- 2004年8月1日 コミュニティバス石嶺・首里城みぐい線運行開始。
- 2005年1月 沖縄都市モノレールを利用し、首里駅で当路線に乗り継ぐと、運賃を50円に割り引く実証実験を行った。
- 2005年2月6日 8：首里城下町線として本格運行開始。路線化に伴い、平日ダイヤ増便。日曜、祝日ダイヤも新設。停留所新設（第一石嶺）。及び、停留所名変更（北部マート前→石嶺団地入口、OK首里給油所前→第二石嶺、守礼門入口→首里城前、首里グランドハイツ前→首里城南口、瑞泉酒造入口→金城町）。
- 2007年12月初旬頃 停留所名変更（県立芸大前→芸大第3キャンパス前）。
- 2008年12月23日 ダイヤ改正。
  - 沖縄都ホテル行きがおもろまち駅前広場まで延長される。それに伴い停留所新設（松川西、真嘉比、興南高校）。
  - ホテル日航那覇グランドキャッスル発着を減便し、おもろまち駅前広場行きが多くふり分けられた。
  - 石嶺団地東 - ホテル日航那覇グランドキャッスル・沖縄都ホテル前（現：ノボテル沖縄那覇前）間の運賃を100円→150円に値上げ。
  - 乗車方法を前乗り後降りから後乗り前降りに変更。
- 2011年11月15日 沖縄都市モノレール一日乗車券利用者への割引開始。
- 2012年10月31日 8番、ホテル日航那覇グランドキャッスル経由廃止。それに伴い一部バス停廃止（沖縄都ホテル、ホテル日航那覇グランドキャッスル）。
- 2012年11月1日 7：首里城下町（久茂地）線新設、運行開始。7番と8番の路線上に一部停留所新設（真嘉比東）。7番の路線上に一部停留所新設（真嘉比小学校入口、真嘉比西、おもろまち四丁目）。8番を減便。
- 2017年4月1日 7番を平日下り22→17本・土日祝日下り23→18本・上り25→20本に、8番を5→4往復に減便。
- 2019年6月15日 7番の土日祝日下り18→19本・上り20→19本に、8番の土日祝日を4→2往復に増減便。
- 2022年4月1日 運行会社を沖縄バスから那覇バスへ変更。150円区間を廃止し全区間240円均一運賃化。8番の新都心周辺の経路を一部変更。7番は石嶺団地行き（下り）が平日15本・土日祝日13本、那覇バスターミナル行き（上り）が平日14本・土日祝日12本へ減便、8番は曜日にかかわらず5往復へ増便。[26][27]。
- 2022年7月1日　7番の停留所名変更（農林中金前→沖縄タイムス前）。
- 2023年9月11日 7番の平日を1往復、8番の平日を上り1本、下り2本減便[23]。
- 2024年7月1日　停留所名変更(石嶺団地入口→石嶺駅前)。
- 2025年7月1日　7番の停留所名変更(若松入口→ラ・ジェント・ホテル沖縄那覇前)。

### 9：小禄石嶺線

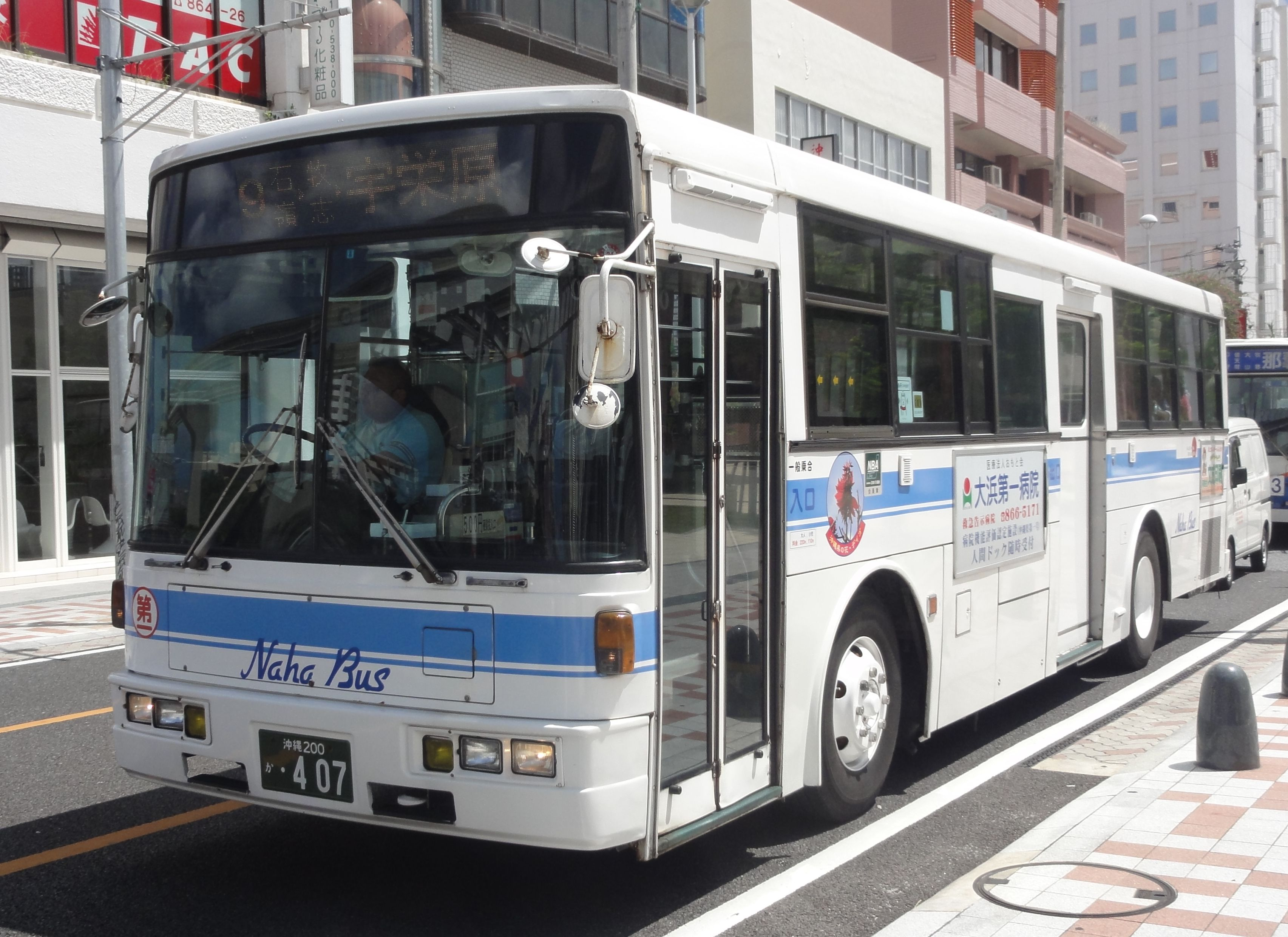
9番宇栄原経由具志行き
国際通り牧志駅前

運行：那覇バス
小禄・那覇市中心部・国際通り・崇元寺通り・大道大通り・首里坂下通り・儀保大通りを経由して具志営業所と石嶺営業所を結ぶ路線。那覇市の西端と北東端近くの間を約1時間かけて運行する。
2025年7月22日現在、平日は具志発が宇栄原廻り22本・大嶺廻り15本、石嶺発が宇栄原廻り20本・大嶺廻り16本。土日祝日は宇栄原廻り17往復・大嶺廻り9往復。
宇栄原廻り：具志営業所 - 松川入口 - 宇栄原 - 小禄 - 旭橋駅前 - てんぶす前 - メディカルプラザ大道中央 - 山川 - 儀保 - 石嶺営業所
大嶺廻り：具志営業所 - 松川入口 - 高良 - 大嶺 - 小禄 - （この間宇栄原廻りと同一経路） - 石嶺営業所
※日曜の国際通りトランジットモール実施中の宇栄原廻り9往復・大嶺廻り石嶺発4本・具志発3本は開南経由
- 9番（小禄線）として、当時の那覇交通が三重城営業所を起点に小禄地区を廻り再び三重城営業所に戻る循環路線として開設。その頃のルートは下記の通りであった。
  - 三重城営業所（現、三重城） - 泊高橋 - 牧志（現、てんぶす前、以下同じ） - 旭橋（現、旭橋駅前、以下同じ） - 小禄 - 宇栄原（または大嶺、以下同じ） - 松川入口 - 宇栄原 - 小禄 - 旭橋 - 牧志 - 泊高橋 - 三重城営業所
- その後、市内線再編により17番（石嶺線）の牧志廻りと統合して9番（小禄石嶺線）となり、同時に小禄営業所が開設（現、松川入口）。ほぼ現行のルートとなる。
- その後、田原廻りが運行開始、ジャスコ那覇店（現・イオン那覇ショッピングセンター）最寄の小禄市営住宅前（現在の小禄駅前）を運行する（現在は運行されていない）。
- その後、小禄営業所が具志営業所に移転。松川入口バス停が復活し終着地となり、具志までは回送となる。
- 2005年5月1日 起点が松川入口から具志営業所まで延長された。
- 2014年12月1日 平日・土曜日に減便。
- 2019年12月23日 ダイヤ改正。
- 2022年8月1日　減便。
- 2023年3月13日 EVバス（電動バス）の運行を開始。
- 2024年7月1日　停留所名変更(高良市場前→高良二丁目、小禄前原郵便局前→小禄前原)。
- 2024年9月17日 このダイヤ改正より運用が9,11,17番で混ざり9番専属のEVバスが他系統でも運行開始

### 10：牧志新都心線

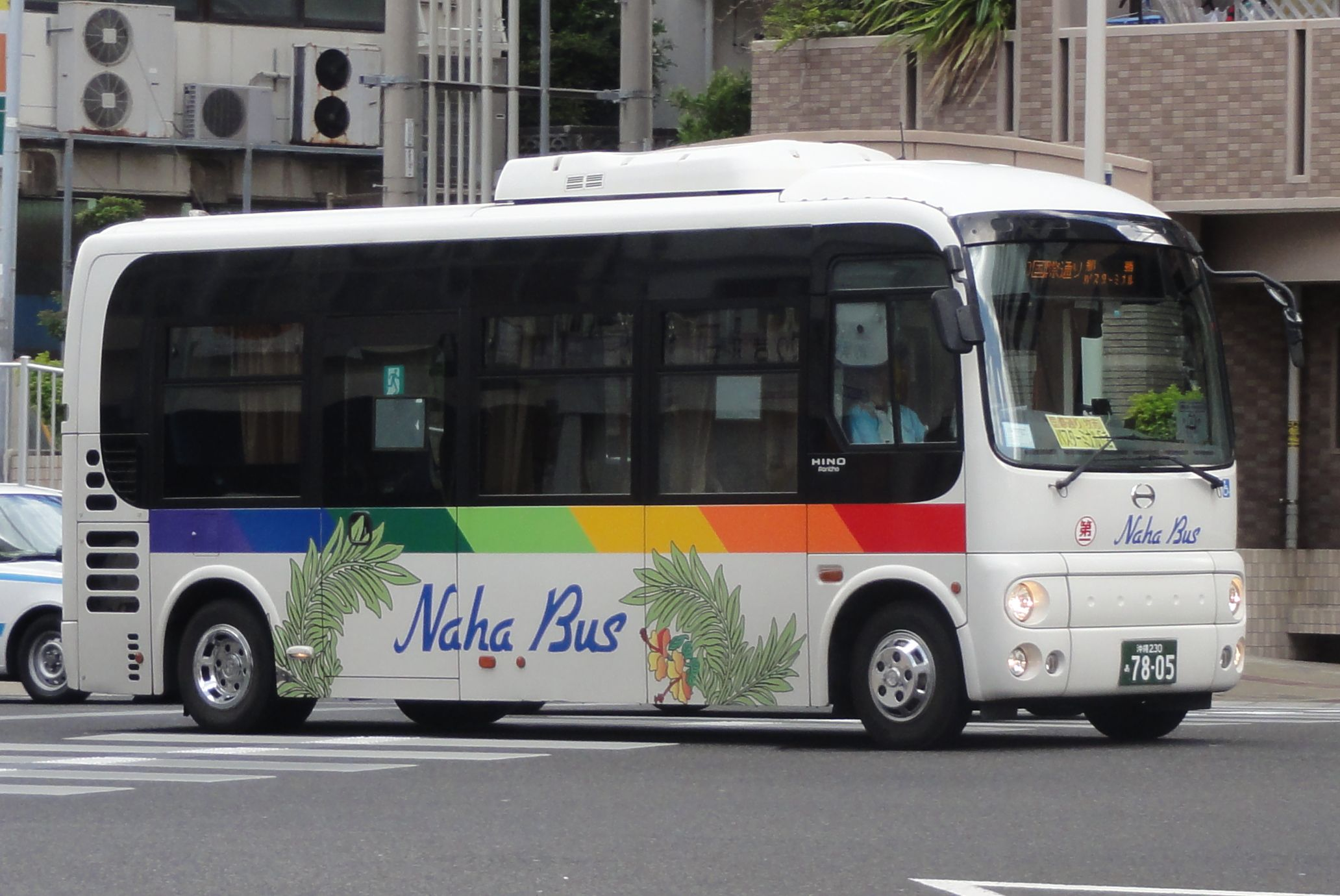
10番那覇バスターミナル行き
安里三差路交差点

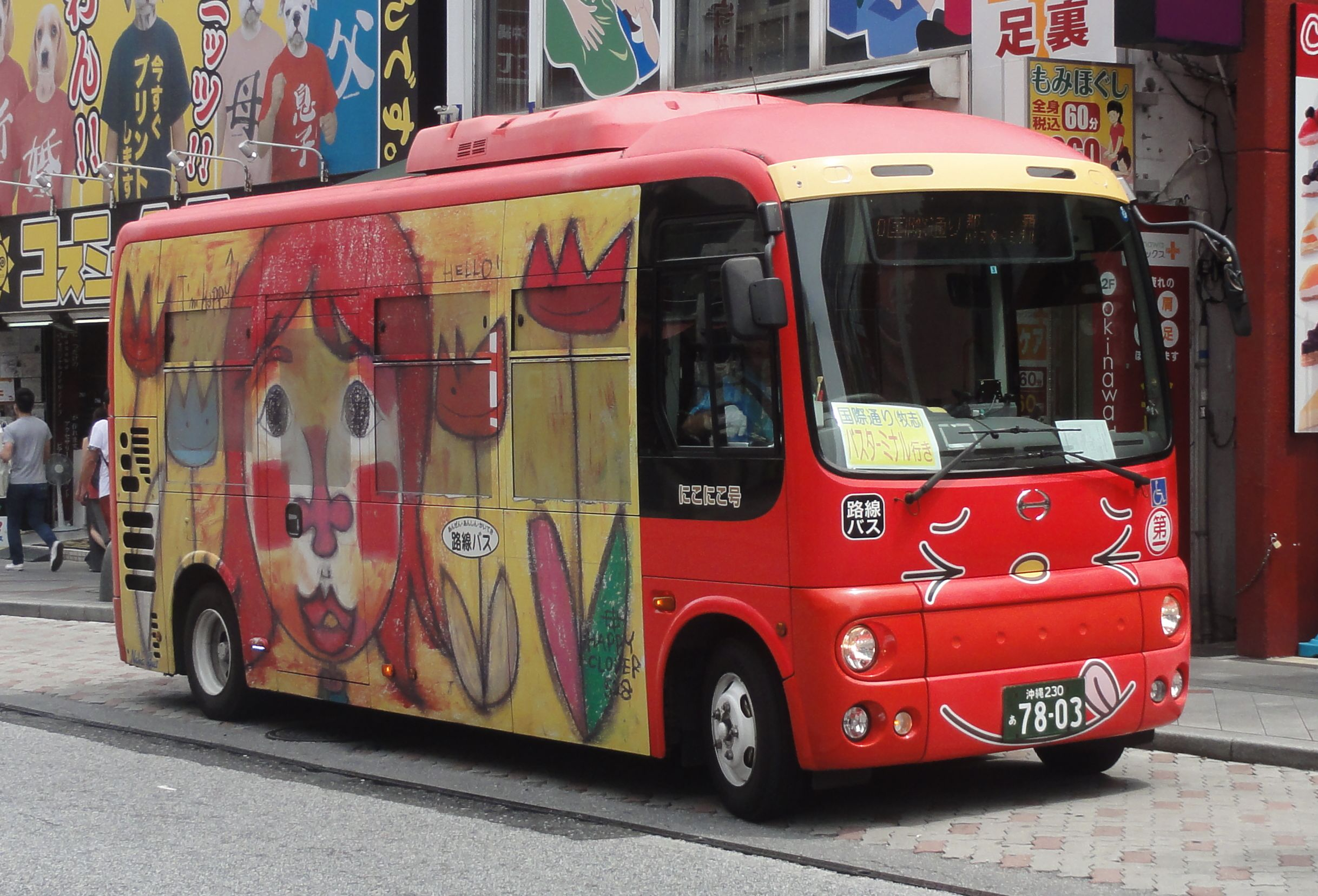
国際通り松尾一丁目バス停に停車する10番那覇バスターミナル行き

運行：那覇バス
那覇バスターミナルと那覇新都心を国際通り・崇元寺通り経由で結ぶ路線。新都心の浦添市寄りの天久一丁目・安謝二丁目地区で一周し、その他の区間は同じ区間を往復運行するラケット型循環路線である。2025年7月22日現在、平日那覇BT発16本・那覇BT行き17本、土曜日と日祝日はそれぞれ12往復。
日曜の国際通りのトランジットモール実施時間中でも本系統のみ通行が認められており、迂回しない。その際は、普段停車しない市外線専用のホテルコレクティブ前・牧志の両バス停にも停車する。
運賃はメディカルセンター - 安謝地区間の区間内（新都心内）のみを乗車する場合は100円である。新都心内のみを運行していた旧7番が全区間運賃100円となっていたことによる。それ以外の区間で乗降する場合は他路線同様の260円となる。乗車区間によって運賃額が異なるため、乗車整理券方式をとっており、後乗り前降りである。
当系統のみが通るバス停の一部は小型の標柱が設置されている。
専用車両として小型ノンステップバスの日野・ポンチョが5台と、小型電動バスのEVモーターズ・ジャパン・MiniBusが2台、計7台使用されている。ポンチョのうち3台は、車体にクレパス画家アリカワコウヘイ!の作品をデザインする。旧7番運行開始前日の2006年7月1日に車両デザインが公開された。また、各車両の愛称が付けられている。残りの2台は那覇バス市外線塗装が施された車両となっている。また、MiniBus2台は首里城をあしらったイラストをデザインする。予備車としてもと京急バスの日野・リエッセがある。
那覇バスターミナル - てんぶす前 - 安里 - 崇元寺 - 中之橋 - メディカルセンター - 合同庁舎前 - 県立博物館 - メインプレイス東口 - おもろまち駅前広場 - なは市民協働プラザ前 - 安岡中学校前 - 安謝小学校入口 - （この間往路と同一経路） - 那覇バスターミナル
- 2007年2月11日 運行開始。
- 2007年8月1日 7番新都心循環線と統合、新たな10番（牧志新都心線）となる。この際に博物館廻りが設けられ、新都心内が両方向の運行となる。
- 2009年9月24日 ダイヤ改編。
  - 国際高校廻りを廃止し、安謝で折り返す経路に変更。
  - 那覇市役所仮庁舎経由の新設に伴い、メディカルセンター - 上之屋一丁目間に那覇市役所仮庁舎バス停を新設（市役所の業務、及び職員の出退勤時間のみ仮庁舎前を経由）。
- 2012年12月28日 那覇市役所本庁舎が完成し同日をもって仮庁舎経由及び路線上の一部バス停廃止（那覇市役所仮庁舎）。
- 2012年12月29日 平日ダイヤ改編。実質2013年1月4日から。
- 2013年4月15日 平日ダイヤ改編。減便。
- 2016年3月28日 平日32→28本、土日祝日29→25本に減便。
- 2018年10月1日 土日祝日24本となる。
- 2019年12月9日 平日20本、土日祝日18本にそれぞれ減便。
- 2022年4月18日 EVバス（電動バス）の運行を開始[28]。

### 11：安岡宇栄原線

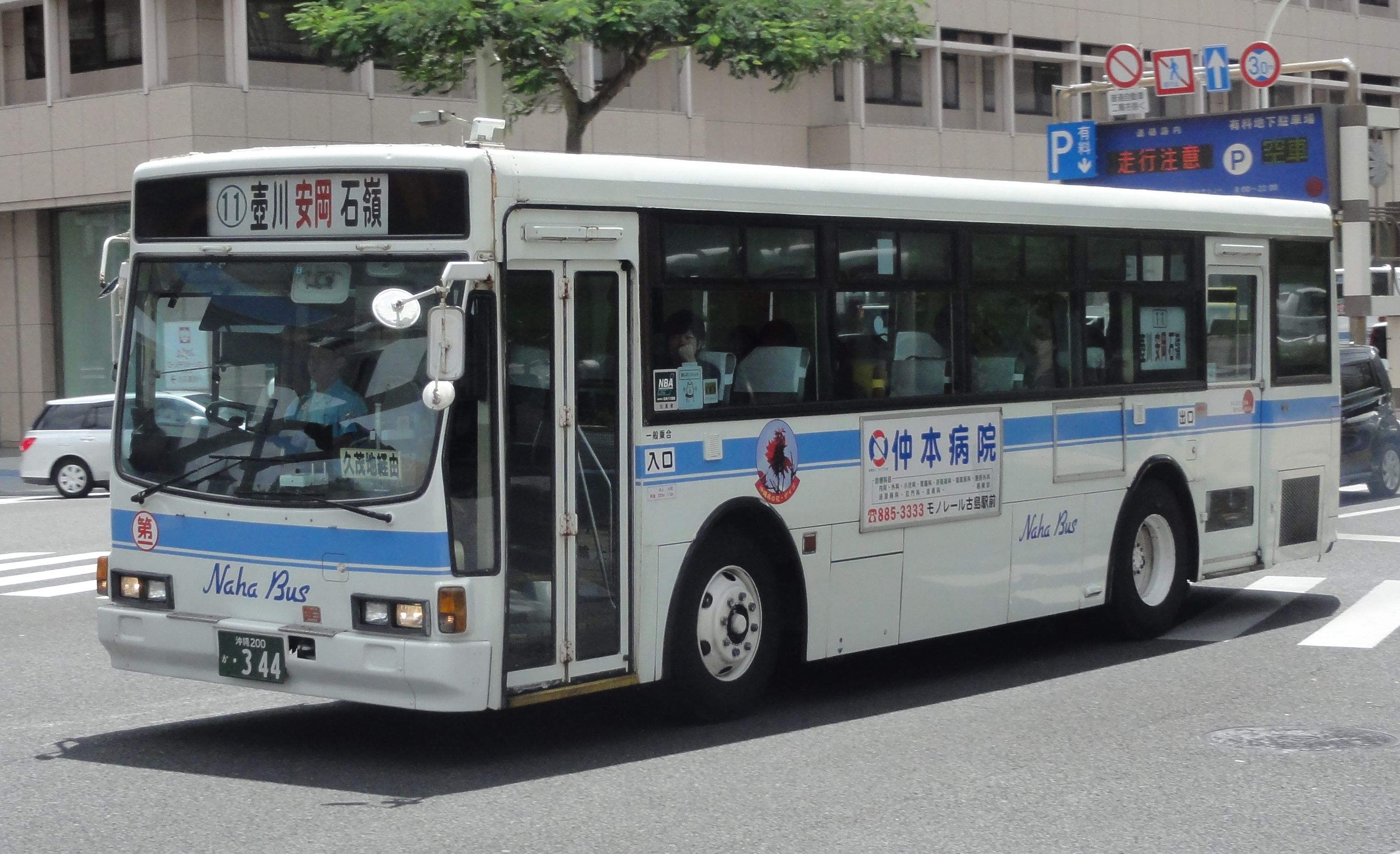
11番石嶺行き
県庁前駅付近

運行：那覇バス
具志営業所と石嶺営業所を結ぶ路線。那覇市中心部から儀保までの間は国道58号と環状2号を経由し、那覇市の西端・北端・北東端に近い場所を約1時間かけて運行する。
2025年7月1日現在、平日は具志発30本・石嶺発28本、土日祝日は23往復。平日の早朝に1往復新都心を経由する便がある。
具志営業所 - 松川入口 - 宇栄原 - 小禄 - 壺川 - 県庁前 - 泊高橋 - 安謝橋 - 安岡中学校前 - 古島 - 儀保 - 石嶺営業所
（新都心経由）：具志営業所 - 松川入口 - 宇栄原 - 小禄 - 壺川 - 県庁前 - 泊高橋 - 合同庁舎前 - おもろまち駅前 - 興南高校前 - 儀保 - 石嶺営業所
- 開通当初は国際高校前というバス停があったが、沖縄都市モノレールにあわせて開通したおもろまち駅行き系統の乗り入れに伴い、上之屋一丁目に名称変更された。このバス停はのちに合同庁舎前に再度変更されている。
- 2005年5月1日に松川入口 - 具志営業所間が延長された。
- 2021年5月10日 平日36往復→32往復（うち新都心経由1往復→2往復）に減便。[29]。
- 2022年7月1日　停留所名変更（農林中金前→沖縄タイムス前）。
- 2024年7月1日　停留所名変更（小禄前原郵便局前→小禄前原）。
- 2024年9月17日 このダイヤ改正より運用が9,11,17番で混ざり9番専属のEVバスが他系統でも運行開始
- 2025年7月1日　停留所名変更(若松入口→ラ・ジェント・ホテル沖縄那覇前)。

### 12：国場線
運行：那覇バス
国道507号（壺川通り・古波蔵通り）を経由して那覇市中心部と新川営業所を結ぶ路線。10番牧志新都心線の出入庫を兼ねているため、同線と同じ車両を使用し、後乗り前降りで、2025年7月22日現在、那覇バスターミナル行きは朝に平日3本、土曜・日祝日に2本、新川営業所行きは夜に2本が運行される。
那覇バスターミナル - 県庁前 - 壺川 - 古波蔵 - 国場 - 上間 - 真和志高校前 - 新川営業所
- 2007年8月1日 運行開始。
- 2010年4月25日 停留所名変更（赤十字病院前→古蔵中校前、旭町血液センター前→旭町)。
- 2016年3月28日 ダイヤ改正。
  - 那覇市中心部の経路変更。旭橋経由那覇バスターミナル発着→県庁北口経由バスターミナル前発着となる。
  - 4.5往復→4往復に減便。
- 2018年10月1日 ダイヤ改正。4往復→3.5往復に減便。
- 2019年12月9日 ダイヤ改正。平日は3往復に減便、新たに土日祝日にも3往復設定。
- 2022年4月18日 EVバス（電動バス）の運行を開始[28]。

### 13：石嶺おもろまち線
運行：那覇バス
儀保大通り・首里坂下通り・真嘉比を経由して石嶺団地と那覇新都心を結ぶ路線。2025年7月22日現在、平日5往復（うち総合福祉センター経由1往復）、土日祝日4往復の運行。石嶺営業所（総合福祉センター経由は石嶺入口） - ノボテル沖縄那覇間は9番と同一経路。同じく石嶺地区と新都心を結ぶ8番とはノボテル沖縄那覇前 - 真嘉比東などで合流する以外は途中の経路が大きく異なる。
平日のみ沖縄県総合福祉センター経由の便がある。
石嶺団地東 - 石嶺営業所前/総合福祉センター - 儀保 - 山川 - 松川西 - 新都心公園前 - おもろまち駅前広場
- 2009年3月16日 運行開始。
- 2014年7月7日 総合福祉センター経由を新設。
- 2017年3月27日 土日祝日25往復→22往復に減便。
- 2022年4月1日 石嶺営業所 - 石嶺団地東を延伸。 平日17往復（うち総合福祉センター経由3往復）、土日祝日14往復に減便。経路変更によりメディカルプラザ大道中央付近や総合福祉センター経由は石嶺営業所をそれぞれ経由しなくなる[20]。
- 2023年9月11日 平日を減便[23]。

### 14：牧志開南循環線
運行：那覇バス
新川営業所から識名園前・繁多川・那覇病院通り・開南・那覇市中心部・国際通り・大道通り・坂下通り・龍潭通り・首里駅前を通り、一周して新川営業所に戻る循環路線。開南を先に回る「開南廻り」、逆ルートの「牧志廻り」があり、2025年7月22日現在、平日11.5往復、土日祝日6.5往復の運行。
※日曜の国際通りトランジットモール実施中の3.5往復は美栄橋経由
当初は繁多川、開南経由で市内中心部に達したあと同じ経路を戻るルートであったが、僅か1年でルートが大幅に改編された。この改編に伴い、ルートの大部分が重複する1番は大幅に減便された。
新川営業所 - 真和志高校前 - 識名園前 - 繁多川 - 真和志支所前 - 県立看護大学前 - 開南 - 県庁前 - 那覇バスターミナル - 旭橋駅前 - パレットくもじ前/沖銀本店前 - 安里 - 首里駅前 - 新川営業所
- 2010年3月23日 14：繁多川開南線を新設、運行開始。
- 2010年10月31日 県道82号線の真地交差点移動に伴う一部バス路線変更。
- 2011年3月22日 ルートを大幅に変更し牧志開南循環線に名称を変更の上循環路線化。1番のルートを一部吸収し増便。
- 2013年4月15日 平日で減便。
- 2013年8月19日 減便。
- 2014年12月1日 平日・土曜日で減便。
- 2022年4月1日 平日の開南廻りを18本、牧志廻りを17本に減便[20]。
- 2022年11月1日 減便[21]。
- 2023年9月11日 平日を14本づつに減便[23]。

### 15：寒川線
運行：那覇バス
真地団地・金城ダム通り・国際通りを経由して新川営業所と三重城を結ぶ路線。2025年7月22日現在、1日4往復の運行。
新川営業所 - 真和志高校前 - 《一日橋 → 真地団地》 - 真和志高校前 - 県立医療センター前 - 石畳前 - 寒川 - メディカルプラザ大道中央 - 安里 - 商業高校前 - 三重城
※日曜の国際通りトランジットモール実施中の1往復は牧志駅・開南経由
《 》内は新川営業所行き、三重城行きとも同一方向で運行
- 2006年9月24日までは三重城営業所を起点とし、商業高校前・国際通り・大道中央病院前（現、メディカルプラザ大道中央）・寒川・真和志高校前を経由して真地団地で折り返し、三重城営業所に戻る路線だった。運行当初は真和志高校前で折り返すため市内線であったが、後に真地団地まで延長し、那覇市内均一運賃区間外の真和志高校前 - 真地団地間を通るため市外線となった（ただし真地団地入口と盲学校前以外のバス停は那覇市に所在する）。起終点が均一運賃区間内のため、途中の降車地によっては全区間乗り通したときよりも運賃が高くなることもあった。
- 2009年3月23日 運賃改定。全区間那覇市内均一運賃適用（220円）の市内線となった。
- 2012年4月20日 停留所名変更（農業試験場前→芸大崎山キャンパス前）。
- 2024年7月1日　バス停名変更(那覇ショッピング前→西町)。

### 16：新川石嶺線
運行：那覇バス
新川営業所から首里駅を経由し石嶺地区を結ぶ路線。2025年7月22日現在、新川営業所発は朝に平日4本・土休日2本、石嶺団地東発は夜に1本の運行。
新川営業所 - 県立医療センター - 那覇インター前 - 首里駅前 - 首里りうぼう前 - 石嶺営業所前 - 石嶺団地東
- 2009年3月16日 新川首里駅線運行開始。平日3往復、土日祝日2.5往復。首里駅行きが朝、新川営業所行きが夜に運行された。
- 2022年4月1日 首里駅前 - 石嶺営業所前 - 石嶺団地東を延伸し、新川石嶺線に改称。平日石嶺行き9本・新川行き10本、土日祝日9往復にそれぞれ増便[20]。
- 2023年9月11日 平日を7往復に減便[23]。

### 17：石嶺（開南）線

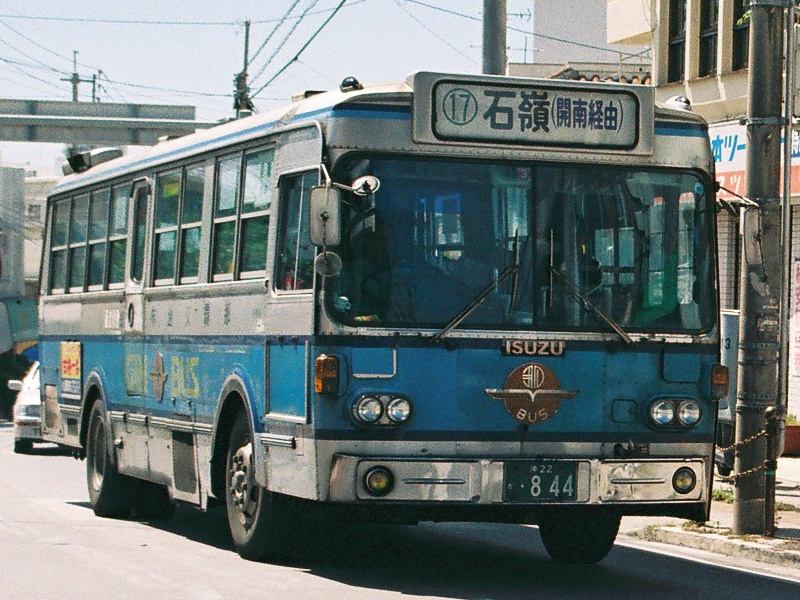
17番のバス（那覇交通時代の「銀バス」。那覇市首里にて2003年9月撮影）

運行：那覇バス
石嶺本通り・赤平大通り・龍潭通り・首里坂下通り・ひめゆり通り・開南本通り・壺川通り・那覇内環状線・高良大通りを経由し、石嶺営業所と具志営業所を結ぶ路線。2024年9月17日現在、平日11.5往復・土日祝日7往復。
石嶺営業所 - 儀保 - 鳥堀一丁目 - 首里城公園入口 - メディカルプラザ大道中央 - 開南 - 県庁南口 - 壺川 - 小禄駅前 - 宇栄原 - 具志営業所
- 2006年9月24日までは「石嶺線」として儀保・鳥堀・開南・那覇商業高校前を経由する石嶺営業所 - 三重城営業所間の路線であった。
- 2006年9月25日に三重城営業所閉鎖により発着地が具志営業所になったことから、石嶺営業所を発着する路線は、全て具志営業所に向かう路線となった。
- かつては牧志廻りと開南廻りが運行されていたが、那覇交通時代に当時の9番（小禄線）が当系統の牧志廻りと統合されたため、現在は開南廻りのみである。その名残で、路線名が「石嶺（開南）線」と呼ばれる。那覇バスへの営業譲渡時のダイヤ改正で本数が半減している。
- 2007年4月9日 ダイヤ改正。那覇バスターミナルを経由しなくなった。
- 2021年5月10日 平日16往復→15往復に減便[29]。
- 2024年7月1日　停留所名変更(高良市場前→高良二丁目、田原給油所前→小禄小学校前)。
- 2024年9月17日 このダイヤ改正より運用が9,11,17番で混ざり9番専属のEVバスが他系統でも運行開始、また改正まで平日・土曜のみの運行だったが、日祝日も運行開始。

### 18：首里駅線
運行：沖縄バス
那覇バスターミナルを起点に壺川通り・古波蔵通り・環状2号を経由して首里駅前で折り返し、那覇バスターミナルへ戻る路線。平日2本。土曜および日祝日は運休。那覇中心部からの乗車は260円均一だが、首里周辺からの乗車は区間制運賃となっている。2022年4月以降は沖縄バス唯一の市内線となる。
180番屋慶名（首里駅・国場）線を那覇バスターミナル発着、首里駅折り返しとする形で運行開始した。この経緯により、那覇市内線でありながら屋慶名系統の派生路線 という扱いとなっている。
那覇バスターミナル - 古波蔵 - 国場 - 県立医療センター前 - 那覇インター前 - 首里駅前 - （往路と同一経路） - 那覇バスターミナル
- 2007年9月20日 18：首里駅線運行開始。
- 2008年7月12日 18番をおもろまち駅前まで延長した路線である19：首里駅おもろまち線新設、運行開始。それに伴い、18番は大幅減便。
- 2010年4月25日 停留所名変更（赤十字病院前→古蔵中校前、旭町血液センター前→旭町）。
- 2021年2月27日 1本運行されていた土曜日の運行を廃止し平日のみの運行とする[31]。
- 2022年8月22日 同年7月26日より運休していた1便[32]が正式に減便される[33]。

### 19：首里駅循環線
運行：那覇バス
新川営業所から那覇インター前へ進み、片方向に2周循環し新川営業所へ戻る路線。路線開設まで明確な最寄りバス停を持たなかった沖縄県立開邦中学校・高等学校を通過する。2025年7月22日現在、平日朝に1本のみの運行。
新川営業所 → 県立医療センター → 県立医療センター東口 → 那覇インター前 → 崎山 → 赤田 → 首里駅前 → 汀良三丁目 → 鳥小堀 → 開邦中学・高校前 → 那覇インター前 → （同経路でもう1周） → 那覇インター前 → 県立医療センター東口 → 新川営業所
※全停留所
- 2021年4月1日 運行開始[34]。
- 2023年9月11日 平日10→4本、土曜9→4本に減便し、9本運行されていた日祝の運行を取りやめる[23]。

### 那覇市外線
- 【 】内は一部の便のみが経由する停留所。
- = はその区間の経路が同一系統の他の便と同じであることを示す。
- 那覇空港発着の路線は、那覇空港発は、国内線ターミナル→国際線ターミナルの順に停車、那覇空港着は国内線ターミナルで終点となる。
- 系統番号に色が付いている系統は、那覇市内または、豊見城市内発着で国道58号那覇宜野湾間を経由する路線の主な経由地を指し、フルカラーLED行先表示で表記される色と同様である。

伊佐ライン=　
大謝名ライン=　
北谷ライン(一部宜野湾市止まりの路線がある）=　
その他=無着色

### 20：名護西線/：120名護西空港線

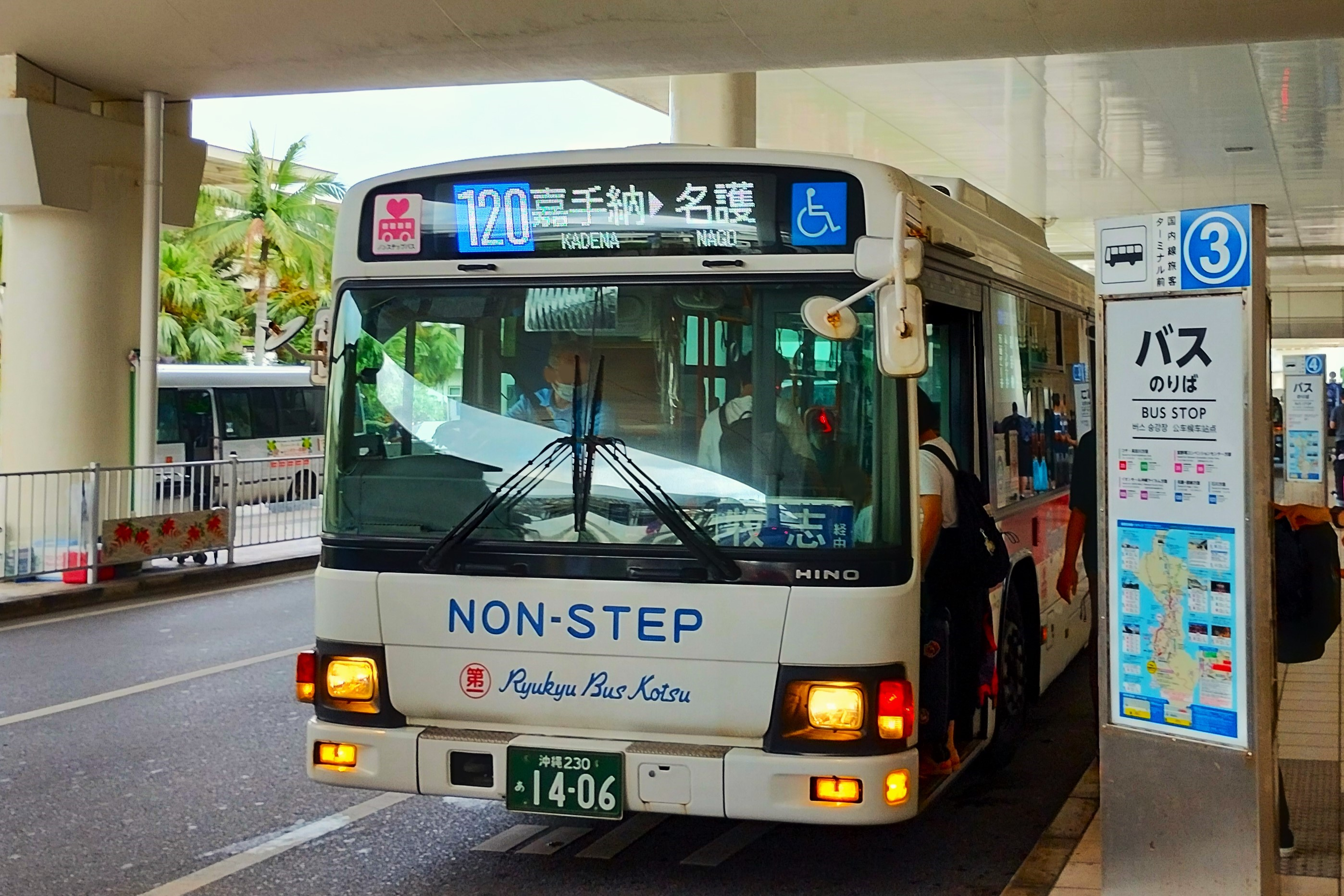
120番名護行き（琉球バス交通）
那覇空港（2023年）

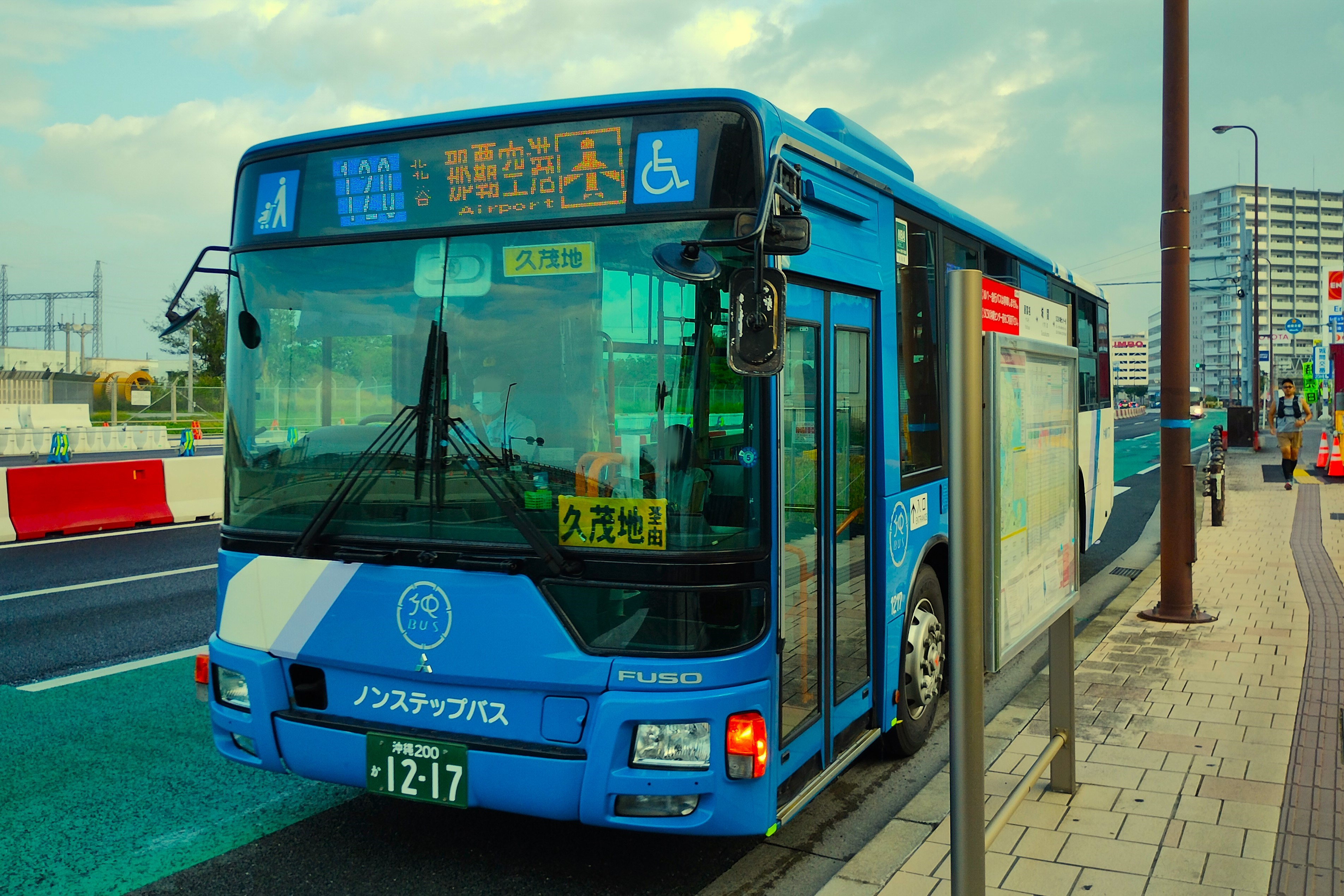
120番那覇空港行き（沖縄バス）
城間（2023年）

運行：琉球バス交通・沖縄バス
主に国道58号を通り、那覇市と名護市を結ぶ路線。那覇市・浦添市・宜野湾市・北谷町・嘉手納町・読谷村・恩納村・名護市の8市町村内を通り、約2時間30分から3時間をかけて全区間を走行する。那覇バスターミナル発着の20番と、那覇空港発着・那覇バスターミナル経由の120番がある。20番は朝の名護行きと夕・夜の那覇行きのみ運行され、それ以外の時間帯は120番が運行される。
2025年7月1日現在、20番と120番を合わせて平日23往復、土曜・日祝日24往復。平日の朝の名護行きと夕方の那覇行きには名護高校・名護商工高校経由の便がある。
20：那覇バスターミナル - 牧志 - 泊高橋 - 勢理客 - 城間 - 牧港 - 大謝名 - 真志喜 - 大山 - 伊佐 - 北谷 - 嘉手納 - 喜名 - 仲泊 - ムーンビーチ前 - 恩納村役場前 - 万座ビーチ前 - 名護十字路 - 【名護高校前】 - 名護バスターミナル
120：那覇空港 - 那覇バスターミナル（旭橋） - 牧志/久茂地 - （この間20番と同一経路） - 名護バスターミナル

- 歴史の項で述べたように、1917年より国頭街道経由で那覇～名護間を運行した沖縄本島初のバス路線の流れをくむ路線で、沖縄バスが創立当初から運行している路線の一つであり、のちに琉球バスも運行に参入している。かつては琉球バスと沖縄バスは20番を同じ路線名で別々に運行（競合運行）していたが、効率的なバス運行を行うため1998年4月27日に両社の共同運行となった。それによって、20番は琉球バスが運行していた34本と沖縄バスが運行していた25本を再編し、61本で共同運行を開始した。
- 1992年8月に那覇空港 - 名護間の運行で国道58号経由、停車地をリゾートホテルなどに限定する120番空港リゾート西線が運行開始したが、1998年4月1日に琉球バス・沖縄バス・那覇交通・東陽バスの4社の観光部門と北部観光バスが運行する那覇空港リムジンバスに代替され廃止された。
- 1998年4月27日 120番名護西空港線運行開始。全停留所に停車する一般路線となった。20・120番共同運行開始。
- 1999年5月26日 那覇空港国内線ターミナルビル移転に伴う空港バス停留所の名称変更（国際線ビル前→国際線旅客ターミナル前）、廃止（国内線第一ビル前・国内線第二ビル前）、新設（国内線旅客ターミナル前）。
- 1999年8月16日 停留所新設（貨物ターミナル前）。
- 2000年12月1日 停留所名変更（東急ホテル前→第一天久）。
- 2006年7月10日 ダイヤ改正、大半の便を120番とする。
- 2007年2月11日 国際通りトランジットモールによる交通規制のため、日曜ダイヤを新設。
- 2007年4月25日 停留所名変更（白雲荘前→シーサイドハウス前、名護商業高校前→大西五丁目、北部工業高校前→名護商工高校前）。
- 2009年7月10日 停留所廃止（貨物ターミナル前）。
- 2010年3月31日 沖縄バスロケーションシステム試験運用を同日21時をもって終了。
- 2010年4月25日 停留所名変更（水釜入口→嘉手納町役場前）。
- 2016年8月1日 停留所新設（道の駅許田）。
- 2018年12月26日 停留所名変更（軍病院前→美浜アメリカンビレッジ入口）。
- 2022年7月1日 120番の停留所名変更（農林中金前→沖縄タイムス前）。
- 2022年12月26日 停留所名変更（第二城間→SCSK沖縄センター前、第一牧港→ブルーシール本店前、牧港→牧港ブルーシール本店北側）。
- 2023年10月16日 ダイヤを改正。32往復から減便[35]。
- 2024年7月1日　停留所名変更(松尾→ホテルコレクティブ前)。
- 2025年7月1日　停留所名変更(若松入口→ラ・ジェント・ホテル沖縄那覇前)。

### 21：新都心具志川線
運行：琉球バス交通
那覇新都心おもろまち駅・バイパス・国道330号を経由し、那覇市とうるま市具志川を結ぶ路線。
2025年7月1日現在、平日具志川行き20本・那覇行き19本、土休日具志川行き16本・那覇行き10本。
イオンモール沖縄ライカムは営業時間帯に経由する（土休日ダイヤの那覇行きは除く）。平日の具志川行き早朝1本は球陽高校経由。
那覇バスターミナル - 久茂地 - 泊高橋 - おもろまち一丁目 - おもろまち駅 - 古島駅前 - 大平 - 広栄 - 真栄原 - 我如古 - 普天間 - 【イオンモール沖縄ライカム】 - 山里 - 諸見 - 園田 - 中の町 - コザ - 美里入口 - 中部病院前 - 具志川郵便局前 - 安慶名 - 具志川バスターミナル
球陽高校経由：那覇バスターミナル = 普天間 → 球陽高校 → 安全運転学校前 → 沖縄市運動公園前 → 園田 = 具志川バスターミナル
- 2009年4月19日 運行開始。
- 2010年4月25日　停留所変更（上之屋一丁目→合同庁舎前）。
- 2015年4月25日 イオンモール沖縄ライカム経由を新設。
- 2016年3月28日 平日29.5→27往復、土日祝日16→15往復に減便。
- 2022年7月1日　停留所名変更（農林中金前→沖縄タイムス前）。
- 2022年10月17日 平日具志川行き23本・那覇行き20本、土曜16往復、日祝具志川行き13本・那覇行き16本に[36]。
- 2023年10月10日 平日ダイヤを改正。具志川行き24本・那覇行き23本に増便[37]。
- 2025年7月1日　停留所名変更(若松入口→ラ・ジェント・ホテル沖縄那覇前)。

### 23：具志川線/223：具志川おもろまち線

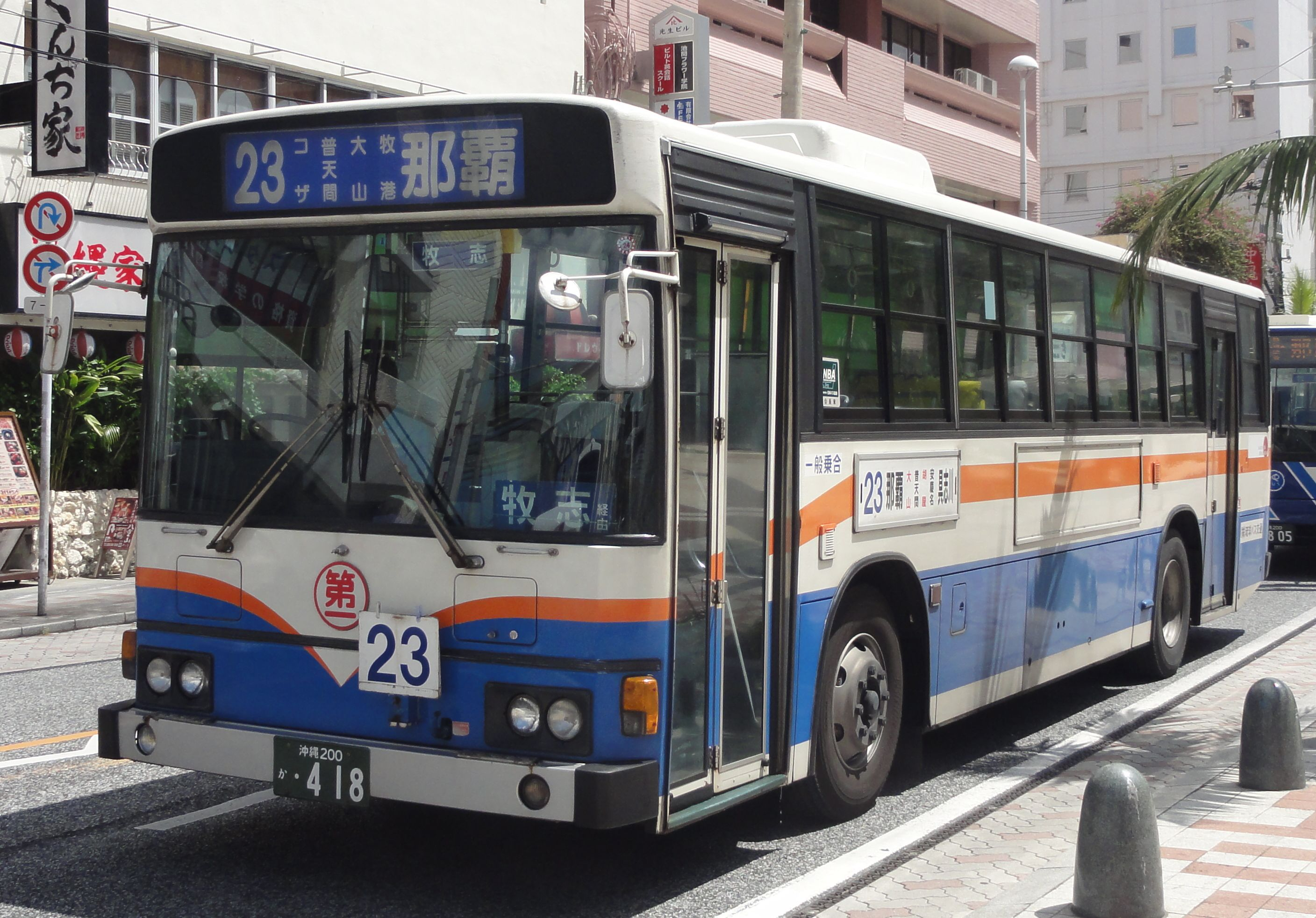
23番那覇行き
国際通り牧志駅前（2012年）

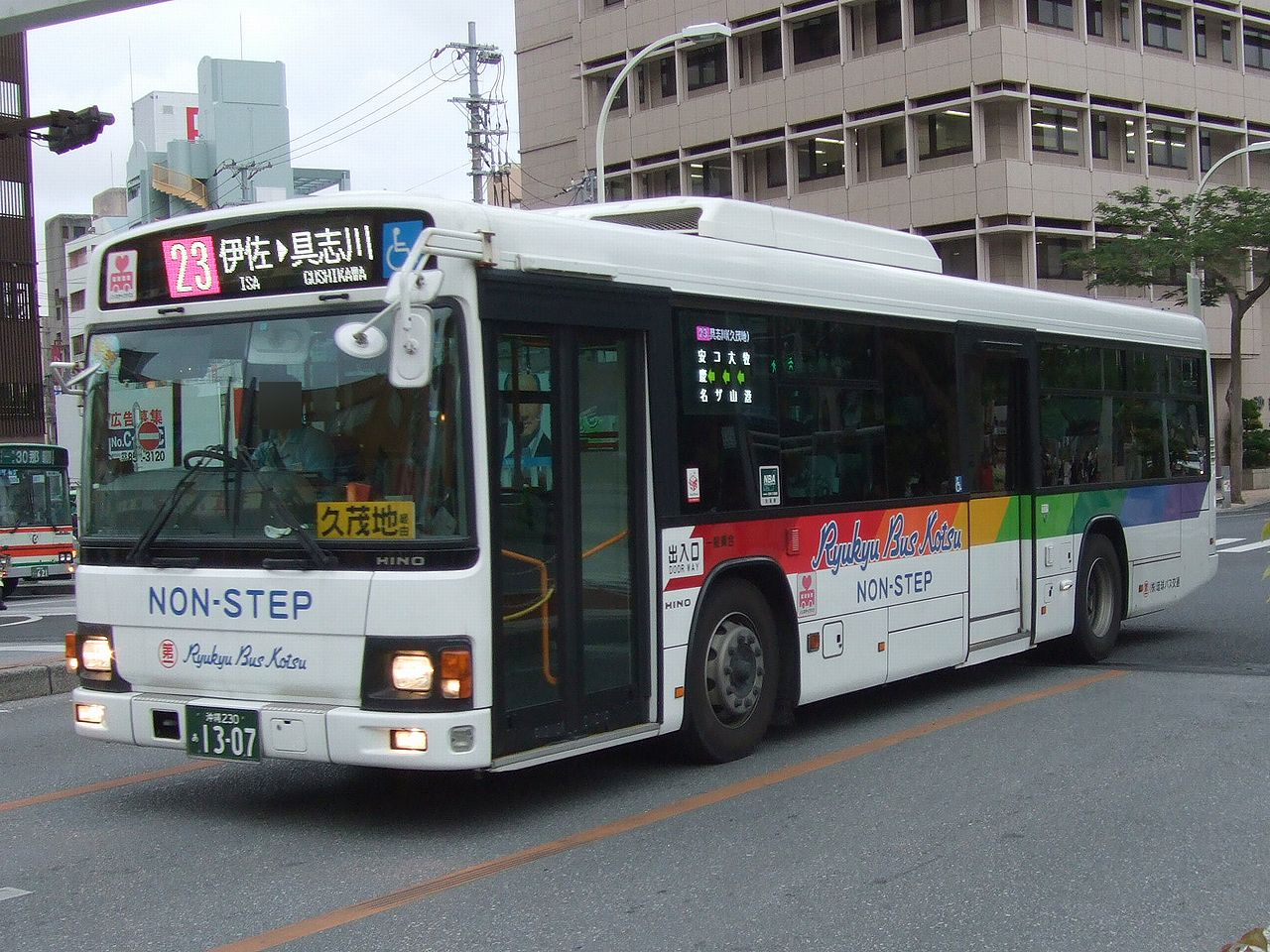
23番具志川行き
久茂地（2015年）

運行：琉球バス交通
国道58号・県道81号・県道75号・国道330号などを経由し、那覇市と沖縄市・うるま市具志川を結ぶ路線。23番は那覇バスターミナルまたは那覇空港発着、223番はおもろまち駅前広場発着で、上之屋 - 具志川間は23番と同一経路。
2025年7月1日現在、23番は平日は基幹急行バスを含め、具志川行き37本（うち牧志経由5本）・那覇行き41本（うち牧志経由7本）、土日祝日具志川行き28本（うち牧志経由土曜祝日3本・日曜2本）・那覇行き31本（うち牧志経由土曜祝日5本・日曜4本）運行される。223番は平日2往復・土日祝日1往復の運行。
1990年代までは、平日の運行本数が130本あまりあり、現在でも琉球バス交通において主要路線の一つである。
基幹急行バスは2016年10月3日から2019年9月まで平日のみ4往復実証実験の形で 運行された急行便を、2019年9月24日よりそれまでの特急便を統合して運行開始した系統で、2025年7月1日現在平日のみ具志川方面3本、那覇方面5本運行される。なお、他の基幹急行バスの系統と異なり、コザ以北も急行運転を行う。
23番は1本那覇空港行きの便がある。
23番は那覇始発が22時まで運行されており、終着は23時25分で、沖縄県内で最も遅い時間まで運行される。
23：那覇バスターミナル - 牧志/久茂地 - 上之屋 - 勢理客 - 城間 - 牧港ブルーシール本店北側 - 大謝名 - 真志喜 - 伊佐 - 普天間 - 山里 - コザ - 安慶名 - うるま市役所前 - 具志川バスターミナル
23（那覇空港発着）：那覇空港 - 那覇バスターミナル（旭橋） - 牧志/久茂地 = 具志川バスターミナル
23（基幹急行バス、右記停留所のみ停車）：那覇バスターミナル - 沖縄タイムス前 - 泊高橋 - 上之屋 - SCSK沖縄センター前 - 宇地泊 - 伊佐 - 新城 - 普天間 - 比嘉西原 - 山里 - 中之町 - 胡屋 - コザ - 赤道十字路 - 中部病院前 - 平良川 - 安慶名 - うるま市役所 - 具志川バスターミナル
223：おもろまち駅前広場 - 勢理客 - （この間23番と同一経路） - 具志川バスターミナル
※過去に運行された系統
23（特急、右記停留所のみ停車）：具志川バスターミナル → うるま市役所前 → 安慶名 → 中部病院前 → 赤道十字路 → 美里入口 → コザ → 胡屋 → 中の町 → 山里 → 普天間 → 新城 → 伊佐 → 宇地泊 → 第二城間 → 上之屋 → 泊高橋 → 若松入口 → 農林中金前 → 県庁北口 → 那覇バスターミナル(旭橋・那覇バスターミナル → フリーゾーン前 → 国内線旅客ターミナル前 → 国際線旅客ターミナル前)※緑字は那覇ターミナル止、青字は空港行き停車バス停
23（急行、右記停留所のみ停車）：国内線旅客ターミナル前 - 国際線旅客ターミナル前 - フリーゾーン前 - 那覇バスターミナル - 県庁北口 - 農林中金前 - 若松入口 - 泊高橋 - 上之屋 - 城間 - 宇地泊 - 伊佐 - 普天間 - 比嘉西原 - 山里 - コザ - 美里入口 - 赤道十字路 - 中部病院前 - 平良川 - 安慶名 - うるま市役所前 - 具志川バスターミナル
23（急行、実証実験・右記停留所のみ停車）：那覇バスターミナル→農林中金前→泊高橋→上之屋→第二城間→宇地泊→伊佐→普天間→比嘉西原→山里→中之町→胡屋→コザ→美里入口→赤道十字路→中部病院→平良川→安慶名→うるま市役所→具志川バスターミナル
- 当初は那覇バスターミナルと石川市（現・うるま市石川）の石川バスターミナルを結ぶ路線、23：石川（平良川）線として路線開設。
- 石川バスターミナル廃止、具志川バスターミナルへの移転に伴い23番具志川線へと名称変更。
- 1990年代前半、県内バス路線として初めてバーコード式整理券・釣り銭式のFA運賃箱を採用運行（琉球バス交通譲渡後は、両替方式の運賃箱に切り替わっている）。
- 2000年12月1日 停留所名変更（東急ホテル前→第一天久）。
- 2003年7月25日 特急便を運行開始。空港発便を設定。
- 2003年8月10日 223番具志川おもろまち線運行開始。23番ダイヤ改正。
- 2009年7月10日 バス停廃止（貨物ターミナル前）。
- 2010年4月25日 223番停留所名変更（上之屋一丁目→合同庁舎前）。
- 2010年8月24日 一部運行経路変更。ダイヤ改正。
- 2010年9月1日 23番に沖縄県で初の女性専用バス運行開始。
- 2011年3月28日 23番の女性専用バスと特急便の具志川行きの廃止、那覇空港行きの減便。
- 2013年3月30日 23番の急行便廃止[注釈 2]。
- 2016年3月28日 23番平日70→75往復、223番平日5→6往復に増便。
- 2016年10月3日
  - 実証実験として急行便を運行開始（3年半ぶりに｢急行便｣が復活）。
  - 23番平日75→67往復（特急・急行便を含む）、223番平日6→5往復に減便。
- 2017年3月27日
  - 23番平日67→75往復（特急・急行便を含む）、223番平日5→6往復に増便。
- 2019年9月24日 特急便、急行便を統合し基幹急行バスを運行開始。
- 2020年1月20日 基幹急行バスの那覇空港行きを廃止、全便那覇BT着とする。
- 2022年7月1日　停留所名変更（農林中金前→沖縄タイムス前）。
- 2022年10月17日 23番のダイヤを改編、223番の平日を減便[36]。
- 2022年12月26日 停留所名変更（第二城間→SCSK沖縄センター前、第一牧港→ブルーシール本店前、牧港→牧港ブルーシール本店北側）。
- 2023年4月3日　増便。
- 2023年10月10日 平日ダイヤを改正。23番は具志川行き46本・那覇行き47本（基幹急行便含む）に、223番を3→4往復に増便[37]。
- 2024年7月1日　23番の停留所名変更(松尾→ホテルコレクティブ前)。
- 2025年7月1日　23番の停留所名変更(若松入口→ラ・ジェント・ホテル沖縄那覇前)。

### 24：那覇大謝名線
運行：琉球バス交通
国道58号・県道34号・国道330号などを経由し、那覇市と沖縄市・うるま市具志川を結ぶ路線。2016年3月28日に琉球バス交通が27番から撤退したのと同時に新設され、終点部分の1区間を除く那覇バスターミナル - 西田場間の経路は27番と同一である。宜野湾市内の経路は普天間飛行場を挟んで23番と反対側で、大謝名・真栄原を経由する。うるま市役所は経由しない。
2025年7月1日現在、平日は具志川行き18本・那覇行き15本、土日祝日は具志川行き7本、那覇行きは10本の運行。なお牧志経由は土日祝日ダイヤの那覇行き1本のみで、他は久茂地経由。
那覇バスターミナル - 牧志/久茂地 - 勢理客 - 牧港ブルーシール本店北側 - 大謝名 - 真栄原 - 宜野湾 - 普天間 - 山里 - コザ - 安慶名 - 具志川バスターミナル
- 2016年3月28日 運行開始。
- 2016年10月3日 平日30→25往復に減便。
- 2017年3月27日 平日25→29.5往復に増便。
- 2022年7月1日　停留所名変更（農林中金前→沖縄タイムス前）。
- 2022年10月17日 上記の本数に改定[36]。
- 2022年12月26日 停留所名変更（第二城間→SCSK沖縄センター前、第一牧港→ブルーシール本店前、牧港→牧港ブルーシール本店北側）。
- 2023年10月10日 平日ダイヤを改正。上記本数に[37]。
- 2024年7月1日　停留所名変更(松尾→ホテルコレクティブ前)。
- 2025年7月1日　停留所名変更(若松入口→ラ・ジェント・ホテル沖縄那覇前)。

### 25：那覇普天間線/125：普天間空港線

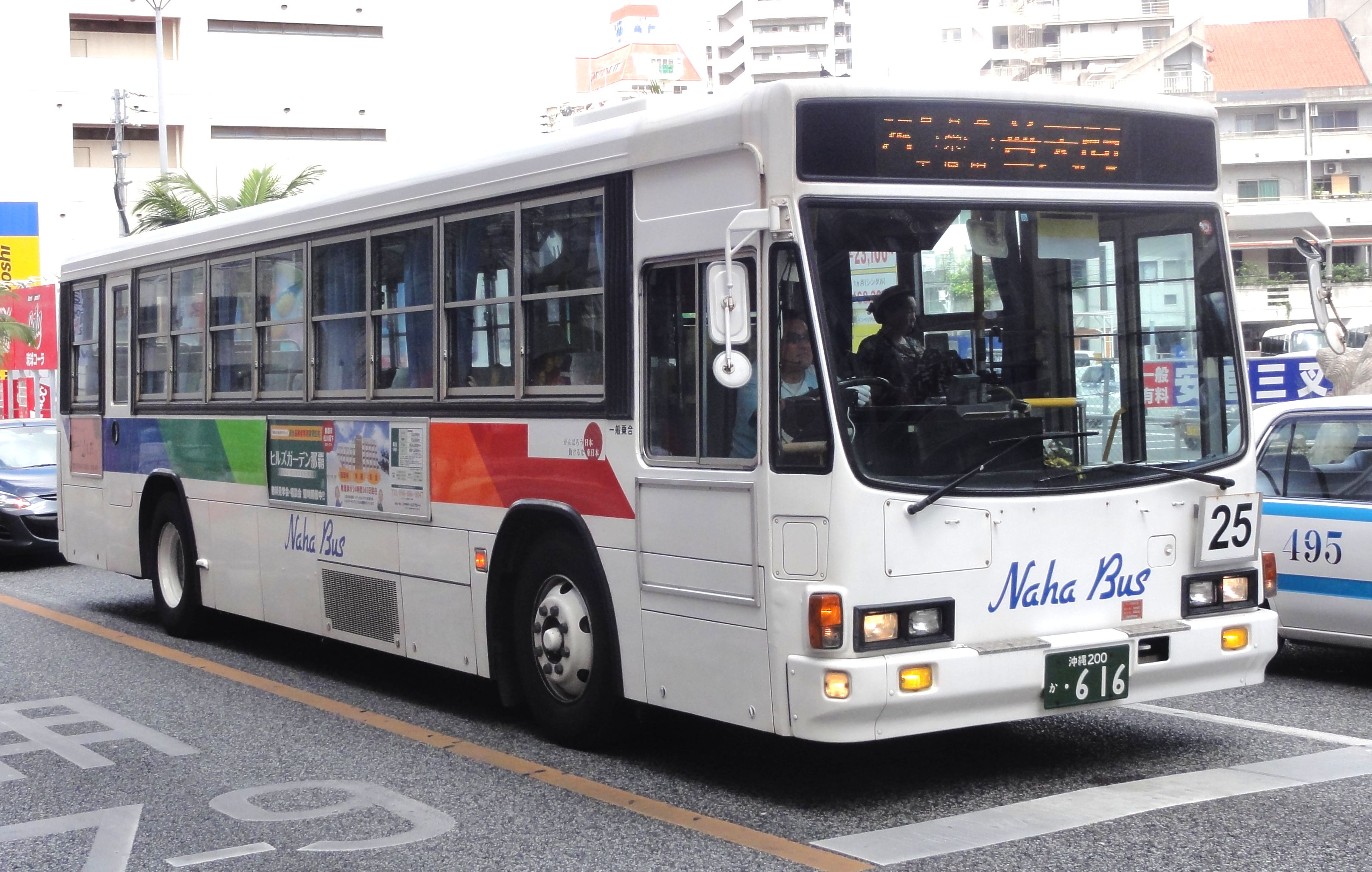
25番普天間行き
安里三差路交差点（2012年8月）

運行：那覇バス
国際通り・大道大通り・首里坂下通り・儀保大通り・石嶺本通り・県道241号を経由し、那覇市（那覇空港・那覇市中心部・首里）と宜野湾市真栄原・普天間を結ぶ路線。概ね40分-1時間間隔での運行。25番は那覇バスターミナル発着で、那覇バスターミナル - 普天間間の運行。125番は那覇空港発着で、那覇空港 - 琉球大学病院間の運行。2025年1月6日現在、2系統合わせて平日18往復、土日祝日14往復で、朝の那覇行き平日3本・土休日2本は普天間発、夜の平日3本・土休日2本は普天間止まり。125番の平日1本は琉大東口・中城村内の県道29号を通る。
25：那覇バスターミナル - 牧志 - 山川 - 儀保 - 西原入口 - 真栄原 - 我如古 - 長田 - 普天間 - 琉球大学病院
125：那覇空港 - 那覇バスターミナル =  琉球大学病院
125（中城経由）：那覇空港 → 那覇バスターミナル（旭橋） = 真栄原 → 国立沖縄病院前 → 琉大東口 → 普天間 → 琉球大学病院
※日曜の国際通りトランジットモール実施中の7往復は開南経由
- 那覇交通時代、那覇バスターミナル - 具志川村（現うるま市）栄野比間に栄野比線として開設。後に系統番号25番を割り振られる。
- 1970年代中頃に、石川バスターミナルまで延長。路線名は石川（首里）線になる。当時、那覇 - 石川間を結んでいた同系統以外の路線には24番石川（大山）線があった。路線名に（首里）が付けられているのは、当時琉球バスが運行していた23番石川（平良川）線との区別のためである。
- 後に、26番屋慶名（首里）線が「石川（安慶名）線」に変更になり、那覇交通が運行する那覇 - 石川間の路線は3路線になる。
- その後、石川バスターミナルの廃止に伴い、沖縄市の中部営業所（現在は廃止）までの125番知花（首里）線を開設。125番は一部空港発便もあった。元々運行本数の少なかった26番は廃止されたが、24番と25番は石川市の住民のためしばらくは中部営業所から回送し運行されていた。
- 1998年8月1日に、24番と25番が廃止。一旦25番という番号が消滅する。
- 那覇交通の経営合理化に伴い2004年2月1日に124番は廃止。同年4月25日に中部営業所と那覇営業所が廃止され、125番は具志営業所に移管して運行範囲も普天間折り返しとし、同時に全便那覇空港発着となり、系統番号を25番に変更して現在に至る。この改正に伴い、運行本数が著しく減少している。2000年当時はほぼ毎時4本、上下とも60本近い本数があったが、現在では3分の1程度に減らされている。その当時のダイヤでは営業所間の運行なので遅くまで運行できた（22:30まで下り便があった）。
- 2008年3月23日 ダイヤ改編。この改編で土日の中城経由が無くなり、新たに朝のみ那覇バスターミナル発便が新設された。
- 2009年7月10日 停留所廃止（貨物ターミナル前）。
- 2016年3月28日 ダイヤ改正。
  - 普天間 - イオンモール沖縄ライカム間を延長。
  - 平日27→24往復、土日祝日22→20往復に減便。
- 2018年10月1日 ダイヤ改正。
  - 那覇空港発着を125番に変更。
  - 25番・125番合わせて平日25往復、土日祝日22往復。
- 2022年10月17日 ダイヤ改正[36]、2系統合わせて平日20往復、土日祝日16往復。
- 2024年7月1日　バス停名変更(松尾→ホテルコレクティブ前)。
- 2025年1月6日　琉球大学病院移転に伴うダイヤ改正で普天間以北廃止・西普天間に移転した琉球大学病院に乗り入れ開始

### 26：宜野湾空港線
運行：琉球バス交通
那覇空港と宜野湾市の海岸部の宇地泊・真志喜・沖縄コンベンションセンターを国道58号経由で結ぶ便と、安謝橋 - コンベンションセンター前間でサンエー浦添西海岸 PARCO CITY・浦添北道路を経由する便がある。
・2025年7月1日現在、平日のコンベンションセンター行き1本のみ那覇バスターミナル始発。平日宜野湾行き6本、那覇空港行き8本、土日祝日宜野湾行き3本、那覇空港行き2本の運行で、うち宇地泊経由が平日のみ宜野湾行き1本・那覇空港行き5本で、残りはパルコシティ経由。安謝からパルコシティの間は沖縄バスの那覇方面 - パルコシティ発着便が全便経由する国立劇場前は経由せず、101番のルートを途中まで取る。
本線： 那覇空港 - 那覇バスターミナル（旭橋） - 久茂地 - 泊高橋 - 天久 - 安謝 - 仲西 - 宮城 - 屋富祖 - 城間 - 牧港ブルーシール本店北側 - 宇地泊 - 真志喜中学校前 - コンベンションセンター前 - 宜野湾出張所
西海岸経由：  那覇空港 - 那覇バスターミナル（旭橋） - 久茂地 - 泊高橋 - 天久 - 安謝 - 沖縄シャープ前 - サンエーパルコシティ前 - コンベンションセンター前 - 宜野湾出張所
- 2011年3月28日 運行開始。
- 2019年6月24日 西海岸経由便運行開始。
- 2020年8月24日 平日の西海岸経由を増便[39]。
- 2022年7月1日 停留所名変更（農林中金前→沖縄タイムス前）。
- 2022年12月26日 停留所名変更（第二城間→SCSK沖縄センター前、第一牧港→ブルーシール本店前、牧港→牧港ブルーシール本店北側）。
- 2025年7月1日　停留所名変更(若松入口→ラ・ジェント・ホテル沖縄那覇前、宜野湾市営球場前→ラグナガーデンホテル前)。

### 27：屋慶名（大謝名）線/227：屋慶名おもろまち線/80：与那城線/777：急行バス（屋慶名）線

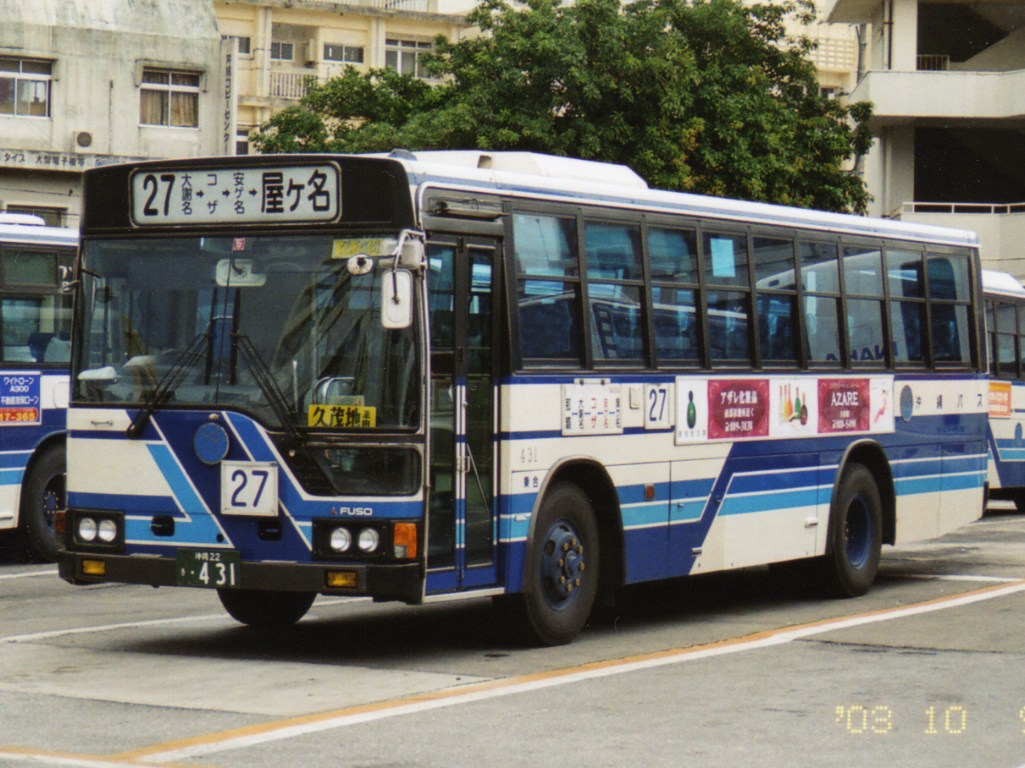
27番屋慶名線
那覇バスターミナル（2003年10月）

運行：沖縄バス
那覇市・沖縄市・うるま市具志川と与勝半島を結ぶ路線。27番は那覇バスターミナル発着で与勝半島の南東端の平敷屋を経由する。227番はおもろまち駅前広場発着で平敷屋経由。80番は那覇バスターミナル発着で与勝半島内は前原を経由し、半島中央部を短絡する。
運行本数は、1990年代には平日130本余りあり、県内の路線バスでは最も多い時期があった。2025年7月1日現在は平日が27番は平日16往復（うち豊見城営業所発着が屋慶名行き5本・屋慶名発8本）、土曜10往復（うち豊見城営業所発着が屋慶名行き3本・屋慶名発4本）、日祝日9往復（うち豊見城営業所発着1往復）。土曜・日祝日の1往復が美栄橋経由で他は久茂地経由。平日の屋慶名行き1本、屋慶名発2本がコザ - 具志川バスターミナル入口間で110番と同じ経路を取る具志川高校経由。227番は土休日のみ1往復の運行。80番は平日に屋慶名行き1本のみ運行。
777番は23番急行便などと同じく那覇 - コザ間の基幹急行バスとして運行される。平日のみ屋慶名行き2本・那覇行き1本の運行。那覇 - コザ間は他の基幹急行バスと同一経路・同一停車地で、コザ - 屋慶名間は27番と同一経路で各停留所に停車する。
かつては琉球バス交通も27番と227番を沖縄バスと同路線名、同経路で運行していた（共同運行ではない）が、2016年に全廃され、沖縄バスによる単独運行となった。
なお、27番の路線名に（大謝名）経由と入るのは、以前那覇交通によって運行されていた26番屋慶名（首里）線と区別していた名残である。
27：（豊見城営業所 - ）那覇バスターミナル - 美栄橋/久茂地 - 城間 - 牧港ブルーシール本店北側 - 大謝名 - 真栄原 - 普天間 - 比嘉西原 - コザ - 平良川 - 安慶名 - 与那城 - 平敷屋 - 屋慶名バスターミナル
27（具志川高校経由）：那覇バスターミナル - 久茂地 - 泊高橋 = コザ - 宮里中学校前 - 具志川高校前 - 平敷屋 - 屋慶名バスターミナル
227：おもろまち駅前広場 - 牧港 - （この間27番と同一経路） - 屋慶名バスターミナル
80：那覇バスターミナル - 久茂地 - （この間27番と同一経路） - 安慶名 - 与那城 - 前原 - 屋慶名バスターミナル
777：（基幹急行バス、那覇 - コザ間は右記停留所のみ停車）：那覇バスターミナル - 県庁北口 - 沖縄タイムス前 - 泊高橋 - 上之屋 - SCSK沖縄センター前 - 宇地泊 - 伊佐 - 新城 - 普天間 - 比嘉西原 - 山里 - 中の町 - 胡屋 - コザ - （この間27番と同一経路） - 屋慶名バスターミナル　　　　　　　　　　　　　　　
- 2000年1月1日 屋慶名バスターミナル移転に伴うダイヤ改正。停留所新設（JA与那城前、与那城支所前）。
- 2000年12月1日 停留所名変更（東急ホテル前→第一天久）。
- 2003年8月10日 屋慶名おもろまち線運行開始。
- 2005年頃 停留所名変更（与那城町役場前→与那城支所前）。
- 2006年7月22日 与那城線運行開始。
- 2006年11月1日 沖縄バスが運行する27番・227番に具志川高校経由を新設。
- 2007年4月25日 停留所名変更（おもろまち二丁目→県立博物館前）。
- 2009年4月19日 21番の新設に伴い、琉球バス交通の27番を大幅減便。球陽高校経由便は廃止。
- 2009年9月27日 沖縄バスの227番具志川高校経由廃止。
- 2009年12月26日 80番一部のダイヤを沖縄バスが運行する27番に改編。
- 2010年4月25日 停留所名変更（上之屋一丁目→合同庁舎前、新町入口→第二真栄原、美里支所入口→美原一丁目、沖縄高等養護学校前→沖縄高等特別支援学校前）。
- 2016年3月28日 琉球バス交通の27番・227番を廃止（同社担当便の廃止による実質的な減便）。
- 2016年10月3日 ダイヤ改正。
  - 実証実験として急行777番を運行開始。
  - 27番（平日）・227番・80番を減便。
- 2017年8月1日 ダイヤ改正。
  - 27番を減便。80番・227番を増便。
  - 777番の停車地変更。若松入口・城間に停車しなくなり、第二城間・中の町・胡屋に新たに停車。
- 2019年10月1日 ダイヤ改正。
  - 777番を基幹急行バスとして正式運行開始、新城に新たに停車。
- 2020年3月20日 ダイヤ改正。
  - 日祝ダイヤ80番の那覇向け運行を廃止、227番の運行を日祝ダイヤのみとする。
- 2020年10月1日 ダイヤ改正[30]。
  - 27・80番の牧志（国際通り）経由を廃止、27番は新たに美栄橋駅前経由を設定、80番は全便久茂地経由に。
- 2021年2月27日 ダイヤ改正[31]。
  - 土曜日ダイヤにおいて、運行本数が日祝日に合わせられ（土曜・日祝日で一部時刻は異なる）、27・80番は減便、227番の運行が復活。
- 2022年4月18日 豊見城営業所新設に伴うダイヤ改正[40]
  - 土曜ダイヤと日祝ダイヤが完全統合。27番は平日屋慶名行き19本・那覇方面行き18本（うち豊見城営業所発着4往復）、土休日屋慶名行き13本・那覇方面行き14本（うち豊見城営業所発着2往復）に。土日祝のみの227番は1往復に減便、80番は平日は3往復に増便、土日祝の屋慶名行きは1本に減便。平日のみの777番が屋慶名行き3本・那覇行き1本に減便。
- 2022年7月1日 27・80・777番の停留所名変更（農林中金前→沖縄タイムス前）。
- 2022年8月22日 同年7月26日より平日も土日祝ダイヤで運行[32]していたが、この日より平日ダイヤを減便したうえで再設定[33]。
- 2022年10月8日 土休日を減便、80番の運行を平日のみとする[41]。
- 2022年12月26日 停留所名変更（第二城間→SCSK沖縄センター前、第一牧港→ブルーシール本店前、牧港→牧港ブルーシール本店北側）。
- 2025年7月1日　27番・80番の停留所名変更(若松入口→ラ・ジェント・ホテル沖縄那覇前)。

### 28：読谷（楚辺）線/29：読谷（喜名）線/228：読谷おもろまち線

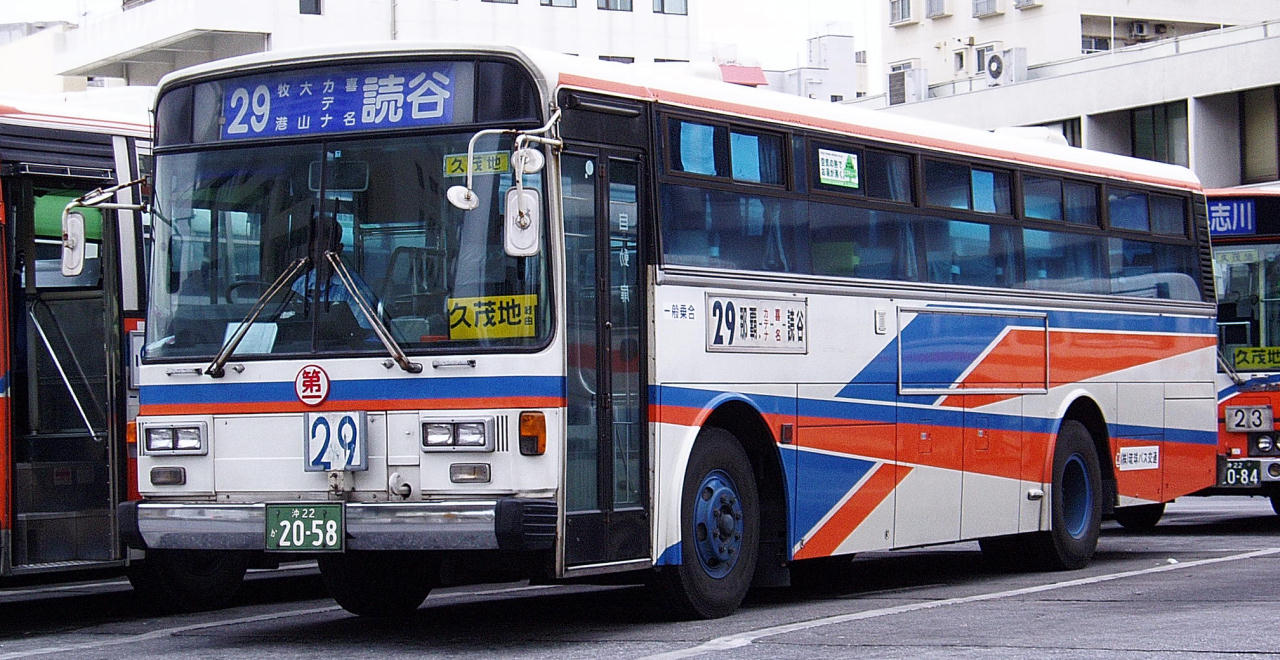
那覇バスターミナルで待機中の29番読谷線の車両（2006年）

運行：琉球バス交通・沖縄バス
那覇市と読谷村中心部を結ぶ路線。28番は那覇バスターミナル発着で楚辺経由、29番は那覇バスターミナル発着で喜名経由、228番はおもろまち駅前広場発着で楚辺経由。読谷村側は読谷バスターミナル発着。
いずれも那覇市と読谷村の間は主に国道58号を通る。28・228番は伊良皆交差点で右左折し、県道6号を通る。29番は伊良皆交差点は直進し、北側の喜名交差点で右左折し、喜名交差点と高志保交差点の間は県道12号を通る。
28・29番は久茂地経由と牧志経由がある。2025年7月1日現在、28番は平日26往復（うち牧志経由が読谷行き10本・那覇行き12本）、土日祝日読谷行き19本・那覇行き21本（うち牧志経由が読谷行き1本・那覇行き2本）の運行。228番は平日10往復、土日祝日8往復の運行。29番は平日4往復（うち牧志経由1往復）、土日祝日読谷行き5本・那覇行き3本（うち牧志経由那覇行きのみ1本）の運行。
かつては読谷バスターミナルよりさらに北側の残波岬発着の便があった。
28：那覇バスターミナル - 牧志/久茂地 - 泊高橋 - 牧港ブルーシール本店北側 - 伊佐 - 嘉手納 - 伊良皆 - 楚辺 - 読谷バスターミナル
29：那覇バスターミナル - 牧志/久茂地 - 泊高橋 - 牧港ブルーシール本店北側 - 伊佐 - 嘉手納 - 伊良皆 - 喜名 - 読谷バスターミナル
228：おもろまち駅前広場 - 牧港ブルーシール本店北側 - 伊佐 - 嘉手納 - 伊良皆 - 楚辺 - 読谷バスターミナル
- 1996年4月1日 琉球バスと沖縄バスとの共同運行開始。
- 2000年12月1日 28・29番の停留所名変更（東急ホテル前→第一天久）。
- 2003年8月10日 沖縄都市モノレール開業に伴うダイヤ改正。
  - 28番のうち、コンベンションセンター経由の読谷バスターミナル - 残波岬間を廃止。
  - 228番の運行を開始。
- 2003年12月 おもろまち駅前広場完成により、同敷地内まで乗り入れ開始。
- 2007年4月25日 228番の停留所名変更（おもろまち二丁目→県立博物館前）。
- 2010年4月25日 停留所名変更（上之屋一丁目→合同庁舎前、水釜入口→嘉手納町役場前）。
- 2015年11月7日 28番のコンベンションセンター経由を廃止[42][43]。
- 2018年12月26日 停留所名変更（軍病院前→美浜アメリカンビレッジ入口）。
- 2022年7月1日 28・29番の停留所名変更（農林中金前→沖縄タイムス前）。
- 2022年12月26日 停留所名変更（第二城間→SCSK沖縄センター前、第一牧港→ブルーシール本店前、牧港→牧港ブルーシール本店北側）。
- 2023年10月16日 ダイヤを改正。29番の土日祝日ダイヤを除き、各系統とも減便[35]
- 2024年7月1日　停留所名変更(松尾→ホテルコレクティブ前)。
- 2025年7月1日　28番・29番の停留所名変更(若松入口→ラ・ジェント・ホテル沖縄那覇前)。

### 30：泡瀬東線

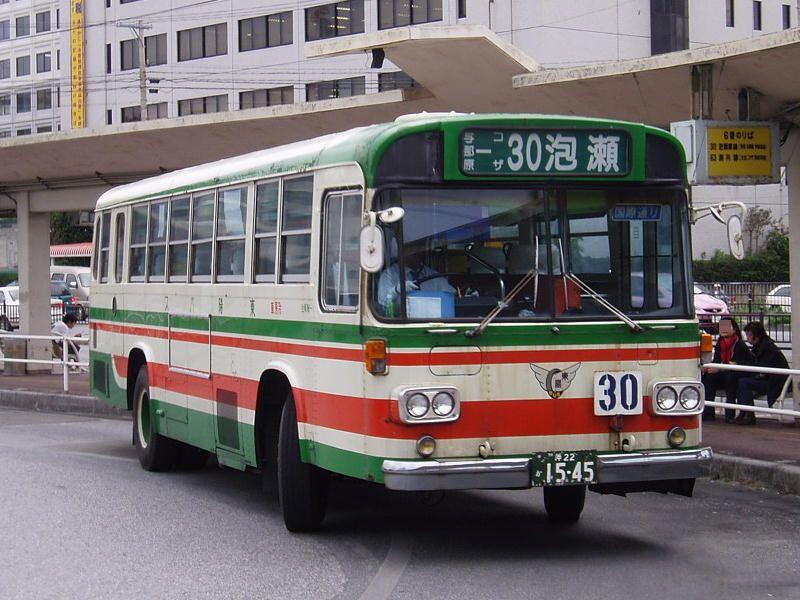
30番泡瀬行き（国際通り経由時代）
那覇バスターミナル（2003年10月）

運行：東陽バス
国道329号・県道85号を通り、那覇市とうるま市の泡瀬営業所を結ぶ路線。与那原町与那原、中城村役場前、沖縄市のコザ十字路を経由する。国道329号の中城村内から北中城村渡口にかけての区間を通る唯一の路線。泡瀬西線と並ぶ東陽バスの主要路線である。2025年6月1日現在、平日は17往復、土曜日16往復、日祝日12往復が運行される。
那覇バスターミナル - 美栄橋駅前 - 姫百合橋 - 与儀十字路 - 国場 - 与那原 - 高原 - コザ - 美里高校前 - 泡瀬営業所
- 1971年頃　終点をコザから新赤道まで延長。
- 2002年4月20日 土曜ダイヤを休日ダイヤとする。
- 2002年4月25日 停留所名変更（製糖工場前→第一小那覇）。
- 2003年9月15日 停留所新設（安里駅前（上り側のみ））。
- 2004年9月13日 美里高校前経由泡瀬営業所行きを新設。ほぼ全ての便の終点が具志川市（現うるま市）の新赤道から、泡瀬営業所まで延長された。既存の知花経由新赤道行きは2本に減便。
- 2005年5月16日 一部経路変更（知花経由新赤道→知花・明道・江洲経由泡瀬営業所）、新赤道行きは廃止。ダイヤ改編。
- 2007年2月11日 トランジットモール実施に伴い、美栄橋経由新設。
- 2007年7月1日 ダイヤ改正。
  - 国際通り - 姫百合橋の経路を安里経由から牧志経由に変更（牧志駅 - 姫百合橋間は沖縄都市モノレールと並行）。
  - 停留所名変更（南西石油入口→大典寺阿弥陀堂前）。
- 2008年11月10日 ダイヤ改正し減便。
- 2010年3月31日 沖縄バスロケーションシステム試験運用を同日21時をもって終了。
- 2010年4月25日 停留所名変更（赤十字病院前→古蔵中校前、美咲養護学校前→美咲特別支援学校前）。
- 2013年12月24日 ダイヤ改正し増便。
  - 県庁北口 - 牧志駅前間の経路を国際通り経由から美栄橋駅経由に変更。これにより、国際通りを通る東陽バスの路線が消滅した一方、トランジットモール実施時間帯以外で初めてこのルートを取る系統となった。
- 2016年4月1日 ダイヤ改正。平日朝1往復あった知花経由を廃止。
- 2017年7月16日 ダイヤ改正し減便。
- 2019年6月17日 ダイヤ改正し減便。
- 2023年2月20日 ダイヤ改正し平日31往復、土曜日23往復、土日祝21往復からそれぞれ減便[44]。
- 2023年4月25日　停留所名変更（越来郵便局前→越来）。
- 2023年9月11日　平日28往復、土曜日19往復、日祝日16往復から平日は24往復、土曜日・日祝日14往復へ減便、土曜と日祝日ダイヤを統合[45]。

### 31：泡瀬西線/331：急行バス（久茂地経由）線

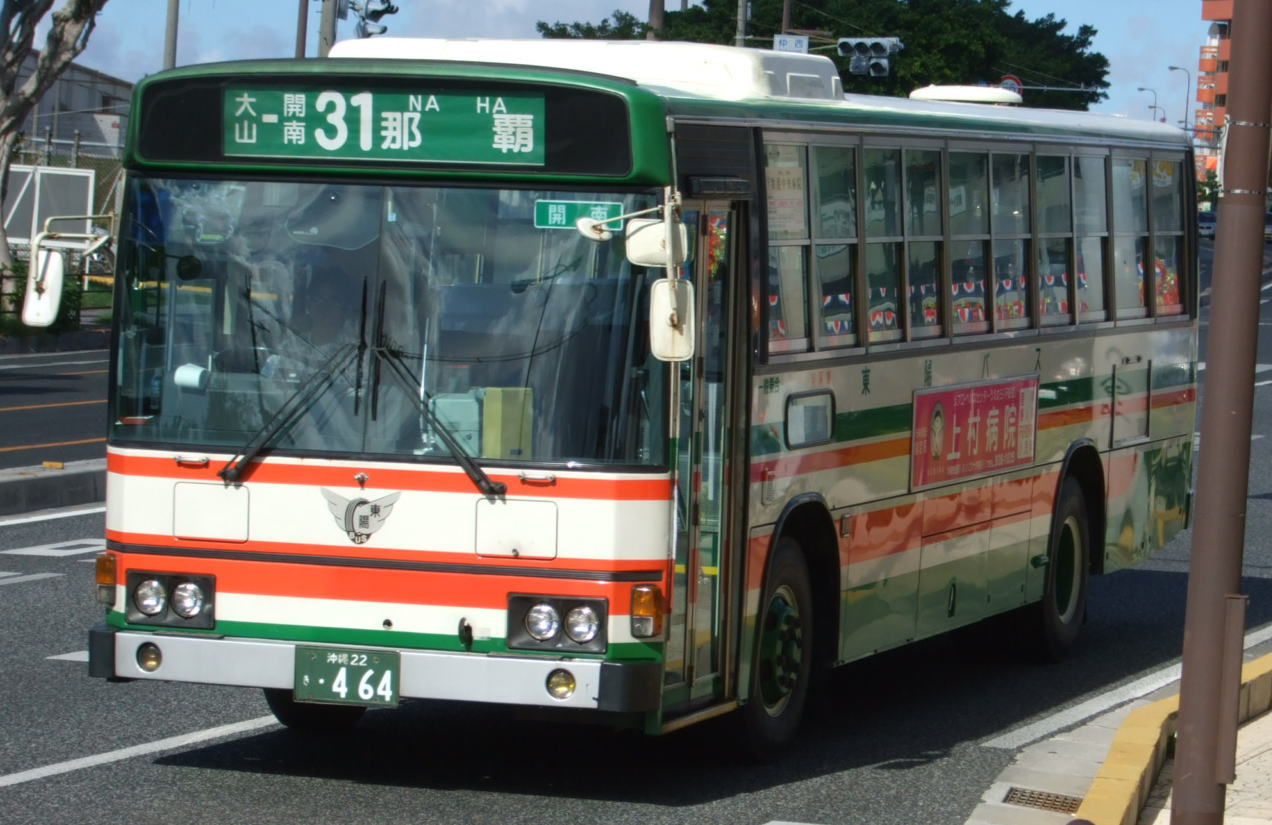
31番那覇行き
国道58号仲西交差点（第一仲西）付近（2007年9月）

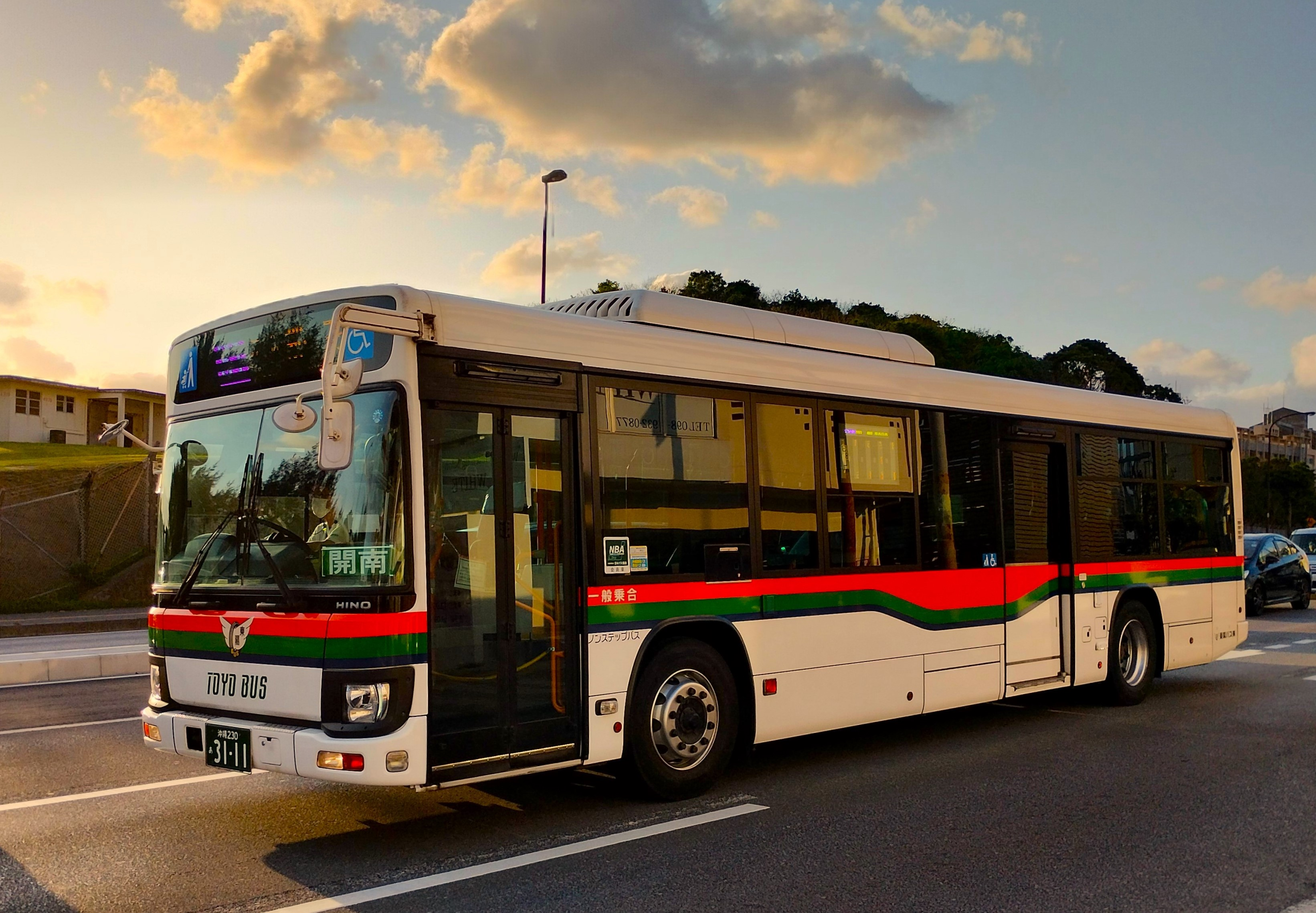
31番那覇行き
北中城村比嘉（2023年4月）

運行：東陽バス
31番は国道58号・県道81号・国道330号などを通り那覇市と泡瀬営業所を結ぶ路線。開南経由で国道58号を通る路線の中では唯一、まとまった運行本数のある路線である。1996年～97年頃までの終点は幸崎（具志川市）だった。2025年6月1日現在、平日は18往復、土曜日16往復、日祝日12往復が運行される。同じくコザを経由し那覇 - 泡瀬営業所間を結ぶ30番と同様、東陽バスの主要路線である。
331番は23番や77番の急行便・777番と同じく、基幹急行バスとして那覇 - コザ間は急行運転される。2025年6月1日現在、平日1往復の運行。那覇 - コザ間は23番・77番の急行便・777番と同一経路・同一停車地で、コザ - 泡瀬営業所間は31番と同一経路で各停留所に停車する。
31：那覇バスターミナル - 開南 - 姫百合橋 - 安里 - 泊高橋 - 城間 - 大山 - 普天間 - コザ - 高原 - 泡瀬 - 泡瀬営業所
331：（急行、那覇 - コザ間は右記停留所のみ停車）那覇バスターミナル - 県庁北口 - 沖縄タイムス前 - 泊高橋 - 上之屋 - SCSK沖縄センター前 - 宇地泊 - 伊佐 - 新城 - 普天間 - 比嘉西原 - 山里 - 中の町 - 胡屋 - コザ - （この間31番と同一経路） - 泡瀬営業所
- 1996~7年頃　終点を幸崎（具志川市）から泡瀬営業所に短縮。
- 2000年12月1日 停留所名変更（東急ホテル前→第一天久）。
- 2003年9月15日 ダイヤ改正。停留所新設（安里駅前（下り側のみ））。
- 2013年12月24日 ダイヤ改正。増便。
- 2015年12月28日 ダイヤ改正。
- 2016年4月1日 ダイヤ改正。
- 2016年10月3日 実証実験として急行331番を運行開始。
- 2017年8月1日 ダイヤ改正。
  - 31番を減便。
  - 急行バスの停車地変更。若松入口・城間に停車しなくなり、第二城間・中の町・胡屋に新たに停車。
- 2019年6月17日 ダイヤ改正。31番を減便。
- 2019年10月1日 ダイヤ改正。
  - 331番を基幹急行バスとして正式運行開始。新城に新たに停車。
- 2022年7月1日 331番の停留所名変更（農林中金前→沖縄タイムス前）。
- 2022年12月26日 31・331番の停留所名変更（第二城間→SCSK沖縄センター前、第一牧港→ブルーシール本店前、牧港→牧港ブルーシール本店北側）。
- 2023年2月20日 ダイヤ改正。31番を平日27往復、土曜日23往復、日祝日19往復から、60番の平日を3往復からそれぞれ減便[44]。
- 2023年9月11日　60番を廃止（後述）。31番の平日那覇行きを1本増便し泡瀬行き23本・那覇行き24本に。土曜は20往復、日祝日17往復から土曜日・日祝日12往復へそれぞれ減便し、土曜と日祝日ダイヤを統合。331番を平日4往復から泡瀬行き2本・那覇行き1本に減便[45]。

### 32：コンベンションセンター線/43：北谷線/132：空港コンベンションセンター線/143：空港北谷線

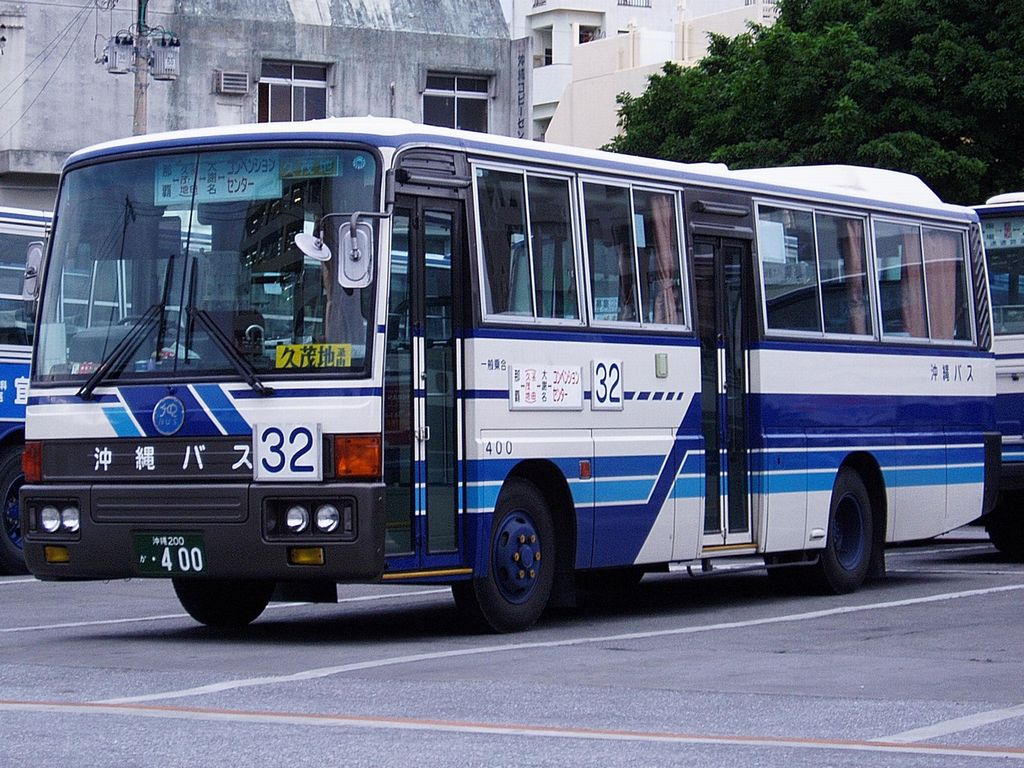
32番コンベンションセンター線
那覇バスターミナル（2006年）

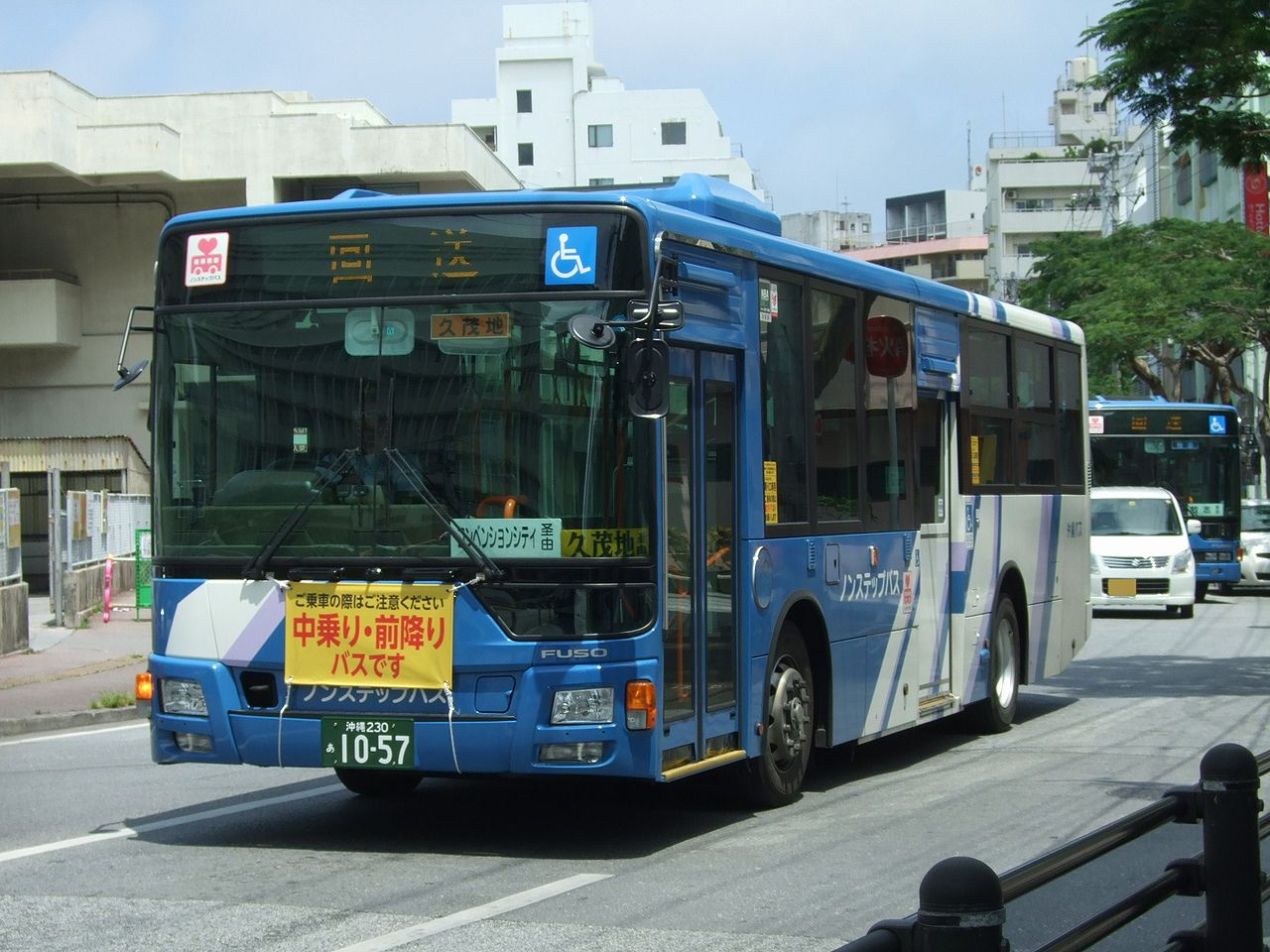
32番および43番に使用されていた中乗り前降り車（2015年）

運行：沖縄バス
那覇空港・豊見城営業所(那覇バスターミナル)とコンベンションセンター・北谷ゲートウェイを結ぶ路線。
32・132番は真志喜駐車場発着、43・143番は北谷ゲートウェイ発着。32・132番は真志喜経由、国立劇場おきなわ・サンエー浦添西海岸 PARCO CITYを経由するパルコシティ経由、43・143番は大山経由とパルコシティ経由がある。
既設の国際通り経由や浦添市街地経由の路線に比べ那覇 - コンベンションセンター間を最短経路で結ぶ。同じくコンベンションセンター方面に運行し、かつパルコシティ経由の設定もある琉球バス交通の26番とはコンベンションセンター周辺やパルコシティ経由の安謝橋 - パルコシティ - コンベンションセンター間の経路が異なる。本数は2025年7月1日現在。
32（真志喜経由）平日那覇発2本・豊見城発1本、豊見城行き1本。土曜那覇発のみ1本、土日祝日運休。
豊見城営業所 - 那覇バスターミナル - 沖縄タイムス前 - 上之屋 - 安謝橋 - 勢理客 - 屋冨祖 - SCSK沖縄センター前（以下、SCSK） - 大謝名 - 真志喜 - コンベンションセンター前 - 真志喜駐車場
32（パルコシティ経由）平日のみ豊見城発着1往復。
豊見城営業所 - (真志喜経由と同一) - 勢理客 - 国立劇場前 - サンエーパルコシティ前 - SCSK - 大謝名 - 真志喜 - コンベンションセンター前 - 真志喜駐車場
43（大山経由）平日豊見城行きのみ1本。土曜豊見城発2本、豊見城行き1本。日祝日豊見城発3本、豊見城行き1本。
豊見城営業所 - (32番と同一)- 大謝名 - 大山 - 伊佐 - 北谷 - 北谷ゲートウェイ
43（パルコシティ経由）土日祝日豊見城行きのみ1本。
北谷ゲートウェイ → 北谷 → 大山 → SCSK → パルコシティ → 勢理客 → (32番と同一) → あしびなー → 豊見城営業所
132(本線)平日那覇空港発2本、那覇空港行き4本。土曜日那覇空港行きのみ1本、日祝日運休。
真志喜駐車場 - コンベンションセンター前 - 真志喜 - SCSK - 屋冨祖 - 勢理客 - 沖縄タイムス前 - 那覇バスターミナル - 那覇空港
143(本線)平日那覇空港発5本、那覇空港行き4本。土曜日4往復。日祝日那覇空港発4本、那覇空港行き5本。
北谷ゲートウェイ - 北谷 - 大山 - (132と同一) - 那覇空港
143(パルコシティ経由)平日3往復、土曜・日祝日2往復。
北谷ゲートウェイ - 北谷 - 大山 - SCSK - パルコシティ - 勢理客 - (132と同一) - 那覇空港
- 2006年7月1日 32：コンベンションセンター線運行開始。
- 2012年11月1日 ダイヤ改正。
  - コンベンションシティ経由を新設。それに伴い新設経由の路線の一部に停留所新設（大謝名、宇地泊公民館前、兼久原）
  - 既存の路線を新設経由と区別する為に真志喜経由と識別。
- 2015年4月6日 ダイヤ改正。
  - 43番運行開始。
  - 乗降方式を中乗り前降りに変更[46]。
- 2017年2月1日 乗降方式を前乗り前降りに変更[47]。
- 2017年8月1日 43番の那覇行き1本増便。
- 2018年2月24日 減便。
- 2018年12月26日 43番の停留所名変更（軍病院前→美浜アメリカンビレッジ入口）。
- 2020年5月3日 32番パルコシティ経由、385番新設。この2系統向け停留所新設（国立劇場前、卸商業団地前、サンエーパルコシティ前）
- 2020年7月19日 43番の平日を増便、パルコシティ経由便を新設（那覇方向のみ）。385番を大幅増便、大多数を美栄橋駅前経由とする[48]。
- 2020年10月1日 43番の平日・土曜の那覇行き、385番の日祝を増便[30]。
- 2021年2月27日 土曜日ダイヤにおいて、運行本数が日祝日に合わせられ（32・43番は土曜・日祝日で一部時刻は異なる）、32・43番は減便。またすべての曜日で32・43番のパルコシティ経由のパルコシティ - コンベンションセンター間の経路を浦添北道路経由から大謝名・真志喜（県道38号・国道58号）経由に変更し、新規経路となる県道38号沿いにバス停を新設（港川崎原、第二城間[那覇方向のみ]後のSCSK沖縄センター前）。43番のパルコシティ経由北谷方面行きを新規設定[31]。
- 2022年4月18日 豊見城営業所新設に伴うダイヤ改正[40]
  - 32・43番の土曜と日祝日ダイヤを完全統合。
  - 32番を平日10往復（那覇発・真志喜6（うち豊見城発4）/コンベンションシティ3/パルコ1、真志喜駐車場発・真志喜4（うち豊見城行き2）/コンベンションシティ5/パルコ1）・土休日13往復（那覇発・真志喜4（うち豊見城発2）/コンベンションシティ6/パルコ3、真志喜駐車場発・真志喜4（うち豊見城行き1）/コンベンションシティ7/パルコ2）、43番を平日12往復（上下とも真志喜9（うち豊見城発着1）/パルコ3）・土休日7往復（那覇発・真志喜5（うち豊見城発2）/パルコ2、北谷発・真志喜5（うち豊見城発1）/パルコ2）に。
- 2022年7月1日　停留所名変更（農林中金前→沖縄タイムス前）。
- 2022年8月22日 32・43番の平日ダイヤを減便[33]。
- 2022年10月8日 32・385番の土休日ダイヤを減便[41]。
- 2022年12月26日 32・43番の停留所名変更（第二城間→SCSK沖縄センター前、第一牧港→ブルーシール本店前、牧港→牧港ブルーシール本店北側）。
- 2023年11月11日 32番・43番ダイヤ改正。全体の運行本数に増減はないが、平日は32番増便・42番減便、土日祝は32番減便・42番増便された[49]。また43番は全て豊見城営業所発着となった。
- 2024年7月25日 43番の終点を北谷町役場前からイオン北谷ショッピングセンター前の町営駐車場に設けられた北谷ゲートウェイに変更。
- 2025年1月19日 運行計画変更 132・143番新設、宜野湾市内での43番を宜野湾バイパス経由から58号線経由へ。夕方以外の那覇向け、朝方以外の真志喜・北谷向けを132・143番に変更
- 2025年7月1日　停留所名変更(若松入口→ラ・ジェント・ホテル沖縄那覇前、宜野湾市営球場前→ラグナガーデンホテル前)。

### 34：東風平線/334：国立劇場おきなわ線

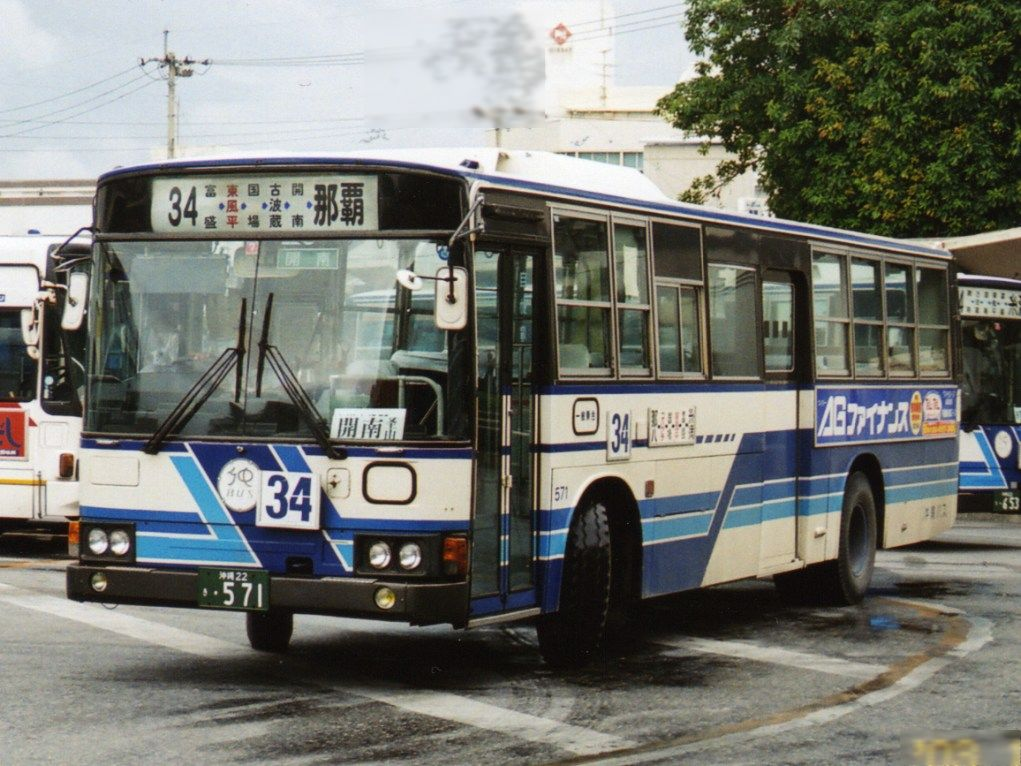
34番東風平線
那覇バスターミナル（2003年）

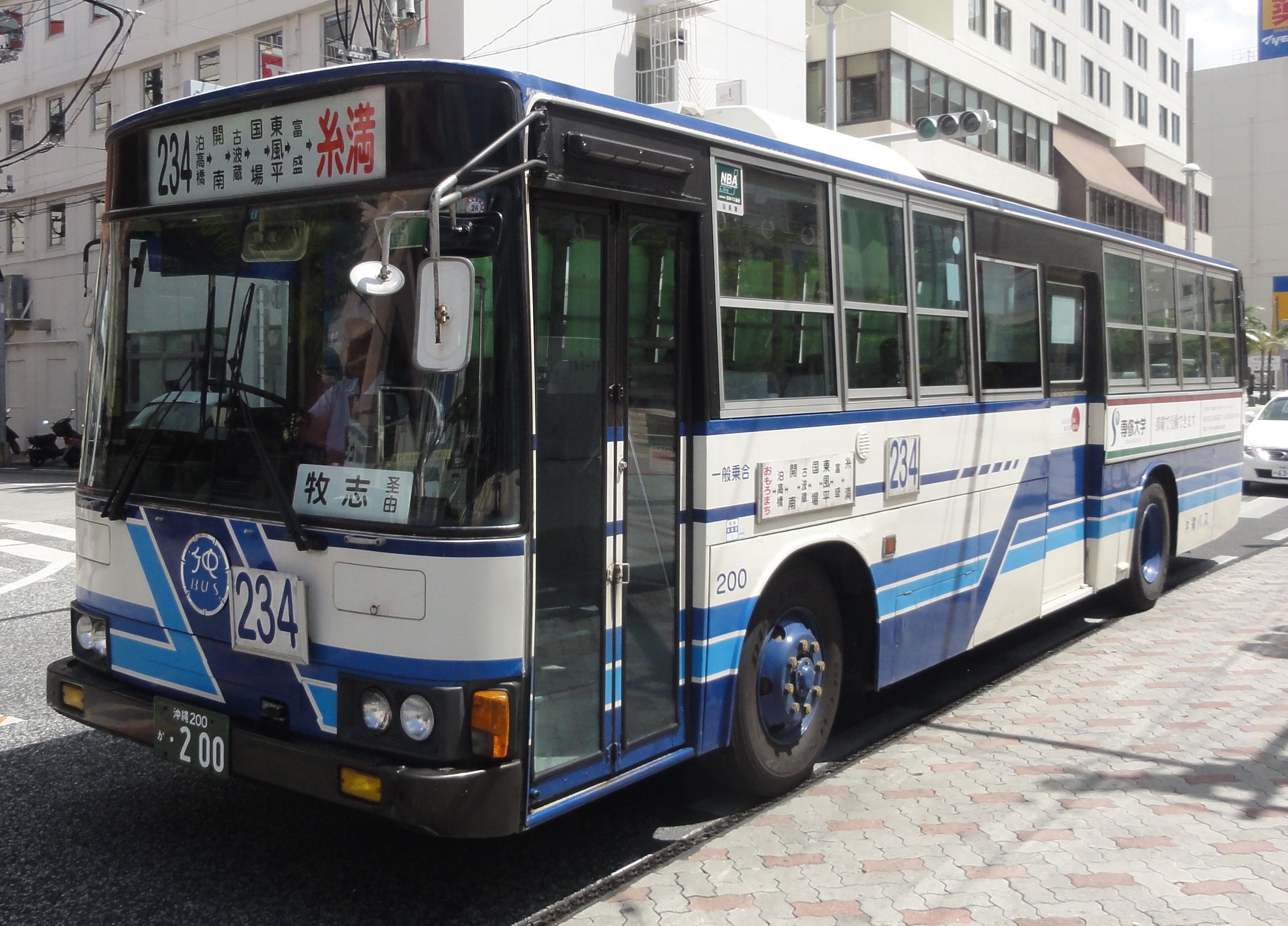
334番に変更される前の234番糸満行き
国際通り牧志駅前（2012年）

運行：沖縄バス
那覇市と糸満市を八重瀬町東風平・富盛経由で結ぶ路線。那覇バスターミナル発着の34番と、パルコシティ発着の334番がある。
2025年7月1日現在、2系統合わせ平日糸満行8本（うち334番5本）、糸満発6本（うち334番5本）・土曜日糸満行5本（うち334番3本）、糸満発6本（うち334番5本）・日曜祝日糸満行5本、糸満発6本（それぞれすべて334番）。
34：那覇バスターミナル - 開南 - 古波蔵 - 国場 - 津嘉山 - 東風平 - 富盛 - 与座 - 糸満バスターミナル
334：サンエーパルコシティ - 国立劇場前 - 天久 - 泊高橋 - 沖縄タイムス前 - 那覇バスターミナル前 - （この間34番と同一経路） - 糸満バスターミナル
- 2003年4月21日 34番糸満市役所行きを新設する（糸満バスターミナル行きの一部を糸満市役所行きに変更する）。並びに、バス停を新設（糸満市役所前）。
- 2004年2月28日 34番土曜ダイヤ改編（糸満市役所前発着便を糸満バスターミナル発着便へ変更）。
- 2007年10月27日 34番潮崎経由を新設、糸満市役所行きを廃止する。
- 2009年4月25日 34番停留所名変更（伊覇→県営屋宜原団地入口、上田原入口→伊覇、東風平入口→伊覇公民館前）。
- 2010年4月25日 34番停留所名変更（赤十字病院前→古蔵中校前）。
- 2010年12月19日 234番東風平おもろまち線運行開始。それに伴い、34番ダイヤ改編。
- 2015年4月6日 那覇バスターミナル一時閉鎖に伴うダイヤ・路線変更。
  - 234番を廃止、334番国立劇場おきなわ線を新設。
  - 34番は上泉発着とし潮崎経由を廃止。
- 2020年7月19日 334番にパルコシティ発着便を新設[48]。
- 2020年12月6日 34番・334番ともダイヤ改編[50]。
- 2021年12月11日 ダイヤ改編により34番は全日、334番は土日祝ダイヤを減便[51]。
- 2022年4月18日 ダイヤ改正[40]。334番結の街発着が廃止され、全便パルコシティ発着に。2系統合わせ平日糸満行16本（うち334番9本）、糸満発12本（うち334番8本）・土休日14往復（うち334番8往復）に。
- 2022年7月1日　334番の停留所名変更（農林中金前→沖縄タイムス前）。
- 2022年10月8日 土日祝ダイヤを減便[41]。
- 2024年4月1日　糸満出張所閉鎖に伴うダイヤ改正。
- 2025年7月1日　334番の停留所名変更(若松入口→ラ・ジェント・ホテル沖縄那覇前)。

### 35：志多伯線/235：志多伯おもろまち線 /335:志多伯パルコシティ線
運行：沖縄バス
那覇市と糸満市を八重瀬町東風平・志多伯経由で結ぶ路線。那覇バスターミナル発着の35番と、おもろまち駅前広場発着の235番、サンエーパルコシティ発着の335番がある。2025年7月1日現在、3系統で平日は那覇方面8本、糸満方面9本（うち235番那覇方面2本糸満方面3本、335番1往復）、土曜日那覇方面3本糸満方面5本（うち235番1往復、335番糸満方面2本）、日曜祝日は、那覇方面4本糸満方面5本（そのうち235番1往復、335番那覇方面1本糸満方面2本）。
35：那覇バスターミナル - 開南 - 寄宮中学校前 - 国場 - 津嘉山 - 東風平 - 志多伯 - 糸満バスターミナル
235：おもろまち駅前広場 - 泊高橋 - 沖縄タイムス前 - バスターミナル前 - （この間35番と同一経路） - 糸満バスターミナル
335:サンエーパルコシティ - 安謝橋 - 泊高橋 - 沖縄タイムス前 - バスターミナル前 - （この間35番と同経路） - 糸満バスターミナル
- 2003年4月21日 35番に糸満市役所行きを新設する（糸満バスターミナル行きの一部を糸満市役所行きに変更する）。停留所新設（糸満市役所前）。
- 2004年2月28日 35番の土曜ダイヤ改編（糸満市役所前発着便を糸満バスターミナル発着便へ変更）。
- 2007年10月27日 35番に潮崎経由を設定、糸満市役所行きを廃止する。
- 2008年1月6日 235：志多伯おもろまち線運行開始。
- 2009年4月25日 停留所名変更（伊覇→県営屋宜原団地入口、上田原入口→伊覇、東風平入口→伊覇公民館前）。
- 2010年4月25日 235番停留所名変更（上之屋一丁目→合同庁舎前）。
- 2015年4月6日 潮崎経由を廃止。
- 2020年12月6日 ダイヤ改編[50]。
- 2021年12月11日 ダイヤ改編により両系統とも減便[51]。
- 2022年4月18日 ダイヤ改正。両系統で平日は9往復（うち235番4往復）、土休日6.5往復（うち235番2往復）に減便。[40]。
- 2022年7月1日　235番の停留所名変更（農林中金前→沖縄タイムス前）。
- 2024年4月1日　糸満出張所閉鎖に伴うダイヤ改正。335:志多伯パルコシティ線運行開始。
- 2025年7月1日　235番・335番の停留所名変更(若松入口→ラ・ジェント・ホテル沖縄那覇前)。

### 36：糸満〜新里線
運行：沖縄バス
糸満市と南城市玉城を八重瀬町東風平・南城市大里・与那原町経由で結ぶ路線。2024年10月12日現在、平日は1日4往復運行、土曜・日祝日は3往復。平日の1往復のみ与座 - 東風平間で富盛を経由する（土日祝日のほか学校長期休暇期間中も経由しない）。
糸満バスターミナル - 与座 - 志多伯入口/富盛 - 東風平 - 稲嶺十字路 - 大里入口 - 与那原 - 馬天 - 南城市役所
- 19??年 36：糸満与那原線として運行開始。
- 19??年 与那原 - 新里間を延長。
- 1980年代 糸満与那原線から糸満線へと名称変更。
- 1990年代 糸満線から糸満〜新里線へと名称変更。
- 2000年代 停留所新設（保健センター前）。
- 2002年4月25日 停留所名称変更（東陽ゴルフクラブ入口→第二与那原）。
- 2004年3月1日 沖縄本島で初のワンステップバスを運行開始（現在は89番糸満線にて使用）。
- 2008年1月6日 減便。
- 2008年12月頃 停留所新設（平良入口）。
- 2010年8月28日 ダイヤ改正。休暇センター入口 - 親慶原間を延長、休暇センターへの乗入れを廃止。
- 2019年10月1日 南城市内バス路線再編、Nバス運行開始のため路線を南城市役所までに短縮。
- 2022年4月18日 ダイヤ改正[40]。本数に変更はないが運休便以外も平日と土日祝でダイヤが分けられ、糸満行きも学校長期休暇期間中の富盛経由が取りやめられる。
- 2022年11月21日　停留所廃止(浜端)。

### 37：那覇新開線/38：志喜屋線/338：斎場御嶽線
運行：東陽バス
主に国道331号を通り、那覇市中心部と与那原町・南城市（旧佐敷町・知念村域）を結ぶ路線。37番は南城市佐敷にある馬天営業所、または南城市役所発着。38番は知念半島を通り、南城市知念にある志喜屋が発着地で、斎場御嶽入口バス停を経由する。338番は38番と同じ経路で斎場御嶽入口バス停発着となる。なお、那覇方面の斎場御嶽入口バス停の位置は38番と338番で異なり、338番は南城市地域物産館前に設けられた専用乗り場発となる。
37番は運行当初は路線名の通り、那覇 - 新開間の運行であったが、のちに馬天営業所まで延長された。また、以前は知念線として運行されていた。37番は38番からの派生路線であり、以前は37番より38番の方が便数が多かったが、2006年12月1日のダイヤ改正で、38番の半分近くの便が37番に振り替えられた。
38番はかつて一部を除く便では途中、新里入口 - 老人福祉センター入口間にある東陽バス本社で車両交換を行うバスがあった。那覇 - 東陽バス本社間は大型車で運行し、東陽バス本社 - 志喜屋間は中型車で運行していた。屋根付きのホームを挟んで互いのドアを向かい合わせにして停車し、運賃精算なしで乗り換えとなり、運賃は直通便と同じ通し運賃が適用されていた。この扱いは38番が大幅減便された2019年10月で廃止された。
2024年9月17日現在、37番は平日那覇発13本（うち開南経由馬天行き1本、壺川経由馬天行き1本、残りは開南経由南城市役所行き）、那覇行き12本（うち馬天発開南経由1本、馬天発開南経由1本、残りは南城市役所発開南経由）・土休日14往復（すべて南城市役所発着開南経由）
2024年9月17日現在、38番は平日那覇発1本、那覇行き2本。土休日1往復。338番は平日3往復、土休日2往復。
37・南城市役所発着便：那覇バスターミナル - 開南 - 古波蔵 - 国場 - 与那原 - 馬天 - 新開 - 南城市役所
37・馬天営業所発着便：那覇バスターミナル - 開南/壺川 - 古波蔵 - 国場 - 与那原 - 馬天 - 新開 - 小谷 - 馬天営業所
38・338：那覇バスターミナル - (37と同一) - 新開 - 佐敷 - 斎場御嶽入口（338は終点・始発） - 久手堅 - 志喜屋
- 19??年　37番終点を新開から馬天営業所に延長。
- 2002年4月20日 土曜ダイヤを休日ダイヤに変更。
- 2002年4月25日 停留所名変更（東陽ゴルフクラブ入口→第二与那原）。
- 2006年12月1日 久手堅連絡所廃止。それに伴い、38番は馬天営業所からの回送運転に変更。
- 2007年4月25日 38番停留所名変更（佐敷役場前→シュガーホール入口、知念役場前→知念小学校前）。
- 2007年7月1日 志喜屋付近の経路変更。国道331号線の旧道経由から新道経由となる。38番停留所名変更（体育センター入口→斎場御嶽入口）。
- 2008年11月10日 減便。
- 2010年4月25日 停留所名変更（赤十字病院前→古蔵中校前）。
- 2014年9月1日 37番に壺川経由新設。
- 2016年4月1日 増便。
- 2017年7月16日 減便。
- 2019年6月17日 減便。
- 2019年10月1日 南城市内バス路線再編、Nバス運行開始のため37番に南城市役所発着便を設定、38番の運行を朝・夜のみとし、昼間の運行は新設された338番と37番→Nバスへの乗換でカバーする。
- 2022年11月21日　停留所廃止（浜端）[52]。
- 2023年2月20日 37番、338番、38番の土休日を減便[44]。
- 2023年9月11日　37番は平日那覇発22本（うち開南経由馬天行き4本、壺川経由馬天行き1本、残りは開南経由南城市役所行き）、那覇行き21本（うち馬天発開南経由4本、馬天発開南経由1本、残りは南城市役所発開南経由）・土休日那覇発14本（うち開南経由馬天行き1本、残りは開南経由南城市役所行き）、那覇行き16本（うち馬天発開南経由1本、残りは南城市役所発開南経由）、38番は平日3往復、土休日那覇発2本、那覇行き1本、338番は平日那覇発3本、那覇行き4本。土休日那覇発3本、那覇行き2本からそれぞれ一部ダイヤを除き減便し、37番は平日那覇発13本（うち開南経由馬天行き1本、壺川経由馬天行き1本、残りは開南経由南城市役所行き）、那覇行き15本（うち馬天発開南経由1本、馬天発開南経由1本、残りは南城市役所発開南経由）・土休日14往復（すべて南城市役所発着開南経由）、38番は平日那覇発1本、那覇行き2本。土休日1往復。338番は平日3往復、土休日2往復とする。37番の馬天発着は平日のみの設定に[45]。

### 39：南城線/339：南城結の街線
運行：沖縄バス
39番は壺川通り・古波蔵通り・国道329号・与那原町を経由し、那覇市と南城市を結ぶ路線。39番は南城市役所発着。339番は39番の起点を国立劇場おきなわ（結の街）またはサンエーパルコシティまで延長したものだが、那覇市街地で39番が全便開南を経由するのに対して壺川を経由する便もある。
39番にはかつて親慶原・新原ビーチ・百名駐車場で折り返す便や、南城市佐敷の字小谷を経由する便があった。
2025年7月1日現在、39番は平日11往復（うち豊見城発5本・豊見城行き6本）、土曜および日祝日4往復（うち豊見城発着1往復）。
2025年7月1日現在、339番は平日南城方面7本・浦添方面9本（うち結の街発着2往復で残りがパルコシティ発着）、土休日5往復（全便パルコシティ発着）で、壺川経由が平日の南城行き1本・南城発3本で残りは開南経由。
39：（豊見城営業所 - ）那覇バスターミナル - 開南 - 古波蔵 - 国場 - 兼城十字路 - 南部保健所 - 与那原 - 馬天 - 南城市役所
339・結の街発着（平日のみ）：国立劇場おきなわ（結の街） - 天久 - 泊高橋 - 久茂地 - 那覇バスターミナル前 - 開南/壺川 - 古波蔵 - （この間39番と同一経路） - 南城市役所
339・パルコシティ発着：サンエーパルコシティ発着：サンエーパルコシティ - 国立劇場前 - （この間結の街発着と同一経路） - 南城市役所
- 1987年8月 39番が新原ビーチ近くの新原に乗り入れ開始。
- 2002年4月25日 停留所名変更（東陽ゴルフクラブ入口→第二与那原）。
- 2008年12月23日 39番の百名折り返しが無くなり、親慶原折り返しが新設。また。39番と41番ダイヤ改編し、39番減便。
- 2010年4月25日 停留所名変更（赤十字病院前→古蔵中校前）。
- 2010年8月28日 39番ダイヤ改編。
- 2019年10月1日 南城市内バス路線再編、Nバス運行開始のため39番は南城市役所発着となり百名線から南城線に改称、339番を新設。親慶原発着・休暇センター経由便を廃止[53]。停留所名変更（休暇センター入口→新里坂）。
- 2020年7月19日 339番パルコシティ発便新設[48]。
- 2022年4月1日 41番が廃止となり、廃止となる2往復はそのまま区間短縮の上、39番に統合[54]。
- 2022年4月18日 豊見城営業所新設に伴うダイヤ改正[40]。
  - 39番は平日18往復（うち豊見城発6本・豊見城行き8本）、土休日9往復（うち豊見城発2本・豊見城行き3本）に減便。
  - 339番はパルコシティ発を廃止。曜日にかかわらず6往復に増便、壺川経由が平日の南城行き1本・南城発3本、土休日1往復のみとなり残りは開南経由とする。
- 2022年7月1日 339番の停留所名変更（農林中金前→沖縄タイムス前）。
- 2022年11月21日 停留所廃止(浜端)。
- 2022年12月10日 土休日ダイヤを減便、339番の壷川経由を平日ダイヤ時のみとする[55]。
- 2023年12月17日 両系統ダイヤ改正。平日ダイヤの減便。339番にパルコシティ発着が再設定。39番は平日16往復（うち豊見城発6本・豊見城行き9本）、土休日4往復（うち豊見城発着1往復）。339番は平日6往復（うち結の街発着3往復・パルコシティ発着3往復）、土休日5往復（全便パルコシティ発着）で、壺川経由が平日の南城行き1本・南城発3本で残りは開南経由とする。
- 2025年7月1日　339番の停留所名変更(若松入口→ラ・ジェント・ホテル沖縄那覇前)。

### 40：大里線/309：大里〜結の街線

#### 運行：沖縄バス
主に県道86号を通り、那覇市・南風原町・南城市大里大城を通り南城市役所を結ぶ路線。グリーンタウンを経由して進む。309番はかつて結の街発着があったが運行開始から3年のみと短かった。309番は40番の起点をサンエーパルコシティまで延長したもの。2025年7月1日現在、平日40番南城行き4本・南城発5本、309番南城行き10本・南城発7本、土日祝日40番3往復・309番5往復。
かつて糸数・グリーンタウン折り返し、また那覇バスターミナルから仲程まで行き、与那原 - 馬天 - 新里 - 親慶原 - 百名 - 富里 - 港川バイパスを経由し向陽高校に向かう路線もあった。
40：那覇バスターミナル - 開南 - 寄宮中校前 - 国場 - 兼城十字路 - 南風原町役場前 - 仲程 - 大里グリーンタウン - 大城 - 南城市役所
309・サンエーパルコシティ発着：サンエーパルコシティ前 - 国立劇場前 - （この間結の街発着と同一経路） - 南城市役所
- 1983年4月10日 グリーンタウン経由新設[56]。
- 2002年4月25日 停留所名変更（農協前→南風原町役場前、南風原町役場前→福祉センター入口）。
- 2010年4月18日 減便、親慶原行きは平日のみ増便。
- 2019年6月15日 減便。
- 2019年10月1日 南城市内バス路線再編、Nバス運行開始のため大里グリーンタウンを経由せず第二団地を経由する便を廃止、第二団地へはNバスの運行でカバーする。また親慶原発着便を南城市役所まで延長し増便、大城止め便を減便。309番を新設。停留所名変更（休暇センター入口→新里坂）。
- 2020年4月1日 大城駐車場廃止に伴い全便南城市役所発着[57] とする。
- 2020年7月19日 309番にサンエーパルコシティ発着便を新設[48]。
- 2022年4月18日 ダイヤ改正[40]。309番土日祝の結の街発着便を廃止。40番は平日10.5→11往復、土休日8→7往復、309番は平日7.5往復（結の街4/パルコシティ3.5）→9往復（結の街4/パルコシティ5）土休日は5往復のままだが結の街1往復をパルコシティ発着に振り替え。
- 2022年7月1日　309番の停留所名変更（農林中金前→沖縄タイムス前）。
- 2022年12月10日 土休日ダイヤを減便[55]。40番5往復、309番4往復（すべてパルコシティ発着）に。
- 2023年12月17日 ダイヤ改正。平日40番8本・309番10本、土日祝日40番5本・309番4本。終点がサンエーパルコシティ前からサンエーパルコシティまでとなり、1バス停短縮された。
- 2025年7月1日　309番の停留所名変更(若松入口→ラ・ジェント・ホテル沖縄那覇前)。

### 45：与根線
運行：那覇バス
豊見城市内・那覇市中心部を経由し、具志営業所と三重城の間を結ぶ路線。豊見城市内の北西端と北東端の間を半周する。2024年10月7日現在、平日23往復（30分-1時間間隔）、土日祝日18往復（概ね50分間隔）で運行する。具志営業所 - 与根間は平日三重城発6本・三重城行き7本、土休日は7往復がメイクマン豊見城店前経由、残りが友愛医療センター経由。また平日朝の具志営業所行きと午後の三重城行き各2本は豊見城高校経由。
具志営業所 - メイクマン豊見城店前/友愛医療センター - 与根 - 与根入口 - 豊見城中学校前 - 真玉橋 - 【豊見城高校前】 - 古波蔵 - 与儀小学校前 - 開南 - 県庁前 - 商業高校前 - 三重城
- 那覇交通時代、那覇バスターミナル - 豊見城村（現豊見城市）渡橋名間に渡橋名線として開設。後に系統番号45番を割り振られる。
- 1977年5月、同村与根まで延長。
- 1980年代中頃に、始発地を那覇バスターミナルから三重城営業所に変更。
- 1994年、終点を与根から具志営業所まで延長。
- 2006年9月25日 三重城営業所が閉鎖されたため折り返しとなる。昼間時の運行が復活。また、一部ルートが変更になり、メイクマン豊見城店前を経由するようになった。
- 2009年4月25日 停留所名変更（パワーズとよみ前→イオンタウンとよみ前、NHK入口→とよみ小学校前）。
- 2010年4月25日 停留所名変更（赤十字病院前→古蔵中校前。豊見城高校経由と同じ名称になった）。
- 2021年3月22日 友愛医療センター経由を新設、バス停新設（友愛医療センター）[58]。
- 2023年8月7日 全体の本数に変更はなく、平日23往復（30分-1時間間隔）、土日祝日18往復（概ね50分間隔）で運行するが、ほぼ半々だったメイクマン豊見城店経由を減便、友愛医療センター経由を増便し2/3程度を友愛医療センター経由とする[59]。
- 2024年7月1日　停留所名変更(那覇ショッピング前→西町)。

### 47：那覇てだこ線
運行：那覇バス
那覇市中心部と浦添市を結ぶ路線。沖縄バスにより運行されていた旧47番てだこ線、および87番赤嶺てだこ線（それぞれ後述）が廃止となることから、浦添市による実証運行の形で、委託を受けた那覇バスが運行を引き継ぎ、本格運行に移行したもの。
旧47番のルートから、経塚駅から浦添市内のゆいレールに沿ったルートを取り、てだこ浦西駅まで延長された。旧47番時代に経塚地区の末端区間でラケット状に一方通行していた区間はそれぞれ那覇発または那覇行きのみが停車する停留所へ振り分けられた。
2025年4月21日現在、平日3往復の運行で、土日祝日は運休。
那覇バスターミナル - 久茂地 - 勢理客 - 内間西公園前 - 浦添高校前 - 沢岻大橋 - 大名小学校入口 - 沢岻小学校入口 - 那覇発：国際センター入口/那覇行き：沖縄療育園前 - 経塚駅 - 浦添前田駅 - 西原入口 - てだこ浦西駅
- 2025年1月19日 平日8本、土休日7本で実証運行開始。
- 2025年4月21日 平日のみ3本とし本格運行開始。

### 48：石川〜読谷線
運行：沖縄バス
県道6号・国道329号を通り読谷村・恩納村・うるま市石川を結ぶ路線。以前は那覇交通と沖縄バスとの競合運行路線であり、那覇交通のほうが運行本数は多かった。また、石川側の発着地も那覇交通石川営業所（後に廃止）だった。赤字のため、当時営業危機であった那覇交通はこの路線から撤退。そのため現在は沖縄バスの単独運行で、運行本数も競合運行のときの沖縄バスの本数のみ運行している。また、那覇交通石川営業所撤退後は石川駐車場で折り返していたが、2003年頃に閉鎖され、以後は終点が東山入口となっている。
最新のダイヤ改正は2003年4月14日で、11.5往復、概ね毎時1本の運行であるが、第2第4土曜日・日祝日・正月3が日は4.5往復が運休し7往復の運行。
読谷バスターミナル - 山田 - 仲泊 - 東恩納 - 東山入口

### 50：百名（東風平）線/51：百名（船越）線

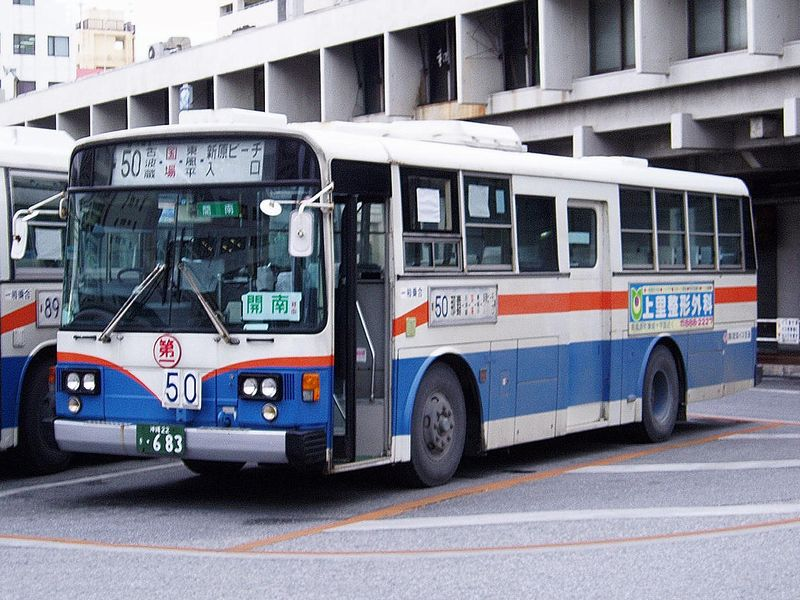
50番（百名（東風平）線）の車両
那覇バスターミナル（2006年）

運行：琉球バス交通
那覇市・南風原町と南城市玉城百名の百名バスターミナルを結ぶ路線。50番は八重瀬町の国道507号を通り、51番は南城市の県道48号を通る。
50 本線：那覇バスターミナル - 開南 - 古波蔵 - 国場 - 東風平 - 具志頭 - 富里 - 百名バスターミナル
50 南城発：那覇バスターミナル ← 開南 ← 古波蔵 ← 国場 ← 東風平 ← 具志頭 ← 富里 ← 百名バスターミナル前 ← 南城市役所
50 琉銀本店前行：琉銀本店前 ← 県庁北口 ← 壷川 ← 古波蔵 ← 国場 ← 東風平 ← 具志頭 ← 富里 ← 百名バスターミナル
51：那覇バスターミナル - 開南 - 古波蔵 - 国場 - 目取真 - 船越 - 玉城中学校前/向陽高校前 - 富里 - 百名バスターミナル
2024年4月1日現在、50番は平日23往復（うち朝の百名発1本のみ壷川経由琉銀本店前終着）、他に南城市役所発百名バスターミナル前経由那覇行き1本。土曜は百名行き16本・百名発18本、日祝日は12往復。51番は平日13往復（うち朝の百名行き1本のみ玉泉洞・向陽高校前経由）、土曜は百名行き7本・百名発6本、日祝日は百名行き6本・百名発7本。
- 当初は50：富里（東風平）線、51：富里（船越）線、52：奥武線、53：志喜屋線として運行開始。当初の50番と51番のルートは玉城村富里（現・南城市玉城富里）の富里バスターミナルであった。また、当初の52番のルートは51番を奥武島経由にしたものであり、逆に53番は奥武島を経由していなかった。
- 1986年 富里バスターミナルが県道48号の拡張とバイパス完成に伴い廃止、新設された同村百名の百名バスターミナルまで延長された。これに伴い、50：富里（東風平）線は50：百名（東風平）線、51：富里（船越）線は51：百名（船越）線に、奥武線は百名バスターミナルまで延長、志喜屋線は志喜屋で一度折り返してから百名バスターミナルへ至るルートとなった。
- 1993年4月23日 52番廃止。翌日から53番は奥武島経由に変更、現行のルートとなる。
- 2009年4月25日 （50番のみ）停留所名変更（伊覇→県営屋宜原団地入口、上田原入口→伊覇、東風平入口→伊覇公民館前）。
- 2010年4月25日 停留所名変更（赤十字病院前→古蔵中校前）。
- 2011年3月28日 50番上り平日1便のみに壺川経由、琉銀本店前行きを新設し運行開始。
- 2019年10月1日 南城市内バス路線再編、Nバス運行開始のため53番を廃止し51番へ統合。50番に南城市役所発着便を設定。53番が通っていた奥武島、志喜屋には代わってNバスがカバーする。
- 2024年1月22日　減便。

### 52：与勝線/61：前原線

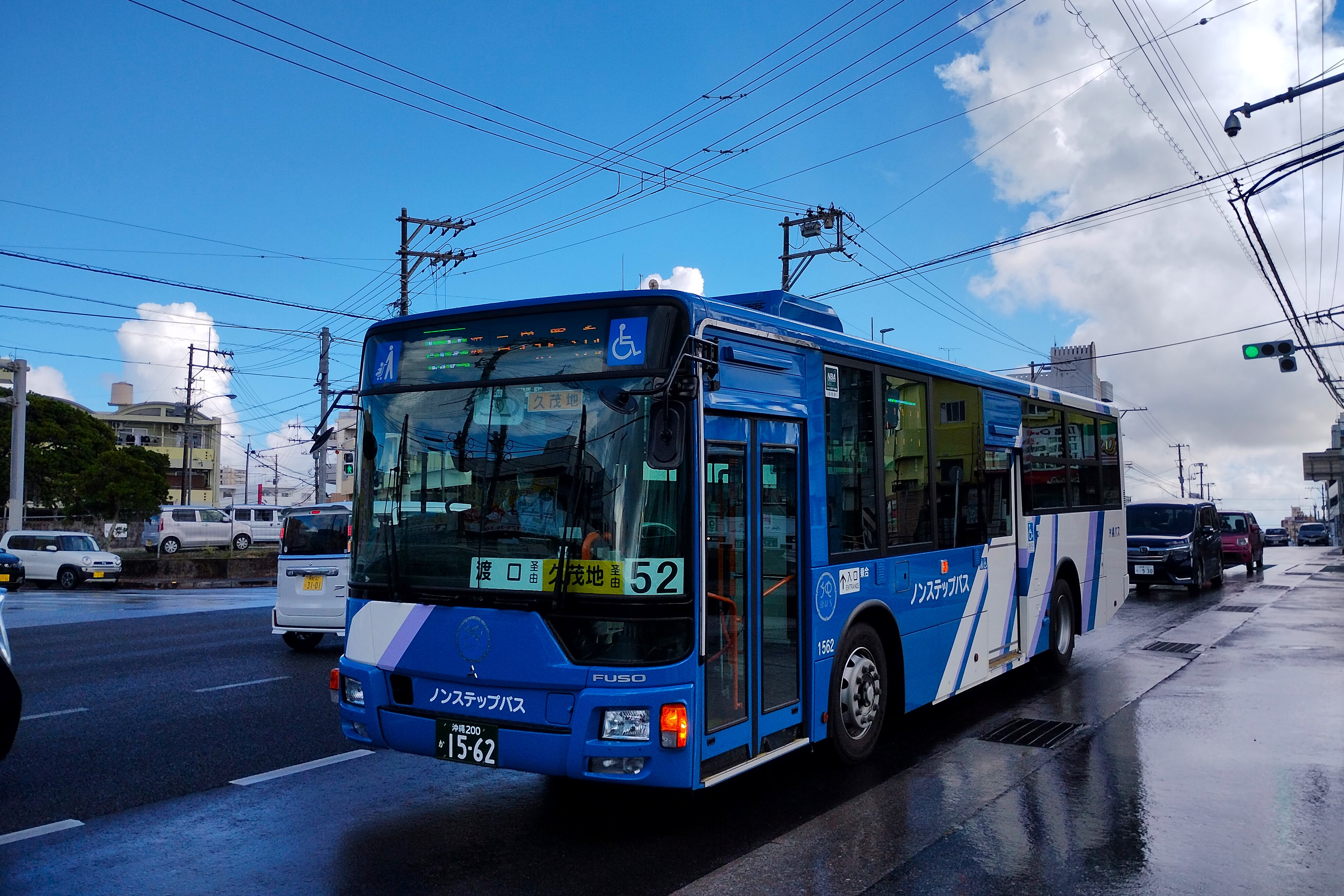
52番・安慶名行き
宜野湾市長田（2023年7月30日）

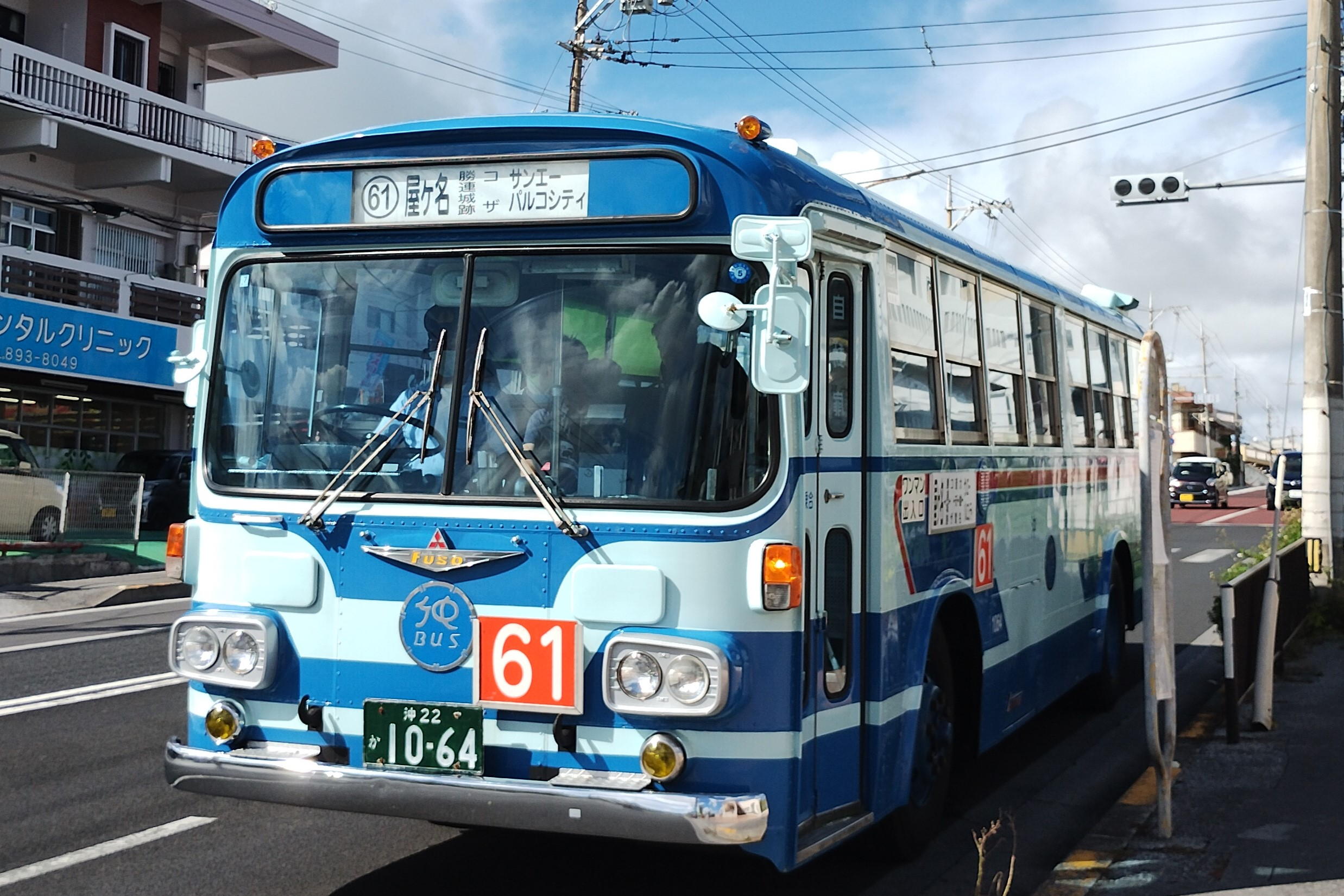
「730特別運行」時の61番・サンエーパルコシティ行き
宜野湾（2023年7月30日）

運行：沖縄バス
与勝半島発着路線のうち、普天間 - コザ間は県道81号（北中城村役場前）経由、赤道十字路 - 与那城間は高江洲経由の路線。赤道十字路 - 屋慶名間では安慶名・平敷屋経由の27番・227番・80番に比べ近道かつ安価となる。
52番は那覇バスターミナル発着で、那覇 - 普天間間は27番と同一経路。かつては朝の1本だけ、屋慶名行きの便にコンベンションセンター経由の便もあったが廃止になった。
61番はサンエーパルコシティ前発着である。かつては普天間・真栄原駐車場・真志喜駐車場発着の時代もあった。
2025年7月1日現在、52番は平日・土曜17往復、日祝日11往復、61番は平日・土曜2往復、日祝日4往復の運行。
52：那覇バスターミナル - 久茂地/美栄橋 - 牧港ブルーシール本店北側 - 大謝名 - 真栄原 - 普天間 - 北中城村役場前 - 渡口 - コザ - 赤道十字路 - 高江洲 - 勝連城跡前 - 与那城 - 前原 - 屋慶名バスターミナル
61：屋慶名バスターミナル - 前原 - 与那城 - 赤道十字路 - コザ - 渡口 - 普天間 - 真栄原 - コンベンションセンター前 - サンエーパルコシティ前
- 19??年 61番の終点を普天間から真栄原駐車場まで延長。
- 19??年 61番の終点を真栄原駐車場から真志喜駐車場まで延長。
- 2000年1月1日 61番、旧屋慶名バスターミナルから現屋慶名バスターミナル移転に伴い延長し、バス停を新設（JA与那城前、与那城支所前）。それにより61番ダイヤ改編。
- 2000年1月7日 52：与勝線運行開始。それに伴い、61番ダイヤ改編。
- 2000年12月1日 停留所名変更（東急ホテル前→第一天久）。
- 2002年4月25日 停留所名変更（クロレラ製造所前→高原南）。
- 2005年頃 停留所名変更（与那城町役場前→与那城支所前）。
- 2010年4月25日 停留所新設（勝連城址前）。停留所名変更（新町入口→第二真栄原、美里支所入口→美原一丁目）。
- 2020年10月1日 52番の那覇市街地の経路について平日・土曜を久茂地または美栄橋経由に、日祝日は時間帯にかかわらず美栄橋経由に統一し、牧志（国際通り）経由を廃止。61番の終点を真志喜駐車場から浦添北道路を経由してサンエーパルコシティ前に変更[30]。
- 2021年8月20日 停留所廃止（北中城小学校入口）。[62]
- 2021年11月13日 52番の日祝ダイヤのうち屋慶名発便に久茂地経由を再設定。[63]
- 2022年4月18日 52番の平日・土曜を16往復に減便、日祝ダイヤの那覇発にも久茂地経由を再設定。61番の平日・土曜を2往復に減便[40]。
- 2022年7月1日 52番の停留所名変更（農林中金前→沖縄タイムス前）。
- 2022年12月10日 平日・土曜の52番を1往復増便[55]。52番は平日・土曜17往復、日祝日11往復、61番は平日・土曜2往復、日祝日5往復。
- 2022年12月26日 52番の停留所名変更（第二城間→SCSK沖縄センター前、第一牧港→ブルーシール本店前、牧港→牧港ブルーシール本店北側）。
- 2025年7月1日　52番の停留所名変更(若松入口→ラ・ジェント・ホテル沖縄那覇前)。

### 54：前川線
運行：琉球バス交通
那覇バスターミナルを起点とし、南城市西端部の前川・玉泉洞前・八重瀬町東風平を経由し、那覇バスターミナルに戻るラケット型循環路線。循環路線だが、途中の玉泉洞前で待機するため、時刻表が上りと下りに分かれている。一周して那覇バスターミナルに戻る場合、260円で乗車できる。
2024年4月1日現在、平日4本（東風平廻り・目取真廻り2本づつ）、土日祝日2本の運行で、目取真廻りは平日のみ運行。
東風平廻り：那覇バスターミナル → 開南 → 古波蔵 → 国場 → 東風平 → 後原 → 玉泉洞前 → 前川 → 目取真 → 国場 → 古波蔵 → 開南 → 那覇バスターミナル
目取真廻り：那覇バスターミナル → 開南 → 古波蔵 → 国場 → 目取真 → 前川 → 玉泉洞前 → 後原 → 東風平 → 国場 → 古波蔵 → 開南 → 那覇バスターミナル
- 2024年1月22日　減便。

### 55：牧港線
運行：琉球バス交通
我那覇・県道7号バイパス・小禄・那覇市中心部・那覇バスターミナル（旭橋）・開南・パイプライン通り・浦添市役所前・牧港を経由し、豊見城市・那覇市・浦添市・宜野湾市を結ぶ路線。2025年7月1日現在、平日宜野湾行き20本（うち道の駅始発6本）・宜野湾発21本（うち道の駅終着2本）、土休日宜野湾行き19本（うち道の駅始発4本）・宜野湾発18本（うち道の駅終着1本）。
運行当初は路線名の通り浦添市牧港までの運行であったが、後に宜野湾出張所まで延長された。
【豊崎美らSUNビーチ】- 道の駅豊崎 - 我那覇 - 宇栄原団地前 - 小禄 - 那覇バスターミナル（旭橋） - 開南 - 古島 - 内間 - 安波茶 - 牧港ブルーシール本店北側 - 宇地泊 - コンベンションセンター前 - 宜野湾出張所
- 2006年2月20日 那覇バスターミナル - 我那覇間を延長。
- 2008年8月1日 我那覇 - 道の駅豊崎間を延長。与根営業所移転により豊崎営業所の担当となる。
- 2010年2月1日 停留所新設（豊崎入口）。
- 2021年1月12日 午前中の一部便を除き道の駅豊崎 - 豊崎美らSUNビーチ間を延長[64]。
- 2022年8月1日 減便。
- 2022年12月26日 停留所名変更（牧港→牧港ブルーシール本店北側）。
- 2023年4月3日　増便。
- 2023年10月10日 平日ダイヤを改正。20往復に[37]。
- 2025年7月1日　停留所名変更(宜野湾市営球場前→ラグナガーデンホテル前)。

### 56：浦添線/256：浦添てだこ線

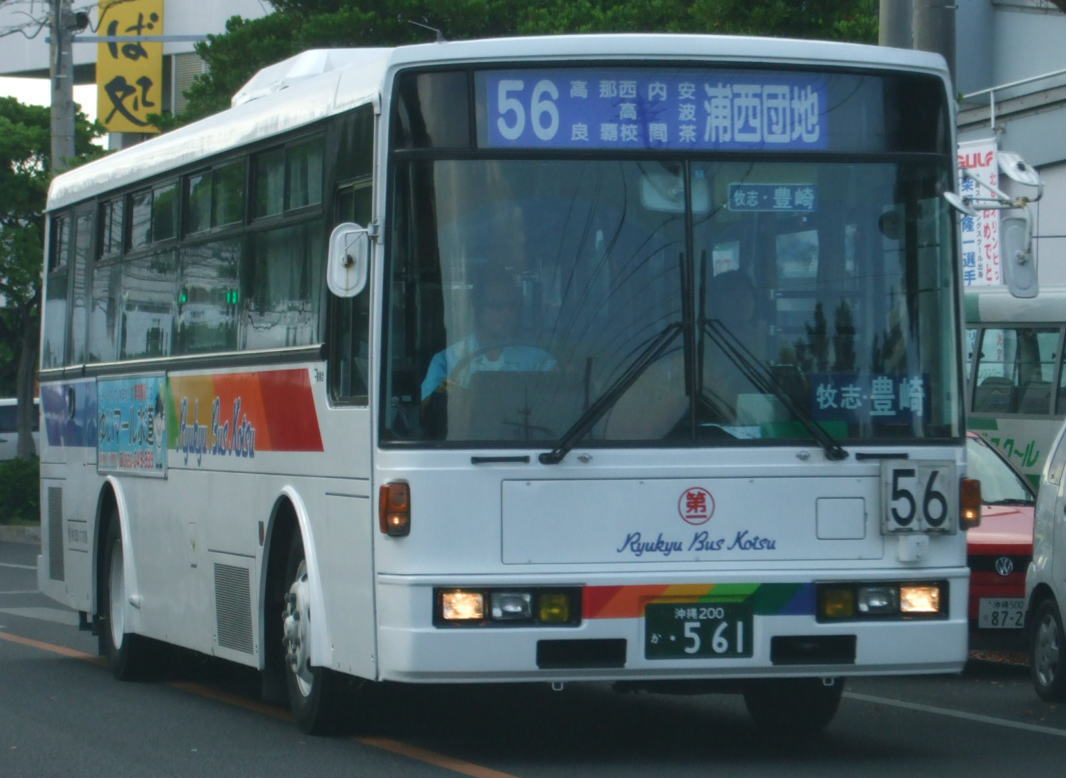
56番浦添線 浦西団地行き
県道38号線前田名川原付近（2008年）

運行：琉球バス交通
56番は我那覇・那覇西高校前・那覇市中心部・浦添市役所を経由し、豊見城市と浦添市内各地を結ぶ路線。ほとんどの便が西原4丁目発着であるが、一部宜野湾市真栄原の発着の便もある。256番は浦添市側の発着点をてだこ浦西駅としたもの。2025年7月1日現在、2系統合わせて平日豊崎発23本（うち道の駅発西原行き7本・美らSUNビーチ発真栄原行き4本・256番2本）、豊崎行き22本（うち真栄原発道の駅行き2本・真栄原発美らSUNビーチ行き2本・256番2本）。土休日豊崎発18本（うち道の駅発西原行き2本・美らSUNビーチ発真栄原行き4本・256番1本）、豊崎行き22本（うち真栄原発道の駅行き1本・真栄原発美らSUNビーチ行き3本・256番1本）
日曜の国際通りトランジットモール実施時間帯の56番美らSUNビーチ - 西原便7往復、256番1往復は開南経由で運行される。
56：【豊崎美らSUNビーチ】- 道の駅豊崎 - 我那覇 - 那覇西高校前 - 那覇バスターミナル（旭橋） - 牧志/開南 - 古島 - 内間 - 安波茶 - 浦添前田駅 - 西原入口 -  浦西団地東口 - 西原4丁目 - 【広栄 - 真栄原】
256：【豊崎美らSUNビーチ】- 道の駅豊崎 - （この間56番と同一経路） - 西原入口 - てだこ浦西駅
- 2006年2月20日 那覇バスターミナル - 我那覇間を延長。
- 2006年9月1日 ダイヤ改正。始発地が豊見城市我那覇から那覇市具志三丁目（新設）へ変更され、小禄地区での経由地も宇栄原団地経由から航空隊経由へと変更された。
- 2007年6月25日 ダイヤ改正。始発地が再び豊見城市我那覇に変更され、小禄地区での経由地も航空隊経由から那覇西高校経由へと変更された。
- 2007年9月10日 始発地が豊見城市伊良波に変更された。この頃から西原折り返し便の方向幕の行き先表示が「西原」から「浦添西原」に変更された（琉球バス交通と那覇バスの共通塗装車両の増加に伴い、那覇バスの運行する糸満西原線の西原行きと誤乗車するおそれが出たため）。
- 2008年8月1日 豊見城市伊良波 - 道の駅豊崎間を延長。与根営業所移転により豊崎営業所の担当となる。
- 2010年2月1日 停留所新設（豊崎入口）。
- 2011年3月28日 浦西団地折り返しの路線が浦西団地東口から浦添市のJAおきなわ 浦添市西原支店近くのJA西原まで延長しそこで折り返す、西原折り返しは路線が変わり浦西団地折り返しと同じ経路を通り、長田原、広栄を経由し真栄原で折り返す形になる。それに伴い停留所新設（外佐久、JA西原前、野田、長田原）及び、バス停廃止（西原二区、西原）とダイヤ改編。
- 2014年10月25日 バス停名改称（JA西原前→西原四丁目）。
- 2019年10月1日 バス停名改称（前田→浦添前田駅）。
- 2021年1月12日 56番の一部便を振り分ける形で256番を新設。午前中の一部便を除き道の駅豊崎 - 豊崎美らSUNビーチ間を延長[64]。
- 2022年8月1日　両系統とも減便。
- 2023年4月3日　増便。
- 2023年10月10日 平日ダイヤを改正。56番は17往復（うち真栄原行き6本・真栄原発4本）、256番はてだこ浦西行き3本・豊崎行き2本に[37]。
- 2023年12月1日 浦添総合病院移転に伴い、停留所新設 （浦添総合病院入口）。
- 2024年7月1日　停留所名変更(松尾→ホテルコレクティブ前)。

### 62：中部線
運行：琉球バス交通
読谷村・嘉手納町・沖縄市・北谷町を結ぶ路線。県道74号・国道329号・国道330号・県道24号を経由し、嘉手納基地の東側をおおむねコの字型の経路で結ぶ。読谷村・嘉手納町と沖縄市を結ぶ唯一の路線。平日22.5往復、土日祝日15.5往復の運行。読谷村内では平日4往復・土日祝日1往復が喜名経由で他は楚辺経由（同様に読谷村内で経由地が分かれる28/29番と異なり、経由地で系統番号が別々となっていない）。北谷町内では謝苅地区および国道58号より西側の地域を経由する。大半の便が美浜アメリカンビレッジを経由するが、平日早朝の3.5往復は第二桑江経由。
楚辺経由：読谷バスターミナル - 楚辺 - 伊良皆 - 嘉手納 - 池武当 - 知花 - コザ - 山里 - 球陽高校前 - 謝苅入口 - 美浜アメリカンビレッジ南口/第二桑江 - 第二伊平 - 砂辺駐機場
喜名経由：読谷バスターミナル - 座喜味 - 喜名 - 嘉手納 = 砂辺駐機場
- 1995年秋 平日30→60、日祝日22→45往復に増便。（63番謝苅線終点変更に伴うもの）
- 2016年10月1日 平日33.5→29.5往復に減便。
- 2023年4月25日　停留所名変更（越来郵便局前→越来、北谷郵便局前→宇地原区公民館前）。
- 2025年5月19日 ダイヤ改正のため、平日25.5→22.5、土日祝日26→15.5往復に減便。

### 63：謝苅線/263：謝苅おもろまち線
運行：琉球バス交通
那覇市と沖縄市・うるま市を北谷町ハンビータウン・謝苅経由で結ぶ路線。
2025年7月1日現在、63番は那覇バスターミナル発着で、平日16往復、土曜15往復、日祝日12往復の運行で、曜日に関わらず具志川行き1本・那覇行き2本が牧志経由で他は久茂地経由。263番はおもろまち駅前広場発着で、曜日に関わらず2往復。
63：那覇バスターミナル - 牧志/久茂地 - 牧港ブルーシール本店北側 - 伊佐 - ハンビータウン - 謝苅入口 - 謝苅一区 - 山里 - コザ - 美里団地入口 - 赤道十字路 - 平良川 - 安慶名 - 具志川バスターミナル
263：おもろまち駅前広場 - 牧港ブルーシール本店北側 - 伊佐 - （この間63番と同一経路） - 具志川バスターミナル
- ~1995年 那覇バスターミナル - 牧志/久茂地 - 牧港 - 伊佐 - 北谷 - 謝苅入口 - 謝苅一区 - 島袋(現:山里) - コザ - 美里小学校前 - 知花 - 池武当 - 嘉手納停車場
- 1995年秋 終点変更（嘉手納停車場→具志川バスターミナル）。経路変更（美里小・知花・嘉手納経由→美里支所・知花・栄野比経由）。ダイヤ改正
- 1996年 経路追加（ハンビータウン経由）
- 1997年 ダイヤ改正平日(土含)45本→36本。日祝日30本→22本
- 2006年4月24日 経路変更（知花・栄野比経由→明道・兼箇段経由）。ダイヤ改正。
- 2009年7月20日 経路変更（明道・兼箇段経由→平良川経由）。ダイヤ改正。
- 2010年4月25日 263番停留所名変更（上之屋一丁目→合同庁舎前）。
- 2018年10月1日 ダイヤ改正。減便。
- 2022年7月1日 63番の停留所名変更（農林中金前→沖縄タイムス前）。
- 2022年12月26日 停留所名変更（第二城間→SCSK沖縄センター前、第一牧港→ブルーシール本店前、牧港→牧港ブルーシール本店北側）。
- 2023年4月25日　停留所名変更（北谷郵便局前→宇地原区公民館前）。
- 2024年7月1日　停留所名変更(松尾→ホテルコレクティブ前)。
- 2025年7月1日　63番の停留所名変更(若松入口→ラ・ジェント・ホテル沖縄那覇前)。

### 65：本部半島（渡久地）線/66：本部半島（今帰仁）線
運行：琉球バス交通・沖縄バス
名護バスターミナルを起点とし、本部循環線（国道449号・国道505号）を通り本部半島を一周する路線。名護市・本部町・今帰仁村を結び、本部町中心部の渡久地、今帰仁村中心部、今帰仁城址入口を経由する。65番は時計回りに名護市→本部町→今帰仁村→名護市の順で運行し、66番は反時計回りに名護市→今帰仁村→本部町→名護市の順で運行する。
両系統とも概ね毎時1本の運行。国道505号上の内陸部の本部町謝花を経由する便と、海側の海洋博記念公園（備瀬）を経由する便がある。2024年4月1日現在、両系統合わせて平日65番13本、66番14本・土日祝日13往復でうち謝花経由は平日3.5往復・土日祝日3往復。両系統とも瀬底島に立ち寄る便が各1本あるほか、平日朝の各1本は名護高校経由。
65：名護バスターミナル → 名護十字路 → 屋部 → 本部港 → 【瀬底】 → 渡久地 → 記念公園前/謝花 → 今帰仁城址入口 → 仲宗根 → 湧川 → 伊差川 → 名護十字路/名護高校 → 名護バスターミナル
66：名護バスターミナル → 名護十字路 → 伊差川 → 湧川 → 仲宗根 → 今帰仁城址入口 → 記念公園前/謝花 → 渡久地 → 【瀬底】 → 本部港 → 屋部 → 名護十字路/名護高校 → 名護バスターミナル
- 1993年12月28日 琉球バスと沖縄バスによる共同運行開始。
- 199?年 停留所名変更（今帰仁郵便局前→第二仲宗根）。停留所廃止（渡久地新港）。
- 2002年3月31日 66番の運天経由線を廃止。
- 2005年11月15日 停留所廃止（崎原、状納）。
- 2007年4月25日 停留所名変更（名護商業高校前→大西五丁目、北部工業高校前→名護商工高校前、湧川中学校前→第二湧川）。
- 2010年3月31日 沖縄バスロケーションシステム試験運用を同日21時をもって終了。
- 2010年9月18日 ダイヤ改正。謝花経由を中心とするダイヤから、国営沖縄記念公園経由を中心とするダイヤに変更。
- 2023年10月16日 ダイヤを改正。両系統とも減便[35]。

### 67：辺土名線

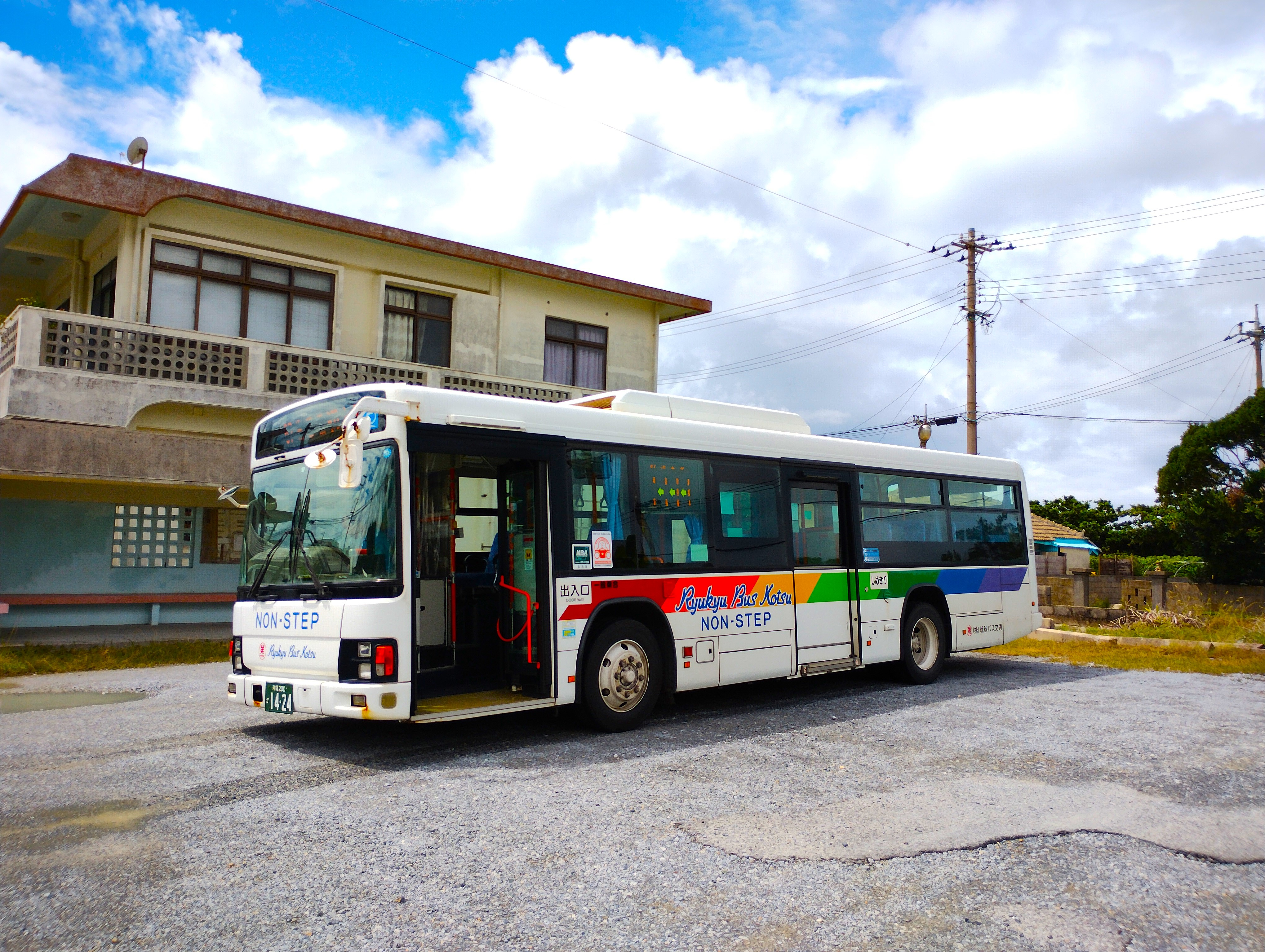
67番（琉球バス交通）
辺土名バスターミナル（2023年9月）

運行：琉球バス交通・沖縄バス
名護市・大宜味村・国頭村を国道58号経由で結ぶ路線。国頭村中心部の辺土名バスターミナルに発着。大宜味村・国頭村を走る唯一の一般バス路線である。2025年1月14日現在、平日12往復・土日祝日11往復。平日早朝の名護行きと平日夕方の辺土名行き各1本は名護高校前を経由する。
4社最北の路線で、源河入口・白浜入口でそれぞれ東村コミュニティバスに、辺土名で国頭村営バスと接続している。
名護バスターミナル - 名護十字路/名護高校 - 伊差川 - 真喜屋 - 源河 - 大宜味中学校前 - 宮城 - 塩屋入口 - 辺土名高校前 - 奥間ビーチ入口 - 辺土名バスターミナル
- 1933年に当路線の前身となる名護 - 辺土名間のバス運行を開始[65]。
- 1993年12月28日 琉球バスと沖縄バスによる共同運行開始。
- 2002年9月2日 高校廻り運行経路変更。
- 2004年10月1日 ダイヤ改編。
- 2007年4月25日 停留所新設（道の駅大宜味前）。及び、停留所名変更（北部製糖前→第二稲嶺、羽地支所前→仲尾次入口、名護商業高校前→大西五丁目、北部工業高校前→名護商工高校前）。
- 2010年3月31日 沖縄バスロケーションシステム試験運用を同日21時をもって終了。
- 2016年4月7日 停留所新設（結の浜）。
- 2020年7月1日 停留所新設（エコ・スポレク公園）[66]。

### 70：備瀬線/76：瀬底線
運行：琉球バス交通・沖縄バス
県道84号経由で本部半島の中央部を横断し、名護市と本部町中心部を結ぶ路線。名桜大学・ナゴパイナップルパーク・本部町役場を経由する。70番は本部町北部の浦崎から海洋博公園（備瀬）・新里・謝花地区を一周して浦崎から再び同じルートで名護バスターミナルに戻るラケット型の循環路線である。76番は瀬底島と本部町中心部・名護市を結ぶ。なお、両系統の沿線付近に2025年ジャングリア沖縄がオープンしているが、バスによるアクセスはシャトルバスである「ジャングリア エクスプレス」が担っており、施設前への乗り入れや増便は行われず、ジャングリア沖縄でも両系統の案内はされていない。
2024年4月1日現在、70番は平日・土日祝日3本（備瀬回り1本・謝花回り2本）、76番は朝夕1往復ずつの2往復の運行。76番のうち平日朝の名護行き1本は名護高校経由。
70：名護バスターミナル → 名座喜原 → 名桜大学入口 → 第二伊豆味 → 渡久地 → 【浦崎 - 記念公園前 - 新里入口 - 謝花 - 浦崎】 → 渡久地 → （この間、名護バスターミナル → 浦崎間と逆順）→ 名護バスターミナル
※浦崎 - 新里入口 - 浦崎間は謝花回り（謝花を先に通過）、備瀬回り（備瀬を先に通過）ともあり
76：名護バスターミナル - 名座喜原/名護高校 - 名桜大学入口 - 第二伊豆味 - 渡久地 - 瀬底
- 19??年 76：伊豆味線として運行開始。
- 19??年 76番、終点を伊豆味から渡久地に延長。
- 1986年6月 76番、終点が渡久地から瀬底に延長。瀬底大橋を渡り瀬底島に発着するようになる。それに伴い、路線名を伊豆味線から瀬底線に変更。事実上、伊豆味線を廃止。[68]
- 1993年12月28日 70番・76番、琉球バスと沖縄バスによる共同運行開始（それまでは70番は琉球バスの、76番は沖縄バスの単独路線だった）。70番が本部港経由から伊豆味経由に変更。
- 2007年4月25日 76番の停留所名変更（名護商業高校前→大西五丁目、北部工業高校前→名護商工高校前）。
- 2018年10月1日 70番の浦崎 - 謝花 - 新里入口間を延長。循環運行に変更。
- 2023年10月16日 ダイヤを改正。70番を減便[35]

### 75：石川北谷線
運行：琉球バス交通
うるま市石川と北谷町中央部を沖縄市経由で結ぶ路線。2024年7月1日現在、平日は13往復（概ね毎時1本）、土日祝日は8往復（概ね1-2時間に1本）の運行。
東山駐車場 - 石川市場前 - 栄野比 - 知花 - コザ - 山里 - 球陽高校前 - 北谷小学校入口 - 北谷高校前 - 北谷町老人福祉センター前
- 2021年4月25日 停留所名変更（中頭病院入口→知花五丁目、高宮城アパート前→北谷第二小学校前）[69]。
- 2023年4月25日　停留所名変更（越来郵便局前→越来）。

### 77/772：名護東線

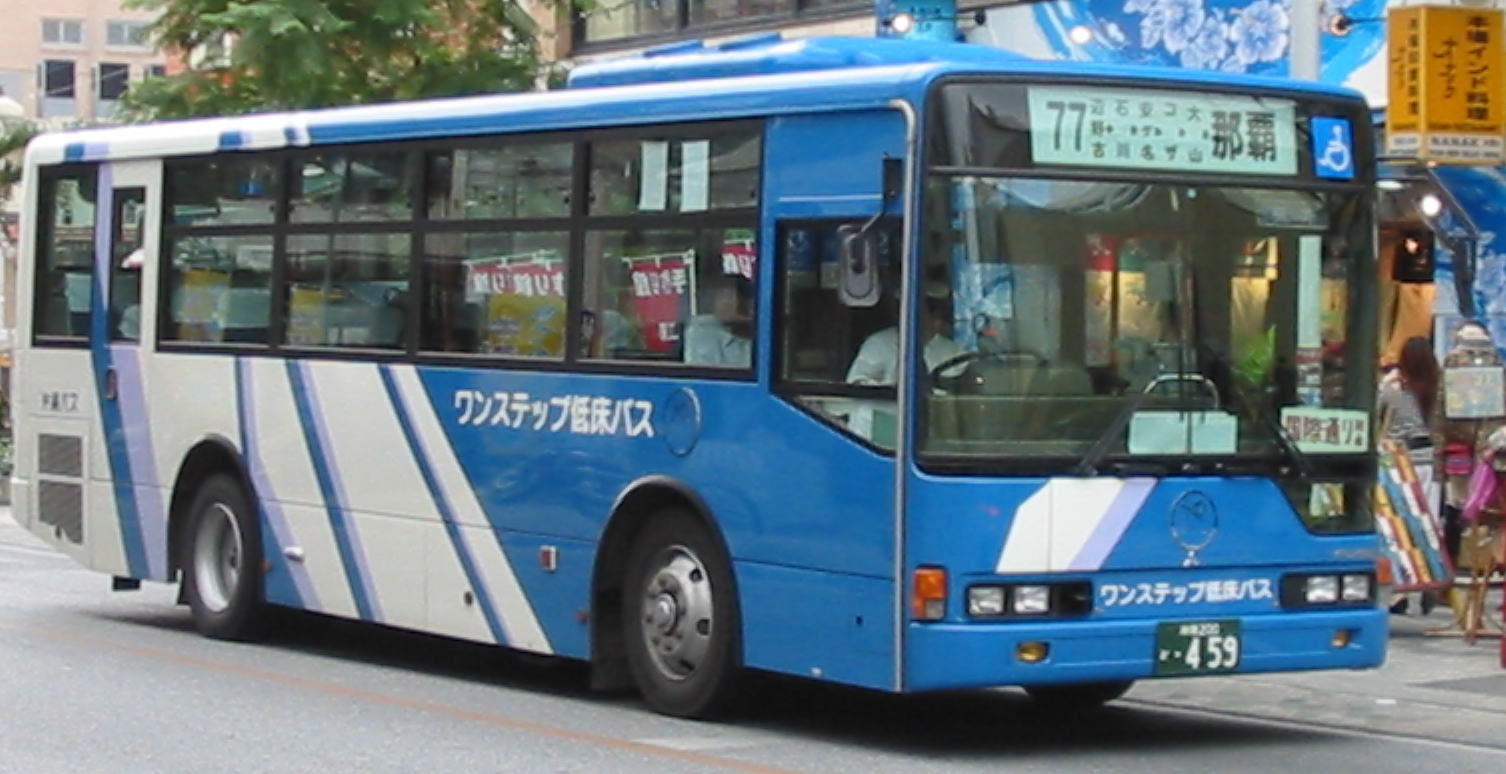
77番名護東線
国際通り
2006年に導入された自社発注ワンステップ車（同年撮影）
※2025年4月現在、うるま市以北の運行となっており、国際通りは経由しない

運行：77番・沖縄バス、772番・沖縄県（琉球バス交通委託)
東海岸側の金武町・宜野座村・名護市辺野古の国道329号を通る路線。
77番は国道329号などを経由する屋慶名 - 名護間の路線で、東海岸側を通る。うるま市・金武町・宜野座村・名護市の4市町村内を通る長距離路線。
772番は名護バスターミナルと安慶名を結ぶ路線。沖縄バス77番の名護バスターミナルから安慶名間の区間便。前身は無料の名護東線夜間臨時便。77番の夜間臨時便扱いのため、77番の定期券は提示することで利用が出来る。
77番平日名護行き12本(平敷屋経由2本、豊原・名護高校経由1本)
　　　　屋慶名行き12本(平敷屋経由1本、豊原経由1本)
　　土日祝10往復(豊原経由1往復)
772番平日夜1往復
　　　土日祝、および夏休み、冬休み期間は運休
77：屋慶名 - (一部便は平敷屋) - 与那城 - 安慶名 - 赤道十字路 - 栄野比 - 石川 - 金武 - 新町入口/豊原 - 辺野古 - 名護十字路 - 名護バスターミナル
772：安慶名 - 石川 - 金武 - 宜野座 - (新町入口→/←豊原) - 辺野古 - 世冨慶 - 名護バスターミナル
平日夜1往復の運行で、安慶名向け上りは豊原経由、名護向け下りは本線である。

- 2000年12月1日 77番の停留所名変更（東急ホテル前→第一天久）。
- 2004年3月1日 77番、名護高校経由の運行路変更。
- 2007年4月25日 77番の停留所名変更（名護商業高校前→大西五丁目、北部工業高校前→名護商工高校前）。
- 2009年10月24日 22番名護〜うるま線新設。それに伴い77番のダイヤ改編。
- 2009年10月26日 77番の名護高校経由の一部変更（大西五丁目から名座喜原、大南、宮里一丁目、宮里三丁目を通り名護バスターミナルへ向かうのを第二名座喜原を通り名護バスターミナルへ）。
- 2010年3月31日 77番、沖縄バスロケーションシステム試験運用を同日21時をもって終了。
- 2010年4月25日 77番の停留所名変更（美里支所入口→美原一丁目）。
- 2011年1月17日 22・77番の平日と土曜日のダイヤ改編。それに伴い、22番の豊原経由廃止。
- 2013年8月19日 22・77番の停留所廃止（第一ゲート）。
- 201?年?月??日 22・77番の停留所名変更（北部病院前→漢那北）。
- 2018年4月20日 22・77番の停留所名変更（漢那ダム入口→道の駅ぎのざ）。
- 2019年12月1日 22番の土曜日の運行を廃止。77番の牧志（国際通り）経由便を美栄橋経由便に変更、平日2往復を基幹急行バス化。
- 2020年3月1日 停留所名変更（第二辺野古→沖縄高専入口）[70]。
- 2020年10月1日 77番を減便[30]。
- 2022年4月18日 全体の本数に変更はないが、77番の那覇発平日1本を急行便に変更、一部の美栄橋経由を久茂地経由に変更[40]。
- 2022年7月1日 77番の停留所名変更（農林中金前→沖縄タイムス前）。
- 2022年12月26日 77番の停留所名変更（第二城間→SCSK沖縄センター前、第一牧港→ブルーシール本店前、牧港→牧港ブルーシール本店北側）。
- 2023年7月8日 平日名護行きに1本設定されている名護高校前経由を77番から22番に変更[71]。それに伴い、22番の豊原経由が再設定。
- 2023年11月11日 両系統ダイヤ改正。最終便が20分ほど遅くなった[72]。また、今回の改正よりダイヤが平日・土曜・日曜祝日から平日・土曜祝日・日曜日となった。
- 2025年1月19日 運行計画変更。22番廃止、77番安慶名より那覇側の乗り入れ廃止および屋慶名BT発着に。安慶名より先は27番と同一ルート、一部便は平敷屋経由とする。上記の運行計画変更で最終便が2、3時間ほど早くなり地元住民や学生生活に影響が出ることから同日よりこれまでの最終便と同じ時間に夜間無料臨時バスを県が運行開始(委託先は琉球バス交通)(3月19日までの限定運行)
- 2025年3月19日 4月18日までの無料運行の続行が始まる。
- 2025年4月21日 ルートや時刻は変わらずら772番名護東線として運行が始まる。この日から77番に基づいた運賃で運行。

### 81：西崎・向陽高校線
運行：琉球バス交通
糸満市西崎・向陽高校経由で糸満市と玉泉洞を結ぶ路線。2024年4月1日現在、向陽高校の登下校時間帯に合わせ、2往復運行される。土日祝日は運休。玉泉洞まで行くが事実上のスクールバス。
糸満バスターミナル - 糸満ロータリー - 水産高校前 - 西崎入口 - 糸満ロータリー - 高嶺入口 - 真栄平 - 具志頭 - 向陽高校前 - 玉泉洞前

### 82：玉泉洞糸満線
運行：琉球バス交通
沖縄本島南端部の国道331号を通り、八重瀬町を経由して糸満市と玉泉洞を結ぶ路線。沖縄戦跡国定公園へのアクセス路線で、ひめゆりの塔前、平和祈念堂入口を経由する。
2024年4月1日現在、平日12往復・土日祝日11往復（概ね毎時1本）の運行。平日日中の3.5往復糸満市役所前に立ち寄る便がある。
糸満バスターミナル - 【糸満市役所前】 - 名城 - ひめゆりの塔前 - 平和祈念堂入口 - 具志頭 - 玉泉洞前
- 2011年4月25日 停留所名変更（ひめゆりパーク入口→仲座入口）。
- 2012年4月2日 糸満市役所経由の一部の便のルート変更。
- 2023年7月1日　停留所名変更（波平入口→琉球ガラス村）。

### 83：玉泉洞線
運行：琉球バス交通
那覇市と玉泉洞を東風平経由で結ぶ路線。玉泉洞前付近の経路は54番の後原付近のルートを取る。2024年4月1日現在、平日玉泉洞行き8本・玉泉洞発6本（うち玉泉洞行き3本・玉泉洞発2本が那覇空港発着）、土曜玉泉洞行き6本・玉泉洞発5本（うち玉泉洞行き3本・玉泉洞発2本が那覇空港発着）、日曜3往復（うち玉泉洞行き2本・玉泉洞発1本が那覇空港発着）
【那覇空港】 - 那覇バスターミナル - 開南 - 古波蔵 - 国場 - 東風平 - 後原 - 玉泉洞前
- 2011年3月28日 ダイヤ改編。
- 2019年10月1日 玉泉洞前付近のルートを変更、50番のルートと同じ具志頭・向陽高校を経由する大廻りルートを54番と同じショートカットするルートに。また那覇空港発着便を設定。
- 2024年1月22日　減便。

### 88：宜野湾線
運行：琉球バス交通
我那覇・那覇市中心部・国際通り・バイパス・普天間・宜野湾バイパスを経由し、豊見城市と宜野湾市真志喜・コンベンションセンターを結ぶ路線。2025年7月1日現在、平日のみ1日3往復の運行（宜野湾方面行1本は道の駅始発）。
当路線の那覇以北の停留所で那覇から最も遠いのは普天間であり、普天間 - 宜野湾出張所間では宜野湾出張所行きが那覇方面に走行し、那覇行きが名護方面に走行することになる。この関係上、乗車区間によっては乗車距離が長いほうが逆に運賃が安くなる場合もある（例として、安里以南の各停留所から乗車した場合は普天間までより宜野湾出張所までのほうが安くなる）。
以前は別系統（75番）で宜野湾市内線が運行されていた。
【豊崎美らSUNビーチ】 - 道の駅豊崎 - 我那覇 - 宇栄原団地前 - 小禄 - 那覇バスターミナル（旭橋） - 牧志 - 安里 - バイパス - 広栄 - 真栄原 - 長田 - 普天間 - コンベンションセンター前 - 宜野湾出張所
- 2003年8月10日 88番の派生路線としておもろまち駅前広場発着の288番宜野湾おもろまち線を運行開始。
- 2006年2月20日 我那覇 - 那覇バスターミナル間を延長。
- 2008年8月1日 道の駅豊崎 - 我那覇間を延長。与根営業所移転により豊崎営業所の担当となる。
- 2009年1月18日 288番を廃止。
- 2010年2月1日 停留所新設（豊崎入口）。
- 2021年1月12日 午前中の宜野湾行きを除き道の駅豊崎 - 豊崎美らSUNビーチ間を延長[64]。
- 2022年8月1日　減便。
- 2024年7月1日　停留所名変更(松尾→ホテルコレクティブ前)。
- 2025年7月1日　停留所名変更(宜野湾市営球場前→ラグナガーデンホテル前)。

### 89：糸満（高良）線/189：糸満空港線
運行：琉球バス交通・沖縄バス（沖縄バスは89番のみ）
89番は那覇市・豊見城市・糸満市を結ぶ路線。那覇市内では市街地をほぼ一周し、ゆいレールの赤嶺駅 - 小禄駅間と並行する。一部、糸満市の西崎を経由する便や、航空隊前を経由する便がある。189番は那覇空港発着で、西崎二丁目までノンストップ、そこからは経路上のバス停はすべて停車し糸満発着。本数は2024年4月1日現在。
89：那覇バスターミナル - 開南 - 壺川 - 旭橋 - 那覇西高校前 - 高良 - 潮平 - 糸満バスターミナル
平日37往復、土休日那覇発29本、糸満発27本
89：（那覇西高校・西崎経由）：那覇バスターミナル - （この間上記と同一経路） - 高良 - 西崎第二団地前 - 糸満バスターミナル
平日9往復、土休日那覇発7本・糸満発8本
89：（航空隊経由）：那覇バスターミナル - 開南 - 壺川 - 旭橋 - 航空隊前 - 高良 - 潮平 - 糸満バスターミナル
平日2往復、土休日那覇発2本・糸満発1本
189：那覇空港 - 道の駅いとまん前 - 糸満バスターミナル
曜日関わらず6往復
- 2003年8月1日 山下・西崎経由を廃止。那覇西高校・西崎経由と航空隊・西崎経由を新設。それに伴いダイヤ改編。また、停留所名変更（小禄市営団地前→小禄駅前、赤嶺県営住宅前→赤嶺駅前）。
- 2007年4月25日 停留所名変更（第一ゲート→金城）。
- 2010年3月1日 ダイヤ改編。糸満市役所行きを廃止。航空隊経由と航空隊・西崎経由のルートを一部変更（金城→航空隊前→第二ゲートへ向かうのを金城→航空隊前→赤嶺駅前→第二ゲートに）。
- 2010年3月31日 沖縄バスロケーションシステム試験運用を同日21時をもって終了。
- 2010年4月25日 停留所名変更（旭町血液センター前→旭町）。
- 2021年1月12日 189番新設、停留所新設（道の駅いとまん前）[64]。
- 2023年10月16日 89番をダイヤを改正。各系統合わせて平日糸満行き50本・那覇行き48本、土日祝日糸満行き38本・那覇行き36本に[35]。

### 90：知花（バイパス）線/190：知花空港線
運行：琉球バス交通
主に、那覇バスターミナルと具志川バスターミナルをバイパス・国道330号・沖縄市コザ・沖縄市知花・うるま市栄野比を経由して結ぶ路線。那覇バスターミナル発着の90番と那覇空港発着・那覇バスターミナル経由の190番がある。190番は、平日の日中、土休日の朝から昼の時間帯のみ運行し、それ以外の時間帯は、90番が運行される。
2024年10月7日現在、90番は平日具志川行き22本・那覇行き16本、土休日22往復。190番は平日具志川行き11本・那覇空港行き15本、土休日具志川行き6本・那覇空港行き4本。
90：那覇バスターミナル - 牧志 - 安里 - バイパス - 真栄原 - 普天間 - コザ - 知花 - 栄野比 - 具志川バスターミナル
190：那覇空港 - 那覇バスターミナル（旭橋）- 牧志 - （この間90番と同一経路）- 具志川バスターミナル  
※日曜の国際通りトランジットモール実施中の90番の具志川行き8本・那覇行き10本、190番の具志川行きのみ3本は開南経由
- 2003年8月10日 90番の派生路線としておもろまち駅前広場発着の290番知花おもろまち線を運行開始。
- 2010年8月24日 平日4往復あった290番を廃止。
- 2021年4月25日 停留所名変更（中頭病院入口→知花五丁目）[69]。
- 2022年10月17日 ダイヤ改正、90番の派生路線として那覇空港発着の190番知花空港線を運行開始[36]。
- 2023年4月3日　両系統とも増便。
- 2023年4月25日　停留所名変更（越来郵便局前→越来）。
- 2023年10月10日 平日ダイヤを改正。90番は具志川行き21本・那覇行き13本、190番は具志川行き16本・那覇空港行き22本に[37]。
- 2024年7月1日　停留所名変更(松尾→ホテルコレクティブ前)。

### 92：那覇〜イオンモール線
運行：沖縄バス
那覇バスターミナルとイオンモール沖縄ライカムを国道58号・普天間経由で結ぶ路線。イオンモール沖縄ライカムの周辺部を除く那覇バスターミナル - 比嘉西原間は27番久茂地経由・80番と同一経路。2025年7月1日現在、日祝のみ2往復の運行。
那覇バスターミナル - 沖縄タイムス前 - 泊高橋 - 屋富祖 - 牧港ブルーシール本店北側 - 大謝名 - 真栄原 - 中部商業高校前 - 長田 - 普天間 - 比嘉西原 - イオンモール沖縄ライカム
- 2015年4月6日 運行開始。
- 2016年4月1日 日祝日に減便。
- 2016年10月1日 平日・土曜に増便。
- 2017年8月1日 減便。
- 2020年10月1日 減便[30]。
- 2021年2月27日 土曜・日祝日を減便[31]。
- 2022年4月18日 土曜と日祝ダイヤを完全統合。平日4→2往復、土日祝2.5→2往復に減便。[40]
- 2022年7月1日 停留所名変更（農林中金前→沖縄タイムス前）。
- 2022年12月26日 停留所名変更（第二城間→SCSK沖縄センター前、第一牧港→ブルーシール本店前、牧港→牧港ブルーシール本店北側）。
- 2025年7月1日　停留所名変更(若松入口→ラ・ジェント・ホテル沖縄那覇前)。

### 93：屋慶名〜イオンモール線
運行：沖縄バス
屋慶名バスターミナルとイオンモール沖縄ライカムを結ぶ路線。イオンモール沖縄ライカムの周辺部を除くプラザハウス - 屋慶名バスターミナル間は27番と同一経路。2025年7月1日現在、土曜1往復・日祝日2往復の運行で、平日は運休。
屋慶名バスターミナル - 平敷屋 - 与那城 - 安慶名 - 平良川 - 中部病院 - コザ - 胡屋 - 園田 - 山里 - イオンモール沖縄ライカム
- 2015年4月6日 運行開始。
- 2016年10月1日 平日・土曜8→8.5往復に増便。
- 2017年8月1日 減便。
- 2020年10月1日 減便[30]。
- 2021年2月27日 土曜を減便[31]。
- 2022年4月18日 土曜と日祝ダイヤを完全統合。平日の運行が廃止され土日祝のみ3往復の運行となる[40]。
- 2022年10月8日 土日祝1往復に減便[41]。

### 94：首里駅琉大快速線/294：てだこ琉大快速線
運行：那覇バス
両系統ともゆいレールと接続して琉球大学の各施設を結ぶ路線。94番は沿線上の停留所を一部通過するほか、両系統ともに琉球大学構内を通過するため、琉大周辺エリアを回って運行する他系統より所要時間は抑えられている。2025年4月1日現在、平日のみ運行で、94番は首里駅前発2本・首里行き1本、294番はてだこ浦西駅発13本・てだこ浦西駅行き15本（うち琉大北口駐車場発着がてだこ浦西駅発3本・てだこ浦西駅行き5本で他は琉球大学病院発着）
94番は首里駅と琉球大学を県道29号経由で結ぶ路線。
首里駅前 - 汀良三丁目 - 城東小学校前 - 石嶺二丁目 - オキコ前 - 棚原 - キリスト教短大入口 - 会営薬局前 - 琉大付属小学校 - 琉大キャンパス - 琉大北口駐車場
294番はてだこ浦西駅と琉球大学を結ぶ路線。沿線上の停留所はすべて停車する。
てだこ浦西駅 - 徳佐田入口 - 棚原入口 - 棚原 - （この間94番と同一経路） - 琉大北口駐車場 【- 長田 - 普天間 - 琉球大学病院】
- 2015年1月19日 公共交通の利便性向上を目的として、那覇市が主体となる実証実験として首里駅 - 琉大間バスの運行開始[73]。当初は333番を称していた。首里駅前で乗降する際に運転手から割引券をもらい、首里駅での出入場時に50円を返金する乗り継ぎ割引制度があった[74]。
- 2015年7月31日 実証実験を終了[75]。
- 2015年8月3日 94番として那覇バス単独で運行開始するが、琉球大学構内への乗り入れを中止し、97番と同様に琉球大学敷地外部を通る経路に変更。乗り継ぎ割引制度は実施せず。
- 2015年8月10日 94番運休[76]。
- 2016年3月28日 94番再開[77]。運行開始時と同様、琉球大学構内を経由する。5月31日まで運行開始時と同様の乗り継ぎ割引を実施。
- 2021年6月1日 294番を新設、94番を12→4往復に減便、停留所名変更（琉大附属病院前→琉球大学病院前）、94番の停車停留所追加（オキコ前）[78]。
- 2021年9月1日 停留所名変更（琉大法文学部→琉大キャンパス、琉大駐車場→琉大北口駐車場）[79]。
- 2025年1月6日 琉球大学病院移転に伴うダイヤ改正で294番の一部を除く便を路線延長、西普天間に移転した琉球大学病院に乗り入れ開始。停留所名変更 (琉球大学病院前→旧琉球大学病院前)。
- 2025年4月1日 停留所廃止  (旧琉球大学病院前)。

### 95：空港あしびなー線
運行：那覇バス
那覇空港と豊見城市豊崎にある沖縄アウトレットモール・あしびなーおよびDMMかりゆし水族館などが入居するイーアス沖縄豊崎を結ぶ路線。それ以外の停留所には停車しない。もとはあしびなーを訪れる観光客向けに運行していた無料シャトルバスを路線バスとしたもの。2024年4月11日現在、10時台から22時台まで那覇空港発22本・イーアス発20本運行するが、21時以降の那覇空港発2本、イーアス発1本はあしびなーを通過する。
那覇空港国内線旅客ターミナル - あしびなー - イーアス沖縄豊崎
- 2012年10月1日 運行開始。
- 2016年4月1日 30分間隔から1時間間隔に減便。
- 2016年10月1日 30分間隔に増便。
- 2017年4月1日 1時間間隔に減便。
- 2017年7月1日 30分間隔に増便。
- 2017年10月1日 1時間間隔に減便。
- 2020年6月18日 翌日に開業するイーアス沖縄豊崎まで路線延長、停留所開設。運行時間帯を拡大、20 - 25分間隔に増便[80]。
- 2020年9月7日 20 - 40分間隔に減便[81]。
- 2021年7月1日 30 - 60分間隔に減便[82]。

### 97：琉大（首里）線/297：沖国琉大快速線

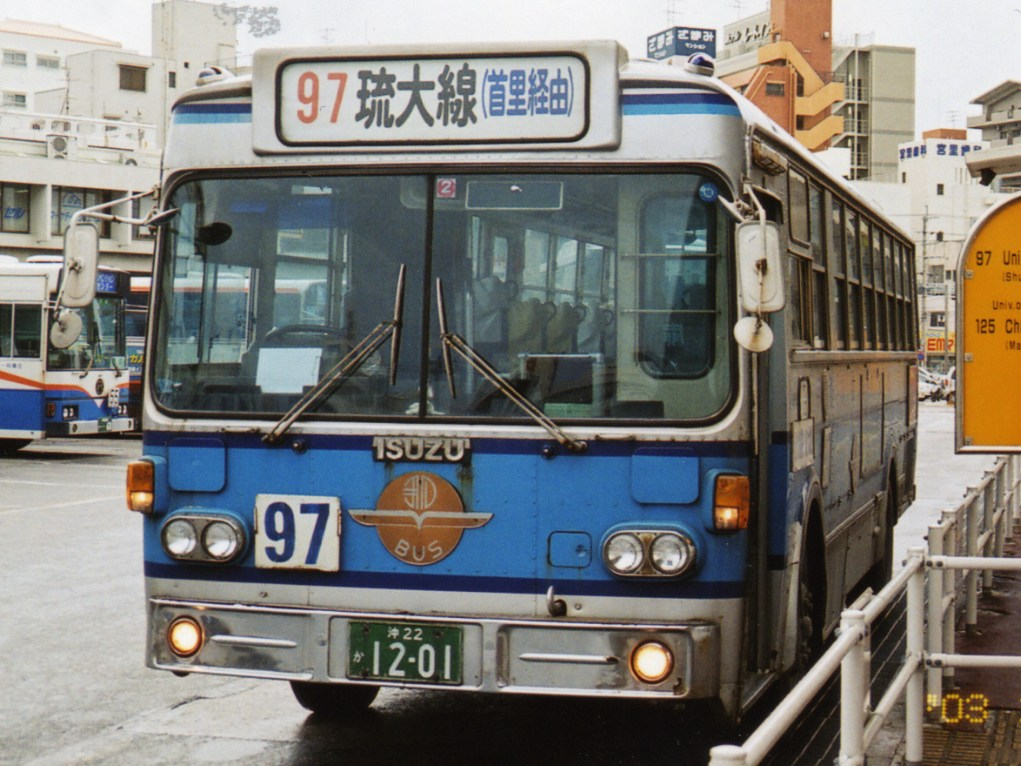
97番 琉大(首里)線の車両（那覇交通時代の「銀バス」）
那覇バスターミナル（2003年10月）

運行：那覇バス
97番は国際通り・大道大通り・首里坂下通り・儀保大通り・石嶺本通り・県道29号を経由し、那覇市中心部と、西原町にある琉球大学および西原町・中城村の琉球大学周辺の地域を結ぶ路線。琉球大学の北隣の宜野湾市志真志地区を一周し、その他の区間は同じ区間を運行するが、ダイヤ上琉大北口駐車場を起終点とする形としており、ラケット型循環区間でも一連の運行とはなっていない。
沿線には琉球大学のほか、旧琉球大学病院・小学校・中学校・沖縄キリスト教学院大学がある。
2025年1月6日現在、平日は琉大行き24本・那覇行き23本、土曜および日祝日琉大行き14本・那覇行き15本の運行。大学入試センター試験、琉大二次試験の際には増便することがある。
那覇バスターミナル - 牧志 - 山川 - 儀保 - 西原入口 - 棚原 - 会営薬局前 - 琉大附属学校前 - 琉大東口 - 南上原 - 長田 - 志真志 - 琉大北口駐車場 - 志真志三丁目 - 南上原 - （この間往路と同一経路） - 那覇バスターミナル
※日曜の国際通りトランジットモール実施中の琉大行き6本・那覇行き8本は開南経由
297番はてだこ浦西駅を起点とし宜野湾市真栄原・沖縄国際大学を経由して琉大駐車場を発着する路線で当初はキャンパスバスとして実証運行路線だった。系統番号上97番の派生路線となるが、広栄 - 琉大北口駐車場間は98番の経路と一致。沿線の一部バス停を通過運行する。
2025年1月6日現在、平日のみ琉大行き3本・てだこ浦西行き2本運行し、土日祝日は運休する。
てだこ浦西駅 - 浦西団地入口 - 総領事館前 - 広栄 - 広栄団地入口 - 真栄原 - 沖縄国際大学前 - 長田 - 志真志三丁目 - 琉大北口駐車場 - 琉大キャンパス - 琉大附属小学校
※停車する全停留所を記載
- 琉球大学が首里城跡にあった頃は、系統番号16番（琉大線）が市内線として運行されていた。
- 1977年4月10日 琉球大学内の一部学科が西原町（当時は西原村）の千原キャンパスに移るにあたり（同年5月11日に移転開始）、市外線として系統番号97番（宜野湾線）の運行を開始。また、当時一部学科はまだ首里キャンパスにあったため、そこと千原キャンパスとを結ぶ急行便を運行開始。のちに97番（新琉大線）に路線名が変えられる。
- 1977年8月頃 ほとんどの学科が千原キャンパスに移るにあたり、急行便が廃止。
- 後に16番が廃止されたため、路線名を新琉大線から、琉大線に改名。その頃には、ほとんどの施設が首里キャンパスから千原キャンパスに移転していた。
- 後ほど、琉球バス（現琉球バス交通）の98番（琉大（バイパス）線）の運行が開始されたため、97番（琉大（首里）線）に改名。
- 1984年8月2日 与儀にあった琉大医学部附属病院の上原キャンパス移転により、琉球大学移転事業完了。それにより、97番と102番（コザ（琉大廻り）線）（後の空港こどもの国線→空港普天間線→西原普天間線）が琉大附属病院乗り入れ開始。
- 2004年4月25日 125番（知花（首里）線）と那覇営業所の廃止により、三重城営業所の担当になる。
- 2004年9月1日 同年7月17日に西原 - 普天間を走っていた102番（西原普天間線）が廃止されたため、この路線の利用者の救済をはかるため、下り（琉大北口行き）が、宜野湾市の長田、中部商業高校を経由するよう経路変更された。それにより平日41本→40本に減便。
- 2006年9月25日 三重城営業所廃止により、管轄が新川営業所になる。
- 2010年6月14日 ダイヤ改編。
- 2010年11月23日 ダイヤ改編。
- 2017年10月1日 平日40→35本に減便。
- 2021年1月4日 297番の実証実験運行を開始。
- 2021年4月1日 97番平日那覇BT発のダイヤ改編[34]。
- 2021年4月26日 97番の停留所廃止（かりゆし団地前）。[84]。
- 2021年9月1日 キャンパスバスを琉大附属小学校まで延伸し、13→15往復に増便。停留所名変更（琉大北口→志真志三丁目、琉大駐車場→琉大北口駐車場）。[79]
- 2022年4月1日 キャンパスバスの実証実験運行を終了し（3月18日が最終運行、3月31日まで運行休止[85]）、同一番号・同一経路・同一停車バス停で沖国琉大快速線として本格運行を開始。琉大附属小学校行き7本・てだこ浦西駅行き8本とする[20]。
- 2022年8月1日　減便。
- 2024年7月1日　97番の停留所名変更 (松尾→ホテルコレクティブ前)。
- 2025年1月6日　停留所名変更 (琉球大学病院前→旧琉球大学病院前)。
- 2025年4月1日　停留所廃止　(旧琉球大学病院前)。

### 98：琉大（バイパス）線

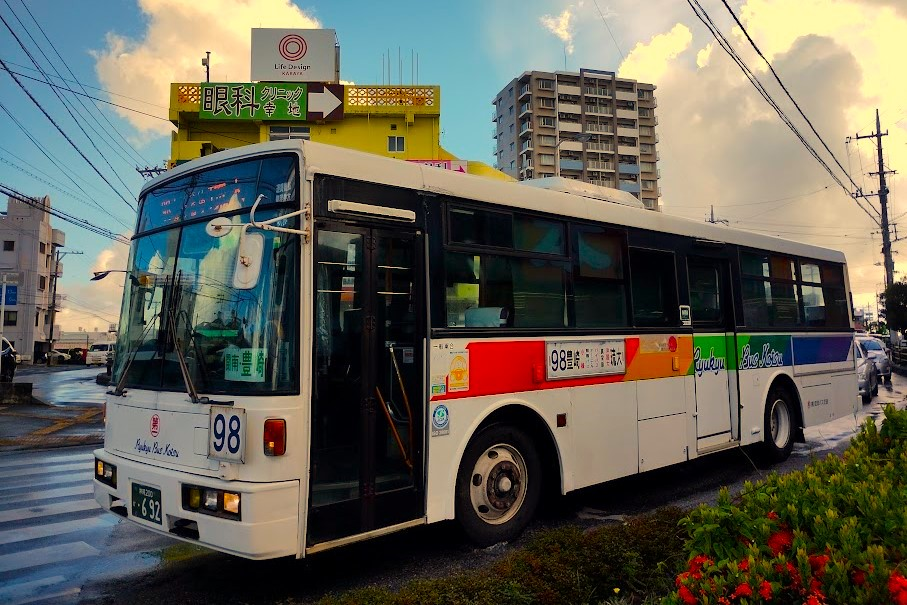
98番琉大北口駐車場行
宜野湾市長田（2023年7月）

運行：琉球バス交通
県道7号バイパス・小禄・那覇市中心部・国際通り・バイパス・沖縄国際大学前を経由し、豊見城市・那覇市中心部と琉球大学を結ぶ路線。同じく琉球大学へのアクセス路線である97番とは経路が大きく異なるほか、琉球大学北側の敷地内にある琉大北口駐車場バス停が起終点となる。2025年7月1日現在、平日27往復（うち道の駅始発8本・道の駅終着2本）、土休日豊崎発20本・琉大発21本（うち道の駅始発4本・道の駅終着2本）。
※日曜の国際通りトランジットモール実施時間帯の豊崎発9本・琉大発10本は開南経由で運行される。
【豊崎美らSUNビーチ】 - 道の駅豊崎 - 我那覇 - 宇栄原団地前 - 小禄 - 那覇バスターミナル（旭橋） - 牧志/開南 - 古島駅前 - バイパス - 広栄 - 真栄原 - 沖縄国際大学前 - 長田 - 志真志三丁目 - 琉大北口駐車場
- 2003年8月10日 98番の派生路線としておもろまち駅前広場発着の298番琉大おもろまち線を運行開始。
- 2006年2月20日 98番の那覇バスターミナル - 我那覇間を延長。
- 2008年8月1日 ダイヤ改正。与根営業所移転により豊崎営業所の担当となる。
  - 98番の道の駅豊崎 - 我那覇間を延長。
  - 298番は平日のみの運行となる。
- 2009年1月18日 298番を廃止。
- 2010年2月1日 停留所新設（豊崎入口）。
- 2021年1月12日 午前中の一部便を除き道の駅豊崎 - 豊崎美らSUNビーチ間を延長[64]。
- 2021年9月1日 停留所名変更（琉大北口→志真志三丁目、琉大駐車場→琉大北口駐車場）[79]。
- 2022年8月1日　減便。
- 2023年4月3日　増便。
- 2023年10月10日 平日ダイヤを改正。25往復に[37]。
- 2024年7月1日　停留所名変更(松尾→ホテルコレクティブ前)。

### 99：天久新都心線

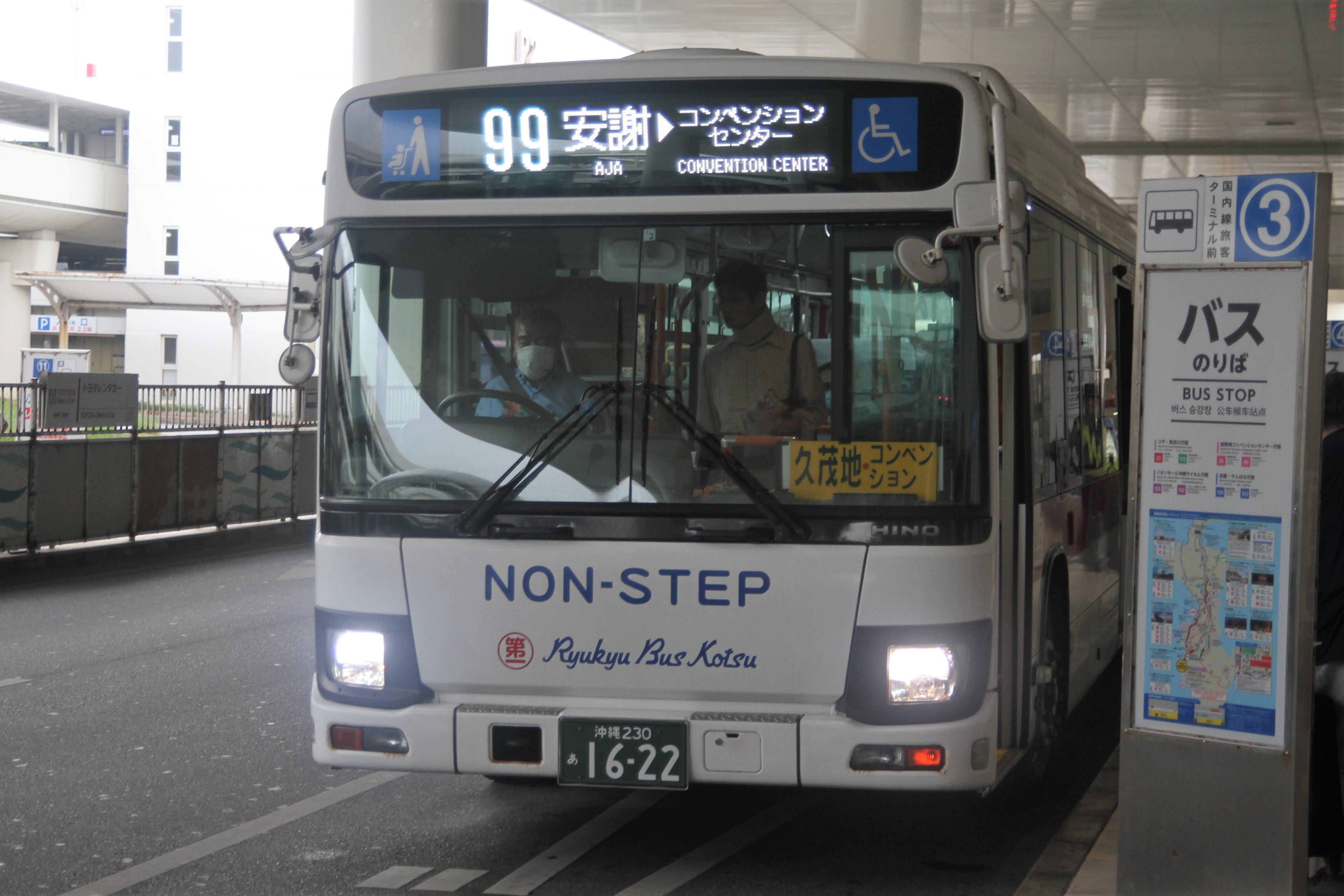
99番天久新都心線の車両
那覇空港（2020年10月）

運行：琉球バス交通
那覇空港を起点とし、那覇バスターミナル・那覇市中心部と宜野湾市真志喜を那覇新都心（天久新都心地区）・パイプライン通り・コンベンションセンター経由で結ぶ路線。
2025年7月1日現在、平日は宜野湾行き18本（5本は那覇BT始発）空港行き15本
土日祝は14往復（宜野湾行き2本は那覇BT始発）
那覇バスターミナル（旭橋） - 安謝橋間は運賃150円で利用可能。
那覇空港 - 那覇バスターミナル（旭橋） - 久茂地 - 泊高橋 - 那覇国際高校前 - 安謝橋 - 神森小学校入口 - 小湾 - 伊祖三丁目 - 牧港ブルーシール本店北側 - コンベンションセンター前 - 宜野湾出張所
※毎年10月の那覇大綱挽の時間帯は、国際通り経由となる。
- 2000年9月1日 運行開始。旧琉球バス初の那覇新都心乗り入れ路線であった。農林中金前～安謝橋間に運賃100円の特別運賃区間（当時の通常運賃は200円）を設定。
- 2001年9月1日 同年8月31日までだった特別運賃区間が無期限になる。また区間も那覇バスターミナル（旭橋）～安謝橋間となる。
- 2003年8月10日 牧港郵便局入口 - 宜野湾出張所間を延長。
- 2006年9月1日 ダイヤ改正。起点を那覇空港から那覇市具志三丁目まで延長。その際に那覇バスターミナル発便を設定
- 2008年10月8日 ダイヤ改正。起点を那覇空港へ変更。停留所廃止（具志三丁目、具志一丁目）。
- 2008年12月22日 沖縄本島内路線バス運賃値上げにより、100円区間を150円に値上げ。
- 2009年7月10日 停留所（ターミナル）。
- 2011年3月28日 ダイヤ改正。那覇バスターミナル発便再開。
- 2016年10月1日 平日25→21往復に減便。
- 2020年8月24日 平日宜野湾行き20本・那覇バスターミナル行き18本に減便。[39]
- 2022年7月1日 停留所名変更（農林中金前→沖縄タイムス前）。
- 2022年12月26日 停留所名変更（牧港→牧港ブルーシール本店北側）。
- 2023年12月1日 停留所名変更（浦添総合病院西口→伊祖三丁目）。
- 2025年7月1日　停留所名変更(若松入口→ラ・ジェント・ホテル沖縄那覇前、宜野湾市営球場前→ラグナガーデンホテル前)。

### 101：平和台安謝線
運行：那覇バス
具志営業所を起点とし、豊見城市豊見城と那覇市小禄・国際通り・安謝・那覇新港ふ頭地区を経由し、市場北口で折り返して具志営業所に戻る路線。平日と土曜日の朝・午後に概ね毎時1本、計9本が運行され、日曜・祝日は運休するが、この系統独自の対応として、他系統が日曜・祝日ダイヤとなる旧盆も実際の曜日通りの運行となる。平日朝の2本は具志営業所→市場北口間のみ県庁前経由。
市外線であるが、国際通りの停車地は市内線と同様、松尾一丁目・てんぶす前である。
具志営業所 → 平和台団地入口 → 豊見城 → 小禄 → 壺川 → バスターミナル前/県庁前 → 安里 → 泊高橋 → 上之屋 → 天久 → 安謝橋 → 市場北口（折り返し） → バスターミナル前 → 具志営業所
- 那覇交通時代に当時の10番（安謝線）と101番（平和台団地線）が統合されてできた。
- 2008年3月23日 ダイヤ改正。運行本数が1日10本（平日早朝は県庁前経由もあるため12本）に削減された。
- 2010年3月23日 路線変更。市場北口行きの泊港北岸 - 港前間が廃止され、市場北口で折り返して同一ルートを戻る運行形態となる。
  - それまでは、具志営業所→市場北口間が泊港北岸・漁連前経由、市場北口→具志営業所間が安謝橋・上之屋経由で、具志営業所から泊高橋の間で乗った場合は、終点を通り越しルートの分岐点の泊高橋の手前である上之屋まで乗れた。また、分岐後すぐの泊港北岸から市場南口（下り）の間で乗った場合も、終点を通り越し具志方面まで乗れた。この名残で、2023年現在もダイヤが上り・下り別ではなく、具志営業所→市場北口→具志営業所が一連の運行となっている。
- 2023年8月7日 平日・土曜とも1便増便し、9本となる[59]。

### 105：豊見城市内一周線
運行：琉球バス交通
豊崎美らSUNビーチ前を起点として豊見城市内を一周し、豊見城市役所前、豊見城市内各地、那覇市小禄を経由するラケット型循環路線。奥武山公園駅でゆいレールに接続する。
反時計回りに循環する保栄茂廻りと、時計回りに循環する渡橋名廻りが交互に運行される。両方向を合わせて平日16本（概ね毎時1本）、土日祝日8本（概ね2時間に1本）の運行。両方向ともに平日の始発便は道の駅豊崎発着、第2便は道の駅豊崎発豊崎美らSUNビーチ行き。かつては早朝の時間帯には保栄茂経由で豊見城団地を経由しない急行便もあった。
運賃は160円均一で乗降方式は前乗り前降り前払いあったが、2017年6月1日から後払いに変更。
保栄茂廻り：豊崎美らSUNビーチ前 - 道の駅豊崎 - 沖縄アウトレットモールあしびなー前 - 豊見城市役所前 - 保栄茂 - 団地内郵便局前 - 根差部 - 南部農林高校前 - 豊見城高校前 - 小禄 - 豊見城公園前 - 渡橋名団地 - 豊見城市役所前 - 沖縄アウトレットモールあしびなー前 - 道の駅豊崎 - 豊崎美らSUNビーチ前
渡橋名廻り：豊崎美らSUNビーチ前 - 道の駅豊崎 - 沖縄アウトレットモールあしびなー前 - 豊見城市役所前 - 渡橋名団地 - 豊見城公園前 - 小禄 - 豊見城高校前 - 南部農林高校前 - 根差部 - 団地内郵便局前 - 保栄茂 - 豊見城市役所前 - 沖縄アウトレットモールあしびなー前 - 道の駅豊崎 - 豊崎美らSUNビーチ前
- 2002年4月1日 運行開始。
  - 豊見城村が市制施行の際に市役所を翁長地区の現在地に移転したことにより運行開始[88]。当初の起点は豊見城市役所第二庁舎（現・本庁舎）であった。
- 2003年6月1日 起点変更（豊見城市役所第二庁舎→沖縄アウトレットモールあしびなー）。ダイヤ改正。コースを一部変更。停留所新設（豊崎住宅前、豊見城市役所前、饒波入口、饒波シーサー前）。
- 2003年8月1日 停留所名変更（鏡原→奥武山公園駅前）
- 2010年2月1日 起点変更（沖縄アウトレットモールあしびなー→道の駅豊崎）。ダイヤ改正。豊崎地区のコース変更（住宅街への乗り入れ→県道249号を直進）。これにより停留所新設（豊崎入口）およびバス停廃止（豊崎住宅前）。早朝の時間帯の保栄茂経由の急行便を廃止。
- 2010年7月16日 起点変更（道の駅豊崎→豊崎美らSUNビーチ前）。ダイヤ改正。
- 2018年4月1日  停留所の廃止(伊良波小学校前・渡橋名団地前・保栄茂西)及び新停留所停設置(中央図書館前・上田南)

### 107：南部循環（真壁）線/108：南部循環（喜屋武）線
運行：琉球バス交通
糸満市中心部と市北部の西崎地域、市南部の真壁・米須・喜屋武などの地域を8の字状に経由する循環路線。
107番は高嶺→喜屋武→潮平→西崎の順に運行する路線で、平日5本・土日祝日4本。108番は西崎→潮平→喜屋武→高嶺の順に運行する路線で、平日5本・土日祝日4本。どちらも糸満市役所を2度経由する。
喜屋武を経由し、沖縄本島で最も南にあるバス路線であるが、喜屋武バス停から喜屋武岬までは約2km離れている。また、ひめゆりの塔も経由する。
107：糸満バスターミナル → 糸満市役所前 → 高嶺入口 → 真壁 → 米須 → ひめゆりの塔前 → 喜屋武 → 名城 → 糸満市役所前 → 潮平 → 西崎ニュータウン → 道の駅いとまん前(道の駅構内のみ停車) → 水産高校前 → 糸満バスターミナル
108：糸満バスターミナル → 水産高校前 → 道の駅いとまん前(道の駅構内のみ停車) → 西崎ニュータウン → 潮平 → 糸満市役所前 → 名城 → 喜屋武 → ひめゆりの塔前 → 米須 → 真壁 → 高嶺入口 → 糸満市役所前 → 糸満バスターミナル
- 2012年4月2日 107番、108番の糸満市役所経由の一部の便のルート変更。108番の糸満市役所（1回）経由は廃止。
- 2018年10月1日 糸満市公共交通一部再編により、両系統合わせて平日20→10本、土日祝日15→8本に大幅減便[89]。
- 2021年10月1日 西崎・潮平方面への運行を開始し、全日・全便糸満市役所を経由するようになる。運賃を最大300円とする[90]。
- 2023年7月1日　停留所名変更（波平入口→琉球ガラス村）。

### 110：長田具志川線

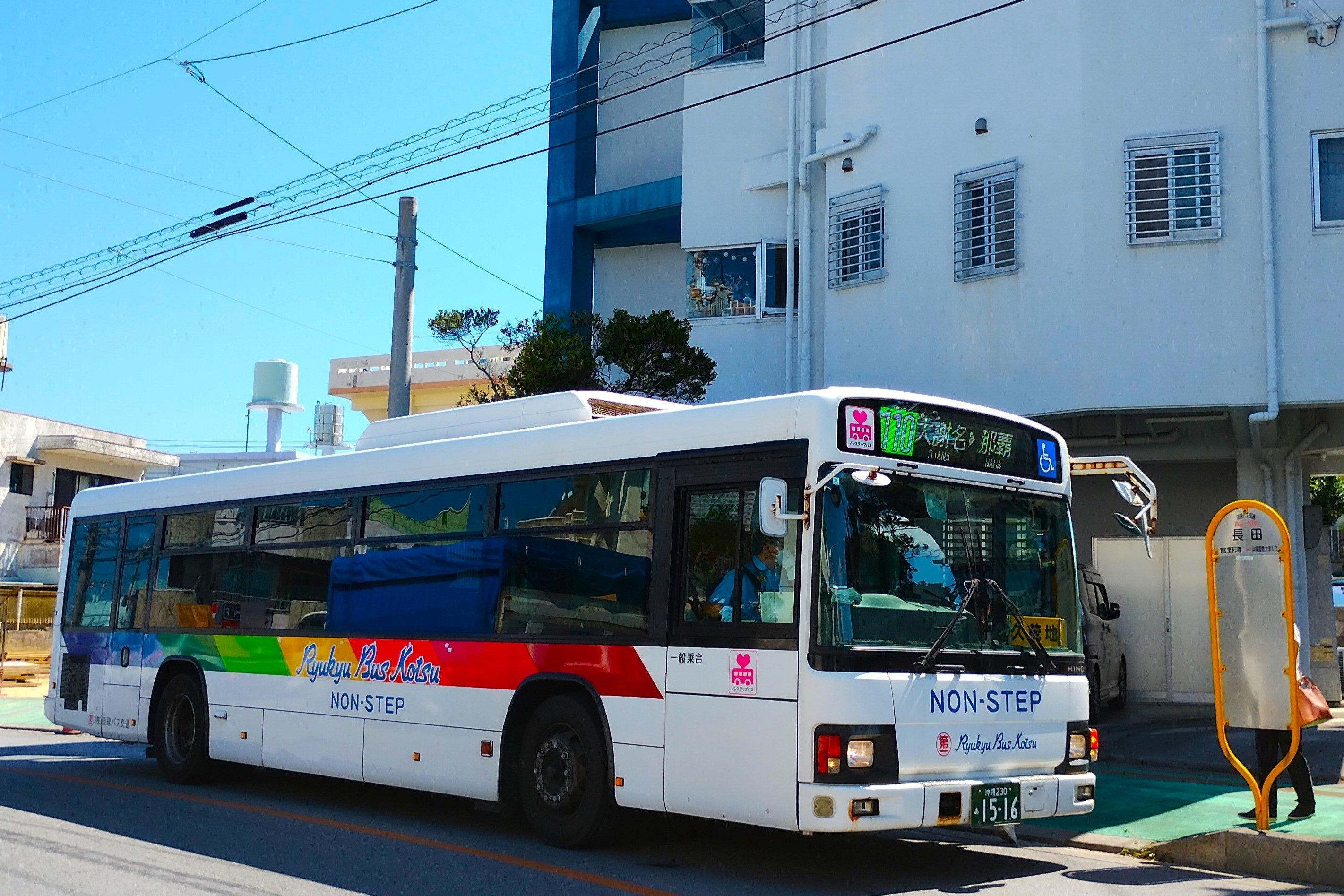
110番那覇バスターミナル行
宜野湾市長田（2023年10月）

運行：琉球バス交通
那覇市・沖縄市・うるま市具志川を国道58号・宜野湾市長田・国道330号・県道75号経由で結ぶ路線。概ね平日は毎時1-2本の運行。
那覇バスターミナル - 久茂地/牧志 - 大謝名 - 沖縄国際大学前 - 普天間 - 山里 - 胡屋 - コザ - 具志川高校前 - 安慶名 - 具志川バスターミナル
※牧志経由は土日祝日の具志川行き1本のみ
- 2006年2月20日 運行開始。当時は27番を具志川止まりにした路線だった。
- 2007年9月25日 我如古・具志川郵便局前経由から沖縄国際大学・具志川高校経由のルートに変わり、ほぼ22番こどもの国宮里線（現在は廃止）と同経路となった。
- 2010年4月25日 停留所名変更（新町入口→第二真栄原、美里支所入口→美原一丁目、沖縄高等養護学校前→沖縄高等特別支援学校前）。
- 2016年3月28日 平日27→25往復、土日祝日16→15往復に減便。
- 2016年10月1日 平日25→21往復に減便。
- 2017年3月27日 平日21→25.5往復に増便。
- 2022年7月1日　停留所名変更（農林中金前→沖縄タイムス前）。
- 2022年10月17日 平日具志川行き19本・那覇行き17本、土曜14.5往復、日曜12往復に[36]。
- 2022年12月26日 停留所名変更（第二城間→SCSK沖縄センター前、第一牧港→ブルーシール本店前、牧港→牧港ブルーシール本店北側）。
- 2023年10月10日 平日ダイヤを改正。具志川行き19本・那覇行き21本に[37]。
- 2024年7月1日　停留所名変更(松尾→ホテルコレクティブ前)。
- 2025年7月1日　停留所名変更(若松入口→ラ・ジェント・ホテル沖縄那覇前)。

### 111：高速バス/117：高速バス（美ら海直行）

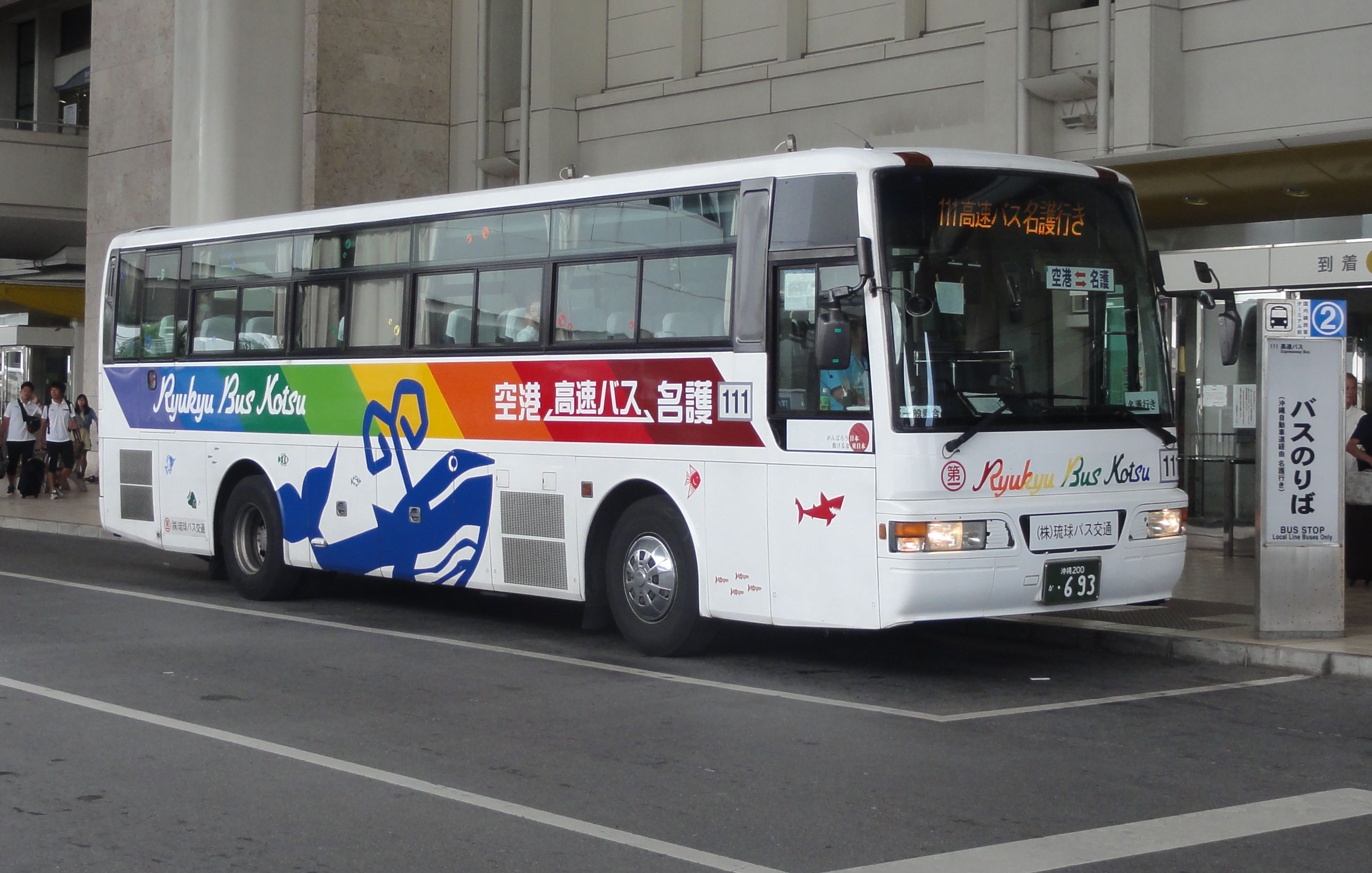
111番名護行き（琉球バス交通）
那覇空港国内線旅客ターミナル前（2015年）
貸切改造車

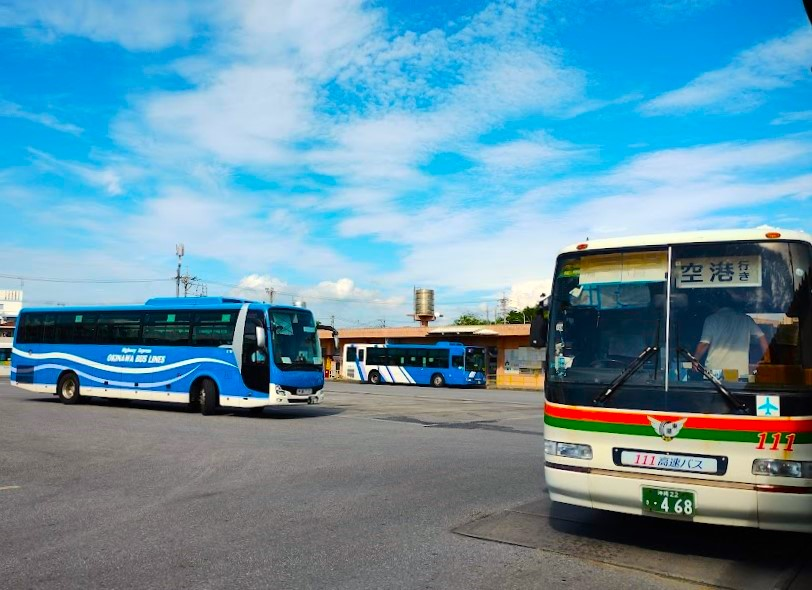
名護バスターミナルで並ぶ専用車（2023年）
（右）111番那覇行き（東陽バス・貸切改造車）
（左端）沖縄バスの自社発注専用車

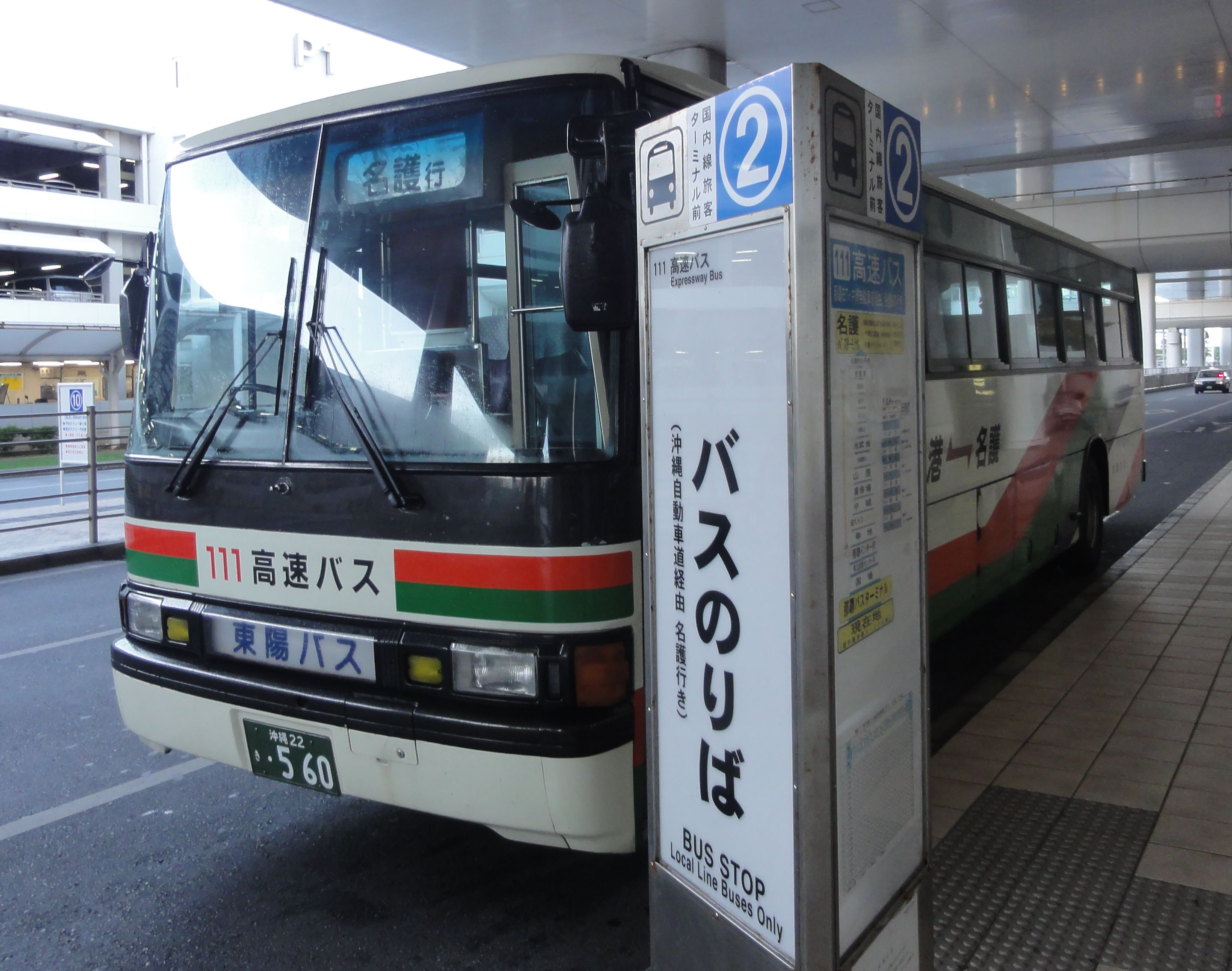
過去の車両：111番名護行き（東陽バス）
那覇空港国内線旅客ターミナル前（2012年）
自社発注の高速バス用車両（廃車済）

運行：琉球バス交通・沖縄バス・那覇バス・東陽バス（東陽バスは111番のみ）
沖縄自動車道（那覇IC - 許田IC間）を経由し、那覇市と北部を結ぶ路線。
111番は名護バスターミナル発着で、沖縄自動車道全通後間もない1988年から運行されており、那覇 - 名護間を約1時間45分で結ぶ。沖縄自動車道上のバス停や、インターチェンジに併設されたバス停にも停車する。4社で運行し、運賃も共通であるが共同運行ではない。
117番は名護バスターミナルを経由し那覇市と海洋博公園を結ぶ路線で、2017年7月1日より運行されている。東陽バスを除く3社が運行する。117番全便共通で、那覇 - 名護間では111番が停車する金武IC・宜野座ICには停車しない。また本部町内の本部博物館前・谷茶には琉球バス交通・那覇バス担当便のみ停車する。
111番と117番を合わせて1日21往復、概ね30-55分間隔での運行となっている。
かつては一般路線バス用車両やその改造車、沖縄バスと東陽バスでは高速バス用として新車導入した路線バスシャーシ・観光型ボディの車両なども使用されていたが、現在では各社とも貸切バスを改造した車両や他県からの中古車が主に使用されている。塗装は沖縄バスの一部車両（後述）を除き、各社の貸切車の塗装をベースに、標記やイラストを入れている。
沖縄バスでは2019年に久々に専用車を新車で3台導入したが、こちらは貸切車や他県の高速バスで一般的なハイデッカータイプとなっている。
那覇空港・那覇バスターミナル - 名護バスターミナル・本部町内各停留所間の往復割引乗車券がある。
111：那覇空港 - フリーゾーン前 - 那覇バスターミナル（旭橋） - 国場 - 県立医療センター前 - 那覇インター前 - 幸地 - 琉大入口 - 中城 - 喜舎場 - 山里 - 沖縄南I・C - 池武当 - 沖縄北I・C - 石川I・C - 金武I・C - 宜野座I・C - 世富慶 - 名護市役所前 - 名護バスターミナル
117：那覇空港 - （この間111番と同一経路） - 石川I・C - 世富慶 - 名護市役所前 - 名護バスターミナル - 本部港 - 本部博物館前 ※ - 谷茶 ※ - 記念公園前 - ホテルオリオンモトブリゾート&スパ
※本部博物館前・谷茶は沖縄バス担当便は通過
- 1988年5月1日 111番高速バス運行開始。当初は名護バスターミナル発着ではなく、名護城駐車場を発着点としていた。
- 1999年5月26日 那覇空港国内線ターミナル移転に伴う改正。
  - 停留所名変更（国際線ビル前→国際線旅客ターミナル前）。
  - 停留所廃止（国内線第一ビル前、国内線第二ビル前）。
  - 停留所新設（国内線旅客ターミナル前）。
- 1999年8月16日 停留所新設（貨物ターミナル前）。
- 2000年3月1日 停留所新設（宜野座I・C、世富慶）。
- 2001年10月29日 停留所新設（金武I・C）。
- 2005年10月1日 ダイヤ改正。1日12往復から22往復へ増便。
- 2006年4月1日 停留所新設（県立医療センター前）。停留所名変更（農業試験場入口→那覇インター前）。
- 2009年7月10日 停留所廃止（貨物ターミナル前）。
- 2017年7月1日 ダイヤ改正。
  - 117番高速バス（美ら海直行）9.5往復運行開始。111番は22往復→13.5往復となり、111番・117番の合計は1往復増の23往復となる。
  - 各便ごとに運行事業者を固定化（従来は琉球バス交通・沖縄バス共同運行便と、那覇バス・東陽バス共同運行便があった）。111・117番合わせて琉球バス交通・沖縄バス・那覇バスが各6往復、東陽バスが5往復となる。
  - 那覇 - 本部間の往復乗車券（片道運賃の500円増し）を発売開始。
- 2022年9月1日 沖縄バス担当分がダイヤ変更。111番・117番が1往復づつ減便され、沖縄バス担当が4往復、合計21往復となる[92]。
- 2023年7月18日 琉球バス交通・那覇バス担当分がダイヤ変更。117番停留所新設（本部博物館前、谷茶）[93]。

### 112：国体道路線

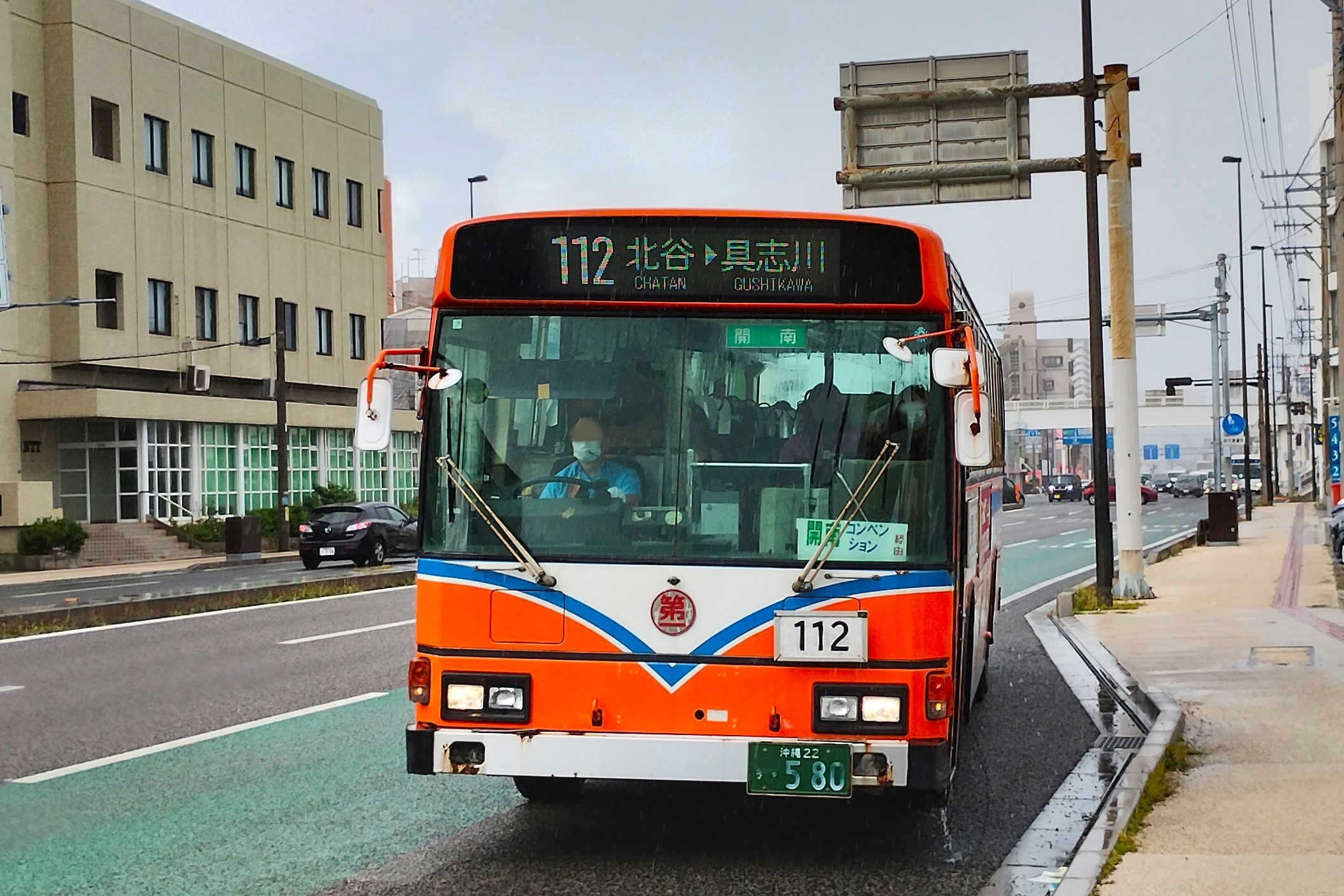
112番具志川行
大謝名（2023年9月）

運行：琉球バス交通
那覇市とうるま市具志川を国体道路（県道23号・県道85号）経由で結ぶ路線。那覇から具志川方面を結ぶ路線の中で唯一、開南を経由する。平日具志川行き9本、那覇行き11本・土日祝日4往復。
那覇バスターミナル - 開南 - バイパス - 大謝名 - コンベンションセンター前 - 国体道路 - 山里 - コザ - 平良川 - 安慶名 - 具志川バスターミナル
- 2011年3月28日 平日ダイヤを増便。
- 2018年12月26日 停留所名変更（軍病院前→美浜アメリカンビレッジ入口）。
- 2022年10月17日 ダイヤ改正。および、平日ダイヤ1往復増便[36]。
- 2023年10月10日 平日ダイヤを改正、増便[37]。
- 2025年7月1日　停留所名変更(宜野湾市営球場前→ラグナガーデンホテル前)。

### 113：具志川空港線/123：石川空港線

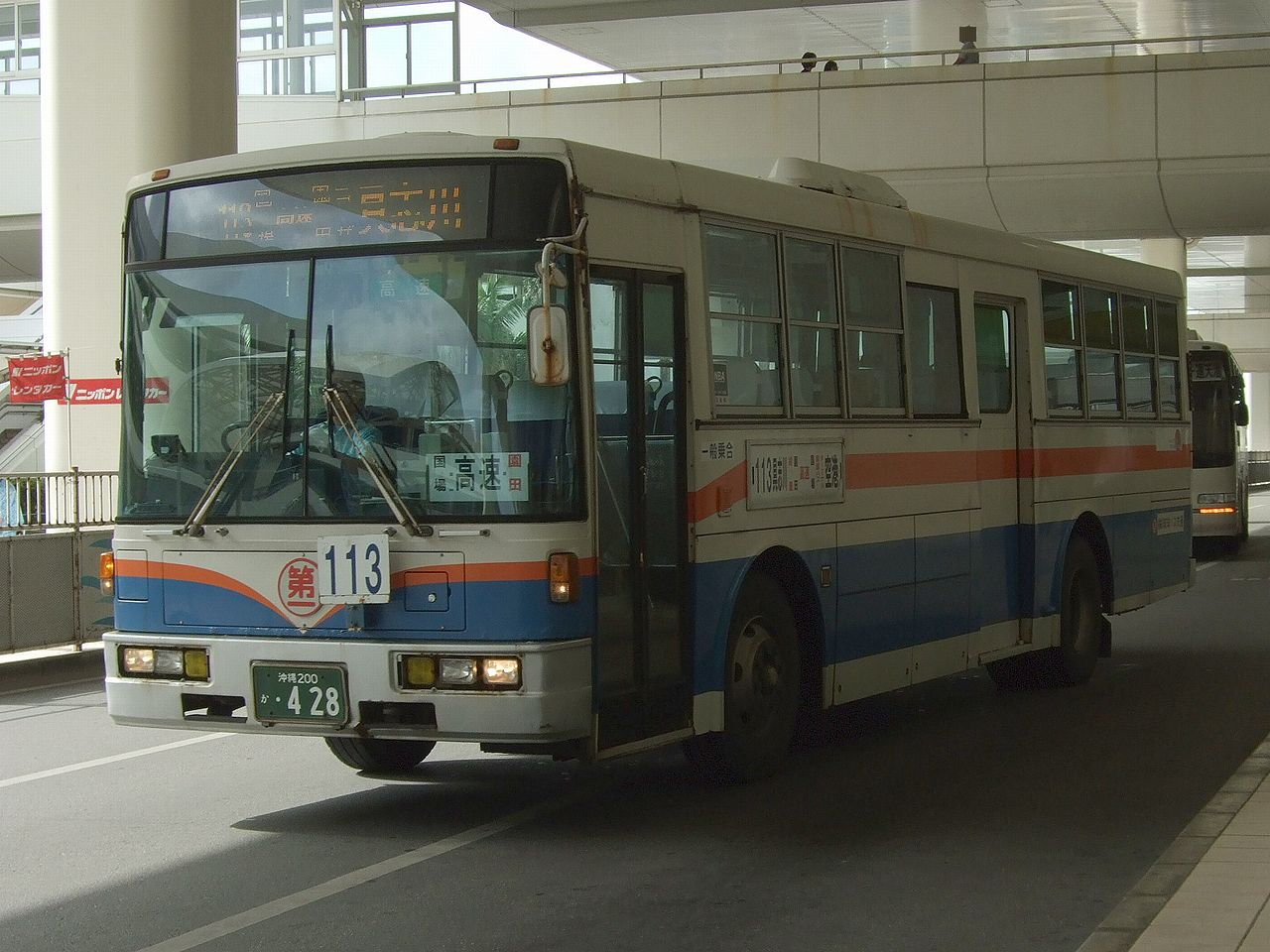
113番
那覇空港国内線旅客ターミナル前（2015年4月）

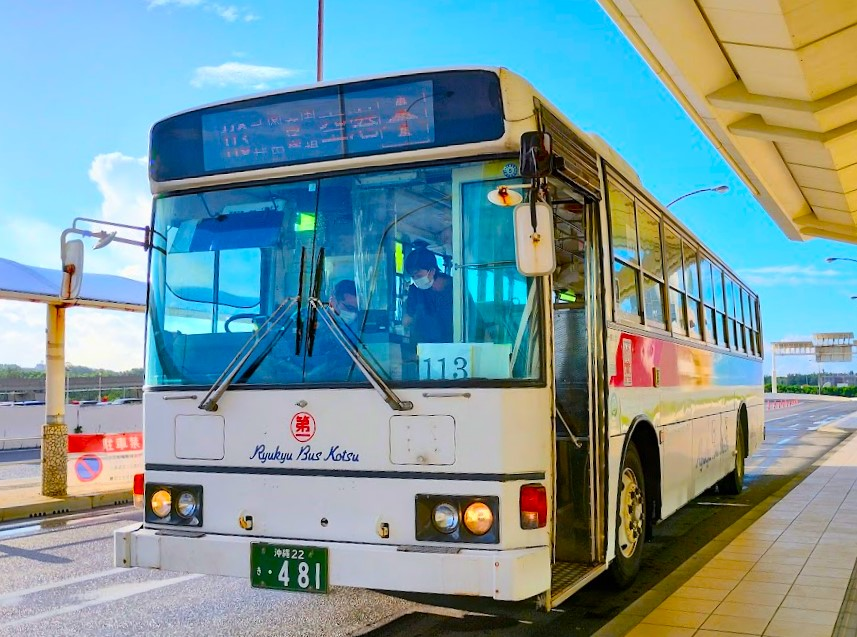
113番
具志川営業所の元米軍スクールバスの車両が入ることがある
那覇空港国内線旅客ターミナル降車場（2023年9月）

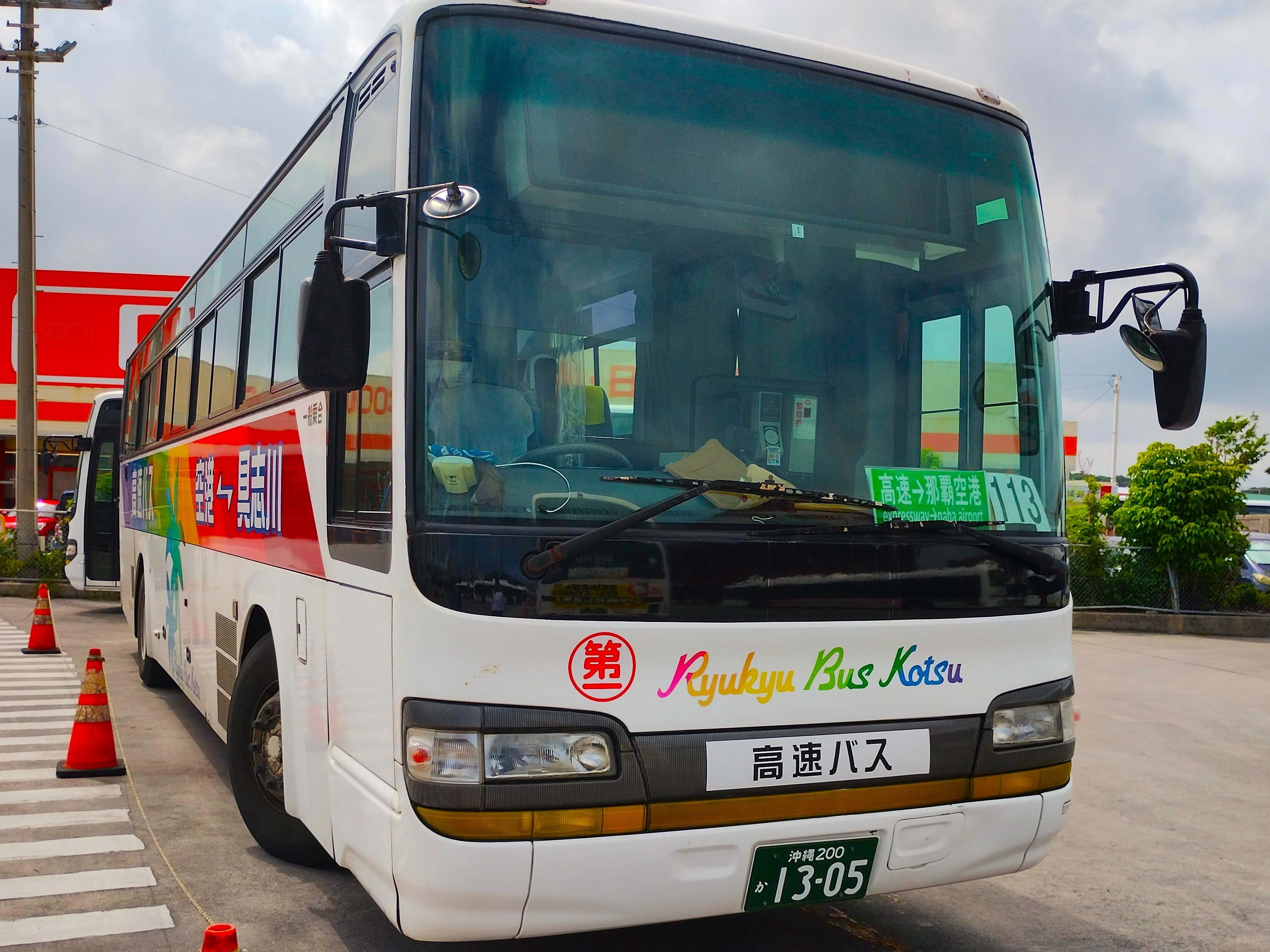
具志川営業所で休む113番専用車（2023年10月）

運行：琉球バス交通
沖縄自動車道（那覇IC - 沖縄南IC）を経由して那覇市と沖縄市・うるま市を結ぶ路線。113番は具志川バスターミナル、123番はうるま市石川の東山駐車場に発着する。両系統ともに、沖縄南ICは通過のみでICのバス停には停車しない。113番は朝夕のみの運行で平日5往復・土曜日6往復。123番は平日の朝の那覇行きと夕方の石川行きの各1本の運行。
113：那覇空港 - 那覇バスターミナル（旭橋） - 国場 - 那覇インター前 - 沖縄市運動公園前 - 園田 - コザ - 安慶名 - 具志川バスターミナル
123：那覇空港 - 那覇バスターミナル（旭橋） - 国場 - 那覇インター前 - 球陽高校前 - 山里 - 園田 - コザ - 知花 - 栄野比 - 赤崎 - 東山駐車場
- 2009年7月10日 停留所廃止（貨物ターミナル前）。
- 2010年4月25日 停留所名変更（旭町血液センター前→旭町、赤十字病院前→古蔵中校前、美里支所入口→美原一丁目。113番のみ）
- 2021年4月25日 123番の停留所名変更（中頭病院入口→知花五丁目）。[69]
- 2023年4月25日　123番の停留所名変更（越来郵便局前→越来）。

### 127：屋慶名（高速）線
運行：沖縄バス
那覇市と沖縄市・うるま市与勝半島を沖縄自動車道（那覇IC - 沖縄南IC間）経由で結ぶ路線。
それまで運行されていた280番の代替として運行開始された。280番に比べ、那覇市側ではおもろまち駅前広場 - 那覇バスターミナル間と首里駅を経由しなくなり、うるま市側では大田経由から安慶名経由となった。本数は280番に比べ大幅に減便された。
平日の朝に那覇行きが2本、夕方に屋慶名行きが1本運行される。土日祝日は運休。
那覇バスターミナル - 壺川 - 古波蔵 - 国場 - 県立医療センター前 - 那覇インター前 - 幸地 - 琉大入口 - 中城 - 喜舎場 - 山里 - 園田 - コザ - 平良川 - 安慶名 - 平敷屋 - 屋慶名バスターミナル
- 2009年9月28日 運行開始。
- 2010年4月25日 停留所名変更（赤十字病院前→古蔵中校前、旭町血液センター前→旭町、美里支所入口→美原一丁目）。

### 152：イオンモール沖縄ライカム（高速）線

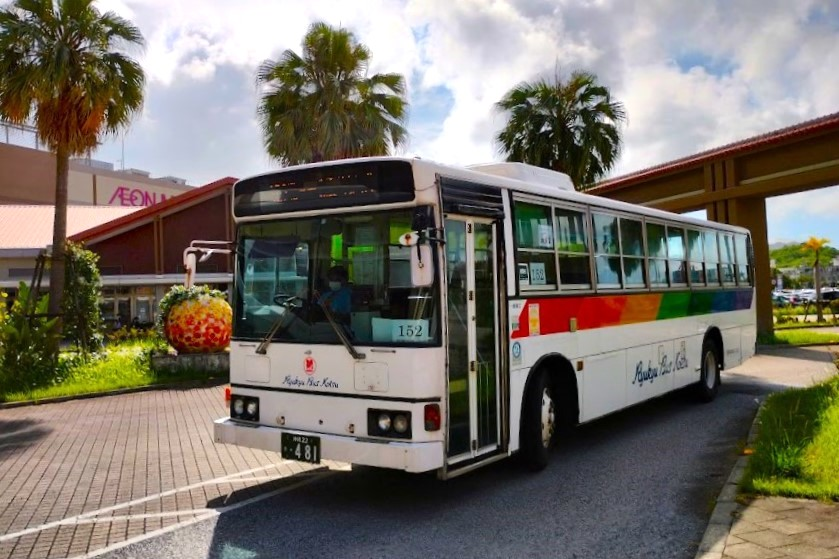
152番
具志川営業所の元米軍スクールバスの車両が入ることがある
イオンモール沖縄ライカム（2023年6月）

運行：琉球バス交通
那覇市とイオンモール沖縄ライカムを沖縄自動車道（那覇IC - 北中城IC間）経由で結ぶ路線。平日・土日祝日とも4往復の運行。
那覇空港 - 那覇バスターミナル（旭橋） - 国場 - 那覇インター前 - 幸地 - 琉大入口 - 中城 - イオンモール沖縄ライカム
- 2015年4月22日 イオンモール沖縄ライカム開業に伴い運行開始。
- 2017年4月1日 11→8往復に減便。
- 2020年7月1日 4往復に減便[94]。

### 191：城間（一日橋）線/391：城間（サンエーパルコシティ）線

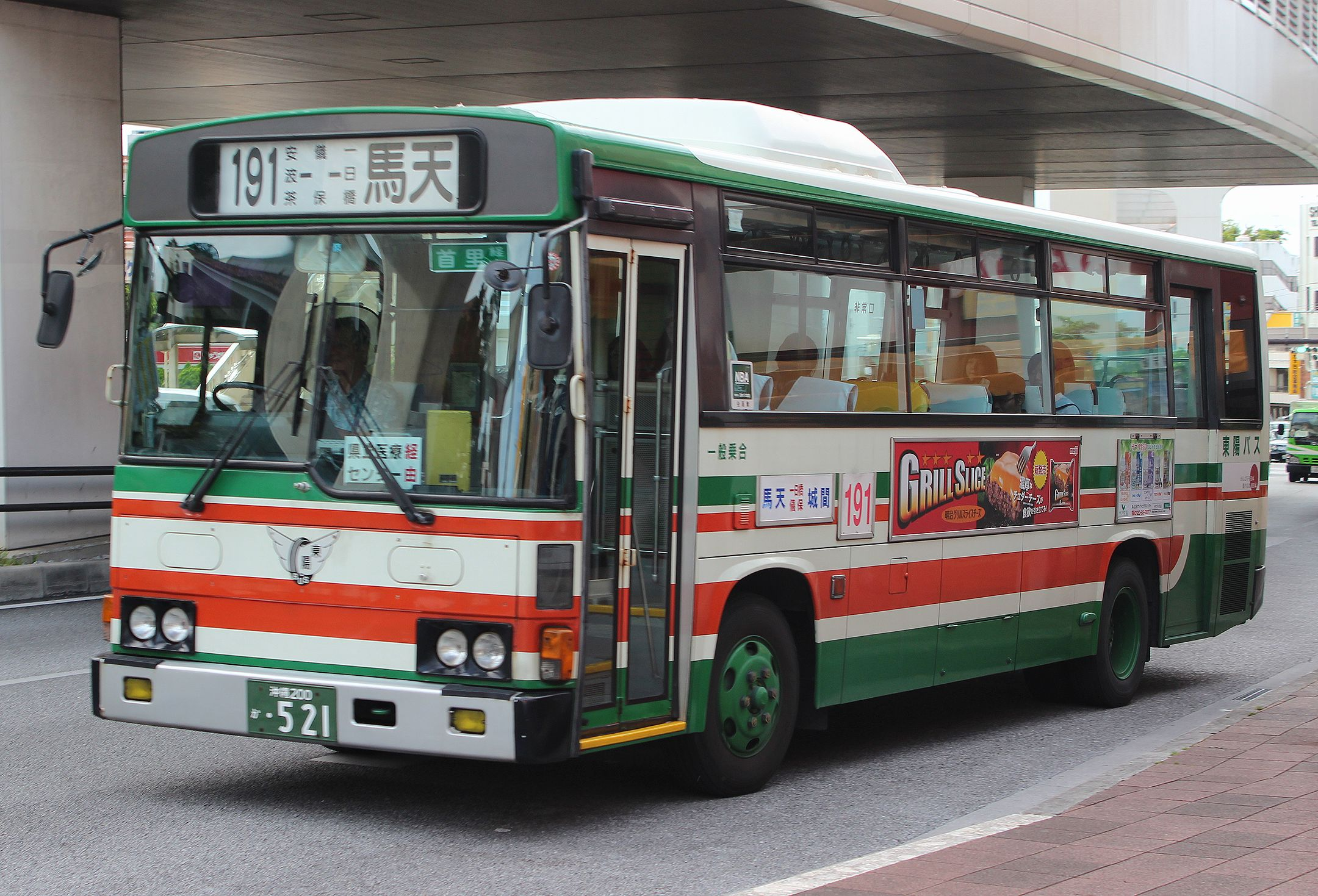
191番馬天行き
儀保駅前（2012年8月）

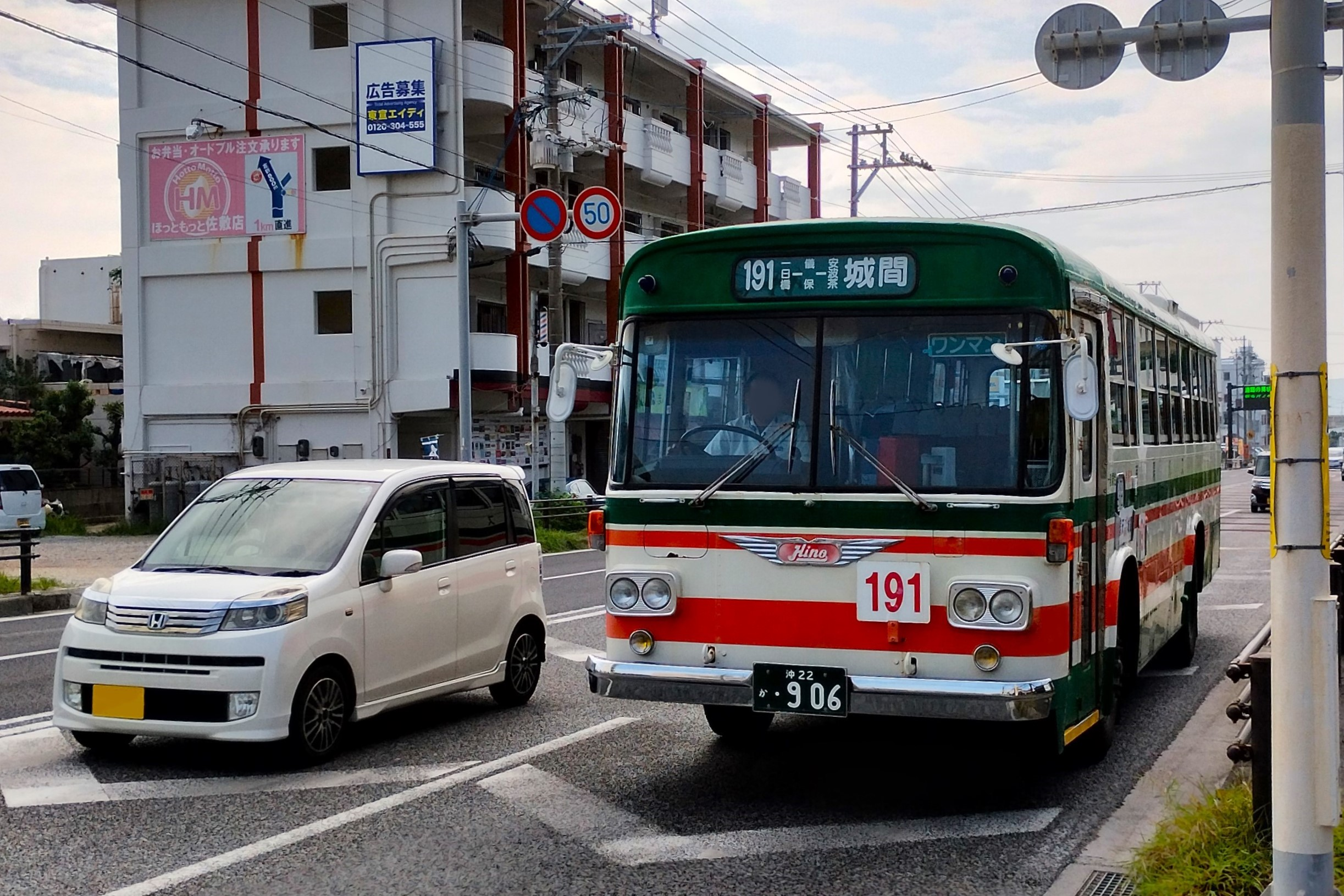
191番城間行き
日祝日に運行される730車
南板良敷（2023年9月）

運行：東陽バス
浦添市・那覇市首里・南風原町・与那原町・南城市佐敷地区を結ぶ路線。191番は、馬天営業所を起点に、浦添市内の大平から城間・屋富祖地区のサンパーク通り・国道58号・屋富祖大通りを通って一周し、大平から同じ経路で馬天営業所に戻るラケット型循環路線である。391番は、馬天営業所〜浦城小学校入口は191番と同経路で、港川・牧港五丁目経由でサンエーパルコシティへ向かう路線である。
191番は平日8本・土日祝日2本、391番は平日8往復・土日祝日6往復の運行で、両系統合わせて概ね平日毎時1本、土日祝日1～2時間1本程度運行されている。
この系統のみの運賃対応として、那覇市首里地区を通過するが、那覇市内から乗車する場合は初乗りを210円とした地帯制運賃が適用される。
日祝日には730車の動態保存車も当路線で運行される。
191：馬天営業所 → 知念高校前 → 与那原 → 兼城十字路 → 一日橋 → 真和志高校前 → 鳥堀 → 儀保 → 安波茶 → 大平 → 城間 → 屋富祖 → 大平 → （この間往路と同一経路） → 馬天営業所
391：馬天営業所 - （この間191番と同経路） - 浦城小学校入口 - 港川 - 牧港五丁目 - サンエーパルコシティ前/サンエーパルコシティ
- 19??年 与那原営業所から馬天営業所に移転した為、前々身である60番城間（大名）線の終点を与那原から馬天まで延長。
- 2002年4月20日 91番の土曜ダイヤを休日ダイヤに変更。
- 2002年4月25日 91番停留所名変更（東陽ゴルフクラブ入口→第二与那原）。
- 2003年1月20日 191番城間（一日橋）線運行開始。それに伴い、91番ダイヤ改編。
- 2005年11月21日 停留所名変更（浦添ショッピングセンター前→城間三丁目）。
- 2006年4月1日 停留所新設（県立医療センター前）。停留所名変更（農業試験場入口→那覇インター前）。
- 2006年4月27日より車内アナウンスで防犯を訴えるちゅらさんバスの運行を91番と191番で始めた。「ちゅらさん運動」の一環で、県内初の試み。アナウンス内容は「空き巣被害は鍵の掛け忘れが原因」、「確実に掛けて出掛けましょう」等。与那原警察署が発案し、東陽バスとバス広告を請け負うアカネ商事が、アナウンス制作費と維持費を無償で引き受け、実施された。現在は、一部の路線でも導入されている。
- 2017年5月2日 平日43→34本（91番・191番の合計。うち91番は4本→2本）に減便。
- 2017年11月13日 平日34→27本（91番・191番の合計。うち91番は2本で変わらず）に減便。
- 2018年1月20日 平日27本→21本（91番・191番の合計。うち91番は2本で変わらず）に減便。1年足らずで本数が半減以下となった。
- 2018年12月22日 91番廃止。廃止となった2本分はそのまま191番に系統変更されたため、191番自体は19→21本に増便。
- 2019年6月17日 191番を平日21→16本に減便。
- 2022年11月21日 391番城間（サンエーパルコシティ）線実証運行として運行開始[96]。それに伴い、191番を平日16→8本・土日祝日11→5本に減便[97]。停留所廃止（浜端）[52]。
- 2022年12月26日 391番の停留所名変更（第二城間→SCSK沖縄センター前）。
- 2023年12月17日 ダイヤ改正。両系統減便。191番は土日祝日パルコシティ開店前の朝のみ運行されるようになる。

### 200：糸満おもろまち線
運行：沖縄バス
八重瀬町北西部の東風平・志多伯を経由して那覇新都心・那覇市中心部と糸満市を結ぶ路線。2020年のダイヤ改編により、35番志多伯線を開南経由から壺川経由・おもろまち駅前広場発着に変更した路線という状態になった。平日1.5往復の運行で土日祝日は運休。
おもろまち駅前広場 - 泊高橋 - 久茂地 - 那覇バスターミナル前 - 壷川 - 古波蔵 - 国場 -  東風平 - 志多伯 - 座波 - 糸満ロータリー - 糸満バスターミナル
- 2007年9月1日 運行開始。
- 2007年10月27日 潮崎経由を設定する。
- 2010年4月25日 停留所名変更（上之屋一丁目→合同庁舎前、旭町血液センター前→旭町、赤十字病院前→古蔵中校前）。
- 2010年12月19日 潮崎経由減便。
- 2015年4月6日 潮崎経由を廃止。
- 2020年12月6日 ダイヤ改編[50]。徳州会病院入口 - 志多伯入口間を白川経由から東風平経由に変更、徳州会病院入口 - 南部徳州会病院前 - 白川小学校前 - 志多伯入口間の停留所を廃止。また土日祝日の運行も廃止。
- 2022年7月1日　停留所名変更（農林中金前→沖縄タイムス前）。
- 2025年7月1日　停留所名変更(若松入口→ラ・ジェント・ホテル沖縄那覇前)。

### 233：西原てだこ線/333：那覇西原（末吉経由）線/346：那覇西原（鳥堀経由）線
運行：那覇バス
333番・346番は那覇市と西原町を首里経由で結ぶ路線。県道38号・首里地区・国際通りを通る。333番と346番は首里地区を中心とした那覇市安里 - 西原町翁長間の経由地が異なり、333番は首里儀保町・首里末吉町経由で、石嶺本通り・環状2号・安里バイパスを通り、ゆいレールと並行する区間がある。346番は県道29号・龍潭通り・首里坂下通り・大道大通りを通る。
333番は曜日にかかわらず1往復、346番は平日22往復、土曜日22往復・日祝日20往復で、両系統合わせて概ね平日毎時2本、土日祝毎時1 - 2本の運行。
233番はてだこ浦西駅を起点に徳佐田入口以遠は333番と同経路で西原営業所とを結ぶ路線。平日10.5往復、土曜日・日祝日10往復。
233：てだこ浦西駅 - 棚原入口 - 小那覇 - 西原営業所
333：那覇バスターミナル - 牧志 - 末吉 - 儀保 - 棚原入口 - 小那覇 - 西原営業所
346：那覇バスターミナル - 牧志 - 首里高校前 - 首里駅前 - 小那覇 - 西原営業所
- 2018年10月1日 かつての33番・46番を那覇で系統分割する形で那覇BT - 糸満BT間の446番とともに333番・346番新設。
- 2019年7月1日 346番の日祝日を増便、333番のすべての曜日・346番の土曜日は減便。
- 2021年4月1日 333番・346番とも減便、233番新設[34]。
- 2022年4月1日 233番の平日のてだこ浦西行きを10本に減便、346番の平日を22往復に減便[20]。
- 2024年7月1日 333番・346番の停留所名変更(松尾→ホテルコレクティブ前)。

### 385：サンエーパルコシティ線

#### 運行：沖縄バス
385番は基本的には32・43番パルコシティ経由の経路でパルコシティ発着としたものだが、那覇市街地は32・43番と同様の久茂地経由は少数で多くは美栄橋駅前を経由する。
那覇バスターミナル - 美栄橋/久茂地 - 泊高橋 - 国立劇場前 - サンエーパルコシティ前
- 2020年5月3日 32番パルコシティ経由、385番新設。この2系統向け停留所新設（国立劇場前、卸商業団地前、サンエーパルコシティ前）
- 2020年7月19日 43番の平日を増便、パルコシティ経由便を新設（那覇方向のみ）。385番を大幅増便、大多数を美栄橋駅前経由とする[48]。
- 2020年10月1日 43番の平日・土曜の那覇行き、385番の日祝を増便[30]。
- 2021年2月27日 土曜日ダイヤにおいて、運行本数が日祝日に合わせられ増便。
- 2022年4月18日 豊見城営業所新設に伴うダイヤ改正[40]
  - 385番を平日10.5往復・土休日12往復に。
- 2022年7月1日　停留所名変更（農林中金前→沖縄タイムス前）。
- 2022年10月8日 32・385番の土休日ダイヤを減便[41]。
- 2023年12月17日 385番平日のみダイヤ改正。
- 2025年7月1日　停留所名変更(若松入口→ラ・ジェント・ホテル沖縄那覇前)。

### 446：那覇糸満線
運行：那覇バス
那覇市と糸満市を豊見城市経由で結ぶ路線。山下町大通り・小禄本通り・県道7号線バイパス・県道7号を通る。豊見城市内の運行区間は89番より東側。糸満市内の発着地は那覇バス糸満営業所で、糸満バスターミナルとは別の場所。
豊見城団地廻りと保栄茂廻りがある。豊見城団地廻りと保栄茂廻りをあわせて平日27往復・土曜日21往復、日祝日20往復で概ね毎時1 - 2本の運行。
2018年10月1日にかつての33番・46番を那覇で系統分割する形で333番・346番とともに新設された。
那覇バスターミナル - 開南 - 旭橋 - 小禄 - 豊見城 - 団地内郵便局前/保栄茂 - 糸満ロータリー - 糸満営業所
- 2018年10月1日 運行開始。
- 2022年10月1日 平日29→27往復・土曜29→21往復・日祝26→20往復にそれぞれ減便[98]。
- 202?年12月17日 ダイヤ改正。

### 888【YKB】:やんばる急行バス 空港線

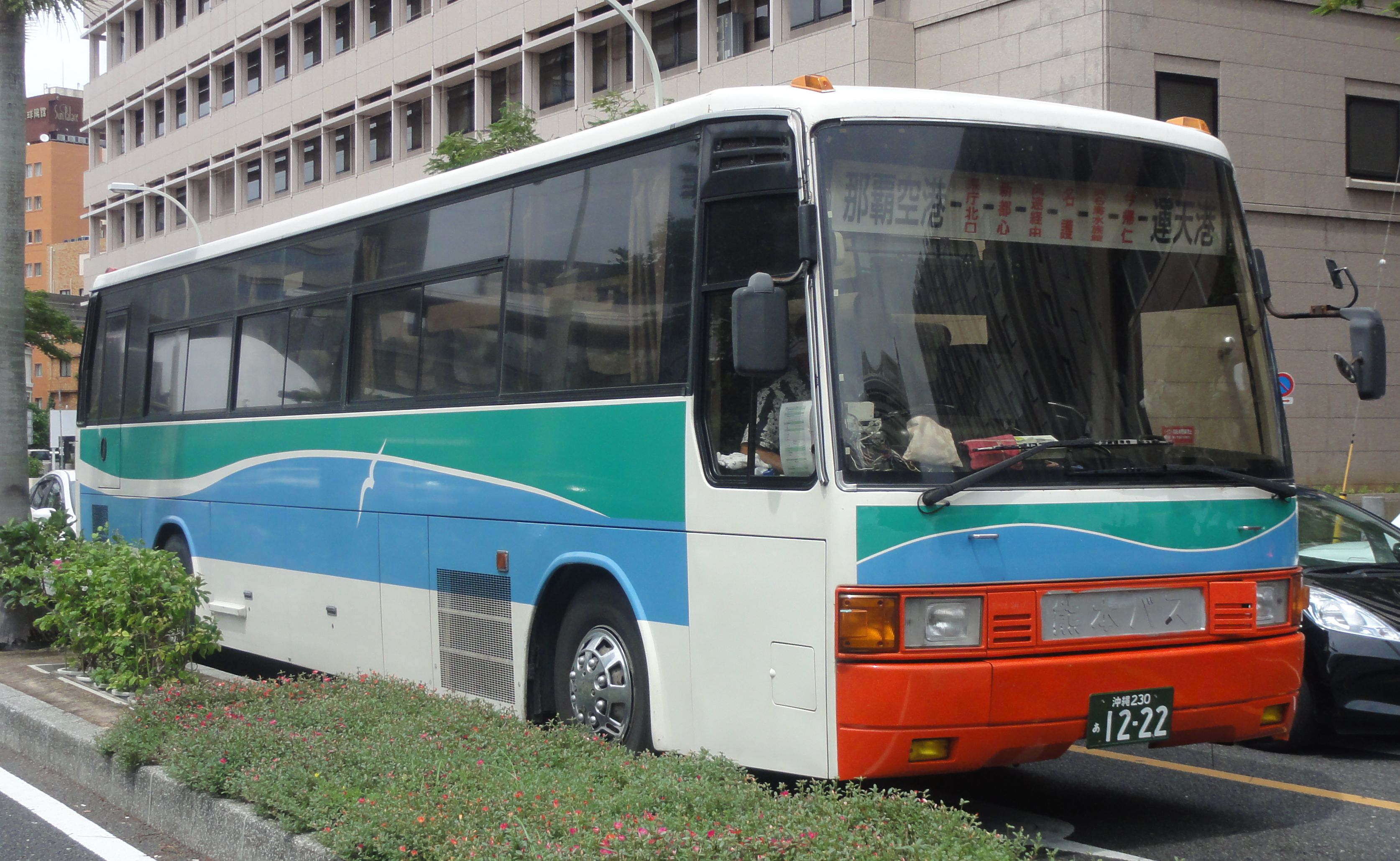
やんばる急行バス
沖銀本店前バス停付近

運行：合同会社やんばる急行バス
バイパスおよび沖縄自動車道（西原IC - 許田IC間）を経由し、那覇市と名護市・本部町・今帰仁村を結ぶ路線。沖縄美ら海水族館のある海洋博公園と那覇市の間を直通する。一部の便は運天港に発着し伊平屋島・伊是名島へのフェリーに接続する。
111番高速バスと異なり那覇新都心を経由するほか、沖縄自動車道では高速道本線上のバス停留所のみ停車する。名護市役所前発着便を除き伊芸SAで10分程度休憩する。
運賃は111番に比べ概ね2-3割程度安価に設定されている。小学生のほか中学生にも小人運賃が適用される。決済端末が車載されており、現金のほか、クレジットカード（Visa/Mastercard、JCB、American Express、Diners Club、DISCOVER）iD、楽天Edy、WAON、nanaco、JCBプレモカード、QUICPay、全国の交通系ICカードでの支払いが可能である。当路線専用の10枚綴り・50枚綴りの回数券がある。当初は全車運賃後払いであったが、後に前払いの車両と後払いの車両が混在することになり、車両にどちらであるかの表示がされていた。現在は全車前払いに統一されている。
那覇空港 - 今帰仁方面に下り11本・上り10本（うち運天港発着が上下線2本）、名護市役所前発那覇空港行が1本が運行されている。
2014年頃から中国などの外国人観光客の利用が大幅に増加し、利用者の約6割が外国人観光客となっている。
那覇空港 - 県庁北口 - 泊高橋 - 合同庁舎前 - おもろまち1丁目 - おもろまち駅前（今帰仁方面のみ） - 古島駅前 - 大平 - 嘉数 - 琉大入口 - 中城 - 喜舎場 - 山里 - 池武当 - 道の駅許田 - 世富慶 - 名護市役所前 - 名護バスターミナル前 - 北部会館 - ホテルリゾネックス名護 - 本部港 - 本部博物館前 - 本部高校入口 - ホテルマハイナウェルネスリゾート - 記念公園前 - ロイヤルビューホテル美ら海（美ら海水族館） - オリオンホテルモトブリゾート&スパ - 今帰仁城跡入口 - 今帰仁城跡（今帰仁方面1-13便・那覇空港方面14−22便）‐仲尾次 - 今帰仁村役場 - リゾートホテルベルパライソ - 運天港
全停留所記載。名護市役所前発那覇空港行1本は那覇空港自動車道を使用するため嘉数- 那覇空港間をノンストップ運行
※運行開始当初系統番号の設置はなかったが、のちにバスの車体に888の数字をつけて系統番号として走らせている。また運行開始時は路線名がなかったが、四島線運行開始後に空港線の名称が与えられている。
- 2013年3月16日 運行開始。7往復運行で、スカイマークの羽田 - 那覇間の深夜便に接続する深夜便も1本運行された[103]。
- 2013年7月1日 6往復に減便[104]。
- 2015年7月20日 8往復に増便。
- 2016年7月1日 予約専用便を1往復運行開始[105]。
- 2017年7月14日 今帰仁村内で当路線と接続して古宇利島へ向かう無料シャトルバスを4往復（うち今帰仁方面最終便は運天原始発、那覇方面への接続なし）で運行開始。利用は当路線乗車の上乗車証明書を所持した乗客および今帰仁村在住者に限られる[106]。
- 2019年5月6日  予約専用便の予約制度を廃止、通常便として運行する[107]。
- 2019年6月1日 ダイヤ改正。名護市役所前発着便の新設、一部バス停の新設、名称変更、那覇市内相互間の運賃を路線バス4社と同じ230円へ10円値上げ。
- 2019年8月1日 ダイヤ改正。一部の急行便の発着点を変更、古宇利島行き無料シャトルバスの接続点を世冨慶バス停に変更し名護市内の一部バス停に停車し古宇利島へ向かう形に変更、今帰仁村在住者のシャトルバスの無料利用を終了[108][109]。
- 2020年1月22日 ダイヤ改正。古宇利島行き無料シャトルバスの接続点を本部博物館前バス停に変更し古宇利島へ向かう形に変更[110]。
- 2020年5月1日 ダイヤ改正。名護市役所前行き最終便を今帰仁村役場まで延長（延長区間は途中名護バスターミナル前のみ停車）、一部区間の料金改定。
- 2020年7月1日 古宇利島行き無料シャトルバスを「四島線」として一般路線バス化（後述）、やんばる急行バスを池武当以南から利用し、本部博物館前・今帰仁城跡入口・今帰仁村役場で四島線に乗り継ぐ、または3バス停で四島線からやんばる急行バスに乗り継ぎ池武当以南まで利用する場合は引き続き四島線の運賃を無料とする[111]。
- 2020年9月2日 全便の予約制度を廃止、購入サイトを閉鎖[112]
- 2020年12月23日 てだこ浦西駅発着便[113] の運行開始。
- 2021年2月11日 ダイヤ改正。急行便廃止、てだこ浦西駅発着便を土休日運休化[114]。
- 2021年4月29日 ダイヤ改正。県庁北口発着便1往復を那覇空港発着に延長[115]。
- 2021年5月24日 ダイヤ改正。てだこ浦西駅発着便を休止、休止となる2往復分那覇空港 - ベルパライソ便を増便（毎日運行）。バス停新設（おもろまち駅前[今帰仁方面のみ]、仲尾次）[116]。
- 2021年8月19日 今帰仁村役場 - 運天港間でフリー乗降地点を設置。ウッパマビーチや旧71番路線バスの停留所跡付近を中心に設けられる[117]。
- 2022年1月18日 バス停名変更（センチュリオンホテル沖縄美ら海（美ら海水族館）→ロイヤルビューホテル美ら海（美ら海水族館））[118]。
- 2022年7月11日 四島線全線・空港線本部港 - 運天港間が乗り放題となるチケットの発売に伴い、2020年7月から設定されていた乗り継ぎ制度を廃止[119]。
- 2024年4月1日 全体の半数の便が今帰仁村役場発になり、今帰仁方面1-13便・那覇空港方面14−22便が今帰仁城跡に停車するようになる。那覇空港‐古島の運賃が大人20円値上げ。今帰仁城跡入口‐今帰仁村役場の運賃が大人20円値上げ。合同庁舎前‐大平の運賃が大人20円値上げ。おもろまち1丁目‐大平の子供運賃が10円値上げ。名護市役所発5時00分の那覇空港向け始発が今帰仁村役場発4時30分に延長される。なお、今帰仁村役場の次は県道84号線経由で北部会館に直行する。那覇空港発最終便が北部会館から今帰仁城跡に直行するようになる。
- 2024年4月11日、バス停名オリオンモトブリゾート＆スパをオリオンホテルモトブリゾート&スパに変更。
- 2024年6月、2便（今帰仁村役場発5時00分）の新年度からの慢性的な混雑の対策で、池武当‐県庁北口の間で2台運行を開始。その後、7月から平日は毎日運行となる。学校の長期休業中は1台運行。

### T4:四島線
運行：合同会社やんばる急行バス
ヒルトン沖縄瀬底リゾート - 本部博物館前 - 渡久地港 - 本部高校前 - ホテルマハイナウェルネスリゾートオキナワ - 記念公園前 - ロイヤルビューホテル美ら海（美ら海水族館） - ホテルオリオンモトブリゾート＆スパ - 今帰仁城跡 - 今帰仁城跡入口 - 赤墓ビーチ・長浜ビーチ - 崎山公民館 - 今帰仁村役場 - 仲宗根 - 天底公民館 - DRIVE IN リカリカワルミ - 古宇利島物産センター → トケイ浜ハートロック → 古宇利オーシャンタワー → 古宇利島物産センター 
全停留所掲載。本部博物館前・記念公園前・今帰仁城跡入口・今帰仁村役場は空港線との乗り継ぎ指定バス停。古宇利島行のみ古宇利島内で循環運行。
瀬底→古宇利間3本、古宇利→瀬底間2本・古宇利→今帰仁村役場1本。多客期にはその他に臨時便が運行される。
- 2020年7月1日運行開始[111]。それまでやんばる急行バス（空港線）利用客限定で運行されていた無料シャトルバスを一般路線バス化したもので、運賃を支払えば四島線単独利用も可能となった。空港線同様中学生まで小人運賃を適用する。瀬底島・沖縄本島・屋我地島・古宇利島の4島を結ぶが、運行開始時点では屋我地島にはバス停を設置しておらず、「バス停は、近日中に数か所追加いたします。」としている。
- 2020年8月13日 バス停新設（渡久地港、赤墓ビーチ・長浜ビーチ、崎山公民館、トケイ浜ハートロック、古宇利オーシャンタワー）、古宇利島行のみ古宇利島内で循環運行開始、一部区間を除きフリー乗降化により屋我地島でもフリー乗降区間として四島線の利用が可能となる[121]。
- 2021年4月29日 ダイヤ改正。ヒルトン沖縄瀬底リゾート - 古宇利島間1往復、今帰仁村役場発古宇利島行4本、古宇利島発今帰仁村役場行5本とする[115]。
- 2021年7月1日　ダイヤ改正。渡久地港 - 今帰仁城跡間をショートカットするルートから記念公園前を経由するルートに変更、バス停新設（本部高校前、ホテルマハイナウェルネスリゾートオキナワ、記念公園前、センチュリオンホテル沖縄美ら海、ホテルオリオンモトブリゾート＆スパ）ヒルトン瀬底リゾート発古宇利島行き5本、古宇利島発ヒルトン瀬底リゾート行き3本・天底公民館発ヒルトン瀬底リゾート行き2本・古宇利島発今帰仁村役場行き2本とする[122]。
- 2021年8月19日 バス停新設（仲宗根）。[123]
- 2022年1月18日 バス停名変更（センチュリオンホテル沖縄美ら海（美ら海水族館）→ロイヤルビューホテル美ら海（美ら海水族館））[118]。
- 2022年7月11日 運賃改定、バス停名変更（橋の駅リカリカワルミ→DRIVE IN リカリカワルミ）、四島線全線・空港線本部港 - 運天港間が乗り放題となるチケットを発売開始（1日券 - 5日券まで1日刻みで設定、購入は四島線バス車内のみ）。これに伴い2020年7月から設定されていた空港線との乗り継ぎ制度を廃止[119]。

### 沖縄エアポートシャトル
運行：沖縄エアポートシャトル
- 2018年5月23日より運行開始。那覇市内発名護・本部方面行「リゾートライナー」を13本、本部発那覇市内行「エアポートライナー」を12本運行する。高速道路上のバス停には一切停車せず、ホテルに直接乗り入れる那覇空港リムジンバス以外では唯一恩納村内と本部町内を直行する便である。両方向ともナビービーチ前で約10分休憩停車を行う。全便インターネットからの予約が可能で、予約した場合には支払いはクレジットカードによる事前決済限定となる。
- 2019年2月1日ダイヤ改正。以下の変更を行う[124]。
  - 新たに恩納村内のバス停に停車せず許田インターまで（から）高速道路を直行する「特急」を新設。1日26便（リゾートライナー・エアポートライナー各13便。うち特急リゾートライナー4便・エアポートライナー5便）運行とする。
  - バス停の新設（おんなの駅なかゆくい市場前、タイガービーチ前、サンマリーナビーチ前、本部港、ハナサキマルシェ前（施設がオープンする3月22日より停車）、エメラルドビーチ前、備瀬フクギ並木入り口）および廃止（泊高橋、おもろまち駅前広場、本部町観光協会前、ホテルオリオンモトブリゾート＆スパ（リゾートライナーのみ廃止））やバス停名の変更（旭橋駅前→旭橋駅・那覇バスターミナル前、記念公園前→沖縄美ら海水族館（記念公園前））を行う。
- 2019年7月1日 ハレクラニ沖縄前（伊武部希望ヶ丘入口）停留所を新設[125]
- 2019年7月17日 2回乗車券、乗り放題PASS利用、または恩納村以南からハナサキマルシェ前 - 備瀬フクギ並木入り口間の往復乗車券を購入した乗客限定で、ハナサキマルシェ前 - 古宇利島内を結ぶ無料シャトルバス「古宇利島ダイレクトシャトル」を9月1日までの期間限定で3往復運行[126]。
- 2019年10月1日 減便を伴うダイヤ改正[127]。1日22便（リゾートライナー・エアポートライナー各11便。うち特急リゾートライナー4便・特急エアポートライナー2便）とする。

那覇空港国内線ターミナル - 那覇空港国際線ターミナル - 県庁北口（リゾートライナーのみ）／旭橋駅・那覇バスターミナル前（エアポートライナーのみ）＜ - おんなの駅なかゆくい市場前 - タイガービーチ前 - サンマリーナビーチ前 - ナビービーチ前 - ハレクラニ沖縄前（伊武部希望ヶ丘入口） - かりゆしビーチ前＞ - 名護市役所前＜ - 本部港＞ - ハナサキマルシェ前 - 沖縄美ら海水族館（記念公園前） - エメラルドビーチ前 （リゾートライナーのみ）／ホテルオリオンモトブリゾート＆スパ（エアポートライナーのみ） - 備瀬フクギ並木入り口
※全停留所記載。特急は＜＞で囲んだバス停を通過。本部港は特急と一部のリゾートライナーは通過。リゾートライナーは1本おんなの駅、1本県庁北口始発、1本名護市役所前終着。エアポートライナーは1本名護市役所前始発、2本旭橋駅・那覇バスターミナル前終着。那覇市内（那覇空港 - 県庁北口／旭橋駅・那覇バスターミナル前）相互間、ハナサキマルシェ前 - 備瀬フクギ並木入り口相互間の利用は不可

### 北谷ライナー
運行：カリー観光
- 2018年7月1日より運行開始。那覇空港から宜野湾市・北谷町のリゾートホテルなどを結ぶ。運行開始時点は宜野湾終点の「宜野湾ライナー」と北谷終点の「北谷ライナー」の2系統だったが同年10月1日より宜野湾ライナーは北谷ライナーに統合された。後に那覇側の起点が瀬長島に伸ばされている。
  - 2022年12月30日 ダイヤ変更、経路変更。バス停新設、瀬長島発着・パルコシティ経由を中止。北谷行き2本、那覇空港行き3本に[128]。

那覇空港 - 県庁北口（北谷方面のみ）／旭橋駅前（那覇空港方面のみ） - とまりん前 - アラクージュオキナワ  -  沖縄プリンスホテル - アメリカンビレッジ前 - ベッセルホテルカンパーナ - （ラ・ジェントホテル沖縄北谷 - ヒルトン沖縄北谷リゾート - レクー沖縄北谷スパ＆リゾート - ダブルツリーbyヒルトン沖縄北谷）
※（）内の停留所は両方向ともこの順に停車。那覇発はダブルツリー終着、北谷発はラ・ジェントホテル始発

### 美ら海ライナー
運行：カリー観光
- 2019年4月1日より運行開始。那覇空港から北谷町を経由し名護市・本部町を結ぶ。
  - 2022年12月30日 ダイヤ変更、那覇発のみ古宇利島を新規に経由。新規設定の特急便、および通常便をそれぞれ1往復設定[129]。

那覇空港・県庁北口（本部方面乗車のみ）/旭橋駅前（那覇空港方面降車のみ）[ - とまりん前 - ホテルアラクージュオキナワ - 沖縄プリンスホテル - アメリカンビレッジ前] - 名護市役所前 - 本部港 - ハナサキマルシェ前 - 沖縄美ら海水族館 - ホテルオリオンモトブリゾート＆スパ - カリーコンド美ら海 → 古宇利島（降車のみ） → 沖縄美ら海水族館
那覇発のみ古宇利島を経由、那覇行きはカリーコンド美ら海始発。特急便は[ ]の間のバス停を通過

### パルコシティシャトルバス
運行：カリー観光
- 2020年5月16日より運行開始[130]。無料で運行されていたシャトルバスを有料化したもので、おもろまち駅前広場とサンエー浦添西海岸 PARCO CITYをノンストップで直通する。
- 2020年6月6日 - 土日祝ダイヤに1往復増便、平日8往復、土日祝9往復とする[131]。
- 2020年8月7日 - 平日ダイヤに1往復増便、平日土日祝ともに9往復とする[132]。
- 2021年1月1日 - 1往復減便、平日土日祝ともに8往復とする[133]。
- 202?念?月?日 - おもろまち１丁目でも客扱い開始

サンエーパルコシティ前→おもろまち１丁目→おもろまち駅前→サンエーパルコシティ前

### 瀬長島ライナー
運行：カリー観光
おもろまち駅前および那覇市中心部の県庁北口と瀬長島を那覇空港経由で結ぶ。
- 運行開始時は「豊崎ライナー」の名で県庁北口 - イーアス沖縄豊崎間の運行で、イーアス沖縄豊崎行き9本、県庁北口行8本を運行[134]。
  - 2021年1月22日 - 県庁北口 - おもろまち駅前間を延長し、イーアス沖縄豊崎行き3本、おもろまち駅前行4本の運行とする[135]。
  - 2021年5月17日 - 豊崎ライナーを運休とし、発着点を瀬長島に変更して瀬長島ライナーを運行開始。おもろまち駅前 - 瀬長島間4往復、瀬長島発那覇空港行1本を運行[136][137]。
  - 2022年12月30日 ダイヤ変更、那覇空港 - 瀬長島間のみの運行とする。9往復[138]。

那覇空港 - 瀬長島

### TK01：ハーレーエクスプレス
運行：東京バス沖縄営業所
- 2020年10月5日運行開始。国際通りと糸満市を那覇空港を経由して結ぶ[139]。
- 2021年7月22日、ダイヤ改正。ウミカジライナーと発着点を統一したのに伴い、ウミカジライナーに対する急行便の位置づけとなり、平日・糸満市役所発国際通り入口行き4本、赤嶺駅発糸満市役所行き1本、土休日・糸満市役所発赤嶺駅行き1本へ減便。バス停新設（那覇商業高校（松山入口））、バス停廃止（サザンビーチホテル＆リゾート沖縄）[140]
- 2022年7月23日、ダイヤ改正。延伸およびバス停新設（琉球ホテル＆リゾート 名城ビーチ）[141]

国際通り入口（パレットくもじ） - 那覇商業高校（松山入口）- 那覇空港 - 赤嶺駅 - 道の駅いとまん - 糸満市役所 → 琉球ホテル＆リゾート 名城ビーチ
那覇空港発名城ビーチ行き1本、国際通り入口発名城ビーチ行き1本・糸満市役所発国際通り入口行き平日3本、土休日2本

### TK02：ウミカジライナー
運行：東京バス沖縄営業所
- 元々は那覇空港と瀬長島との無料シャトルバスが母体で、2019年8月1日より中部観光サービスが有料の路線バスを運行[142] していたが、2020年9月14日より東京バス沖縄営業所が路線を引き継ぎ、沖縄アウトレットモール・あしびなー、イーアス沖縄豊崎まで路線を延長した[143]。
- 2021年7月22日、ダイヤ改正。ハーレーエクスプレスと同じ国際通り入口 - 糸満市役所間の運行とし、急行タイプのハーレーエクスプレスに対して停車地が多いタイプの系統とする[140]。国際通り入口発平日27本、土休日25本。糸満市役所発平日23本、土休日24本。国際通り入口発20時台以降あしびなーを、最終便はイーアス沖縄豊崎をそれぞれ通過
- 2022年7月23日、ダイヤ改正。延伸およびバス停新設（琉球ホテル＆リゾート 名城ビーチ）[141]

国際通り入口（パレットくもじ） - 那覇商業高校（松山入口） - 那覇空港 - 赤嶺駅 - 瀬長島ホテル（ウミカジテラス） - あしびなー（国際通り入口発のみ） -  イーアス沖縄豊崎（DMMかりゆし水族館） - 道の駅いとまん - サザンビーチホテル＆リゾート沖縄 - 糸満市役所 - 琉球ホテル＆リゾート 名城ビーチ
平日24往復、土休日21往復。国際通り入口発20時台以降あしびなーを通過

### TK03：琉球ホテルエアポートリムジン
運行：東京バス沖縄営業所
- 琉球ホテル＆リゾート 名城ビーチと那覇空港を直行するリムジンバス。
- 2022年7月23日、運行開始[141]。

那覇空港 - 琉球ホテル＆リゾート 名城ビーチ
曜日にかかわらず4往復

### TK04：瀬長島ホテルエアポートリムジン
運行：東京バス沖縄営業所
- 瀬長島ホテルと那覇空港を直行するリムジンバス。オープントップタイプのスーパーハイデッカー車で運行される。
- 2023年7月8日、運行開始[144]。

那覇空港 - 瀬長島ホテル（ウミカジテラス）
土・日曜、祝日のみ7往復

### TK05：北谷直行シャトルバス
運行：東京バス沖縄営業所
- 那覇空港から国際通り入口を経由して北谷ゲートウェイに直行するシャトルバス。2024年7月10日から実証運行を開始し、その結果収益が見込めるようになったことから同年12月21日より本運行に至っている。

那覇空港 - 国際通り入口 - 北谷ゲートウェイ
曜日にかかわらず5往復

### 読谷村コミュニティバス（鳳バス）
運行：沖縄バス
読谷村が2009年4月1日から運行している。読谷村役場を中心に4路線を設定している。2013年7月29日に大幅なルート再編とダイヤ改編が行われた。

### 沖縄市循環バス
運行：琉球バス交通（西部・北部ルート・具志川営業所）、東陽バス（中部・東部ルート・泡瀬営業所）
沖縄市が運行するコミュニティバス。4路線を運行している。

### 中城村コミュニティバス（護佐丸バス）
運行：東陽バス
中城村が運行しているコミュニティバス。4路線。実際の運行業務は東陽バスに委託している。

### 南城市コミュニティバス（Nバス）
運行：沖縄バス
南城市が運行しているコミュニティバス。2019年10月1日運行開始。南城市役所を発着点にし、市内各方面に循環運行している。同時に一般路線バスも多くが南城市役所を発着するようになり、乗り換えの便宜を図っている。2021年10月20日よりコミュニティバスでは初めてOKICAが導入された。

### うるま市有償バス
運行：平安座総合開発
うるま市の旧与那城町中心部と平安座島・浜比嘉島・宮城島・伊計島を結ぶ。運行は平安座総合開発に委託している。かつては自家用有償旅客運送（白ナンバー）であったが、平安座総合開発が乗合バス事業の認可を得たため現在では乗合バス（緑ナンバー）となっている。

### 国頭村営バス
国頭村が運行する自家用有償旅客運送のバス。村中心部の辺土名を拠点として村内各地へ運行する。

### いとちゃんmini 国吉線
運行：美ら島観光バス
糸満市が運営するデマンドバスいとちゃんminiの車両を利用し、定時定路線・予約不要として運行している。旧86番を受け継ぐ平日朝2本、片方向のみの運行。
糸満バスターミナル → 真栄里 → 国吉 → 高嶺入口 → 糸満バスターミナル

### 北中城村観光周遊バス（グスクめぐりん）
運行：琉球バス交通
北中城村が運営するコミュニティバス。2019年11月から無料運行されていたが、2021年7月19日より有償（100円均一。運転免許返納者、保護者同伴の未就学児は引き続き無料）となった。イオンモール沖縄ライカムを起点として路線バスの廃止によりバス空白域となっていた村内の観光地などを結ぶ。
- 2022年11月7日、運行ルート拡大。2系統をそれぞれ6便運行。バス停新設（屋宜原、仲順、渡口、和仁屋、熱田、しおさい市場、美崎、北中城高校前、若松公園、荻堂、大城、村民体育館、中部徳洲会病院、島袋公民館、サンエーしまぶくろ食品館前）、バス停廃止（北中城中学校前、中村家住宅）。運賃改定、大人200円均一（小学生・中学生・65歳以上・運転免許返納者は100円均一）[147]。

喜舎場廻り：イオンモール沖縄ライカム → EMウェルネス → 北中城村役場 → しおさい市場 → 北中城高校前 → 北中城村役場 → 若松公園 → 中城城跡 → 中央公民館 → 中部徳洲会病院 → 島袋公民館 → イオンモール沖縄ライカム
島袋廻り：イオンモール沖縄ライカム → 島袋公民館 → 中部徳洲会病院 → 中央公民館 → 中城城跡 → 若松公園 → 北中城村役場 → 北中城高校前 → しおさい市場 → 北中城村役場 → EMウェルネス → イオンモール沖縄ライカム

### 那覇空港リムジンバス
那覇空港と本島内の主要リゾートホテルを結ぶリムジンバス。沖縄バスが運行。

### 定期観光バス
沖縄バスと那覇バスは那覇市中心部を起終点に沖縄美ら海水族館や沖縄戦跡国定公園などの観光地を巡る定期観光バスを運行している。かつては琉球バス交通・東陽バスでも運行していたが現在では運行していない。
また、沖縄中央観光は2004年に乗合バス事業の認可を得て以来数年間、与那原町発着の定期観光バスを運行していた。

## 廃止・休止路線

### 旧1
旧1：寄宮線（運行：那覇交通）
三重城営業所 - 久米 - 久茂地 - 牧志 - 松川 - 三原教会前 - 真和志小学校前 - 開南 - 県庁前 - 久米 - 西3丁目 - 三重城営業所
旧1：首里識名線（運行：那覇交通）
廃止日不明。新川営業所（現在の新川営業所とは別の場所にあった）を起点とし、那覇市中心部・首里地区を通り、一周して新川営業所へ戻る市内循環路線。両方向に運行しており、1周の所要時間は約1時間30分であった。新川営業所の廃止に伴い、発着地が三重城営業所に変更となった（後述）。
牧志廻り：新川営業所 → 鳥堀 → 当蔵 → 山川 → 牧志 → 県庁前 → 開南 → 識名 → 真和志高校前 → 新川営業所
開南廻り：新川営業所 → （この間牧志廻りと逆順） → 新川営業所
旧1：首里識名線（運行：那覇バス）
2006年9月25日廃止。三重城営業所を起点とし、那覇市中心部・首里地区を通り、一周して三重城営業所へ戻る市内循環路線。両方向に運行しており、1周の所要時間は約1時間30分であった。
2006年4月1日に県立医療センター、及び沖縄都市モノレール首里駅を経由するように経路変更された。また、同時に一部バス停名変更及び、停留所新設が行われた。三重城営業所の新川への移転の際に、県立医療センター～牧志～三重城間は1番 (首里牧志線)に、県立医療センター～開南～三重城間は2番 (識名開南線)にそれぞれ引き継がれた。
牧志廻り：三重城営業所 → 久米 → 牧志 → 当蔵 → 首里駅前 → 県立医療センター → 真和志高校前 → 識名 → 開南 → 県庁前 → 久米 → 三重城営業所
開南廻り：三重城営業所 → （この間牧志廻りと逆順） → 三重城営業所

### 旧2
旧2：開南線（運行：那覇交通）
西営業所 - 西武門 - 久米 - 開南 - 壷屋 - 安里 - 牧志 - 松尾 - 琉銀本店前 - 久米 - 西武門 - 西営業所
旧2：国場線（運行：那覇交通）
2004年7月18日廃止。三重城営業所を起点とし、那覇市街地南側の壺川・国場・与儀十字路・開南などを通り、一周して三重城営業所へ戻る市内循環路線。両方向に運行しており、平日の朝夕各1本ずつの運行であった。
那覇交通が那覇バスに経営譲渡する際に廃止。現在、県庁前～真和志小学校前の区間は6番那覇おもろまち線が、また県庁前～国場の区間は12番国場線（当系統の壺川廻りと同じ経路）が運行されている。
開南廻り：三重城営業所 → 商業高校前 → 県庁前 → 開南 → 与儀十字路 → 真和志小学校前 → 国場 → 真玉橋 → 古波蔵 → 壺川 → 県庁前 → 商業高校前 → 三重城営業所
壺川廻り：三重城営業所 → （この間開南廻りと逆順） → 三重城営業所

### 旧3：松川線
運行：那覇バス
2006年9月25日廃止。三重城営業所を起点とし、泊高橋・松川・真和志・開南などを通り、一周して三重城営業所へ戻る市内循環路線。両方向に運行しており、1周の所要時間は約45分であった。平日よりも土曜・休日のほうが、運行本数が多く、また、平日は朝と夕方にしか運行されず昼間時の運行はなかった。那覇交通の運行時は昼間や夜にも運行されており本数も多かった。
三重城営業所の新川への移転の際に、真和志支所前～大道中央病院前、泊高橋～三重城間は3番松川新都心線に引き継がれた。
泊廻り：三重城営業所 → 若狭 → 泊高橋 → 大道中央病院前 → 工業高校前 → 真和志小学校前 → 与儀十字路 → 開南 → 県庁前 → 久米 → 三重城営業所
開南廻り：三重城営業所 → （この間開南廻りと逆順） → 三重城営業所

### 旧5：識名線
運行：那覇バス
2006年9月25日廃止。三重城営業所を起点とし、国際通り・繁多川・識名・開南などを通り、一周して三重城営業所へ戻る市内循環路線。両方向に運行しており、1周の所要時間は約1時間であった。早朝に1本のみ真和志高校・県立医療センター前を経由する真和志高校廻りも運行されていた。
那覇バスの中では9番小禄石嶺線に次いで運行本数が多かった。但し、那覇バスへの営業譲渡時のダイヤ改正で本数が約3割減った。2006年4月1日に一部停留所名の変更が行われた。三重城営業所の新川への移転の際に、識名園前～牧志～三重城間は5番識名牧志線に、識名園前～開南～三重城間は2番識名開南線にそれぞれ引き継がれた。
牧志廻り：三重城営業所 → 那覇商業高校前 → 牧志 → 大道中央病院前 → 工業高校前 → 繁多川 → 【真和志高校前】 → 識名 → 開南 → 県庁前 → 那覇商業高校前 → 三重城営業所
開南廻り：三重城営業所 → （この間牧志廻りと逆順） → 三重城営業所

### 旧6
旧6：一周線（運行：那覇交通）
西営業所 - 上之蔵 - 久米 - 壺川 - 楚辺 - 与儀 - 開南 - 上泉 - 久米 - 上之蔵 - 西営業所
旧6：小禄一周線（運行：那覇交通）
小禄営業所 - 宇栄原 - 大嶺 - 小禄 - 山下 - 軍桟橋前 - 赤嶺 - 高良 - 宇栄原 - 小禄営業所

### 旧7
旧7：空港線（二代目）（運行：那覇交通）
那覇空港 - 那覇バスターミナル - 県庁前 - 旭橋 - 那覇空港
旧7：首里城空港線（運行：那覇交通）
那覇空港を起点とし、那覇バスターミナル・国際通り・大道中央病院前を経由して、首里城公園にて折り返し、那覇空港に戻る循環路線。首里城公園の開園時に運行開始。首里城のイラストが描かれた専用車を使用した。首里向けと空港向けでは、首里地域での経由地が若干異なっていた。運行当時は、市内線で唯一、那覇空港を発着する路線であった。
1997年7月20日廃止。
那覇空港 → 軍桟橋前 → 那覇バスターミナル → 牧志 → 大道中央病院前 → 首里高校前 → 首里城公園 → （県道50号線） → 大道中央病院前 → 牧志 → 那覇バスターミナル → 軍桟橋前 → 那覇空港
旧7：新都心循環線（運行：那覇バス）
2006年7月2日運行開始。おもろまち駅前広場を起点とし、新都心地区を一周し、おもろまち駅前広場に戻ってくる循環路線。右回り一方向のみの運行。全区間とも運賃は大人100円、小人は50円であった。車両は全て小型の新車ノンステップバス（日野・ポンチョ）を使用していた。
2007年8月1日、10番牧志新都心線と統合される形で廃止された。
おもろまち駅前広場 → メディカルセンター → 国際高校前 → ちゅらまち公園前 → 安岡中学校前 → 銘苅庁舎前 → 新都心公園前 → おもろまち駅前広場
旧7：おもろまち線（運行：沖縄バス）
那覇バスターミナルとおもろまち駅前広場を久茂地・県立博物館前を経由して結ぶ路線。8番の出入庫回送を路線化したものだった。
那覇バスターミナル - 県庁北口 - 久茂地 - 泊高橋 - おもろまち駅前広場
- 2008年12月23日 7：おもろまち線を新設、運行開始。
- 2010年4月25日 停留所名変更（上之屋一丁目→合同庁舎前）。
- 2012年10月31日 路線廃止。

### 旧8：急行線
運行：那覇交通
那覇空港 - 那覇バスターミナル - 牧志 - 沖縄都ホテル - ホテル日航那覇グランドキャッスル

### 旧9：小禄線
運行：那覇交通
宇栄原廻り：三重城営業所 - 泊高橋 - 牧志 - 旭橋 - 小禄 - 宇栄原 - 松川入口 - 大嶺 - 小禄 - 旭橋 - 牧志 - 泊高橋 - 三重城営業所
大嶺廻り：三重城営業所 - 泊高橋 - 牧志 - 旭橋 - 小禄 - 大嶺 - 松川入口 - 宇栄原 - 小禄 - 旭橋 - 牧志 - 泊高橋 - 三重城営業所

### 旧10：安謝線
運行：那覇交通
1976年5月1日運行開始。三重城営業所を起点とし、久茂地・国際通り・安謝橋を経由して安謝新港地区へ至る路線。安謝新港地区では、コの字型運転を行って、三重城営業所へ至る循環路線。前身である大嶺安謝線の旭橋以北の区間を分離して誕生した。
牧志経由：三重城営業所 - 那覇港 - 旭橋 - 久茂地 - 牧志 - 泊高橋 - 安謝橋 - 倉庫前 - 平良商店前 - 港町三丁目 -  ふ頭入口 - 安謝橋 - 泊高橋 - 牧志 - 久茂地 - 旭橋 - 真教寺前 - 三重城営業所
開南経由：三重城営業所 - 那覇港 - 旭橋 - 久茂地 - 開南 - 泊高橋 - 安謝橋 - 倉庫前 - 平良商店前 - 港町三丁目 -  ふ頭入口 - 安謝橋 - 泊高橋 - 開南 - 久茂地 - 旭橋 - 真教寺前 - 三重城営業所
・1976年5月1日　三重城営業所への路線集約再編に合わせて運行開始。（平日44本、日祝35本）
・1972年（廃止日不明）開南経由廃止。
・1982年　減便（平日43回、日祝28回）
・1986年4月30日　101番平和台安謝線に統合される形で廃止。

### 旧11：安岡線
運行：那覇交通

### 旧12
旧12：末吉線（運行：那覇交通）
廃止日不明。三重城営業所 - 新川営業所間を開南・那覇市立病院前（現在の末吉公園前）・儀保・山川・鳥堀経由で結ぶ路線。新川営業所が廃止されたのに伴い、起点が三重城営業所から具志営業所に延長され、具志営業所の担当となった。
三重城営業所 - 那覇商業高校前 - 開南 - 姫百合橋 - 興南高校前 - 那覇市立病院前 - 儀保 - 山川 - 鳥堀 - （旧）新川営業所
旧12：末吉線（運行：那覇交通）
具志営業所を起点とし、田原・旭橋・国際通り・那覇市立病院前を経由し、儀保から首里地区を一周して再び儀保に戻り、具志営業所へ折り返す路線。午前の時間帯には真和志高校廻りも運行された。
具志営業所へ延長される以前は、上記の通り三重城営業所と（旧）新川営業所を発着する路線であった。具志営業所への延長当初は開南経由であったが、後に牧志経由に変更された。また、延長当初は儀保から山川、鳥堀を経由して真和志高校前で折り返す真和志高校廻りが本線であったが、後に儀保、鳥堀、山川、儀保と循環するコースが新設され本線となった。
2003年8月10日にゆいレールが開業した際、大部分が同線と並行するため廃止された。
具志営業所 - 田原給油所前 - 旭橋 - 牧志 - 興南高校前 - 那覇市立病院前 - 儀保 - 鳥堀一丁目 - 山川 - 儀保 - 那覇市立病院前 - 興南高校前 - 牧志 - 旭橋 - 田原給油所前 - 具志営業所
真和志高校経由：具志営業所 = 儀保 - 山川 - 鳥堀 - 真和志高校前 - 鳥堀 - 山川 - 儀保 - 那覇市立病院前 = 具志営業所

### 旧13
旧13：牧志線（運行：那覇交通）
1998年8月1日廃止。三重城営業所を起点とし、国際通り・大道通り・首里坂下通りを経由し、山川から首里地区を一周して再び山川に戻り、三重城営業所に折り返す路線。廃止日より、石嶺空港線となった。
三重城営業所 - 牧志 - 大道中央病院前 - 山川 - 儀保 - 鳥堀一丁目 - 首里高校前 - 山川 - 大道中央病院前 - 牧志 - 三重城営業所
旧13：石嶺空港線（運行：那覇交通）
2003年8月10日廃止。石嶺営業所と那覇バスターミナル・那覇空港の間を龍潭通り・首里坂下通り・大道通り・国際通り経由で結ぶ路線。
1998年8月1日から約5年間の運行で廃止された。運行当時は、市内線で唯一、那覇空港を発着する路線であった。
石嶺営業所 - 儀保 - 鳥堀一丁目 - 首里城公園入口 - 沖縄都ホテル前 - 大道中央病院前 - 牧志 - 県庁北口 - 那覇バスターミナル - 那覇空港

### 旧14
旧14：泊廻り線（運行：那覇交通）

旧14：泊線（運行：那覇交通）
2050年7月18日廃止。三重城バス停と石嶺営業所の間を泊高橋・大道通り・首里坂下通り・龍潭通り経由で結ぶ路線。もとは首里地区折り返しだった。平日の朝に三重城向け2本、夕方に石嶺向け1本の運行であった。2番と同様の理由により同日に廃止。
三重城営業所 - 若狭 - 泊高橋 - 大道中央病院前 - 鳥堀一丁目 -、、、、、、、、

### 旧15：空線
運行：那覇交通

### 旧16
旧16：金城線（運行：那覇交通）

旧16：琉大線（運行：那覇交通）
琉球大学が移転前に運行されていた路線。1978年7月30日 730実施。16番（琉大線）は左側通行が困難な区間があったため（現在の金城町～県立芸大前間）、その区間の線形改良がされるまでの間、運休となる。
後に16番は運行再開されたが、17番（石嶺線）開南廻り（当時）に吸収される形で廃止。

### 旧18：真和志高校線
運行：那覇交通
三重城営業所 - 商業高校前 - 日本銀行前 - 泊高橋 - 安里 - 大道 - 山川 - 儀保 - 鳥堀 - 真和志高校前 - 識名 - 開南 - 上泉 - 東町/西一丁目 - 三重城営業所

### 旧19
旧19：開南線（運行：那覇交通）

旧19：空港ホテル連絡バス（運行：那覇バス）
那覇空港と那覇市内主要ホテルを結ぶ路線バス。那覇市街地西側の波之上・久米地区のホテル最寄りバス停を経由して那覇空港に戻る西ルートと、市街地東側の泊ふ頭・新都心・首里地区のホテル最寄りバス停を経由する東ルートがあった。2014年7月31日に那覇市内観光周遊バスの運行開始により休止。
西ルート：那覇空港 → 那覇うみそらトンネル → 波の上ビーチ前 → パシフィックホテル前 → ロワジールホテル → 沖縄ポートホテル前 → 那覇バスターミナル → パレットくもじ前 → 波の上ビーチ前 → 那覇うみそらトンネル → 那覇空港
東ルート：那覇空港 - 那覇うみそらトンネル - 波の上ビーチ前 - 商業高校前 - 泊高橋 - おもろまち - 沖縄都ホテル前 - ホテル日航那覇グランドキャッスル
- 2013年4月1日 西ルート運行開始。停留所新設（波の上ビーチ前、パシフィックホテル前、ロワジールホテル、沖縄ポートホテル前）。
- 2013年4月16日 東ルート運行開始。停留所新設（DFS前、那覇日航グランドキャッスル）。
- 2013年5月10日 西ルート18周→8周、東ルート8往復→4往復へ減便
- 2013年11月20日 東ルート廃止
- 2014年7月31日 この日限りで運休。

### 旧21：名護東線
運行：琉球バス交通
うるま市具志川と名護市の間をうるま市安慶名・名護市許田経由で結ぶ路線。末期に短縮されるまでは国道58号・県道81号・県道75号・国道329号などを通り、沖縄本島の東側をまわって那覇市と名護市を結んでいた長距離路線であった。宜野座 - 名護間は許田（県道71号）経由で、沖縄バスが運行する辺野古経由の77番よりやや短距離であった。
本線：具志川バスターミナル - 安慶名 - 栄野比 - 赤崎 - 金武 - 宜野座 - 許田 - 名護十字路 - 名護バスターミナル
名護高校経由：具志川バスターミナル - 安慶名 - 栄野比 - 赤崎 - 金武 - 宜野座 - 許田 - 名護十字路 - 名護高校前 - 名護バスターミナル
- 1997年頃に、琉球バスと沖縄バスとの間で当系統の共同運行計画があった。しかし、翌年の1998年4月1日に共同運行計画案に含まれていた当時の120番 (空港リゾート西線→現在は名護西空港線)が廃止されたため、計画は自然消滅した。
- 2000年12月1日 停留所名変更（東急ホテル前→第一天久）。
- 2003年8月10日に運行を開始した沖縄都市モノレールと同時に当系統をおもろまち駅前広場発着にした221番・名護東おもろまち線の運行が計画されていた（方向幕も作成済みだった）。しかし、名護～那覇という長距離運転をする運転手のための休憩所などの設置が不十分であったため、実現しなかった。
- 2004年4月ごろに運行を始めた旧22：那覇こどもの国線（後の22番こどもの国宮里線（現在は廃止））と26番名護こどもの国線に、当系統から大部分を振り分けたため、運行本数が大幅に減少した（22本→4本）。
- 2006年9月1日 琉球バスより琉球バス交通へ運行を譲渡。那覇～名護間の運行を具志川～名護間に短縮。それにより大部分が競合する26番名護こどもの国線は廃止。当系統は26番の代替という形になる。
- 2007年8月13日 ダイヤ改正。これにより平日は9便・土曜休日は6便が減便され、昼前後に運行されない時間帯が4～5時間発生する。（具志川発9:20（休日は9:25）の次が14:20、名護発9:05（休日は8:30）の次が13:20）
- 2007年10月6日のダイヤ改正では、土曜・休日が運休となった。
- 2008年10月1日 廃止。

### 旧22久志線→安慶名線(2000/1/7廃止)
運行：沖縄バス
久志線は国道58号・県道81号・県道75号・国道329号などを経由し、那覇市と名護市辺野古地区の久志バスターミナル（現在廃止。現在の辺野古公民館の位置にあった）を結ぶ路線。現行路線の77：名護東（辺野古）線の那覇 - 辺野古間と同一経路であった。方向幕の行き先表示は近隣の「辺野古」と記されていた。1995年5月29日に久志バスターミナルの廃止に伴い路線が那覇 - 安慶名間に短縮され、安慶名線になったが、2000年1月7日に廃止された。安慶名線が廃止されたことにより安慶名駐車場は閉鎖された。
久志線：那覇バスターミナル - 牧志/久茂地 - 大山 - 普天間 - コザ - 安慶名 - 栄野比 - 石川 - 金武 - 【豊原】 - 久志バスターミナル
安慶名線：那覇バスターミナル - 牧志/久茂地 - 泊高橋 - 牧港 - 大山 - 伊佐 - 普天間 - コザ - 安慶名駐車場

### 旧22：那覇こどもの国線/旧26：名護こどもの国線(2006/8/31廃止)
運行：琉球バス
沖縄こどもの国へのアクセス路線。2004年4月15日に沖縄こどもの国のリニューアルオープンに伴い新設された。那覇発着の22番と名護発着の26番があり、どちらも沖縄こどもの国周辺部以外の経路は21番名護東線と同一であった。
琉球バスの譲渡に伴うダイヤ改正で両系統とも2006年8月31日に廃止された。22番は後述の22番こどもの国宮里線に引き継がれ、26番は21番名護東線で代替された。
旧22：那覇バスターミナル - 牧志/久茂地 - 上之屋 - 牧港 - 大謝名 - 大山 - 伊佐 - 普天間 - 沖縄こどもの国
旧26：名護バスターミナル - 許田 - 宜野座高校前 - 金武 - 赤崎 - 栄野比 - 安慶名 - コザ - 胡屋 - 山里 - 沖縄こどもの国

### 旧22：こどもの国宮里線(2009/4/19廃止)

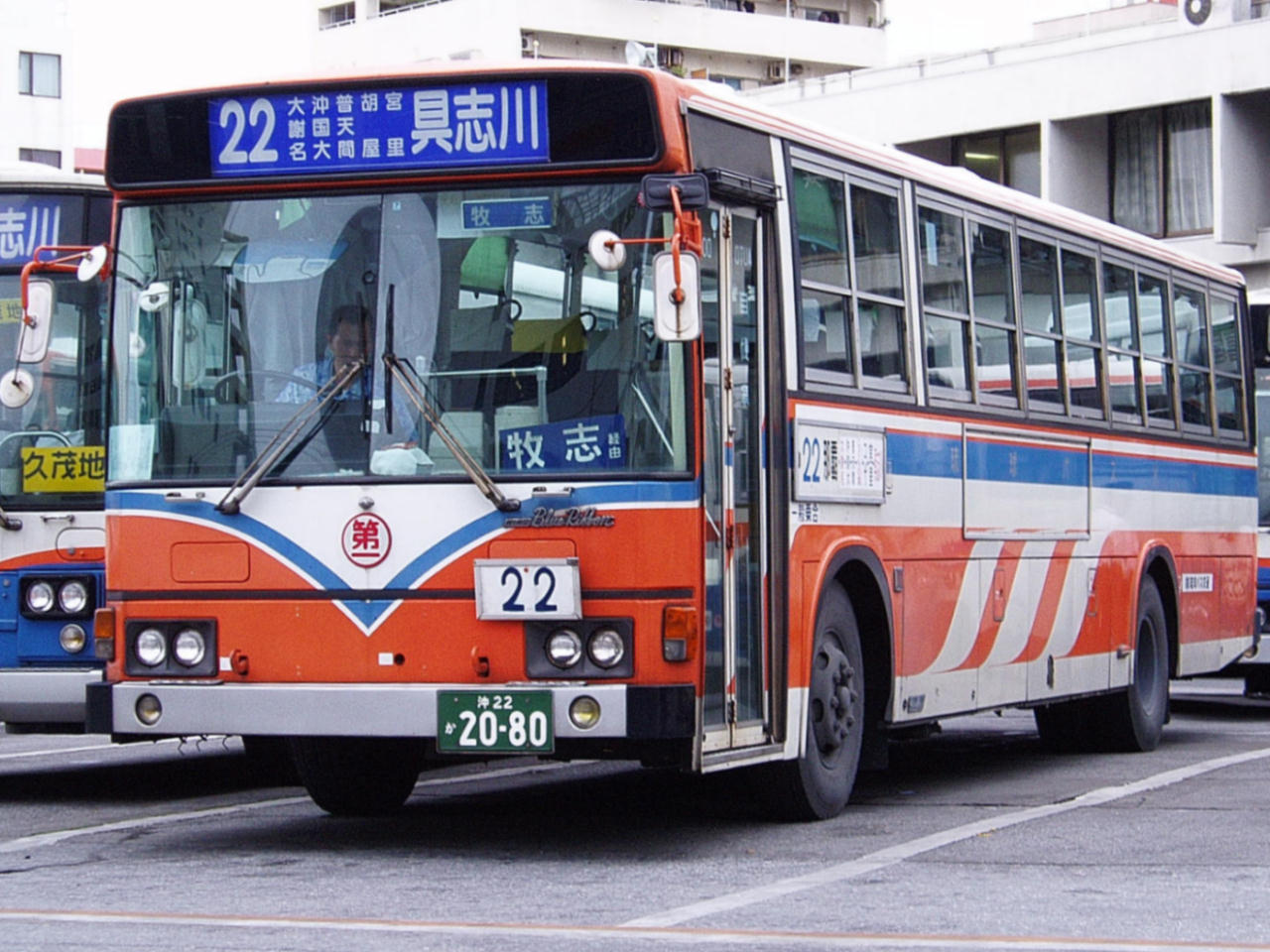
22番（こどもの国宮里線）の車両

運行：琉球バス交通
沖縄こどもの国を経由して那覇市とうるま市を結ぶ路線。2006年9月1日に琉球バス交通の営業開始に伴うダイヤ改正で従来の22番那覇こどもの国線を延長し運行を開始した。
宜野湾市内の経由地が大山経由から真栄原・沖縄国際大学経由に変更された。
2007年9月25日には110番が沖縄国際大学・具志川高校経由のルートに変わり、ほぼ22番と同経路となった。
2009年4月19日、廃止。これにより、沖縄こどもの国を発着するバス路線が消滅した。
那覇バスターミナル - 牧志/久茂地 - 大謝名 - 真栄原 - 沖縄国際大学前 - 普天間 - 園田二丁目 - 沖縄こどもの国 - コザ - 宮里中学校前 - 具志川高校前 - 安慶名 - 具志川バスターミナル

### 旧22：名護〜うるま線(2025/1/19廃止)
運行：沖縄バス
うるま市の中部病院と名護バスターミナルの間を県道75号・国道329号経由で運行する路線。中部病院では病院構内に乗り入れ、中部病院周辺を除く志林川 - 名護バスターミナル間の経路は77番と同一である。通院路線ながら病院構内の道路の関係上、低床バスは未導入。名護市久志地区で国道329号を外れ、南側の豊原を経由する便が朝の名護高校前経由の便に名護行1本が設定されていた。
2025年1月19日廃止となり、中部病院に乗り入れ（発着）するバス路線が消滅した。
中部病院 - 安慶名 - 栄野比 - 石川 - 金武 - 【豊原】 - 辺野古 - 名護十字路 - 【名護高校前】 - 名護バスターミナル
- 2009年10月24日 22番名護〜うるま線新設。
- 2011年1月17日 平日と土曜日のダイヤ改編。それに伴い豊原経由廃止。
- 2012年4月25日 中部病院に乗り入れを開始し、発着地を赤道十字路から中部病院（構内）に変更。停留所新設（中部病院
- 2019年12月1日 土曜日の運行を廃止。
- 2020年3月1日 停留所名変更（第二辺野古→沖縄高専入口）。
- 2023年7月8日 平日名護行きに1本設定されている名護高校前経由を77番から22番に変更。それに伴い、豊原経由が再設定。
- 2025年1月19日 運行計画変更。22番廃止。

### 旧24：石川(大山)線/旧25：石川(首里)線/旧26：石川(安慶名)線/旧124：知花(大山)線/旧125：知花(首里)線

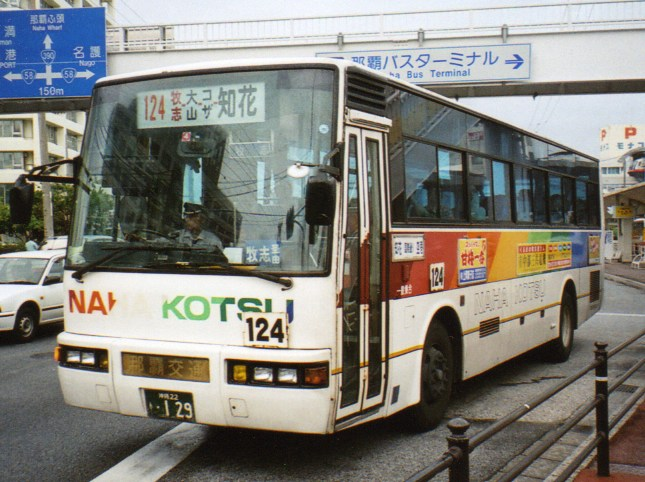
124番（知花(大山)線）の車両。那覇交通時代の「銀バス」。2003年10月に那覇バスターミナル前にて撮影

運行：那覇交通
いずれも普天間を経由して那覇市と沖縄市・石川市（現・うるま市）を結ぶ路線。
旧24番は石川バスターミナル（現在は廃止）と那覇市中心部・那覇空港を普天間・大山経由で結ぶ路線で、平日の早朝には急行便が1本運行された。旧25番は那覇市中心部と石川バスターミナルを首里・普天間経由で結ぶ路線で、那覇 - 普天間間の経路は現行の25番とほぼ同一であり、現行の25番と同様に中城経由もあった。いずれも石川バスターミナルが廃止された1997年7月20日以降は石川市内の起終点はホームセンタータバタ前に変更になった。両系統とも1998年8月1日廃止。
旧26番は（首里経由屋慶名線）
那覇バスターミナル発、牧志、儀保、
真栄原を経由して屋慶名バスターミナル
1983年ごろまでは運行していました。
旧26番は那覇市の那覇バスターミナルと石川バスターミナルを首里・普天間・安慶名・昆布経由で結ぶ路線。1997年7月20日廃止。昆布地区は具志川市の北端の海岸部の地域で、現在では同地区を通るバス路線はなくなっている。
旧124番は那覇市と沖縄市知花を大山・普天間経由で結ぶ路線で、那覇空港発の路線では最も運行本数が多く、また、那覇行きには急行便が1本あった。旧125番は那覇市と知花を首里・普天間経由で結ぶ路線で、一部、那覇空港発着便があったほか、中城経由も運行されていた。いずれも知花と中部営業所の間を回送していた。両系統ともに1997年7月20日に運行開始、2004年2月1日廃止。
現在は上記路線に代わり25番普天間空港線が運行されている。
旧24：石川バスターミナル - 知花 - コザ - 普天間 - 伊佐 - 大山 - 牧港 - 泊高橋 - 牧志/久茂地 - 那覇バスターミナル（旭橋） - 那覇空港
旧25：那覇バスターミナル - 牧志 - 山川 - 儀保 - 真栄原 - 長田/琉大東口 - 普天間 - コザ - 知花 - 石川バスターミナル
旧26：那覇バスターミナル - 牧志 - 山川 - 儀保 - 真栄原 - 長田 - 普天間 - コザ - 安慶名 - 昆布 - 石川バスターミナル
旧124：那覇空港 - 那覇バスターミナル（旭橋） - 牧志/久茂地 - 泊高橋 - 大山 - 普天間 - コザ - 知花
旧125：那覇空港 - 那覇バスターミナル - 牧志 - 山川 - 儀保 - 真栄原 - 長田/琉大東口 - 普天間 - コザ - 知花

### 旧26：屋慶名（首里）線
運行：那覇交通
廃止日不明。那覇市首里地区を経由して那覇市中心部と屋慶名バスターミナルを結ぶ路線。国際通り・大道大通り・首里坂下通り・儀保大通り・石嶺本通り・県道241号を通る。
那覇バスターミナル - 牧志 - 山川 - 儀保 - 真栄原 - 長田 - 普天間 - コザ - 安慶名 - 平敷屋 - 屋慶名バスターミナル

### 旧27：屋慶名（大田）線/旧80：屋慶名（大田）線
運行：琉球バス・沖縄バス（旧27番は琉球バス）
2003年8月10日廃止。旧27番は27番のうちコザ - 屋慶名間で具志川市大田を経由する系統で、他の区間は現行の27番と同一経路。旧80番は旧27番を伊佐経由とした路線で現在の80番とは経路が異なる。
当初、80番は琉球バスも運行していたが、27番大田経由に引き継ぐ形で撤退した。また、沖縄バスは27番の大田経由を運行していなかった。
旧27：那覇バスターミナル - 牧志/久茂地 - 大謝名 - 愛知 - 普天間 - コザ - 大田 - 屋慶名バスターミナル
旧80：那覇バスターミナル - 牧志/久茂地 - 大謝名 - 伊佐 - 普天間 - コザ - 大田 - 屋慶名バスターミナル

### 旧32：糸満（小禄）線
運行：琉球バス・沖縄バス
2003年8月10日廃止。那覇市と糸満市を小禄経由で結ぶ路線。小禄地区外では現行路線の89：糸満（高良）線とほぼルートが同じで、また小禄地区で那覇交通の市内線と競合していたため廃止された。
那覇バスターミナル - 開南 - 壺川 - 旭橋 - 小禄 - 高良 - 潮平 - 糸満バスターミナル

### 旧33：糸満（豊見城）線
運行：那覇交通
1988年7月頃に廃止。那覇市と糸満市を小禄、豊見城市保栄茂経由で結ぶ路線。後述の46：西原線と統合する形で廃止。統合後の33番 (糸満西原(末吉)線)に系統番号が引き継がれていた。
那覇バスターミナル - 開南 - 旭橋 - 小禄 - 豊見城 - 保栄茂 - 座波 - 照屋 - 糸満ロータリー - 糸満営業所
豊見城団地経由：那覇バスターミナル - 開南 - 旭橋 - 小禄 - 豊見城 - 団地内郵便局前 - 座波 - 照屋 - 糸満ロータリー - 糸満営業所
2018年10月に糸満西原線の系統分割が行われ、分割後の446番・那覇糸満線が統合前の33番とほぼ同じルートを走ることとなった。

### 旧33：糸満西原（末吉）線/旧46：糸満西原（鳥堀）線

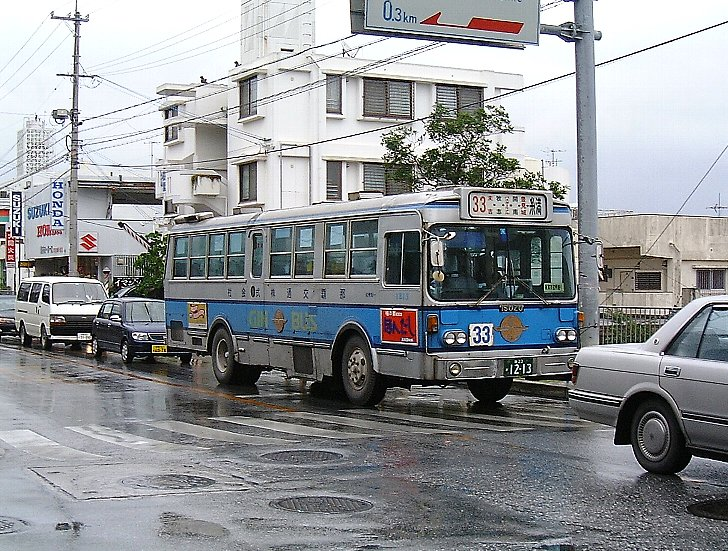
33番のバス（那覇交通時代の「銀バス」）。2002年12月撮影。この写真の撮影地は浦添市前田地区の南端部で、この周辺約500mのみ浦添市内を通る。

運行：那覇バス
西原町・那覇市首里・那覇市中心部・豊見城市・糸満市を結ぶ路線。県道38号・首里地区・国際通り・山下町大通り・小禄本通り・県道7号線バイパス・県道7号を通る。
首里地区の経由地は33番と46番で異なっていたほか、46番のみ豊見城 - 糸満間で豊見城団地廻りと保栄茂廻りがあった。33番は同区間はすべて保栄茂経由。
33：西原営業所 - 小那覇 - 儀保 - 末吉 - 牧志 - バスターミナル前 - 開南 - 旭橋 - 小禄 - 豊見城 - 保栄茂 - ロータリー前 - 糸満営業所
46：西原営業所 - 小那覇 - 鳥堀 - 首里高校前 - 牧志 - バスターミナル前 - 開南 - 旭橋 - 小禄 - 豊見城 - 団地内郵便局前/保栄茂 - ロータリー前 - 糸満営業所
※国際通りトランジットモール実施中のみ美栄橋経由
- 那覇交通時代、糸満（豊見城）線を那覇バスターミナル - 糸満ロータリー間の路線として開設。後に系統番号33番を割り振られる。その後、真栄里ダイヤ調整所（現在の糸満営業所）開設にともない路線延長。
- また、西原線を那覇バスターミナル - 我謝間の路線として開設。後に系統番号46番を割り振られる。当時は末吉経由と鳥堀経由はなく、安里 - 大道 - 山川 - 儀保 - 石嶺入口 - 翁長を経由していた。
- 1980年頃、那覇バスターミナル - 豊見城団地間に豊見城団地線を開設。のちに33番に吸収され、33番の大橋・豊見城団地経由となる。大橋経由なのは、95番のルートを引き継いだため。
  - 当時の33番は那覇バスターミナルからペリー（現在の山下）・保栄茂経由線と、那覇大橋・豊見城団地経由線の2通りあった。
- 46番に末吉経由を新設。このときに、46番が首里経由と末吉経由に分離。山川を経由していた本線ルートは首里経由となった。
- 1988年7月、この2路線が併合。西原営業所 - 糸満出張所（当時）間の33番（糸満西原線）として運行開始。
  - この際に大橋経由線が廃止。那覇バスターミナル - 小禄入口間は全て山下経由になった。豊見城市内は保栄茂経由・豊見城団地経由の両方が、首里地区は山川経由・末吉経由の両方が存在した。また、当初は牧志経由と開南経由も分かれていた（山川経由が開南を、末吉経由が牧志を経由していた。後に両方を経由するようになる）。
- 1990年8月頃、県道7号線の上田交差点～平良間が拡幅され、バス停を新設（豊見城郵便局前、豊見城中央公民館前）。
- 1991年頃、県道29号線の鳥堀～坂田間が拡幅され、33番の山川経由を鳥堀経由にルート変更する形で46番（糸満西原（鳥堀）線）を分離。同時に33番は糸満西原（末吉）線と名称変更。現在のルートになる。
- 2004年7月18日、那覇交通の那覇バスへの経営委譲に伴い、33番（糸満西原（末吉）線）が廃止。
- 2004年9月1日 33番（糸満西原（末吉）線）運行再開。但し、廃止前と比べて半分以下に減便されている。これにより46番は10本ほど減便された。
- 2010年4月25日 停留所名変更（旭町血液センター前→旭町）
- 2011年3月22日 33番、46番の糸満市役所経由を廃止。それに伴いダイヤ改編。
- 2015年9月28日 平日の33番を9→7往復、46番を35→31往復に減便。
- 2018年10月1日 333・346・446番に系統分割され、番号は消滅。

### 旧37：知念線
運行：東陽バス
1984年から1987年に廃止。現行路線の38番を知念折り返しにした路線。
現在、系統番号はこの路線をさらに短縮した那覇新開線に引き継がれている（但し、知念線と那覇新開線の運行期間は連続していない）。
那覇バスターミナル - 与那原 - 佐敷 - 知念

### 旧41：つきしろの街線
運行：沖縄バス
現在の南城市に造成されたニュータウン、つきしろの街を発着・経由する路線だった。
- 1970年代頃 41番つきしろの街線運行開始。
- 2010年4月25日 停留所名変更（赤十字病院前→古蔵中校前）。
- 2010年8月28日 41番の沖縄刑務所折り返しを廃止と共に一部停留所廃止（沖縄刑務所）、つきしろの街を循環の形で経由し、親慶原へ路線延長。それに伴い41番ダイヤ改編。
- 2019年10月1日 南城市内バス路線再編、Nバス運行開始のため41番は百名を周り南城市役所発着、運行を朝の南城市役所発・夕夜の那覇BT発のみとする。停留所名変更（休暇センター入口→新里坂）。
- 2022年4月1日 廃止。廃止となる2往復はそのまま区間短縮の上、39番に統合[150]。Nバスにつきしろの街発着系統を設定するなどして代替とする。

那覇バスターミナル - 開南 - 古波蔵 - 国場 - 兼城十字路 - 南部保健所 - 与那原 - 馬天 - 南城市役所 - 親慶原  - つきしろの街 - 百名 - 親慶原 - 南城市役所

### 旧46：西原線
運行：那覇交通
1988年7月頃に廃止。那覇市と西原町を結ぶ路線。前述の33番糸満（豊見城）線と統合する形で廃止され、系統番号は同じルートを含む46番 (糸満西原（鳥堀）線)に引き継がれている（現在は再び那覇バスターミナルで分割され、この経路は333番が後継系統となっている）。
那覇バスターミナル - 牧志 - 大道 - 儀保 - 石嶺入口 - 西原入口 - 棚原入口 - 翁長 - 呉屋 - 小橋川 - 小那覇 - 西原 - 我謝

### 旧47：てだこ線/旧87：赤嶺てだこ線

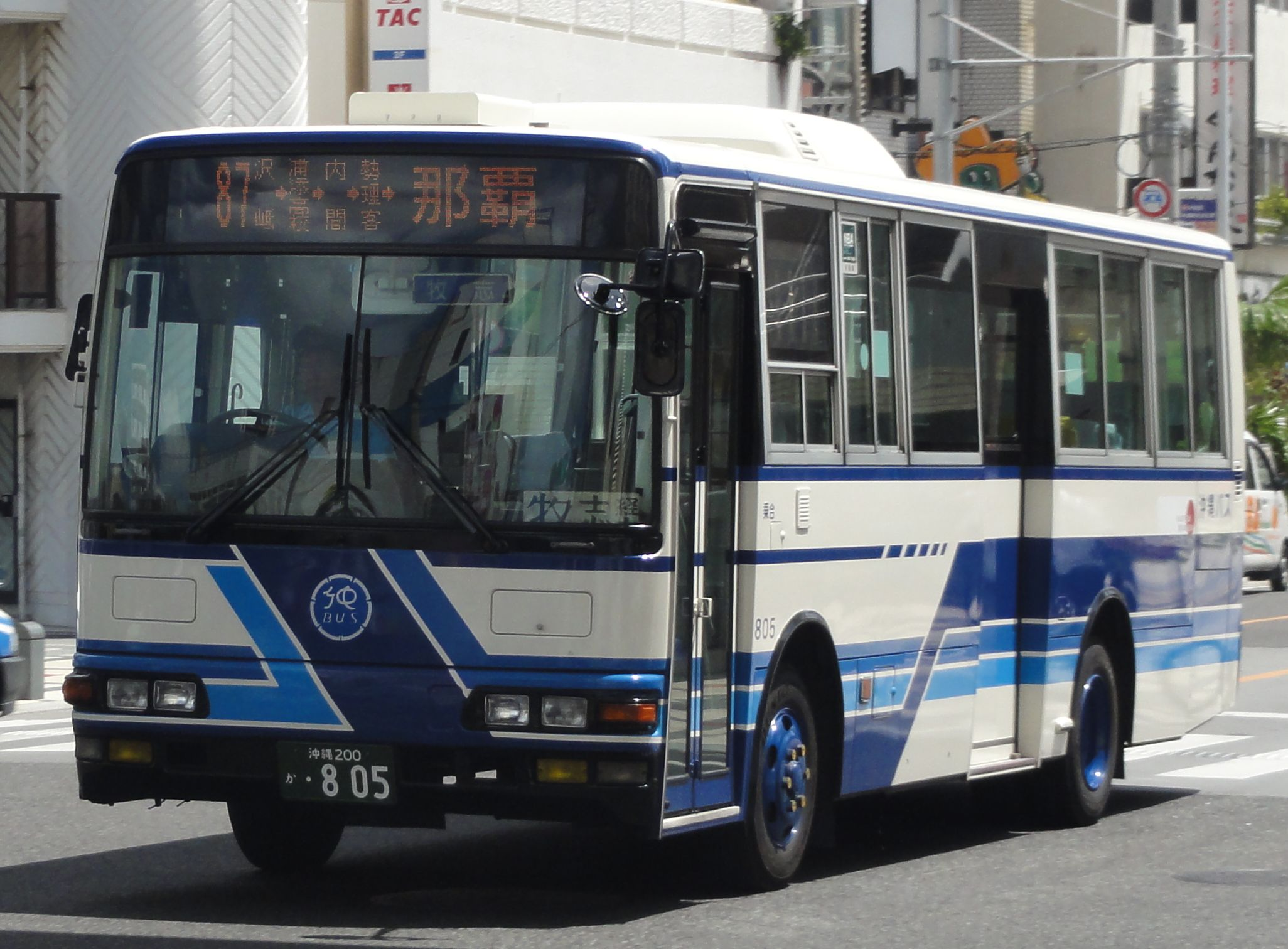
87番赤嶺てだこ線
国際通り牧志駅前（2012年）
系統廃止時点では久茂地経由に統一されており写真のように国際通りを経由する便はなくなっていた

運行：沖縄バス
那覇市中心部と浦添市を結ぶ路線。那覇市中心部と勢理客の間は国道58号を経由し、浦添市内では那覇市との市境寄りの地域を東西に横断する。47番が那覇バスターミナル前発着で、87番が豊見城営業所発着。
那覇市首里大名の一部及び浦添市経塚の一部の区画整理、沖縄都市モノレール線の延伸計画の浦添ルート案における経由地、サンエー経塚シティ計画などが重なる場所に沖縄バスが経塚駐車場を新設し、那覇バスターミナル - 浦添市経塚間に路線バスを通したもの。経塚では東陽バスの城間線（191番）の通過ルートと交差する。
2系統あわせて平日14往復（47番10往復・87番4往復）、土日祝6往復（47番4往復・87番2往復）
47：那覇バスターミナル - 久茂地 - 勢理客 - 内間西公園前 - 浦添高校前 - 沢岻大橋 - 大名小学校入口 - 沢岻小学校入口 - 沖縄療育園前
87：豊見城営業所 - 赤嶺駅前 - 那覇西高校 - 旭橋・那覇バスターミナル前 - 久茂地 - （この間47番と同経路） - 沖縄療育園前
- 2007年12月20日 87番てだこ線運行開始。
  - 経塚駐車場新設
  - 停留所新設（勢理客、整理客一丁目、内間五丁目、内間西公園前、内間公民館前、浦添高校前、沢岻入口、沢岻大橋、大名小学校前、沢岻小学校前、第一沢岻、第一経塚）。
- 2008年3月30日 おもろまち駅前広場発着の287番てだこおもろまち線運行開始。
- 2010年4月4日 ダイヤ改正。
  - 経塚駐車場 - 沖縄療育園前間を延長。
  - 片方のみの停留所新設（経塚入口、国際センター入口、沖縄療育園前、経塚シティ入口）。
  - 一部停留所廃止（第一経塚(上りのみ)、経塚駐車場）。経塚駐車場も閉鎖。
- 2010年4月25日 停留所名変更（上之屋一丁目→合同庁舎前）。
- 2012年3月10日 287番を廃止。
- 2015年4月6日 ダイヤ改正。
  - 那覇バスターミナル一時閉鎖に伴い朝と夜の一部の便を除き那覇バスターミナル前 - 赤嶺駅前間を延長
  - 路線名をてだこ線から赤嶺てだこ線に変更。
- 2015年12月12日 ダイヤ改正[151]。
  - 一部の便が那覇バスターミナル前発着となる。
  - 那覇バスターミナル前発着の路線名・番号を47番てだこ線に変更。
- 2017年4月1日 ダイヤ改正[152]。
  - 土曜ダイヤ・日祝日ダイヤを統合し土日祝日ダイヤとする。
  - 47・87番合わせて平日下り35往復→28往復、土曜日28往復・日祝日14往復→土日祝日21往復に増減便。
- 2018年10月1日 新那覇バスターミナル供用開始に伴うダイヤ改正。
  - 47番は那覇バスターミナル発着、87番は旭橋・那覇バスターミナル前経由となる。
- 2022年4月18日・5月1日 豊見城営業所新設に伴うダイヤ改正[153]。
  - 4月18日 87番の赤嶺駅付近の経路を変更し、 高良・与根入口・道の駅豊崎経由で豊見城営業所までの延長を実施、従来の赤嶺駅前広場発着を1往復のみに減便。この1往復を除く全体の本数を平日20往復（47番14往復・87番6往復）、土休日14往復（47番10往復・87番4往復）に減便[40]。
  - 5月1日  赤嶺駅前広場発着を廃止、停留所廃止（田原公園前、小禄市営住宅前、赤嶺、赤嶺駅前広場）
  - なお、当初は5月1日に赤嶺駅付近の経路変更、豊見城営業所までの延長運転開始と赤嶺駅前広場発着便廃止が同時に行われる予定だった[154]。
- 2022年7月1日　停留所名変更（農林中金前→沖縄タイムス前）。
- 2022年8月22日 平日ダイヤを土休日ダイヤの本数に合わせ、減便（ダイヤは平日と土休日で異なる）[33]。
- 2022年10月8日 土休日を減便[41]。
- 2025年1月19日 運行計画変更により両路線ともに廃止。47番は那覇バスによりルートを踏襲し、一部区間を延長した那覇てだこ線として実証運行ののち本格運行となり引き継がれている（前述）。

### 旧49：南風原線（2代目）
運行：沖縄バス
現存する39・41番の派生路線で同一経路をとり、南風原町の南部保健所で折り返す路線で、廃止時は平日12往復、土日祝日4往復の運行だった。
那覇バスターミナル - 開南 - 古波蔵 - 国場 - 兼城十字路 - 南部保健所
- 2015年4月6日 49番南風原線運行開始。
- 2019年10月1日 廃止。

### 旧53：志喜屋線
運行：琉球バス交通
2019年10月1日廃止。51番の派生路線で奥武・志喜屋を経由していた。廃止以降、両地域はNバスがカバーしている。
那覇バスターミナル -牧志  - 古波蔵 - 国場 - 目取真 - 船越 - 富里 - 奥武 - 新原ビーチ入口 - 志喜屋 - 百名バスターミナル

### 旧57：美東線
運行：東陽バス
2004年2月2日廃止。泡瀬営業所と沖縄市南東部の沖創団地入口の間を知花・コザ経由で結ぶ路線。
泡瀬営業所 - 前原 - 高江洲 - 赤道十字路 - 知花 - コザ - 高原 - 沖創団地入口

### 旧57：那覇マリンタウン馬天線/旧59：那覇マリンタウン線
運行：東陽バス
西原町と与那原町にまたがる人工島「中城湾港マリンタウン」に乗り入れる路線。どちらも那覇発着・与那原経由。
57番はマリンタウン南側の与那原町東浜を通り那覇 - 馬天営業所間を運行する路線で、1日3-6本の運行。マリンタウン・与那原周辺を除き、現行の37番と同一経路。
59番は那覇バスターミナルを起点として与那原からマリンタウン内を一周し、与那原を経て那覇バスターミナルへ戻る路線。1日2本のみの運行。那覇 - 与那原間は現行の37・38番と同一経路。
57：那覇バスターミナル - 壺川 - 真玉橋 - 国場 - 与那原 - 東浜マリンタウン球場前 - 馬天 - 新開 - 小谷 - 馬天営業所
59：那覇バスターミナル - 壺川 - 真玉橋 - 国場 - 与那原 - 東浜デイサービス前 - 西原マリンパーク前 - 与那原 - （この間往路と同一経路） - 那覇バスターミナル
- 2008年3月1日 57：那覇マリンタウン馬天線、59：那覇マリンタウン線運行開始。停留所新設。57番（東浜マリンタウン球場前）59番は片側のみ（東浜デイサービス前、西原マリンパーク前）。
- 2010年4月25日 停留所名変更（赤十字病院前→古蔵中校前、旭町血液センター前→旭町）。
- 2014年9月1日 廃止。

### 旧58
旧58：中城公園線（運行：東陽バス）
中城公園が整備され間もない、1950年代に運行開始。4社が1週間交代で運行していた。1970年代の沖縄バス撤退により、東陽バスの単独路線となる。58番県総合運動公園線に運行を引き継ぐ。
普天間市場前 - 普天間 - 石平 - パークサイド前 - 大城 - 中城公園
旧58：県総合運動公園線（運行：東陽バス）
2003年11月5日廃止。具志川市泡瀬・北中城村渡口・宜野湾市を結ぶ路線。1日1往復のみ中城城跡公園を経由する便があった。
泡瀬営業所 - 泡瀬 - 渡口 - 仲順 - 【中城公園】 - 後原 - 普天間 - 南新城
旧58：馬天琉大泡瀬線（運行：東陽バス）
沖縄本島東側の南城市佐敷・与那原町・西原町・宜野湾市・うるま市泡瀬を結ぶ路線。平日4本のみの運行で、土日祝日は運休であった。東陽バス初の琉球大学付近の運行路線であった（高速バスを除く）。なお、馬天営業所発の17:20と泡瀬営業所発の15:35の便は夏休み（7月20日から8月31日）、冬休み（12月26日から1月5日）期間中は運休した。
馬天営業所 - 知念高校前 - 与那原 - 琉大東口 - 琉大北口 - 中部商業高校前 - 長田 - 普天間 - 渡口 - 泡瀬営業所
- 2005年4月4日 58：馬天琉大泡瀬線運行開始。
- 2005年4月18日 ダイヤ改編。
- 2005年6月1日 ダイヤ改編。
- 2007年4月25日 停留所名変更（尚学院研修センター教室前→南上原分校前、南上原分校前→第一南上原）。
- 2007年7月1日 停留所名変更（南西石油入口→大典寺阿弥陀堂前）。
- 2015年4月1日 廃止。

### 旧59：新垣線
運行：東陽バス
2005年3月31日廃止。馬天営業所と泡瀬営業所を与那原町・中城村・宜野湾市普天間・北中城村経由で結ぶ路線。かつては泡瀬営業所行きではなく、渡口から国道329号を南下、中城村安里で折り返していた。また、与那原営業所から馬天営業所に移転した際、終点を与那原から馬天まで延長している。
馬天営業所 - 与那原 - 小那覇 - 南西石油入口 - 奥間 - 新垣 - 普天間 - 渡口 - 泡瀬営業所

### 旧60：城間（大名）線
運行：東陽バス
2003年9月30日廃止。浦添市・那覇市首里地区・南風原町・与那原町・佐敷町を結ぶ路線で、現行の191番と異なり、南風原町内では大名地区を経由していた。また、与那原営業所から馬天営業所に移転した際、終点を与那原から馬天まで延長している。
馬天営業所 - 新開 - 与那原 - 第一大名 - 儀保 - 安波茶 - 大平 - 屋富祖

### 旧60：泡瀬循環線/旧96：沖縄東中学校線
運行：東陽バス
沖縄市泡瀬地区の美津呂前に発着し、泡瀬埋立地を経由する路線。
60番は美津呂前を起点とし、コザ・胡屋・北中城村渡口を経由して美津呂前に戻る循環路線。平日のみの運行。
96番は美津呂前とその北側のアパート前を結ぶ路線。美里工業高校と沖縄東中学校の通学路線。平日でも学校休校日は運休となる。また、全区間100円で利用できた。
60（コザ廻り）：美津呂前 → 沖創団地入口 → 美津呂前 → 高原 → コザ → 胡屋 → 高原 → 比屋根 → 渡口 → 県営団地入口 → 美津呂前 → 沖創団地入口 → 美津呂前
60（渡口廻り）：美津呂前 → （この間コザ廻りと逆順） → 美津呂前
96：美津呂前 - 沖創団地入口 - 美津呂前 - 泡瀬三区入口 - 美里工業高校前 - アパート前
- 2004年2月2日 60：泡瀬循環線、96：沖縄東中学校線運行開始。運行開始。
- 2004年3月1日 60番、96番ダイヤ改編。
- 2013年4月1日 60番のコザ廻りの一部ダイヤ改編。
- 2014年3月31日 96番廃止。
- 2014年9月1日 60番廃止。

### 旧60：泡瀬イオンモールライカム線
運行：東陽バス
60番はイオンモール沖縄ライカムと泡瀬営業所を結ぶ路線で、イオンモール沖縄ライカムの周辺部を除くプラザハウス - 泡瀬営業所間は31番と同一経路。廃止時点で平日2往復、土曜・日祝日それぞれ3往復の運行。
イオンモール沖縄ライカム - コザ - 高原 - 泡瀬 - 泡瀬営業所
- 2015年12月28日 60番:泡瀬イオンモールライカム線運行開始。
- 2016年4月1日 ダイヤ改正。60番を増発。
- 2017年7月16日 60番を減便。
- 2023年9月11日 廃止[45]。

### 旧64：喜瀬武原線
運行：琉球バス
1995年休止（その後運行が再開されることは無なかったなめ事実上の廃止）。県道104号を経由して金武町と恩納村安富祖を結ぶ路線。
石川バスターミナル発着であったが、同ターミナル廃止後により具志川バスターミナル発着となった。廃止時路線バスが通過するのがこの路線のみだった喜瀬武原地区には代って自主運行バスを運行させたが、こちらも2004年頃に廃止されている。
- 1964年〜1965年 石川-金武-喜瀬武原-安富祖-恩納-仲泊-東恩納-石川の循環路線から石川-上祖入口に路線短縮。
- 1981年〜1982年 県道104号線経由から金武町中川の町道経由となり、中川入口、中川、城原入口バス停新設。

具志川バスターミナル - 安慶名 - 栄野比 - 赤崎 - 金武 - 喜瀬武原 - 安冨祖

### 旧68：辺戸線→与那折り返し線
運行：琉球バス
国頭村の辺土名バスターミナルと同村北部の辺戸を結ぶ路線。1980年代に短縮され辺土名 - 与那間の運行となり「与那折り返し線」に改称、1992年8月17日に北部支線の共同運行化に伴う路線再編で廃止された。与那折り返し線となってからは路線上にあるバス停は4か所のみで、3km程の短距離の路線であった。
辺戸線：辺土名バスターミナル - 宇良 - 伊地 - 与那 - 謝敷 - 佐手 - 辺野喜 - 宇嘉 - 座津武浜 - 武見 - 宜名真入口 - 宜名真 - 茅打バンタ - 北国小中学校入口 - 辺戸岬入口 - 辺戸
与那折り返し線：辺土名バスターミナル - 宇良 - 伊地 - 与那

### 旧69：奥線
運行：琉球バス・沖縄バス
2004年10月1日廃止。国頭村中心部と同村北部の地域を結ぶ路線。沖縄本島最北端の辺戸岬近くまで行く唯一の路線バスであった。
1937年に辺土名 - 宜名真間の道路が開通したことにより同区間でバス運行を開始、以北の宜名真 - 奥間では1962年1月29日に道路が開通しバス運行が開始された。
廃止に伴い、代替路線として国頭村が村営バスを運行している。
辺土名バスターミナル - 辺野喜 - 宜名真 - 辺戸岬入口 - 奥

### 旧71：運天線
運行：琉球バス・沖縄バス
2002年4月1日廃止。名護市中心部と運天港を名護市伊差川・今帰仁村仲宗根（国道505号）経由で結ぶ路線。この路線の廃止により、運天港には路線バスが全く発着しなくなっていたが、2013年にやんばる急行バスが発着するようになった。
名護バスターミナル - 伊差川 - 呉我橋 - 仲宗根 - 運天港 - 運天

### 旧72：屋我地線

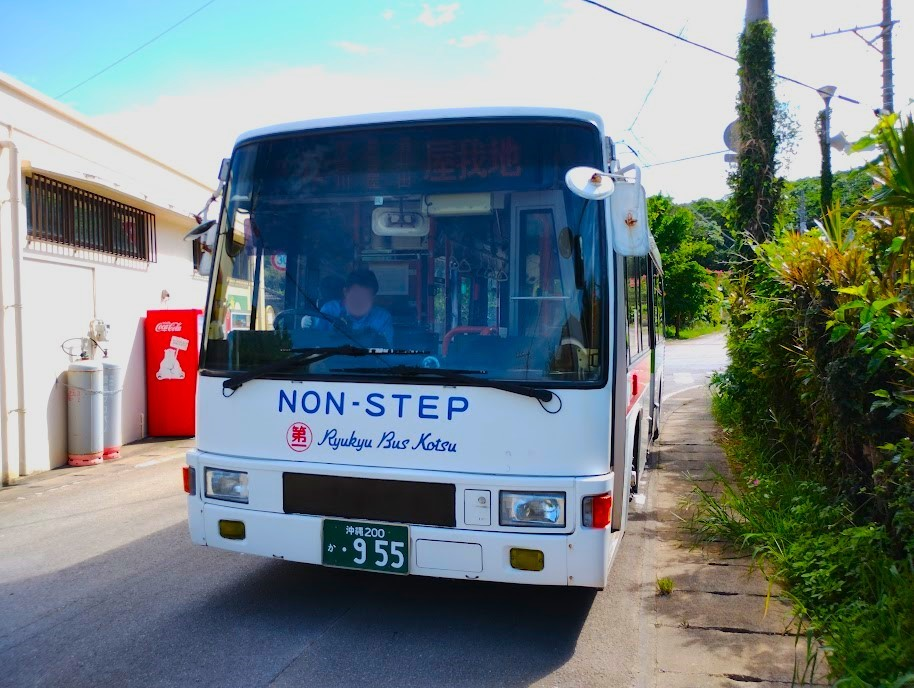
72番屋我地線の車両
運天原にて（2023年10月）

運行：琉球バス交通
名護市中心部と屋我地島を結ぶ路線。県道110号線・屋我地大橋を通る。平日・土日祝日5往復運行。平日朝の名護行き1本のみ名護高校経由。
名護バスターミナル - 名護十字路/名護高校 - 伊差川 - 真喜屋 - 済井出 - 運天原
- 1993年12月28日 琉球バスと沖縄バスによる共同運行開始。
- 2007年4月25日 停留所名変更（羽地支所前→仲尾次入口、名護商業高校前→大西五丁目、北部工業高校前→名護商工高校前）。
- 2023年10月16日 ダイヤを改正。平日1往復減便。沖縄バスが運行撤退し琉球バス交通の単独運行に[35]。
- 2025年1月14日　廃止。屋我地線は名護市コミュニティバス（なご丸）が通過するようになる。

### 旧73：川田線
運行：琉球バス交通・沖縄バス
名護市中心部と大宜味村塩屋・東村を結ぶ路線。国道58号・国道331号・県道70号を通る。東村では村北西部・中心部を経由し、村東部の高江が発着地となる。4社路線で最も東を通る路線。1日3往復の運行で、平日朝の名護行き1本のみ名護高校経由。
名護バスターミナル - 名護十字路/名護高校 - 伊差川 - 塩屋 - 平良 - 魚泊 - 高江
- 1993年12月28日 琉球バスと沖縄バスによる共同運行開始（それまでは琉球バスの単独路線だった）。
- 2003年3月29日 高江区の要望により発着地を魚泊から高江へ延長。
- 2007年4月25日 停留所名変更（北部製糖前→第二稲嶺、羽地支所前→仲尾次入口、名護商業高校前→大西五丁目、北部工業高校前→名護商工高校前、パイン工場前→押川入口）。
- 2018年10月1日 廃止。廃止後は東村、大宜味村がそれぞれ別々に廃止路線の沿線を結ぶ代替コミュニティバスを運行している。ただし大宜味村のバスは翌2019年3月末で廃止された。

### 旧74
旧74：名護〜平良線（運行：沖縄バス）
1995年5月29日廃止。名護市源河・大宜味村塩屋・東村平良を経由し、名護市と東村有銘を結ぶ路線。廃止と同時に74という系統番号は名護東部線の平良回り（後述）に引き継がれた。
名護バスターミナル - 伊差川 - 真喜屋 - 源河 - 塩屋 - 平良 - 有銘
旧74：名護東部（平良）線（運行：琉球バス・沖縄バス）
2003年4月1日廃止。国道58号・国道331号・国道329号経由で名護バスターミナルから名護市・大宜味村・東村を通り名護バスターミナルへ戻る循環路線。名護高校・天仁屋経由便もあった。
名護バスターミナル → 名護十字路 → 伊差川 → 塩屋 → 平良 → 天仁屋入口 → 【天仁屋】 → 【大川】 → 二見 → 世富慶 → 【名護高校前】 → 名護バスターミナル

### 旧75
旧75：呉我山線（運行：琉球バス）

名護バスターミナル - 伊差川 - 仲尾 - 呉我橋 - 村界 - 湧川 - 呉我山売店前 - 仲宗根
旧75：宜野湾市内線（運行：琉球バス）
普天間駐車場を起終点に宜野湾市内を一周する循環路線。両方向に運行があった。後に真志喜に宜野湾出張所（現：宜野湾営業所）を開設したことに伴い、普天間駐車場は廃止になる。
他の路線とは違う、黄色をベースにした独自塗装の車両が運行していた。
普天間駐車場 - 伊佐 - 宜野湾高校前 - 大謝名 - 真栄原 - 我如古 - 長田 - 宜野湾市役所前 - 普天間駐車場
旧75：石川砂辺線（運行：琉球バス）
2001年4月16日廃止。石川市（現うるま市）の東山駐車場と北谷町を沖縄市知花・コザ経由で結ぶ路線。北谷町役場経由は平日の日中のみ運行。廃止後に代替路線として75番（石川北谷線）が運行されている。
東山駐車場 - 栄野比 - 知花 - コザ - 山里 - 球陽高校前 - 謝苅入口 - 【北谷町役場】 - 砂辺スポーツランド前

### 旧76：伊豆味線
運行：沖縄バス
名護バスターミナル - 伊豆味 - 並里 - 渡久地
※名護バスターミナル - 伊豆味間の折り返し便があった。

### 旧77：辺野古〜名護線
運行：沖縄バス
1970年代前半に廃止。
久志バスターミナル - 世富慶入口 - 名護バスターミナル

### 旧78：辺野古〜平良線/旧79：天仁屋線/旧80：嘉陽線
運行：沖縄バス
1995年5月29日廃止。久志バスターミナルと名護市東部の国道331号沿線を結ぶ路線。旧78番は東村平良発着、旧79番は天仁屋で折り返し、旧80番は嘉陽で折り返しの路線。
全路線、久志バスターミナルとともに廃止された。現在、天仁屋、嘉陽付近は78番名護東部線が通っている。
旧78：久志バスターミナル - 二見 - 瀬嵩 - 嘉陽 - 天仁屋入口 - 平良
旧79：久志バスターミナル - 二見 - 瀬嵩 - 嘉陽 - 天仁屋
旧80：久志バスターミナル - 二見 - 瀬嵩 - 嘉陽

### 旧78：名護東部線
運行：琉球バス交通
名護市と名護市東部を結ぶ路線。名護市東部の国道329号・国道331号を経由し、東村との市村境に近い有津が発着地となる。
1日3往復で、朝・夕・夜に1往復ずつ運行される。平日朝の名護行き1本と午後の有津行き2本は名護高校・大川・天仁屋経由。土日祝日の夕1往復は天仁屋経由。
かつては東村中心部の平良から73番川田線(2018年10月1日廃止）の上り線と同じルートで名護バスターミナルに戻る循環路線「名護東部（二見廻り）線」（逆回りは74番名護東部（平良廻り）線、後に廃止）として運行されていた。
名護バスターミナル - 【名護高校前】 - 世富慶 - 二見 - 【大川】 - 天仁屋入口 - 【天仁屋】 - 有津
- 1993年12月28日 琉球バスと沖縄バスによる共同運行開始。
- 2004年4月1日 終点を名護バスターミナルから東村役場前に延長。それに伴いダイヤ改編。
- 2007年4月25日 停留所名変更（名護商業高校前→大西五丁目、北部工業高校前→名護商工高校前）。
- 2018年10月1日 有津 - 東村役場前（東村内全区間）を廃止。
- 2023年10月16日 ダイヤを改正。沖縄バスが運行撤退し琉球バス交通の単独運行に[35]。
- 2024年12月2日　廃止。

### 旧81：源河線
運行：沖縄バス
1990年代に廃止。国道58号を経由し名護市中心部と源河地区を結ぶ路線。元々の名称は源河折返し線。
名護バスターミナル - 田井等 - 源河

### 旧83：米須折り返し線
運行：琉球バス
1993年2月廃止。糸満バスターミナルと糸満市南部の晴明病院前を結ぶ路線。旧82番（米須線）を延長した現行路線の82番玉泉洞糸満線と大部分が競合していたため廃止された。
糸満バスターミナル - 名城 - ひめゆりの塔前 - 晴明病院前

### 旧84：真壁線
運行：琉球バス
1993年2月廃止。糸満市中心部と市中央部の高嶺・真壁を経由する循環路線。糸満地区の路線再編に伴い、85番 (摩文仁線)・87番 (喜屋武線)とともに廃止された。
糸満バスターミナル - 高嶺入口 - 真壁小学校前 - 真壁 - 高嶺入口 - 糸満バスターミナル

### 旧85：摩文仁線
運行：琉球バス
1993年2月廃止。糸満市中心部と市南部の名城・ひめゆりの塔前・平和祈念堂入口を結ぶ路線。糸満地区の路線再編に伴い、84番 (真壁線)・87番 (喜屋武線)とともに廃止された。早朝と夜の2回のみの運行であった。
糸満バスターミナル - 名城 - ひめゆりの塔前 - 米須 - 平和祈念堂入口

### 旧85：国吉（大里）線/旧86：国吉（真栄里）線
運行：琉球バス交通
糸満市中心部と市中央部の高嶺・国吉・真栄里などの地域を経由する循環路線。
85番は時計回りに運行する路線で、平日午後に4本運行され、糸満市役所を2度通る便、1度だけ通る便、通らない便がある。86番は反時計回りに運行する路線で、平日朝に2本運行される。どちらも土日祝日は運休。
85：糸満バスターミナル → 【糸満市役所前】 → 高嶺入口 → 国吉 → 真栄里 → 【糸満市役所前】 → 糸満バスターミナル
86：糸満バスターミナル → 真栄里 → 国吉 → 高嶺入口 → 糸満バスターミナル
- 2012年4月2日 85番の糸満市役所経由の一部の便のルート変更。
- 2018年10月1日 廃止。糸満市が運行する「いとちゃんmini」および定時運行する「いとちゃんmini国吉線」が代替。

### 旧87：喜屋武線(1993/2廃止)
運行：琉球バス
1993年2月廃止。糸満市中心部と市南部の喜屋武を結ぶ路線。糸満地区の路線再編に伴い、84番（真壁線）、85番（摩文仁線）とともに廃止された。
糸満バスターミナル - 南部病院前 - 名城 - 喜屋武

### 旧88：陸運事務所線
運行：琉球バス
1993年10月運行開始、1994年12月廃止。浦添市の国道58号より海側エリアへ運行し、現在の沖縄総合事務局運輸部陸運事務所を終点とした路線であったが、1年あまりで廃止された。
那覇バスターミナル - 久茂地 - 城間 - 港川 - 陸運事務所

### 旧91：城間（南風原）線
運行：東陽バス
現存する191番と起終点や循環区間の経路は同じで、兼城十字路（南風原町）と首里の間の経路が異なり、91番は新川を経由していた。
2018年12月22日廃止。91番はもともとは旧60番(城間(大名)線)からの派生路線で、1975年から1978年頃に旧60番の南風原（兼城）経由から91番と番号を替えたもの。191番は91番からの派生路線であったが、大多数が191番となり、91番は末期は平日・土日祝日とも2本のみの運行だった。
馬天営業所 → 知念高校前 → 与那原 → 兼城十字路 → 新川 → 鳥堀 → 儀保 → 安波茶 → 大平 → 城間 → 屋富祖 → 大平 → （この間往路と同一経路） → 馬天営業所

### 旧92
旧92：中城公園(仲順)線（運行：東陽バス）
普天間市場前 - 普天間 - 石平 - 仲順 - 大城 - 中城公園
旧92：東南植物楽園線（運行：東陽バス）
2004年2月2日廃止。泡瀬営業所および沖縄市胡屋・コザ・知花と東南植物楽園を結ぶ路線。東南植物楽園へ至る唯一の路線であった。また、現在路線バスが入っていないコザ中学校前などを走っていた
泡瀬営業所 - 大里 - 高原 - 徳洲会病院前 - 胡屋 - コザ - 知花 - 東南植物楽園
北中城高校経由:泡瀬営業所 - 大里 - 北中城高校前 - 比屋根 - 高原 - 徳洲会病院前 - 胡屋 - コザ - 知花 - 東南植物楽園

### 旧93：海洋博記念公園行き急行バス
運行：琉球バス・沖縄バス
1997年5月11日廃止。那覇バスターミナルと本部町の海洋博記念公園を結ぶ路線。沖縄国際海洋博覧会の開催時にアクセス路線として運行開始し、海洋博終了後も一般路線として引き続き運行された。沖縄自動車道延長後も一般道路経由で、長距離路線であるためトイレ付きの車両が運用されるなど特徴があった。末期は土日祝日のみの運転であった。
那覇バスターミナル - 大謝名 - 嘉手納 - 名護十字路 - 渡久地 - 海洋博記念公園

### 旧94：中部循環線
運行：琉球バス
2000年代に廃止。読谷バスターミナルを起点とし、他の読谷バスターミナル発着と同じく喜名経由と、楚辺経由があった。62番中部線と読谷バスターミナル-団地入口間は概ね同じルートだった。
読谷バスターミナル - 楚辺/喜名 - 嘉手納 - 白川 - 知花 - コザ - 山里 - 球陽高校前 - ナショナルクレジット前 -（以下同ルート）- 読谷バスターミナル

### 旧95
旧95：豊見城団地線（運行：那覇交通）
1980年代中期に廃止。那覇バスターミナルを起点とし、那覇大橋・小禄・豊見城村（現・豊見城市）豊見城を経て、同村内の豊見城団地内を逆時計回りに循環し、同じルートで那覇バスターミナルへ戻る路線。当時の33番に吸収され、糸満(豊見城)線の大橋・豊見城団地経由となる。既存のルートはペリー（現在の山下）・保栄茂経由になった。
那覇バスターミナル - 県庁前 - 壺川 - 大橋 - 小禄 - 豊見城 - 豊見城団地 - 豊見城 - 小禄 - 大橋 - 壺川 - 県庁前 - 那覇バスターミナル
旧95：豊見城南高校線（運行：那覇バス）
2005年7月9日廃止。豊見城市の豊見城団地地区と豊見城市役所前（現・豊見城中学校前）・豊見城南高校を結ぶ路線。那覇交通時代からの赤字路線だったが、豊見城市の援助を受けていたため、那覇バス移管時も廃止されなかった。
ゆたか保育園前 - 豊見城団地入口 - 豊見城市役所前 - 豊見城南高校

### 旧96
旧96：浦添港川線（運行：東陽バス）
2003年12月1日廃止。馬天営業所と浦添市北部の港川地区にある陸運事務所の間を那覇市首里を経由して結ぶ路線。88番陸運事務所線が運行されていた時期以外では沖縄県陸運事務所へ至る唯一の路線であった。
主な経路は91番と同様（新川経由）で、浦添ショッピングセンター前バス停（現、城間三丁目バス停）より、浦添市港川の陸運事務所へ延長した形であった。当路線が運行されていたときは、城間三丁目バス停は現在のように191番、および2018年に廃止された91番用の下りバス停のみではなく、上りバス停もあった。
馬天営業所 - 新開 - 与那原 - 兼城 - 儀保 - 安波茶 - 港川 - 陸運事務所前
旧96：北谷～イオンモール線（運行：沖縄バス）
2025年1月19日廃止。北中城村のイオンモール沖縄ライカムと北谷町役場を結ぶ路線。末期には土日祝1本のみの運行であった。
北谷町役場 - 美浜アメリカンビレッジ入口 - 謝苅入口 - ファイヤーステーション前 - 大平 - 比嘉西原 - イオンモール沖縄ライカム

### 旧100
旧100・白川線（運行：沖縄バス）
南部徳洲会病院前および八重瀬町北西部の白川・志多伯を経由して那覇市中心部と糸満市を結ぶ路線。
2015年4月6日廃止。本路線を古波蔵経由・南部徳洲会病院前折り返しに短縮した100番津嘉山線に代替された。
那覇バスターミナル - 開南 - 寄宮中学校前 - 国場 - 南部徳洲会病院前 - 志多伯 - 座波 - 糸満ロータリー - 【潮崎二丁目】 - 糸満バスターミナル
旧100・津嘉山線（運行：沖縄バス）
上記白川線を短縮、一部経路変更し、那覇市中心部と南部徳洲会病院を志多伯経由で結ぶ路線で、廃止時点は平日・土日祝日とも2往復の運行。徳洲会病院入口 - 徳洲会病院前間を除き、34番と同一経路だった。
那覇バスターミナル - 与儀十字路 - 古波蔵 - 真玉橋 - 国場 - 津嘉山 - 南部徳洲会病院前
- 2015年4月6日 100番津嘉山線を運行開始。
- 2015年12月20日 平日4→2往復に減便。
- 2020年5月3日 廃止[156]。

### 旧102
旧102：コザ線（運行：那覇交通）

旧102：空港こどもの国線（運行：那覇交通）
1990年代に廃止。那覇空港・那覇市と沖縄市中心部・沖縄こどもの国を琉球大学・普天間経由で結ぶ路線。46：糸満西原（鳥堀）線の開設と相前後して首里地区の経由地が儀保、石嶺入口経由から鳥堀経由に変更となった。
（変更前）：那覇空港 - 那覇バスターミナル（旭橋） - 開南 - 山川 - 儀保 - 石嶺入口 - 西原入口 - 翁長 - 琉大附属病院前 - 琉大東口 - 琉大北口 - 中部商業高校前 - 普天間 - 胡屋 - 沖縄こどもの国
（変更後）：那覇空港 - 那覇バスターミナル（旭橋） - 開南 - 山川 - 鳥堀 - 幸地 - 翁長 - 琉大附属病院前 - 琉大東口 - 琉大北口 - 中部商業高校前 - 普天間 - 胡屋 - 沖縄こどもの国
旧102：空港普天間線（運行：那覇交通）
1998年7月31日に廃止。上記の空港こどもの国線を普天間折り返しにした路線。空港と開南、さらに開南と琉大を結ぶ唯一の路線であった。
那覇空港 - 那覇バスターミナル（旭橋） - 開南 - 山川 - 儀保 - 石嶺入口 - 西原入口 - 翁長 - 琉大附属病院前 - 琉大東口 - 琉大北口 - 中部商業高校前 - 普天間
旧102：西原普天間線（運行：那覇交通）
2004年7月17日に廃止。西原町の西原営業所と普天間を琉球大学経由で結ぶ路線。
西原営業所 - 小那覇 - 翁長 - 琉大附属病院前 - 琉大東口 - 琉大北口 - 中部商業高校前 - 普天間

### 105：南部病院折り返し線
運行：琉球バス
1993年2月廃止。糸満市街地南側の沖縄県立南部病院（現：豊見城中央病院）に立ち寄り、那覇市と糸満市を結ぶ路線。糸満ロータリー - 南部病院前間以外は現行の糸満（高良）線と同様、国道331号経由。旧琉球バス時代の単独運行であった。
那覇バスターミナル - 開南 - 壺川 - 旭橋 - 航空隊前 - 高良 - 潮平 - 糸満ロータリー - - 糸満ロータリー - 糸満バスターミナル

### 109：大里（真境名）線
運行：沖縄バス
主に県道86号を通り、那覇市・南風原町・南城市大里大城を結ぶ路線。廃止時点では40番の派生路線で109番は県道86号の東側の真境名を経由して大城を発着していた。かつては大城からさらに親慶原まで運行していた便もあった。
上泉 - 開南 - 寄宮中校前 - 国場 - 兼城十字路 - 南風原町役場前 - 仲程 - 南風原 - 真境名 - 大城
- 1986年 109番運行開始。[157]。
- 2019年10月1日 南城市内バス路線再編、Nバス運行開始のため廃止、109番のみ通過していたバス停には代わってNバスが発着する。

### 旧110：深夜バス
運行：琉球バス・沖縄バス・那覇交通・東陽バス
那覇を深夜に出発し、宜野湾市を経由してコザに至る路線。飲酒運転の抑止を目的に、沖縄県警からの要請を受け、1997年4月3日に運行開始した。4社共同運行。木曜・金曜深夜の0時30分と1時に那覇バスターミナルを出発した。運賃は通常の路線バスの2割増であった。
当初は1997年5月31日までの運行を予定していたが、利用者や県警から継続の要望があったため、同日以降も運行日を金・土曜深夜に変更したうえで運行を継続した。しかし、翌年になり客足が途絶え始めたため、1998年5月31日に廃止された。
那覇バスターミナル → 県庁北口 → 農林中金前 → 泊高橋 → 安謝橋 → 大謝名 → 真栄原 → 普天間 → 山里 → コザ

### 旧113：南風原線（初代）
運行：沖縄バス
1998年1月16日廃止。那覇市と大里村大城（現・南城市大里）を那覇市開南・与儀タンク跡地・国場・南風原町役場前（現・福祉センター入口）経由で結ぶ路線。40：大里線からの派生路線で、那覇市の与儀十字路から分岐し、南風原町照屋（実際には喜屋武）で再び合流する。それ以前は表記の通り、南風原町役場前で折り返していたが、役場が現在地に移転したのに伴い、大里線と同じルートに延長された。
那覇バスターミナル - 開南 - 与儀タンク跡地 - 国場 - 津嘉山 - 南風原町役場前（現、福祉センター入口） - 仲程 - 第二団地前 - 大城

### 旧120：空港リゾート西線
運行：琉球バス・沖縄バス
1992年8月運行開始。那覇空港・那覇バスターミナル・名護市と西海岸の各リゾートホテルを結ぶ路線。現在の120番名護西空港線とは経由地が違い、全便急行運転をしていた。
1998年4月1日廃止。
那覇空港 - 那覇バスターミナル - 大謝名 - 嘉手納 - ムーンビーチ - 名護十字路 - 名護バスターミナル

### 旧138：向陽高校線
運行：東陽バス
2001年6月1日廃止。馬天営業所を起点とし、同町佐敷、知念を経由して、具志頭村（現八重瀬町）の向陽高校前へ至る路線。現行路線の38：志喜屋線からの派生路線で、南城市佐敷の馬天営業所と八重瀬町の県立向陽高校を結ぶ路線。通学時の上下1本ずつの運行であった。
馬天営業所 - 新開 - 佐敷 - 久原 - 知念 - 志喜屋 - 中山 - 向陽高校前

### 旧180：屋慶名（首里駅・国場）線/旧19：首里駅おもろまち線/旧280：屋慶名（首里駅・国場）線
運行：沖縄バス
180番は那覇市と沖縄市・うるま市与勝半島を沖縄自動車道（那覇IC - 沖縄南IC間）経由で結ぶ路線。那覇市内では首里駅経由、うるま市内では大田経由である。2003年8月10日より運行を開始。2008年7月12日に廃止され、同一路線名のまま280番に代替された。
19番は那覇市のおもろまち駅前広場を起点とし、那覇バスターミナル・国場・県立医療センター前を経由して首里駅前で折り返し、おもろまち駅前広場へ戻る路線。18番に那覇バスターミナル - おもろまち駅前広場間を延長した路線で、那覇バスターミナル - 首里駅間は180番の那覇市内一般道路走行区間と同一経路である。2008年7月12日に運行開始、2009年9月26日廃止。
280番は180番をおもろまち駅前広場発着に延長した路線で、那覇市内では19番とほぼ同一経路をとり、沖縄自動車道・うるま市内区間は180番と同一経路である。19番と同時に新設・廃止。
旧180：那覇バスターミナル - 壺川 - 古波蔵 - 国場 - 県立医療センター前 - 那覇インター前 - 首里駅前 - 沖縄自動車道 - 園田 - コザ - 平良川 - 大田 - 前原 - 屋慶名バスターミナル
旧19：おもろまち駅前広場 - 久茂地 - 那覇バスターミナル前 - 古波蔵 - 国場 - 県立医療センター前 - 那覇インター前 - 首里駅前 [循環]
旧280：おもろまち駅前広場 - 久茂地 - 那覇バスターミナル前 - 古波蔵 - 国場 - 県立医療センター前 - 那覇インター前 - 首里駅前 - 沖縄自動車道 - 園田 - コザ - 平良川 - 大田 - 前原 - 屋慶名バスターミナル

### 旧777：那覇市内観光周遊バス ゆいゆい号
那覇空港・那覇バスターミナルを起点に、識名園、首里城、DFSギャラリア・沖縄などの観光地を巡回する路線。一般社団法人那覇市観光協会が那覇バスに運行を委託して運行した。2013年6月1日より運行したが利用は伸びず2015年8月31日限りで運休となった。

### 旧955：空港OTS線
運行：那覇バス
那覇空港と豊見城市豊崎にあるOTSレンタカー臨空豊崎営業所を結ぶ路線。那覇空港でのレンタカー送迎車両の混雑を緩和する目的で運行開始された。平日・土日祝日とも8時台から14時台まで30分間隔、12往復の運行。OTSレンタカー利用者は無料で利用できるが、路線バスであるため運賃を支払えば一般利用も可能であった。
那覇空港 - OTS前
- 2018年4月1日 運行開始。
- 廃止時期不明

### 北谷町コミュニティバス（C-BUS）
運行：琉球バス交通（南ルート・宜野湾営業所、北ルート・読谷営業所）
北谷町が2017年6月19日から運行していたコミュニティバス。北コースと南コースの2路線。大人（中学生以上）200円均一、65歳以上の人・障害者・介護者・運転免許返納者・小学生は100円均一、小学生未満は保護者同伴時に限り無料だった。
コミュニティバスとしての運行は2021年6月20日限りで終了し 2021年7月より同名のデマンドバスに移行した。

## 実証実験路線の概要
以下は正式運行に至らなかった実証実験路線。

### パークアンドバスライド
2001年度に実施された警察庁と国土交通省の実証実験事業。那覇都市圏の渋滞緩和を目的に、郊外に設置した無料駐車場と那覇市中心部を結ぶバス。4社による共同運行。朝の那覇行きと夕方の郊外行きのみ運行され、途中停車地は下記に示す那覇市中心部の主要停留所のみであった。
- 那覇 - 宜野湾（2001年8月30日-10月5日運行）[162]
  - 那覇バスターミナル - 県庁北口 - 農林中金前 - 若松入口 - 泊高橋 - 宜野湾駐車場
- 那覇 - 南風原（2002年1月31日-同年3月29日運行）[163]
  - 那覇バスターミナル - 県庁前 - 県庁南口 - 上泉 - 赤十字血液センター前 - 那覇空港自動車道宮城高架橋下駐車場

### 那覇市コミュニティバス
那覇市真和志地区および小禄地区のモノレール駅・既存バス停留所から離れた公共交通空白地域の改善を目的として、那覇市が企画し2006年11月6日から運行を開始した。真和志地区では「真和志みぐい」、小禄地区では「小禄みぐい」の愛称が付けられた（「みぐい」とは「巡り」を意味する）。どちらも那覇バスが運行し、2007年2月上旬まで3か月間の運行予定だったが、利用不振により2007年1月12日限りで打ち切られた。
真和志みぐい
真和志地区を経由して那覇市中心部と安里駅を結ぶ路線。運行距離は約8km。起終点付近での経由地が、上下線で若干異なった。
旧黒マルソウ通りは以前、那覇交通（現那覇バス）が3番松川線を運行させていた事があったが（後に1番寄宮線が廃止になった際に、三原方面を経由するルートに改められた）、路線バスが通るのはそれ以来であった。
市内線扱いだが、市外線カラーの車両で運行していて、新車の小型ノンステップバスも運用に就いていた。当初は那覇バスの回数券・定期券は使用できなかったが、利用者からの要望に応え12月6日より利用可能となったほか、12月20日からは栄町市場の買い物割引券を配布した。
那覇バスターミナル - 県庁南口（安里駅行き）/県庁北口（那覇バスターミナル行き） - 那覇高校前 - 第一地方合同庁舎前 - 与儀小学校前 - 国場北 - 女子短大前 - 長田西公園前 - 旧黒マルソウ通り - 繁多川入口 - 三原 - 大道小学校前 - 大道中央病院前（安里駅行き） - 安里駅前
小禄みぐい
産業支援センターを起終点とし、小禄・宇栄原・具志地区など那覇市の南西部の住宅地内を循環する路線。高良、具志地区を経由する具志経由と、さつき小学校前を経由するさつき小経由があった。運行距離は、さつき小経由が約8kmほど、具志経由が約11kmほどで、さつき小経由は具志経由の高良、具志地区を短絡するルートになっていた。
市内線扱いだが、競合路線が少ないことや利用促進のために、運賃が大人150円（小人80円）均一となった。また、豊見城市の海軍壕公園入口も経由していた。那覇バスの回数券・定期券は使用できなかった。
さつき小経由：産業支援センター - 那覇西高校前 - ジャスコ前 - 小禄農協前 - 小禄病院前 - 小禄南小学校入口 - 海軍壕公園入口 - 宇栄原団地東 - 小禄支所前 - さつき小学校前 - 赤嶺駅前 - 那覇西高校前 - 産業支援センター
具志経由：産業支援センター - 那覇西高校前 - ジャスコ前 - 小禄農協前 - 小禄病院前 - 小禄南小学校入口 - 海軍壕公園入口 - 宇栄原団地東 - 小禄支所前 - 宇栄原三丁目 - 高良市場前 - 恐竜公園前 - 宮城自治会館前 - ビッグワン小禄店前 - 赤嶺駅前 - 那覇西高校前 - 産業支援センター

### 浦添市コミュニティバス
浦添市が公共交通空白地域の解消を目的に2010年12月1日から2011年2月28日まで社会実験として運行したコミュニティバス。国道58号とバイパスの間の住宅地を通り、沖縄都市モノレールおもろまち駅・古島駅と浦添市役所・市立図書館を結ぶ。6時台から22時台まで、平日40往復、土日祝日34往復が運行された。上下で若干ルートが異なり、浦添市立図書館行きは35停留所、浦添市立図書館発おもろまち駅前広場行きは34停留所を経由する。
運行は琉球バス交通と那覇バスが担当し、車両は両社の中型車を使用した。運賃は200円均一（小人100円、1歳未満は無料）。現金のみでの支払いで、定期券や回数券は使用できなかった。
運行期間の終了とともに採算が見込めないとしてそのまま運行終了となった。
おもろまち駅前広場 - 古島 - 内間3丁目 - 殿下橋 - 宮城公園 - 泉小公園 - 浦添商業高校前 - 陸上競技場前 - 市立図書館前

### 沖縄IT津梁パーク通勤バス
運行：琉球バス交通
沖縄県がうるま市の沖縄IT津梁パーク・国際物流特別地域の通勤の便を図るため実証実験として運行した路線。具志川バスターミナルから沖縄IT津梁パーク・中城湾港新港地区工業団地を経由し、イオン具志川ショッピングセンターで折り返して具志川バスターミナルに戻る。運賃は一般の路線バス並みであったが、豊原十字路 - ジャスコ具志川入口間は運賃100円であった。
2012年8月8日に運行開始した当初は1日11本運行だったが、同年12月27日に減便され平日4本・土日祝日運休となり、翌2013年3月29日に運行を終了した。
具志川バスターミナル - うるま市役所前 - 安慶名 - 平良川 - 喜屋武 - なかすき大橋 - 豊原十字路 - IT津梁パーク前 - 企業立地サポートセンター前 - 工業団地前 - 州崎 - ジャスコ具志川入口 [循環]

### 電気バス実証運用事業
0：寒川開南EV線
沖縄県・公益財団法人沖縄県産業振興公社を事業主体とする電気バス実証運用事業において設定された路線。新川営業所から識名トンネル・那覇病院通り・開南・那覇市中心部・国際通り・大道大通り・首里寒川町を通り、一周して新川営業所に戻る循環路線。寒川を先に通る「寒川廻り」と開南を先に通る「開南廻り」がある。系統番号は走行中の二酸化炭素排出0にちなむ。
この事業では、2011年度から2014年度の4年間で合計12台の電気バスを県内で製造する計画であった。
2011年度に県内で製造した1台目の電気バスが完成し、2012年11月1日から2013年2月28日まで実証実験を行い、寒川廻り・開南廻りを各1本運行した。
2013年10月1日から同年11月30日まで車両をもう1台準備して再度実証実験を行った。運行本数は寒川廻り・開南廻り各4本に増やされた。
車両は他社から譲り受けたいすゞ・ジャーニーKを改造した車両で、愛称は「ガージュ号」。改造はピューズ（東京アールアンドデーの子会社）。2度目の実証実験終了後は1台が久米島の球美中学校のスクールバスとしての実証実験に、1台が座間味島の座間味村営バスに転用された。
寒川廻り：新川営業所 - 県立医療センター - 寒川 - メディカルプラザ大道中央 - 国際通り - 県庁前 - 開南 - 寄宮 - 識名トンネル - 新川営業所
開南廻り：新川営業所 - 識名トンネル - 寄宮 - 開南 - 県庁前 - 国際通り - メディカルプラザ大道中央 - 寒川 - 県立医療センター - 新川営業所
※国際通りトランジットモール実施中は美栄橋経由

### 糸満市〜那覇空港直行線
運行：琉球バス交通
那覇空港と糸満市内の間を運行する路線で、愛称は「いとちゃんバス」。糸満市が立ち上げた糸満市「新しい公共交通検討事業」合同委員会を事業主体とする実験運行。
国道331号バイパス（小禄バイパス・豊見城道路・糸満道路）経由で、那覇空港と糸満市内の間は停車しない。1日6往復の運行で、一部の便にはガイドが乗車して案内を行う。
運賃は4社の路線バスと同水準で、当路線専用の1日乗車券がある。
車両は当路線専用車を使用する。
那覇空港 - 西崎運動公園前 - 道の駅いとまん前 - サザンビーチホテル前 - 道の駅いとまん前 - 糸満漁港入口 - 糸満市役所前 - 真栄里入口 - 南部病院前 - 名城 - ひめゆりの塔前 - 米須 - 平和祈念堂入口 - 健児の塔入口 - うちなーファーム（糸満観光農園前）
- 2015年6月15日 実験運行として運行開始[174]。1日12往復運行。
- 2016年1月3日 「いとまんピースフルイルミネーション」期間に合わせこの日限りで2015年度の実験運行を終了[175]。
- 2016年5月23日 2016年度の実験運行を開始[176]。
  - 6往復に減便。
  - 経路を変更。南部病院前 - 健児の塔入口間を82番と同一経路とし同区間内のすべてのバス停に停車するようになり、停車地が大幅に追加された。琉球ガラス村への乗り入れは中止（波平入口停車で代替）。
- 2016年9月30日 この日限りで実験運行を終了[177]。

### クルーズ実証運行
運行：琉球バス交通
おもろまち駅前広場と安謝新港の第二クルーズターミナルを2024年2月3日から2024年3月3日までの期間限定で運行していた路線。全日7往復設定されていた。バスロケーションシステム上では208番とされていた。前乗り前降り前払いで運賃は当時の市内線均一料金の240円であった。現金、OKICAカードの他、タッチ決済や全国交通系ICカード(物販扱い)、各種電子マネーなどが使えた。
廃止後に一部バス停に時刻表が貼られている
おもろまち駅前広場 - 銘苅 - 〔→古島〕 - 内間入口 - 安岡中学校前 - 沖縄サントリー前 - 〔←安謝橋〕 - 曙三丁目 - 沖縄シャープ前 - 倉庫前 - ふ頭入口 - 第二クルーズターミナル
- 2024年2月3日　運行開始。
- 2024年3月3日　運行終了。